# Sevilla
Sevilla es un municipio y una ciudad de España, capital de la provincia homónima y de Andalucía. Con una población de 687 488 habitantes (INE 2024), es la ciudad más poblada de Andalucía y la cuarta de España según los datos oficiales del INE. El municipio tiene una superficie de 141,4 km². El área metropolitana de Sevilla está compuesta por 46 municipios, incluye a una población de 1 548 741 habitantes (INE 2020) y ocupa una superficie de 4905,04 km². Sevilla, al disponer de su Real Alcázar, es una de las cuatro ciudades donde la familia real española tiene residencia oficial, junto con Madrid, Barcelona y Palma.
Su casco antiguo, con 3,9 km², es el más extenso de España y el sexto más grande de Europa, tras los de Roma (14,6 km²), Nápoles (10,3 km²), Venecia (7,6 km²), Florencia (5,5 km²) y Génova (4,1 km²). Sevilla es una de las ciudades con más monumentos catalogados en Europa. Su casco histórico es uno de los mayores de España. Su patrimonio histórico y monumental y sus diversos espacios escénicos y culturales la constituyen en ciudad receptora de turismo nacional e internacional. Es la tercera ciudad de España en ocupación hotelera tras Barcelona y Madrid. Entre sus monumentos más representativos se encuentran la catedral (que incluye la Giralda), el Alcázar, el Archivo de Indias y la Torre del Oro, los tres primeros declarados Patrimonio de la Humanidad por la Unesco en 1987.
Es la única ciudad interior de España con puerto, situado a unos 90 km del océano Atlántico, pues el río Guadalquivir es navegable desde su desembocadura en Sanlúcar de Barrameda hasta la ciudad de Sevilla, aunque el tamaño de los barcos que acceden está limitado por una esclusa con un calado máximo de 8,5 m y el puente de circunvalación del Centenario limita el calado aéreo a 42 m.
Sevilla dispone de una red desarrollada de transporte por carretera y ferrocarril, así como de un aeropuerto internacional. Tiene instalaciones de Airbus Defence and Spacela cuál es sede de la Agencia Espacial Española. Renault y Geely tienen en el barrio de San Jerónimo una fábrica de Horse para la producción de cajas de cambio. Muy cerca de esta se encuentra Renault Refactory, una industria dedicada a la economía circular y a la movilidad sostenible.
Entre 1503 y 1717 Sevilla albergó las instituciones gubernamentales y mercantiles que gestionaban el comercio con América. Desde 1911 comenzaron a ejecutarse proyectos urbanísticos para preparar la ciudad para la Exposición Iberoamericana, que tuvo lugar en 1929. Se construyeron edificios regionalistas, se hizo el parque de María Luisa (con las plazas de América y de España) y se configuraron nuevas avenidas como la de la Constitución y la Palmera. Para la Exposición Universal de 1992 se construyó la autovía de circunvalación de Sevilla (SE-30), se reformó el aeropuerto y se construyó la estación de Santa Justa, dotada de trenes de alta velocidad. Los pabellones de la muestra se construyeron en la Isla de la Cartuja, que después acogió la sede del Parque Científico y Tecnológico Cartuja, la Escuela Técnica Superior de Ingeniería y la Facultad de Comunicación de la Universidad de Sevilla y el parque temático y de ocio Isla Mágica.
En 2014 se construyó el rascacielos Torre Sevilla en la Isla de la Cartuja, que fue objeto de polémica debido a su posible impacto visual. Ese mismo año se construyó el Acuario de Sevilla, en el Muelle de las Delicias. Parte del recorrido temático del acuario está inspirado en la Expedición de Magallanes-Elcano, que supuso la Primera Vuelta al Mundo.

## Toponimia
Una antigua teoría del siglo XVI hacía derivar el nombre de la ciudad de una palabra del fenicio o de la lengua indígena tartesia Spal, que significaría «tierra llana».[cita requerida] Lo más probable es que proceda del nombre fenicio Hisbaal, documentado como nombre de persona en la Biblia y en otros textos: Baal alude a la divinidad, y His admite diversas interpretaciones en fenicio («vive», «regalo de», «varón de»), por lo que su significado originario bien pudo haber sido «Regalo de Baal», o bien haber tomado el nombre de un personaje de origen fenicio llamado Hisbaal que hubiera dado nombre al puerto o a un castillo en este lugar. Tras la conquista, los romanos latinizaron el topónimo primero como Hispal y luego como Hispalis, y aun hoy es común oír «hispalense» como gentilicio de Sevilla.
Durante la época andalusí, el nombre varió a Ishbīliya (en árabe, إِشْبِيلِيَة), debido a la sustitución de /p/ (fonema inexistente en árabe) por /b/, así como de /a/ tónica por /i/, un fenómeno característico del árabe andalusí conocido por imela. De ahí procedería la actual forma «Sevilla». Bajo poder musulmán la ciudad fue también conocida durante un breve periodo como Hims al-Andalus (حمص الأندلس), nombre tomado de la ciudad siria de Hims (antigua Emesa).
Entre los gitanos oriundos de Sevilla es común, aunque cada vez menos, denominarla Serva la Barí («Sevilla la Grande») o simplemente Serva, que es su nombre en caló.

## Geografía
El término municipal de Sevilla se encuentra ubicado en la provincia de Sevilla, perteneciente a la comunidad autónoma de Andalucía, en el sur de la península ibérica, en la margen izquierda del río Guadalquivir; sin embargo, sus barrios Triana y Los Remedios ocupan el lado derecho de este río navegable que convierte a esta ciudad en puerto fluvial. En el entorno de Sevilla hay una rica vega, así como áreas de campiña y de tierras marismeñas y dos zonas elevadas que conforman la comarca del Aljarafe, muy vinculada con la ciudad por ser la zona de expansión residencial de Sevilla, al oeste, y los Alcores, al este.
El término municipal de Sevilla, de 141,42 km² de extensión, está representado en las hojas 984, 985 y 1002 del Mapa Topográfico Nacional. Limita al norte con La Rinconada, La Algaba y Santiponce; al este con Carmona y Alcalá de Guadaíra; al sur con Dos Hermanas y Gelves y por el oeste, San Juan de Aznalfarache, Tomares y Camas.
| Noroeste: Santiponce                             | Norte: La Algaba y La Rinconada | Nordeste: La Rinconada                     |
| Oeste: Camas, Tomares y San Juan de Aznalfarache |                                 | Este: Carmona y Alcalá de Guadaíra         |
| Suroeste: Gelves                                 | Sur: Gelves y Dos Hermanas      | Sureste: Alcalá de Guadaíra y Dos Hermanas |

### Relieve

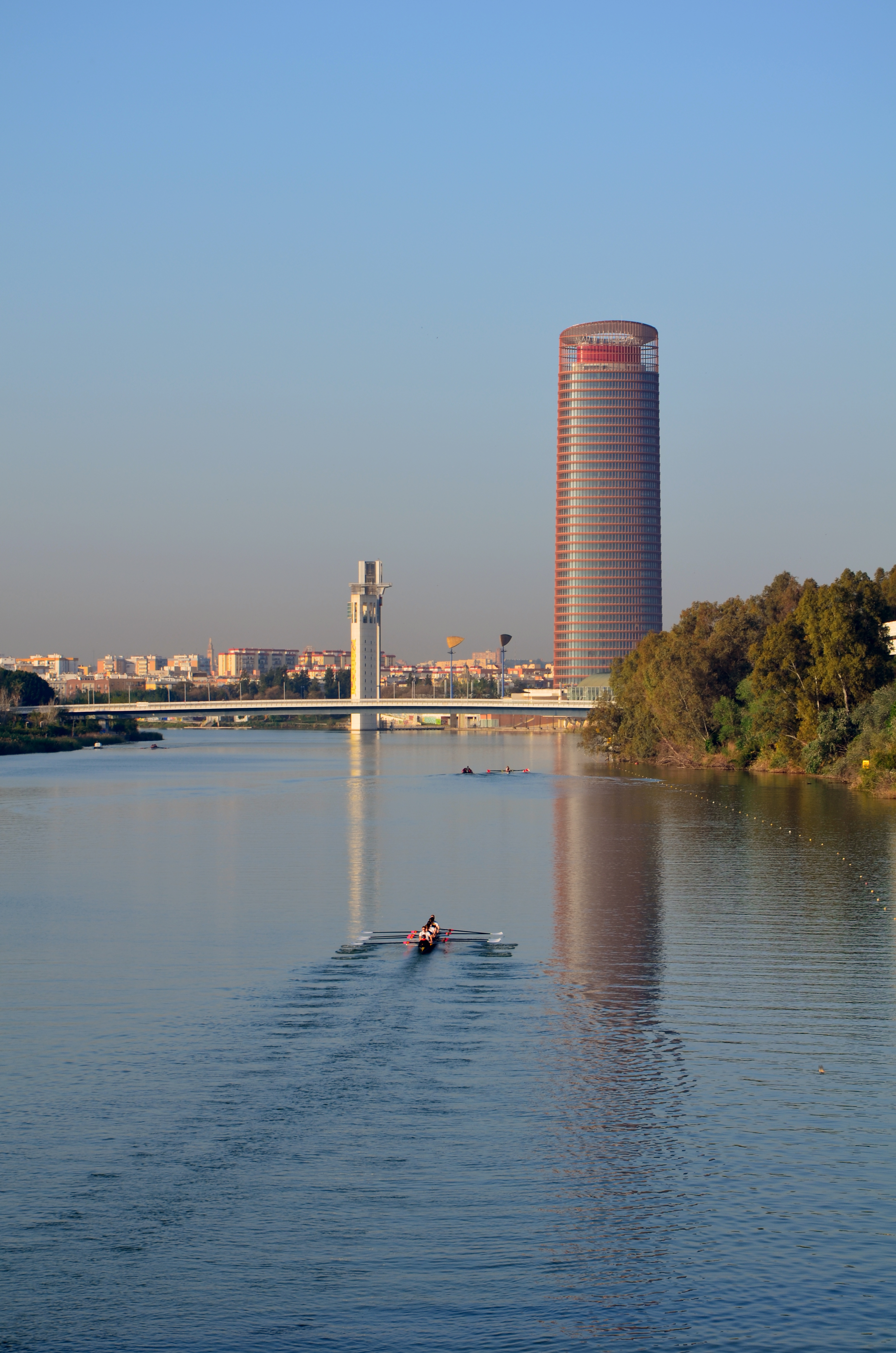
Río Guadalquivir. Al fondo, la Torre Sevilla y el mirador Torre Schindler, en la isla de la Cartuja

La ciudad está ubicada en plena depresión y llanura aluvial del Guadalquivir. Así pues, el municipio se encuentra en un terreno muy plano y de baja altitud, con una altitud media sobre el nivel del mar de siete metros. La altitud máxima del municipio, en su zona oriental, en Vereda, es apenas de 72 m s. n. m.; por otra parte, a pesar de que Sevilla no es una ciudad costera, el último tramo del río Guadalquivir y del canal Alfonso XIII en el municipio están prácticamente al nivel del mar. El centro de la ciudad está situado a 11 m s. n. m.

### Hidrografía
El municipio de Sevilla está atravesado en su lado occidental, por el río Guadalquivir, en cuya cuenca hidrográfica se encuentra integrada la totalidad de su provincia. Se enclava en pleno valle del Guadalquivir, una de las tres unidades litológicas en las que se divide dicha cuenca, en uno de los últimos meandros que configura este río antes de entrarse en la zona de marismas existente hasta su desembocadura.
El Guadalquivir es el río más largo de Andalucía y el quinto de la península ibérica, con un recorrido de 657 km. Es navegable a través de un tronco principal de unos 90 km de longitud, desde su desembocadura al océano Atlántico en Sanlúcar de Barrameda (Cádiz) hasta Sevilla, donde se halla el único puerto fluvial de España.
La parte oriental y suroriental de Sevilla está bañada por otros tres cursos fluviales, afluentes o subafluentes del Guadalquivir por su margen izquierda. El más importante de ellos es el río Guadaíra, que nace en la gaditana sierra de Pozo Amargo, discurre por el extremo sureste del término municipal y desemboca en el Guadalquivir, 20 km aguas abajo del casco urbano sevillano. Los arroyos Tagarete y Tamarguillo completan la red hidrográfica de la ciudad.
Sevilla está aproximadamente en el centro del curso bajo del Guadalquivir, que comienza a unos 90 km aguas arriba en el término de Palma del Río (Córdoba) y termina a unos 90 km aguas abajo en la desembocadura del río.

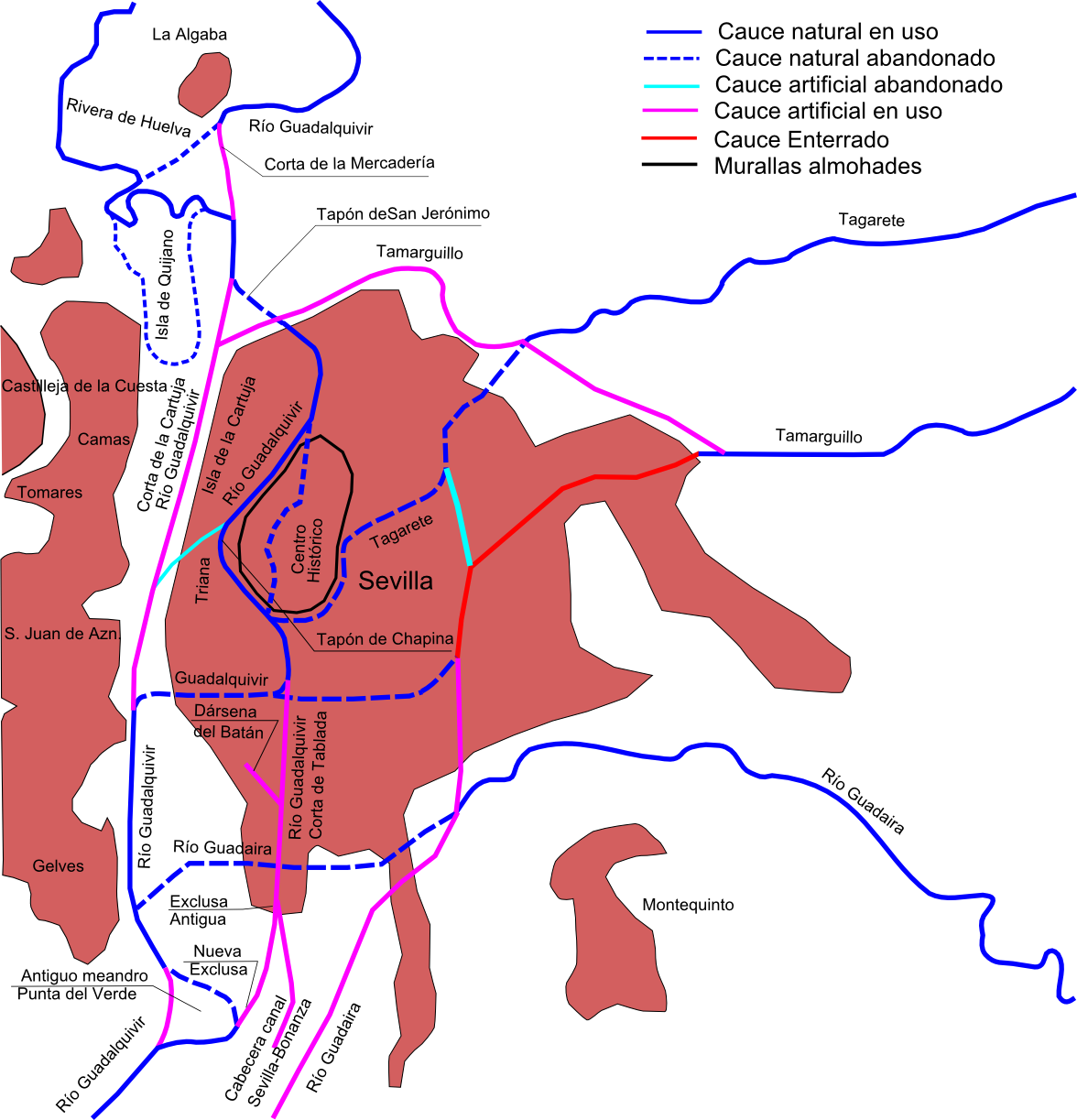
Cambios en el Guadalquivir a su paso por Sevilla

A su paso por la urbe, el río posee un caudal notable, tras haber recibido las aportaciones de todos sus grandes afluentes, entre ellos el Genil, que es su afluente más importante y confluye con él en la localidad de Palma del Río. En la estación de aforo instalada en Sevilla, el Guadalquivir registra un caudal medio de 197,6 m³/s, muy superior a los niveles alcanzados en el curso medio (52,40 km³/s, en Marmolejo, Jaén) y en el curso alto (15 m³/s, en el embalse de Puente de la Cerrada, en Torreperogil, aguas abajo del pantano del Tranco, Jaén).
El río presenta un régimen hidrológico preferentemente pluvial, que determina fuertes variaciones de su caudal. Estas eran visibles en Sevilla, con estiajes por debajo de los 10 m³/s y crecidas de 5000 y 9000 m³/s, con periodos de recurrencia de 5 y 100 años respectivamente. En la actualidad, las oscilaciones han disminuido notablemente gracias a la regulación a la que está sometida toda la cuenca del río.
A la irregularidad de este régimen hidrológico se añade la ubicación de Sevilla sobre una llanura aluvial, en plena zona de inundaciones, ha condicionado históricamente el trazado urbanístico de la ciudad. El cauce natural del río ha sido modificado por infraestructuras dirigidas a prevenir las grandes avenidas. Antes de la regulación actual, las crecidas elevaban las aguas a una cota entre 7 y 10 m y las zonas más bajas de la urbe, como la Alameda de Hércules, están situadas a una cota de tan solo 4,30 m, sobre lo que fue el lecho de un brazo secundario del río, cegado en época visigótica, y desecado en el siglo XVI.

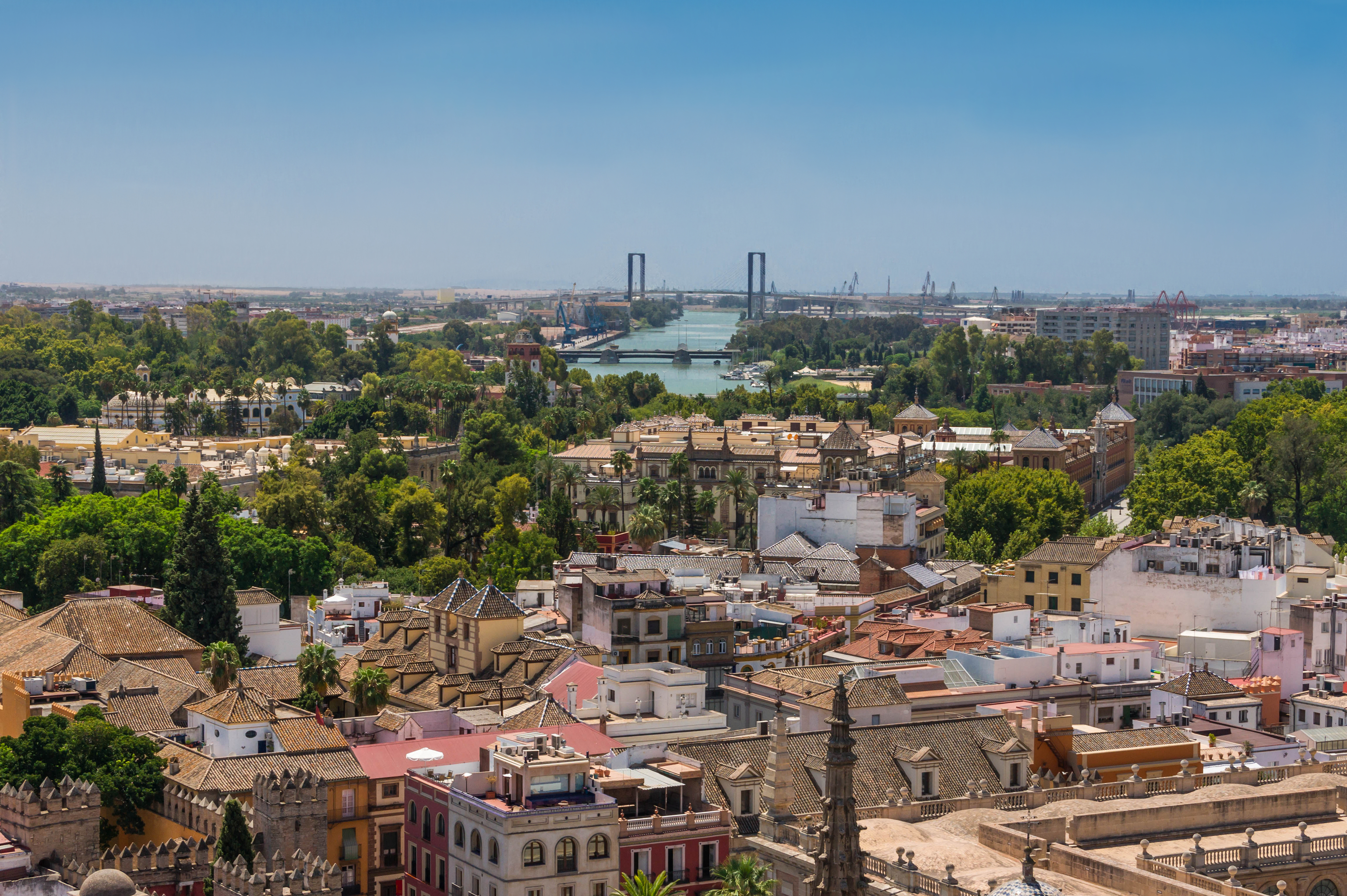
Vista desde la Giralda hacia el sur, con la zona portuaria y el puente del V Centenario al fondo

Se han realizado importantes intervenciones en el cauce del río a lo largo del siglo XIX y XX buscando tanto una mejora en la navegabilidad y satisfacer las necesidades del puerto, como reducir el efecto de las crecidas del río en la población, que han consistido en su mayor parte en rectificaciones del trazado en el cauce eliminando curvas y en el levantamiento de diques que han reducido la longitud del Guadalquivir en casi 40 km. Es el caso de las obras realizadas en el año 1950, mediante las cuales se desvió el cauce activo hacia el oeste y se construyó una dársena sobre el primitivo.
También se ha alterado la red hidrográfica municipal de la margen izquierda del Guadalquivir, conformada por los arroyos Tagarete y Tamarguillo, y el río Guadaíra, igualmente caracterizados por un régimen de fuerte irregularidad. El primero tuvo una gran importancia defensiva durante la Edad Media, al delimitar por extramuros el flanco oriental de la ciudad hasta su confluencia con el Guadalquivir, cerca de la Torre del Oro. Su cauce ha sido sucesivamente modificado, alejándolo progresivamente del núcleo urbano y convirtiéndolo en un afluente directo del Tamarguillo. En el parque de Miraflores, situado al norte de Sevilla, se ha reconstruido parte del cauce original del arroyo Tagarete.
Por su parte, el Tamarguillo discurría en sentido este-oeste por la parte meridional y oriental del núcleo urbano y se canalizó desviando su cauce por el norte del centro histórico, lo que ha permitido la expansión de la ciudad hacia el este, con la creación de nuevas avenidas como la ronda del Tamarguillo, levantada sobre uno de los antiguos encauzamientos de esta corriente.

### Clima

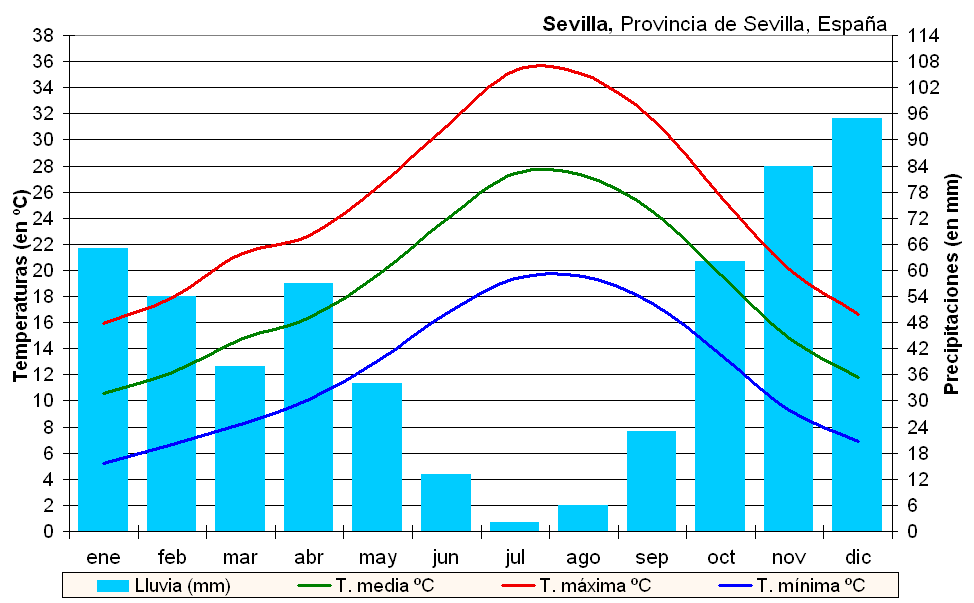
Climograma de Sevilla. Datos del observatorio del aeropuerto

El clima de Sevilla es mediterráneo típico (tipo Csa), con precipitaciones variables, veranos secos y muy calurosos e inviernos suaves y a menudo lluviosos que concentran más de la mitad de la lluvia anual. Según la clasificación climática de Köppen, corresponde a un clima Csa. La temperatura media anual es de 19,6 °C, la más alta de Europa continental[cita requerida]. Enero es el mes más frío con una temperatura media de 11,2 °C; y agosto es el mes más caluroso, con una temperatura media de 28,6 °C. Se superan los 40 °C varias veces al año. Por sus temperaturas medias estivales es la capital de provincia más calurosa de España.
Las precipitaciones con una media de 502 mm al año, se concentran entre octubre y abril; siendo diciembre el mes más lluvioso, con 77 mm. Hay un promedio de 51 días de lluvia al año, 3105 horas de sol, 1 día de helada y 58 noches tropicales (noche definida en la que la temperatura mínima no baja de los 20 °C.)
| Parámetros climáticos promedio de Observatorio del Aeropuerto de Sevilla (34 m s. n. m.) (periodo de referencia: 1991-2020, extremas: 1951-presente) | Parámetros climáticos promedio de Observatorio del Aeropuerto de Sevilla (34 m s. n. m.) (periodo de referencia: 1991-2020, extremas: 1951-presente) | Parámetros climáticos promedio de Observatorio del Aeropuerto de Sevilla (34 m s. n. m.) (periodo de referencia: 1991-2020, extremas: 1951-presente) | Parámetros climáticos promedio de Observatorio del Aeropuerto de Sevilla (34 m s. n. m.) (periodo de referencia: 1991-2020, extremas: 1951-presente) | Parámetros climáticos promedio de Observatorio del Aeropuerto de Sevilla (34 m s. n. m.) (periodo de referencia: 1991-2020, extremas: 1951-presente) | Parámetros climáticos promedio de Observatorio del Aeropuerto de Sevilla (34 m s. n. m.) (periodo de referencia: 1991-2020, extremas: 1951-presente) | Parámetros climáticos promedio de Observatorio del Aeropuerto de Sevilla (34 m s. n. m.) (periodo de referencia: 1991-2020, extremas: 1951-presente) | Parámetros climáticos promedio de Observatorio del Aeropuerto de Sevilla (34 m s. n. m.) (periodo de referencia: 1991-2020, extremas: 1951-presente) | Parámetros climáticos promedio de Observatorio del Aeropuerto de Sevilla (34 m s. n. m.) (periodo de referencia: 1991-2020, extremas: 1951-presente) | Parámetros climáticos promedio de Observatorio del Aeropuerto de Sevilla (34 m s. n. m.) (periodo de referencia: 1991-2020, extremas: 1951-presente) | Parámetros climáticos promedio de Observatorio del Aeropuerto de Sevilla (34 m s. n. m.) (periodo de referencia: 1991-2020, extremas: 1951-presente) | Parámetros climáticos promedio de Observatorio del Aeropuerto de Sevilla (34 m s. n. m.) (periodo de referencia: 1991-2020, extremas: 1951-presente) | Parámetros climáticos promedio de Observatorio del Aeropuerto de Sevilla (34 m s. n. m.) (periodo de referencia: 1991-2020, extremas: 1951-presente) | Parámetros climáticos promedio de Observatorio del Aeropuerto de Sevilla (34 m s. n. m.) (periodo de referencia: 1991-2020, extremas: 1951-presente) |
| Mes | Ene. | Feb. | Mar. | Abr. | May. | Jun. | Jul. | Ago. | Sep. | Oct. | Nov. | Dic. | Anual |
| --- | --- | --- | --- | --- | --- | --- | --- | --- | --- | --- | --- | --- | --- |
| Temp. máx. abs. (°C) | 24.2 | 28.0 | 32.9 | 36.9 | 41.0 | 45.2 | 46.6 | 45.9 | 44.8 | 37.4 | 31.2 | 24.5 | 46.6 |
| Temp. máx. media (°C) | 16.3 | 18.3 | 21.6 | 24.0 | 28.2 | 32.9 | 36.2 | 36.2 | 31.6 | 26.3 | 20.3 | 16.9 | 25.7 |
| Temp. media (°C) | 11.2 | 12.7 | 15.6 | 17.8 | 21.6 | 25.7 | 28.5 | 28.6 | 25.0 | 20.6 | 15.2 | 12.2 | 19.5 |
| Temp. mín. media (°C) | 6.0 | 7.0 | 9.5 | 11.6 | 14.9 | 18.5 | 20.7 | 20.9 | 18.4 | 14.9 | 10.1 | 7.4 | 13.3 |
| Temp. mín. abs. (°C) | -4.4 | -5.5 | -2.0 | 1.0 | 3.8 | 8.4 | 11.4 | 12.0 | 8.6 | 2.0 | -1.4 | -4.8 | -5.5 |
| Precipitación total (mm) | 56.3 | 46.2 | 46.9 | 51.5 | 33.9 | 5.8 | 0.6 | 2.5 | 33.1 | 75.4 | 72.6 | 77.2 | 502.0 |
| Días de precipitaciones (≥ 1 mm) | 5.9 | 5.3 | 5.5 | 6.0 | 4.2 | 1.0 | 0.1 | 0.4 | 2.8 | 6.3 | 6.1 | 6.5 | 50.0 |
| Horas de sol | 189 | 198 | 229 | 255 | 307 | 339 | 369 | 347 | 261 | 229 | 192 | 174 | 3105 |
| Humedad relativa (%) | 73 | 66 | 61 | 57 | 51 | 45 | 42 | 45 | 53 | 62 | 70 | 74 | 59 |
| Fuente n.º 1: Agencia Estatal de Meteorología | | | | | | | | | | | | | |
| Fuente n.º 2: Agencia Estatal de Meteorología (extremos)                                                                                             | | | | | | | | | | | | | |

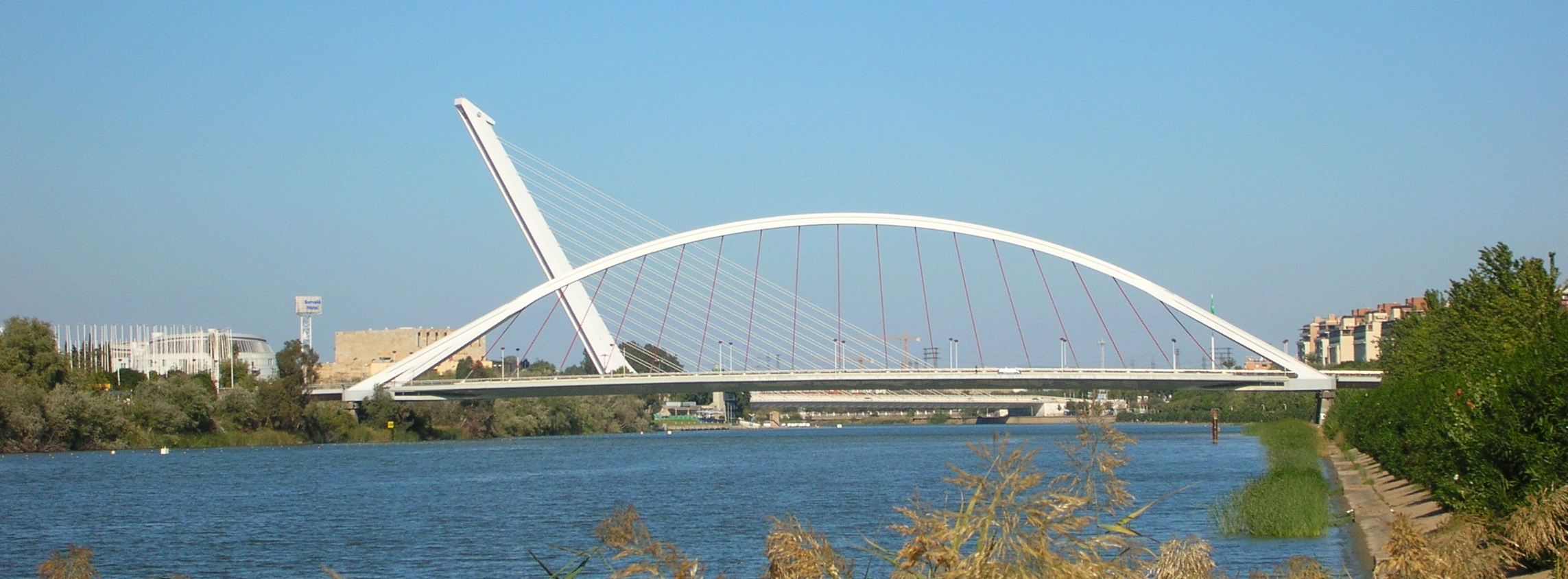
Panorámica del río Guadalquivir a su paso por la isla de la Cartuja, con el puente de la Barqueta en primer lugar y el puente del Alamillo de Santiago Calatrava detrás

La nieve es un fenómeno raro en la ciudad. El día 10 de enero de 2010, tras 56 años sin nevadas, cayeron unos ligeros copos de nieve en Sevilla sin cuajar sobre el suelo, aunque fue con mucha menos intensidad que en la ocasión precedente, el 2 de febrero de 1954.
La Agencia Estatal de Meteorología (AEMET) registró en la estación meteorológica del aeropuerto de Sevilla los valores extremos mostrados en la siguiente tabla. Hay un récord, no homologado por la AEMET, de 47 °C, registrado el 1 de agosto de 2003, durante una ola de calor, en la estación meteorológica 83910 (LEZL) situada en la parte sur del aeropuerto de Sevilla, cerca de la zona militar abandonada. La temperatura máxima registrada son los 47,4 °C registrados el 6 de agosto de 1946 en Sevilla-Tablada.
| Concepto                       | Valor numérico | Fecha                  |
| ------------------------------ | -------------- | ---------------------- |
| Precipitación máxima en un día | 109,3 l/m²     | 2 de noviembre de 1997 |
| Temperatura mínima absoluta    | –5,5 °C        | 12 de febrero de 1956  |
| Temperatura máxima absoluta    | 47,4 °C        | 6 de agosto de 1946    |

### Flora y fauna
Flora

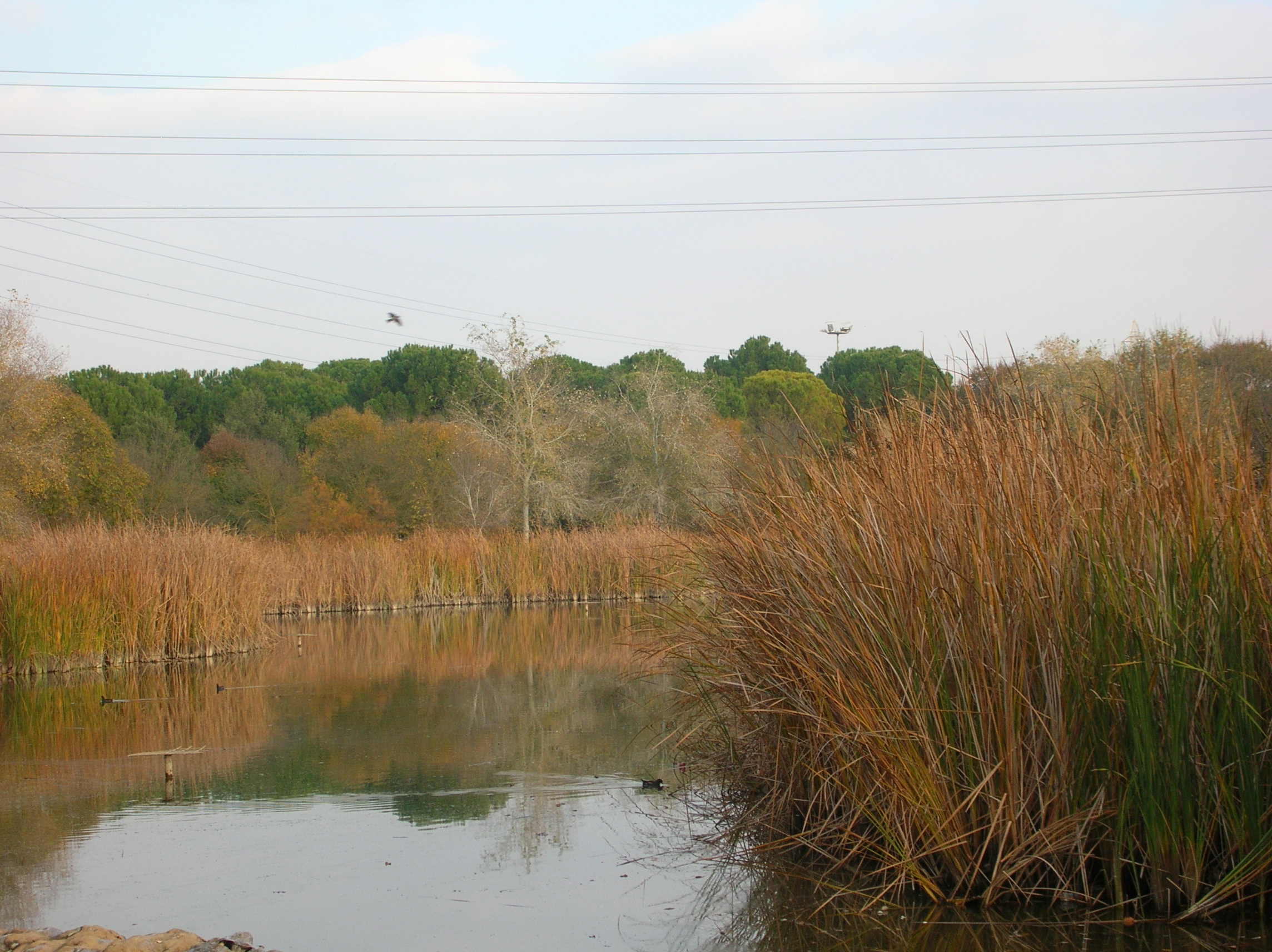
Uno de los lagos del metropolitano parque del Alamillo

A lo largo de la historia de la ciudad se ha desarrollado una flora variada que ha dado lugar a que cada parque y jardín que posee Sevilla sea diferente del resto en función de la época y los motivos por los que fue construido. Más de 750 especies y variedades vegetales de varias partes del mundo se hallan integradas en la ciudad. Entre los árboles que por sus características y abundancia destacan con su floración, están las jacarandas y los naranjos amargos. En el paisaje viario se encuentran además otros árboles frecuentes como acacias blancas, plátanos, tipuanas o árboles de fuego.
Los jardines históricos de la ciudad presentan un amplio muestrario de diferentes estilos y tamaños con especies exóticas, como en los jardines del Alcázar, el parque de María Luisa, el parque de las Delicias o el jardín Americano. En ellos es posible encontrar árboles como ombú o árbol bellasombra, árboles del caucho, magnolias, además de los mencionados plátanos, acacias blancas y jacarandas.

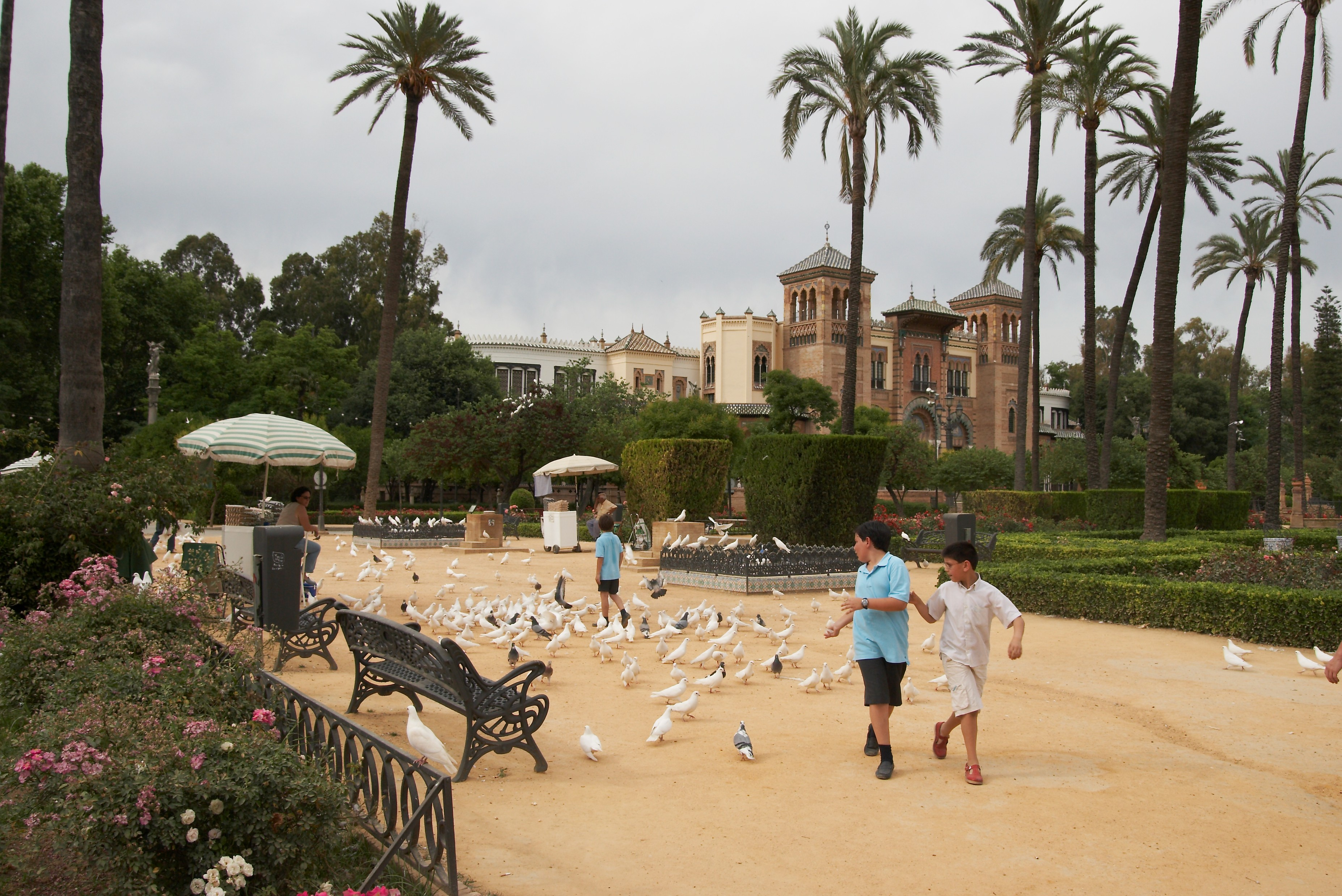
La plaza de América, en el parque de María Luisa

En las distintas zonas verdes que responden a un concepto tradicional de parque urbano, donde se imponen criterios de ahorro en mantenimiento y la vanguardia de la jardinería europea, se encuentra mayor presencia de plantas autóctonas o naturalizadas, adaptadas a las ciudades y al clima de Sevilla.
El parque del Alamillo abarca 48 hectáreas de la zona más septentrional de la isla de La Cartuja. Consta de áreas boscosas autóctonas en las que la actuación jardinera se limita a podas sanitarias y riego. En este parque se pueden encontrar árboles como algarrobos, naranjos, olivos, quejigos, encinas, alcornoques, fresnos europeos y pinos piñoneros.
Cerca, junto a Isla Mágica, se encuentra el jardín Americano, con más de 400 plantas de origen americano. Fue construido para la Exposición Universal de 1992 y reinaugurado en abril de 2010.
Fauna
Las especies silvestres que conforman la fauna de Sevilla son aquellas que mejor aprovechan los desechos de la sociedad urbana y son muy diferentes de las que se encuentran en los jardines históricos, los parques urbanos, los parques metropolitanos y los márgenes de los ríos Guadaíra y Guadalquivir.

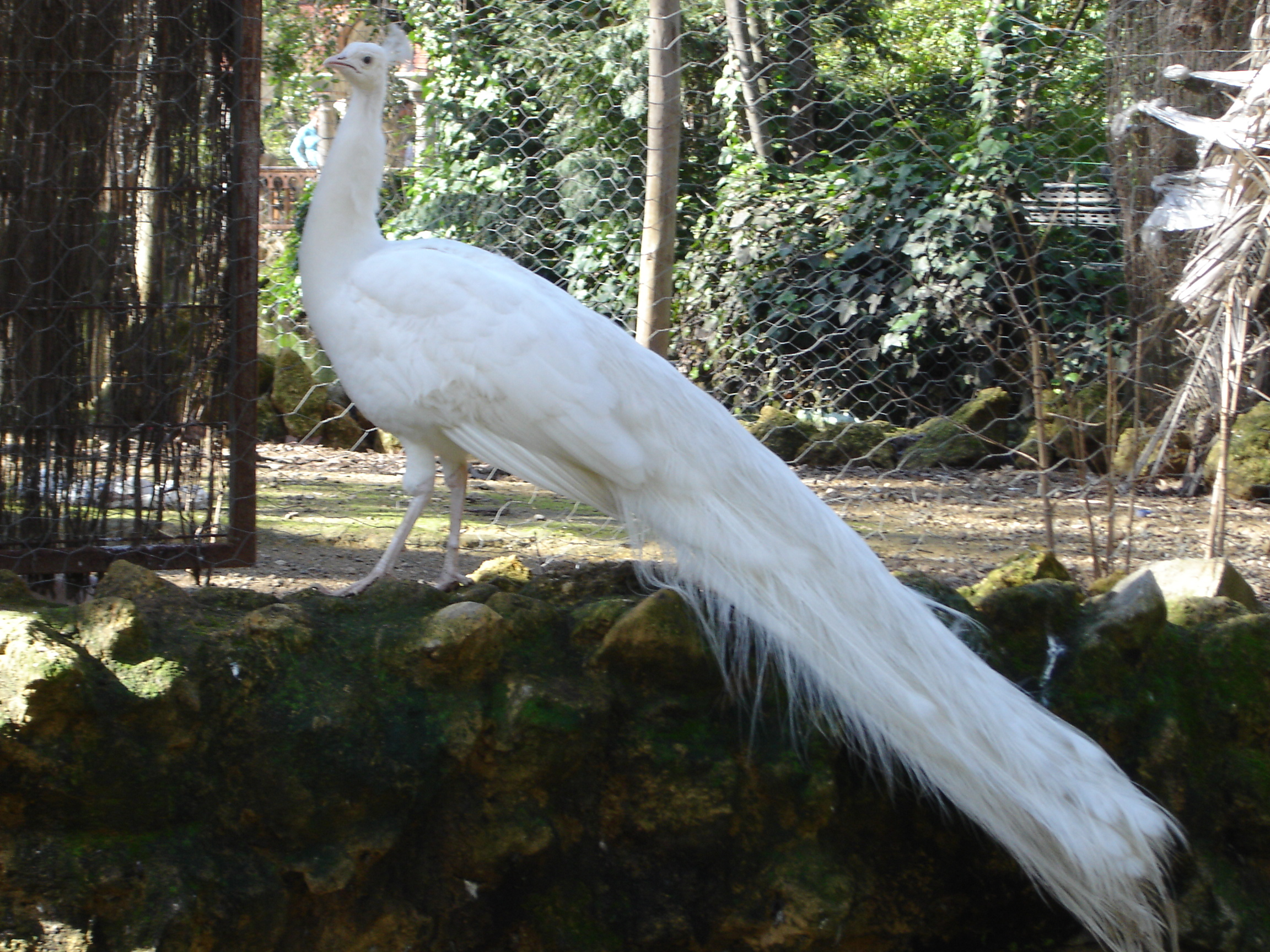
Pavo real en el parque de María Luisa

Los vertebrados más numerosos que conforman la fauna sevillana son las aves, existiendo muchos tipos de aves en los diferentes parques de la ciudad. Los peces, si se exceptúa el río, están representados por los carpines que se encuentran en algunos estanques.
El parque del Tamarguillo es un parque fluvial de trazado longitudinal que se encuentra en la cabecera de dos históricos arroyos: el Tamarguillo, que le da nombre, y el cauce natural del arroyo Ranillas, con sus meandros a través de la llanura de inundación. La gran extensión, en torno a 96 hectáreas, y su ubicación junto al aeropuerto de San Pablo en la periferia de la ciudad, le proporcionan grandes ventajas para la atracción de las aves. Preserva un humedal de características singulares con especies propias. Son frecuentes rapaces como cernícalos vulgares y primillas, águilas calzadas y ratoneros comunes. Existen otros vertebrados típicamente asociados a ambientes palustres, aves como el ganso común, la cigüeñuela, el ánade real y el porrón europeo así como reptiles y anfibios: eslizón tridáctilo ibérico, galápago leproso o sapillo pintojo.

### Contaminación atmosférica y acústica
En Sevilla los principales problemas de contaminación atmosférica y acústica que existen son los originados por el elevado número de vehículos circulando por sus principales calles y avenidas, según indican las pantallas de control y vigilancia del aire que hay instaladas en diversos puntos neurálgicos de la ciudad y el área metropolitana. El Ayuntamiento de Sevilla carece de planes de contingencia ante episodios de contaminación por ozono, lo que impide que las personas sensibles (niños, asmáticos, deportistas) puedan tomar medidas de autoprotección. La Consejería de Medio Ambiente de la Junta de Andalucía ha destacado la necesidad de reducir la contaminación atmosférica en Sevilla capital.
Por su parte, el Grupo Línea Verde de la Policía Local, implicado en la protección del medio ambiente, realizó en 2007 un total de 541 actuaciones, de las que 310 (el 57 % del total) fueron denuncias por ruido.

## Historia

### Antigüedad

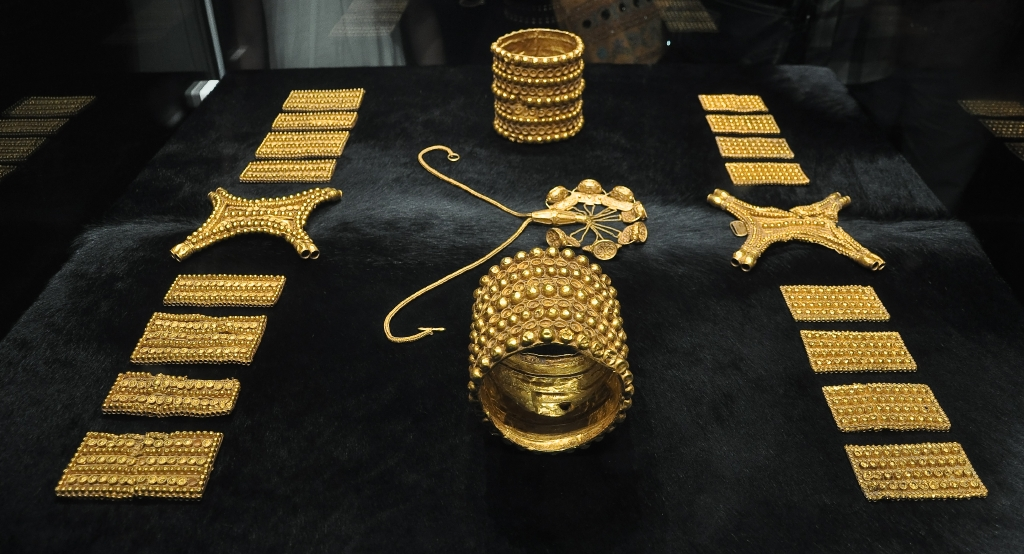
Tesoro de El Carambolo, perteneciente al antiguo santuario fenicio o tartesio situado en el cerro que le da nombre al tesoro

Los orígenes del núcleo original de la ciudad se encontraban en una especie de península situada en la margen izquierda del Guadalquivir El nombre original del asentamiento pudo haber sido Hisbaal, alusivo a Baal, uno de los dioses más importante del panteón de la civilización fenicia. Actualmente existe controversia entre los historiadores sobre si el lugar fue fundado por los fenicios o por los tartesios. Para los defensores de la tesis fenicia, Tartessos no fue un pueblo sino el mero nombre dado por las fuentes griegas a la región del sudoeste peninsular.
Las tropas romanas entraron en el 206 a. C., durante la segunda guerra púnica, bajo las órdenes del general Escipión el Africano y derrotaron a los cartagineses que habitaban y defendían la región. Escipión decidió fundar Itálica, lugar de origen del emperador romano Trajano, y quizá también de Adriano y Teodosio I el Grande, en la cercana Itálica (actual municipio de Santiponce).
Según el arzobispo visigodo san Isidoro de Sevilla, en el lugar que sería la actual ciudad de Sevilla, Julio César fundó la Colonia Iulia Romula Hispalis, latinizando el nombre del poblado indígena original de la ciudad (Ispal) en Hispalis, añadiéndole Julia por su propio nombre y Rómula por el de Roma, fórmula habitual en la toponimia de las colonias romanas. Según el historiador Antonio Caballos Rufino la colonia romana fue establecida por el procónsul Gayo Asinio Polión.
A mediados del siglo I a. C., Híspalis tenía muralla y foro, con actividad mercantil portuaria, consolidándose su expansión urbanística y la definición funcional de sus sectores hacia mediados del siglo I d. C. Con la reorganización imperial, la joven urbe sería capital de uno de los cuatro conventus iuridici de la Baetica, provincia senatorial cuya capital era Corduba. En la zona en torno a la actual calle Mármoles se localizaba el foro de la época imperial romana, destacando especialmente en la ciudad altoimperial los sectores urbanos destinados a las actividades portuarias y comerciales.
El cristianismo llegó pronto a la ciudad y en el siglo III fueron martirizadas las hermanas santas Justa y Rufina (unas de las actuales patronas la ciudad), según la leyenda, por no querer adorar a Astarté.

### Edad Media

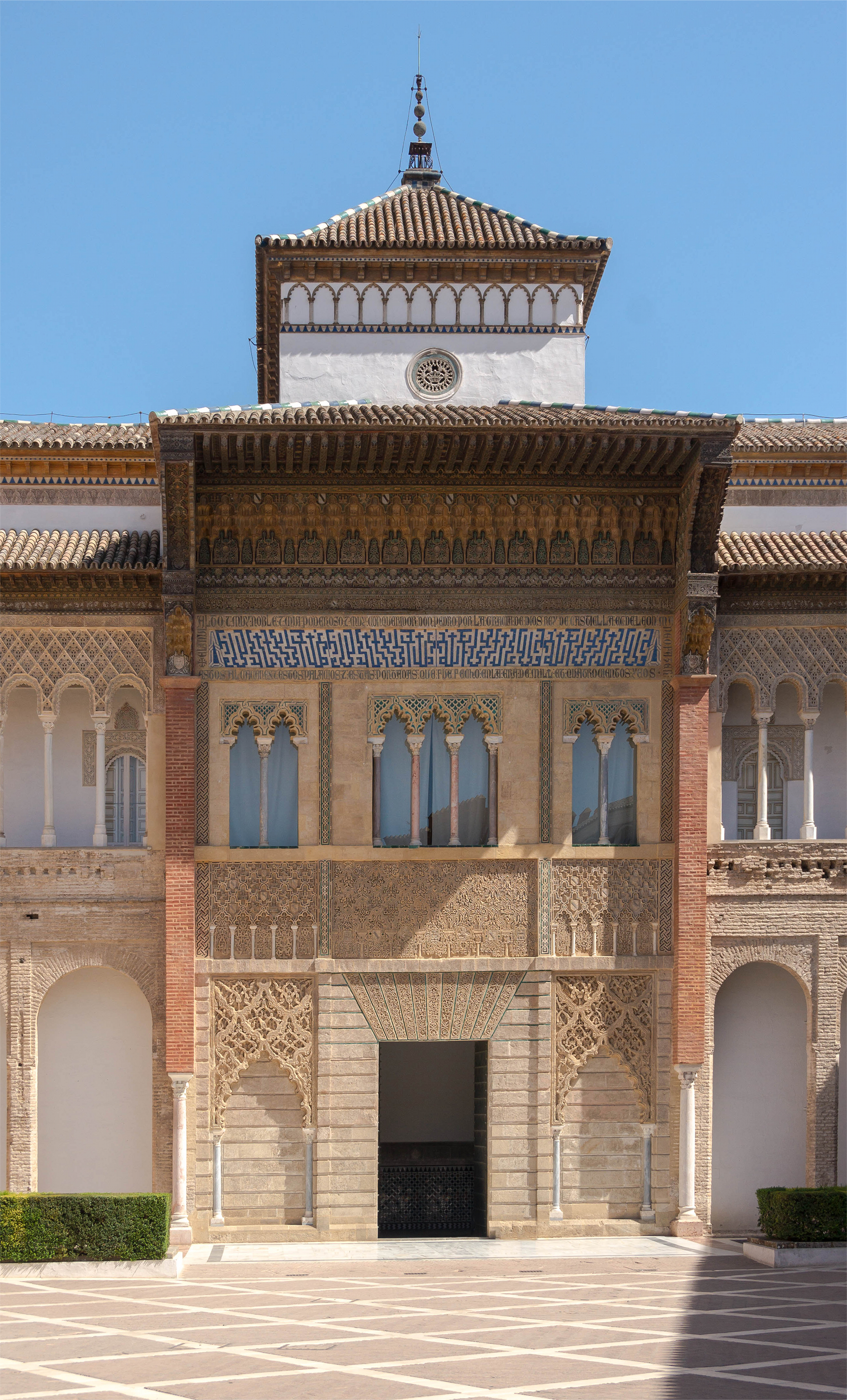
Palacio del rey don Pedro I «el Cruel» en el Real Alcázar

Durante el reino visigodo alojó en algunas ocasiones a la corte. En al-Ándalus, tras la invasión musulmana, fue primero sede de una cora y después capital de un reino de taifas, hasta llegar a convertirse en la capital de al-Ándalus almohade. En el año 844 fue saqueada por los vikingos que remontaron el río Guadalquivir, lo que provocó que el emir de Córdoba fortaleciese su sistema defensivo, pero en 859 los vikingos consiguieron entrar de nuevo. A finales del siglo XII, el recinto amurallado quizás contenía 80 000 habitantes.
En 1248 se incorporó a la cristiana Corona de Castilla, al ser reconquistada bajo el reinado de Fernando III, quien fue el primero en ser enterrado en la catedral de Sevilla, en el año 1252. A partir de entonces Sevilla, repoblada por la aristocracia castellana, como capital del reino de Sevilla fue una de las ciudades con voto en cortes y alojó la corte itinerante en numerosas ocasiones. Durante la Baja Edad Media la ciudad, su puerto y su activa colonia de mercaderes genoveses se situaron en una posición periférica pero importante en el comercio internacional europeo. En ese tiempo sufrió dramáticas convulsiones económicas, demográficas y sociales como la Peste Negra de 1348 o la revuelta antijudía de 1391.

### Edad Moderna

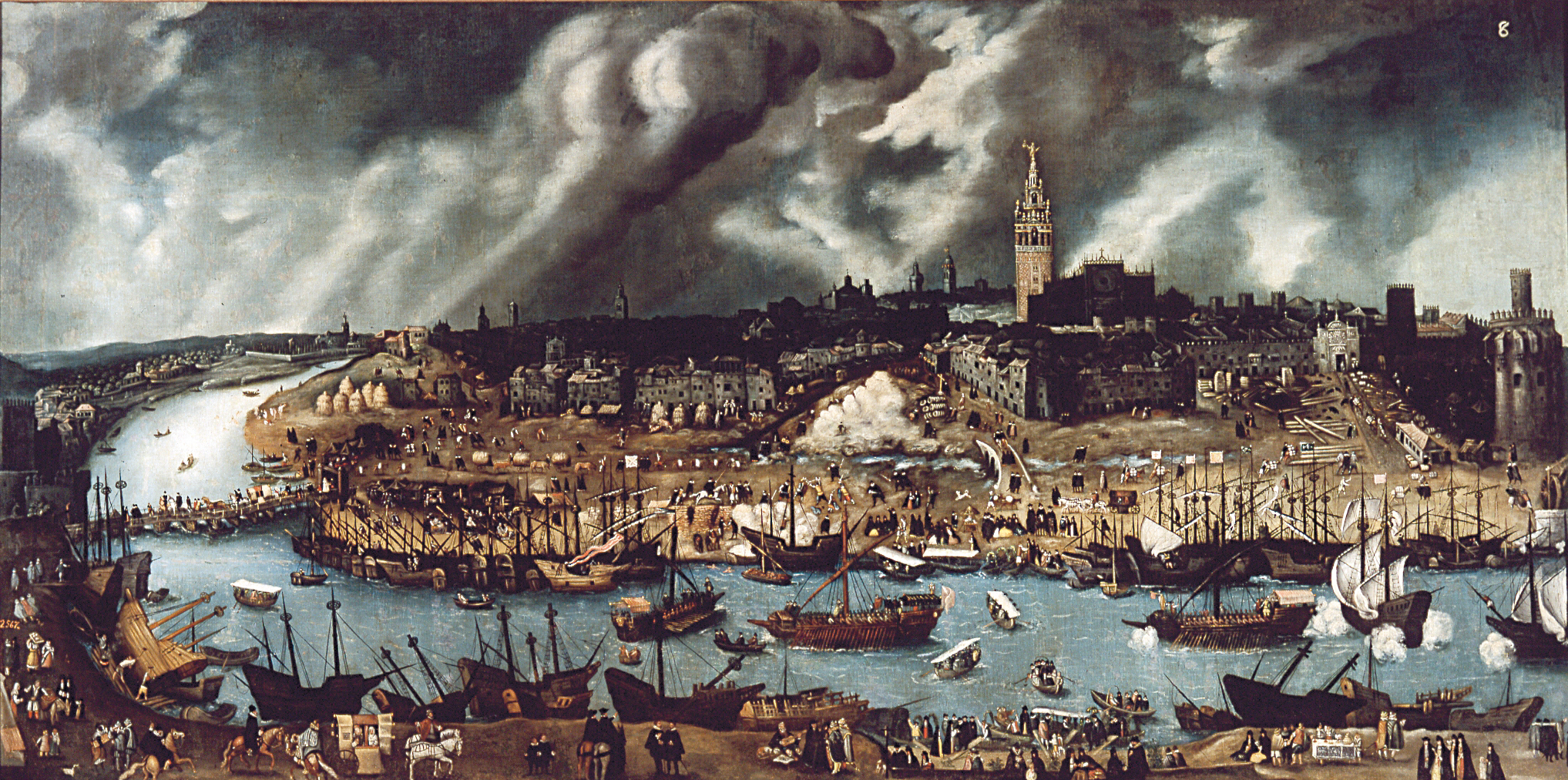
El puerto de Indias, que en el albergaba un gran número de embarcaciones a lo largo del río Guadalquivir. Se observa al fondo la Giralda, a la izquierda el puente de puente de barcas y a la derecha la Torre del Oro

Tras el descubrimiento de América en 1492, Sevilla se convirtió en el centro económico del Imperio español. Los Reyes Católicos fundaron la Casa de Contratación, desde donde se dirigían y contrataban los viajes, controlaban las riquezas que entraban de América y, junto con la Universidad de Mercaderes, regulaban las relaciones con el Nuevo Mundo.
Durante el siglo XVI la ciudad experimentó un gran desarrollo y transformación, que dio lugar a la construcción de algunos de los edificios más importantes del centro histórico. La ciudad llegó a ser un centro multicultural, lo que ayudaría al florecimiento de las artes, y a que desempeñase un papel importante en el Siglo de Oro español. Destacaron entonces las fábricas de jabón, la artesanía de la lana y de la seda, y la cerámica sevillana. Sevilla comenzó una época dorada de desarrollo, gracias a su condición de único puerto con el monopolio real para el comercio con Hispanoamérica y la afluencia de riquezas provenientes de ella. Dado que solo los barcos de vela que salían y regresaban del puerto interior de Sevilla podían comerciar con Hispanoamérica, los comerciantes de Europa y otros centros comerciales necesitaban estar en Sevilla para adquirir bienes del Nuevo Mundo. La población de la ciudad superó los cien mil habitantes.
Coincidiendo con su momento artístico más brillante, el Barroco, se vio afectada por la crisis del siglo XVII, lo que significó una decadencia económica y demográfica, al tiempo que la navegación por el río Guadalquivir se dificultaba cada vez más, hasta que el monopolio comercial y sus instituciones se trasladaron a Cádiz. En esta época la ciudad padeció además otra gran epidemia de peste que mató a unas 60 000 personas, lo que por entonces constituía aproximadamente el 46 % de la población. A finales del siglo XVIII Sevilla perdió casi la mitad de su población.

### Edad Contemporánea

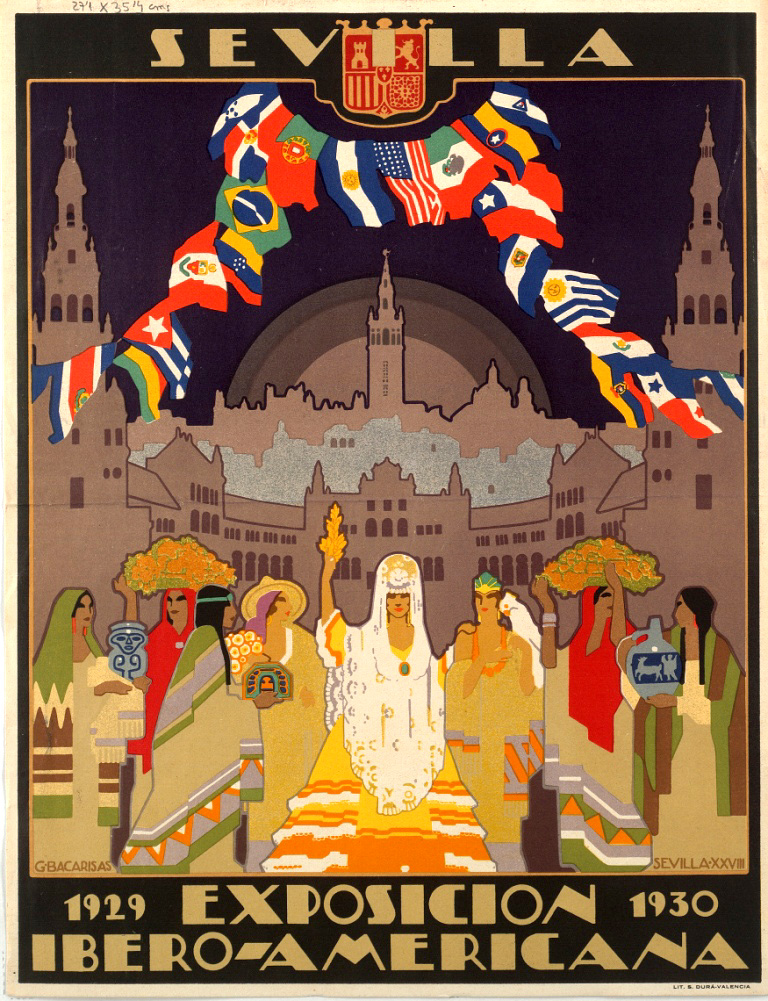
Póster de la Exposición Iberoamericana de 1929

En la segunda mitad del siglo XIX se produjo una revitalización de la ciudad, con la llegada del ferrocarril, el derribo de parte de las murallas y un crecimiento hacia el este y hacia el sur.
Durante el siglo XX, además de sufrir la Guerra Civil durante tres días únicamente, cuando en el resto de España duró desde 1936 hasta 1939, ya que estuvo al lado del bando nacional, bajo la tutela del general Queipo de Llano y la posterior dictadura militar de Francisco Franco, presenció, años antes, hitos decisivos como la Exposición Iberoamericana de 1929 y posteriormente, ya en la democracia, la Exposición Universal de 1992 y su elección como capital de la autonomía andaluza.

## Demografía
Sevilla cuenta con una población de 687 488 habitantes (INE 2024).
| Gráfica de evolución demográfica de Sevilla entre 1842 y 2021                                                       |
| |
| Población de derecho según los censos de población del INE Población de hecho según los censos de población del INE |

Sevilla es la cuarta ciudad de España por población, por debajo de Madrid, Barcelona y Valencia. El área metropolitana de Sevilla cuenta con 4535,78 km² de superficie, siendo también la cuarta área metropolitana de España y un gran centro turístico, económico, industrial y poblacional.
Desde 1990, la población residente en Sevilla se estancó en torno a los 700 000 habitantes, siendo el pico superior el censo de 1995 con 719 588 habitantes.
La pirámide de población de Sevilla, muestra un claro desequilibrio entre hombres y mujeres a partir de los tramos superiores a 40 años, especialmente en los últimos tramos de edad. Hay una ligera superioridad de población menor de 40 años (51,34 %) respecto a la edad superior a 40 años, que es del 48,66 %. La población más concentrada se encuentra en el tramo (20-40) con un 31,30 %. En 2014 hay más población superior a los 60 años (21,55 %) que la de menos de 20 años (20,02 %), lo cual indica una tendencia hacia el envejecimiento de la población que será más acusada en los próximos años si no se producen migraciones hacia la ciudad de personas jóvenes. Esta estructura de población es típica en el régimen demográfico moderno, con una evolución hacia un envejecimiento de la población y una disminución de la natalidad anual.
Población extranjera
| Continente | Países | Total  |
| ---------- | --- | ------ |
| África     | Argelia (372), Marruecos (4228), Nigeria (1082) y Senegal (630) | 7150   |
| América    | Argentina (706), Bolivia (3575), Brasil (995), Colombia (2488), Cuba (423), Chile (246), Ecuador (2335), Paraguay (1489), Perú (1843), República Dominicana (444), Uruguay (101) y Venezuela (617) | 16 931 |
| Asia       | China (2629), Pakistán (76) y Corea del Sur (1) | 3401   |
| Europa     | Alemania (759), Bulgaria (205), Francia (1191), Italia (1327), Polonia (245), Portugal (792), Reino Unido (741), Rumanía (2155), Rusia (1016) y Ucrania (762)                                      | 10 798 |
| Oceanía    | - | 34     |
| Total      | - | 38 314 |

Del total de 703 021 personas censadas en 2011, 38 314 eran de nacionalidad extranjera, lo que representaba un 5,45 %, por debajo de la media nacional. Los inmigrantes proceden principalmente de Latinoamérica, siendo las nacionalidades marroquí (4228), boliviana (3575), rumana (2155), ecuatoriana (2335), colombiana (2488) y china (2629), las más numerosas.

### Urbanismo

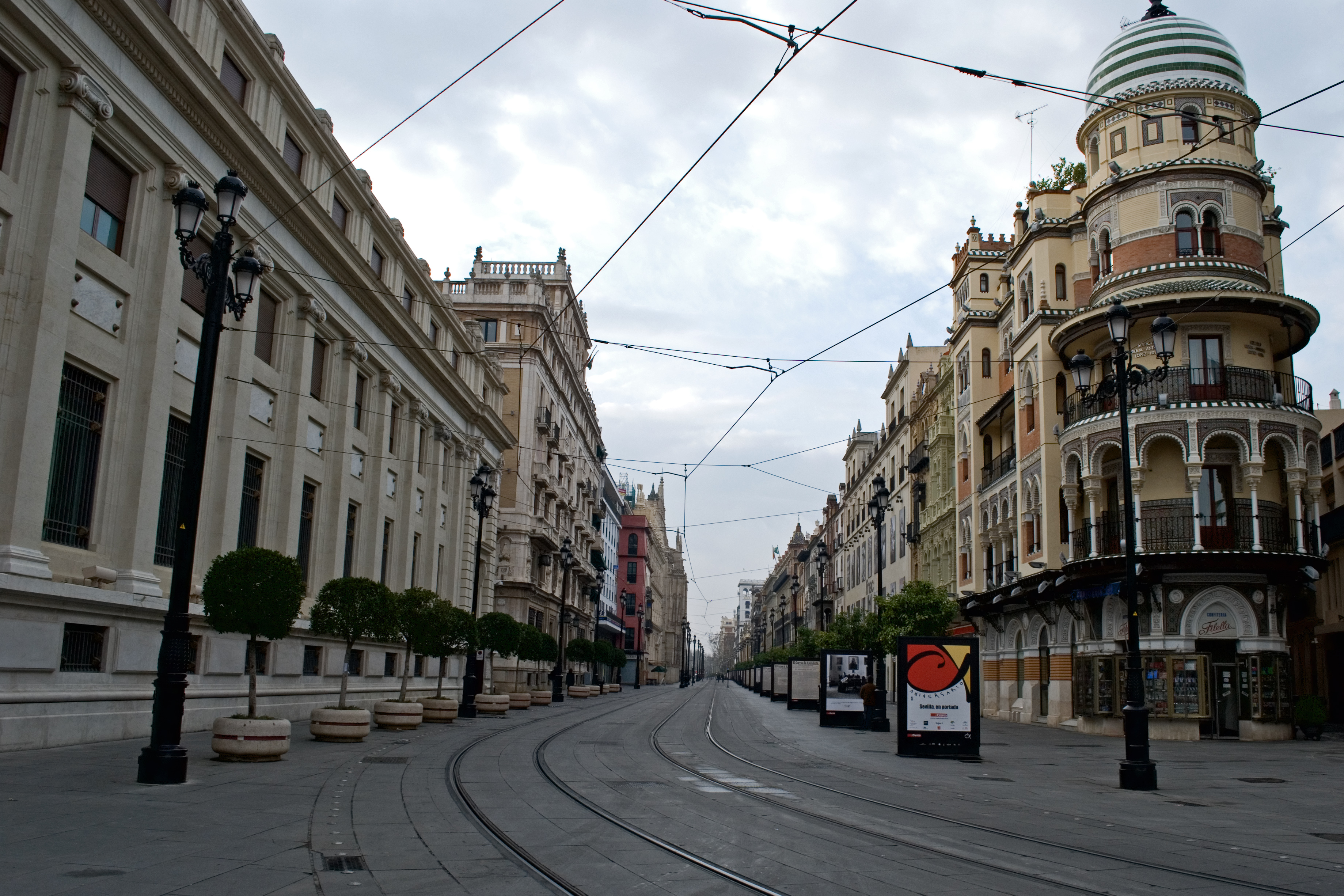
Avenida de la Constitución tras las obras de peatonalización, por la que circula el tranvía

El desarrollo urbanístico de la ciudad ha sido muy intenso a lo largo del siglo XX debido al aumento continuo de la población, que pasó de 147 271 habitantes en el año 1900 a 700 520 en el año 2000. Este aumento provino del crecimiento vegetativo y de la inmigración procedente principalmente de otras localidades de la provincia de Sevilla y de las provincias limítrofes. Pero si el centro de Sevilla constituye un mosaico urbano donde el patrimonio histórico es rodeado por una red de calles estrechas en gran parte peatonales, la ciudad, a partir del siglo XIX y sobre todo del siglo XX, comienza a desbordarse del perímetro de la muralla. Progresivamente se establecen barrios que serían cada vez más numerosos y alejados. Los barrios de Sevilla se caracterizan por ser muy diferentes unos de otros en cuanto a población y equipamientos.
Mediante una Resolución de la Consejería de Obras Públicas y Transportes de la Junta de Andalucía de 19 de julio de 2006 fue aprobado el Nuevo Plan General de Ordenación Urbanística de Sevilla (PGOU). El PGOU es el instrumento de planeamiento urbanístico general del municipio adaptado a la Ley de Ordenación Urbanística de Andalucía. Mediante el PGOU se procede al establecimiento de la ordenación urbanística de la totalidad del término municipal y la organización de la gestión de su ejecución de acuerdo a las características del municipio y a los procesos actuales y previsibles de utilización del suelo. El Plan General de Ordenación Urbanística tiene una doble función: ser el instrumento de ordenación integral del territorio del municipio; y ser el instrumento que concreta el régimen urbanístico aplicable a cada suelo y establecer los derechos y deberes del propietario del mismo.

## Economía
Sevilla es considerada la capital económica de Andalucía, es la ciudad que cuenta con mayor PIB, que aglutina más empresas y una economía más diversificada, desestacionalizada y estable.

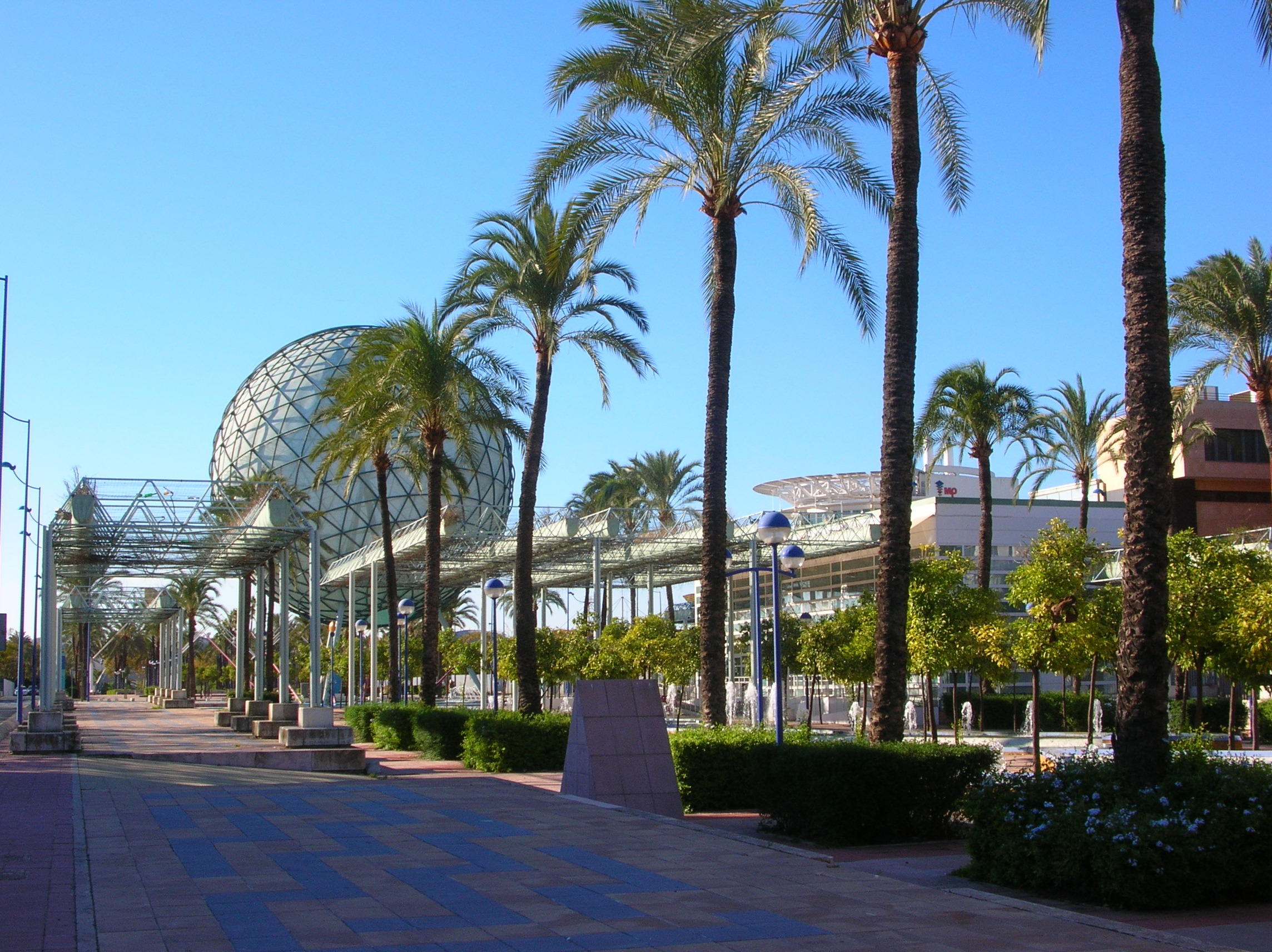
Parque Tecnológico y Científico Cartuja 93 en la isla de la Cartuja

|                             | 2004  | 2005  |
| --------------------------- | ----- | ----- |
| Población de más de 16 años | 558,2 | 583,6 |
| Activos                     | 315,5 | 334,3 |
| Ocupados                    | 272,7 | 298,2 |
| Inactivos                   | 244,7 | 249,3 |
| Tasa de actividad (%)       | 56,52 | 57,68 |
| Tasa de empleo (%)          | 48,85 | 51,10 |
| Tasa de paro (%)            | 13,60 | 10,80 |
| Tasa de inactividad (%)     | 43,48 | 42,72 |

### Estructura productiva

#### Agricultura
Las estadísticas sobre agricultura del año 2006, correspondiente al término municipal de Sevilla, indican que ya queda muy poco terreno cultivable, quedando reducido a 2463 hectáreas de cultivos herbáceos de las que 690 ha corresponden a algodón y el resto a cereales de invierno para forraje, y que de cultivos leñosos queda cultivable una superficie de 832 ha cuyo principal cultivo son olivos de regadío para aceituna de mesa.
Sevilla es, con 35 000 hectáreas, la primera provincia española en producción de arroz. Se concentra en las marismas del Guadalquivir, concretamente en los municipios de Isla Mayor, Puebla del Río, Coria del Río, Los Palacios y Villamanrique de la Condesa.

#### Industria

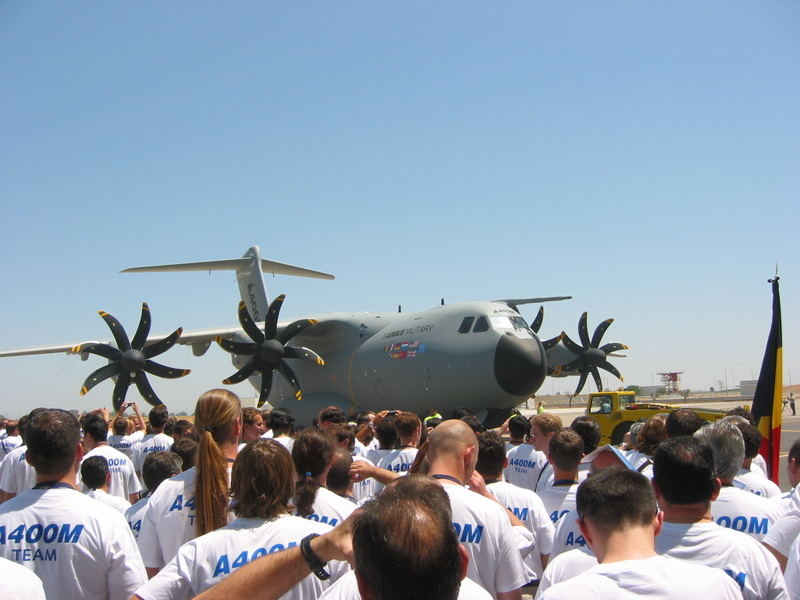
El primer Airbus A400M, rodeado de empleados de EADS, durante la presentación mundial de la aeronave (roll-out), el 26 de junio de 2008

En términos económicos, Sevilla es un importante centro comercial, de servicios, financiero, y junto con el área metropolitana un área intensamente industrial, donde se está impulsando el desarrollo de nuevas empresas que se ubican en los diferentes parques industriales.
El Parque Científico y Tecnológico Cartuja cuenta con 557 empresas que facturan 4490 millones de euros anuales, lo que le convierte en el parque empresarial de su tipo que más factura de toda España. Su actividad representa el 9,77 % del PIB de la provincia de Sevilla y el 2,36 % a nivel andaluz.
Sevilla es el principal polo tecnológico de Andalucía, exporta el 33 % del total de los productos de alta y media tecnología.
En el primer trimestre de 2023 se inaugurará la sede de la Agencia Espacial Española, que es una futura agencia estatal ubicada en Sevilla, cuya creación fue anunciada por el Gobierno de España el 27 de mayo de 2021 y que se encargará de gestionar el programa espacial de España. Entre sus funciones se incluyen elaborar una Estrategia Espacial Española, coordinar de forma eficiente los distintos organismos nacionales con responsabilidades en el sector espacial y unificar la colaboración internacional. También cuenta con un componente dedicado a la seguridad nacional. Tendrá un presupuesto inicial cercano a los 500 millones de euros, y se calcula que podrá crear en torno a 1600 empleos.[cita requerida]
En cuanto a las empresas privadas, una de las empresas de ingeniería más importantes de España, Abengoa, inauguró el 23 de septiembre de 2009, en la zona de Palmas Altas y al pie de la SE-30, el Centro Tecnológico Palmas Altas. Sevilla concentra el 74 % de la industria aeronáutica andaluza, con factorías de la empresa aeronáutica multinacional EADS establecidas junto al Aeropuerto de Sevilla-San Pablo y en Tablada, así como el Parque Tecnológico Aeroespacial de Andalucía Aerópolis, situado en el municipio de La Rinconada, junto a la autovía A4 y al aeropuerto de Sevilla-San Pablo, donde se asientan más de setenta empresas auxiliares del sector aeronáutico. El eje Sevilla-Cádiz se ha convertido en el segundo centro español de ese sector, por detrás de Madrid. Desde el 24 de mayo de 2012, Sevilla pertenece a la Comunidad de Ciudades Ariane, que une a ciudades y empresas europeas en las que se desarrolla tecnología aeroespacial, y, en especial, la relacionada con los lanzadores Ariane.
La industria de fabricación de componentes de automóviles está representada por la planta que FASA-Renault tiene en la barriada de San Jerónimo, donde se ubica una de las mayores y más modernas factorías de cajas de cambio del sector automovilístico del mundo y donde se produce el 30 % de todas las cajas de cambio del grupo Renault del mundo.

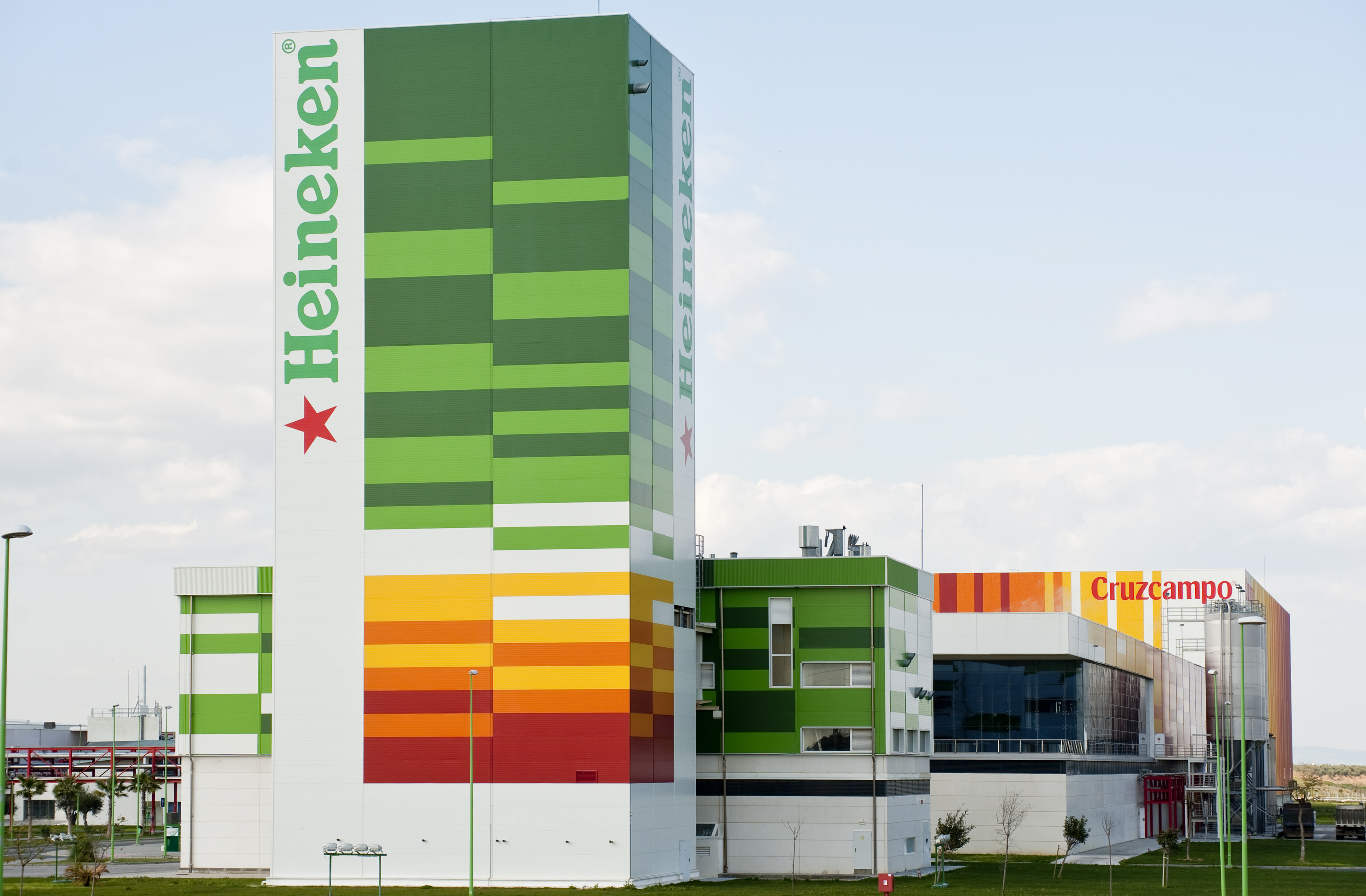
Fábrica de Heineken

También tiene la mayor fábrica de producción de cerveza de Europa y la sede española del grupo cervecero Heineken, propietario de la marca Cruzcampo. También es destacable la producción de productos metalúrgicos de la factoría de Siderúrgica Sevillana, situada en Alcalá de Guadaíra, y las factorías de grandes estructuras metálicas y torres eólicas marinas de empresas como Ditecsa, Megusa, Tecade y grupo Ros Casares, entre otras, en el puerto.
La configuración actual del paso del río Guadalquivir por Sevilla tuvo una gran transformación con la infraestructura que se desarrolló con motivo de la Exposición Universal de 1992; estas obras supusieron la construcción de nueve puentes, entre los que destacan el puente del Alamillo y el puente del V Centenario. Asimismo, se recuperó para la ciudad la calle Torneo al eliminar la infraestructura ferroviaria que ocupaba la zona.
En el Guadalquivir hay tradición de construcción naval desde hace siglos, hay constancia de la existencia de astilleros romanos y árabes, en 1252 el rey Alfonso X crea las Atarazanas Reales y en 1944 se crean los actuales astilleros. Estos, tras pasar por una complicada situación financiera y laboral, cerraron entre 2011 y 2014. En 2013 la empresa Astilleros Contsa Huelva utilizó el dique seco de dicho astillero para reparar un velero alemán de 100 años, el Alexander von Humboldt, y a partir del año siguiente los adquirió y se reanudó la actividad de industria naval. En el año 2016 se construyeron dos barcos nuevos y se repararon de otros doce.

#### Construcción

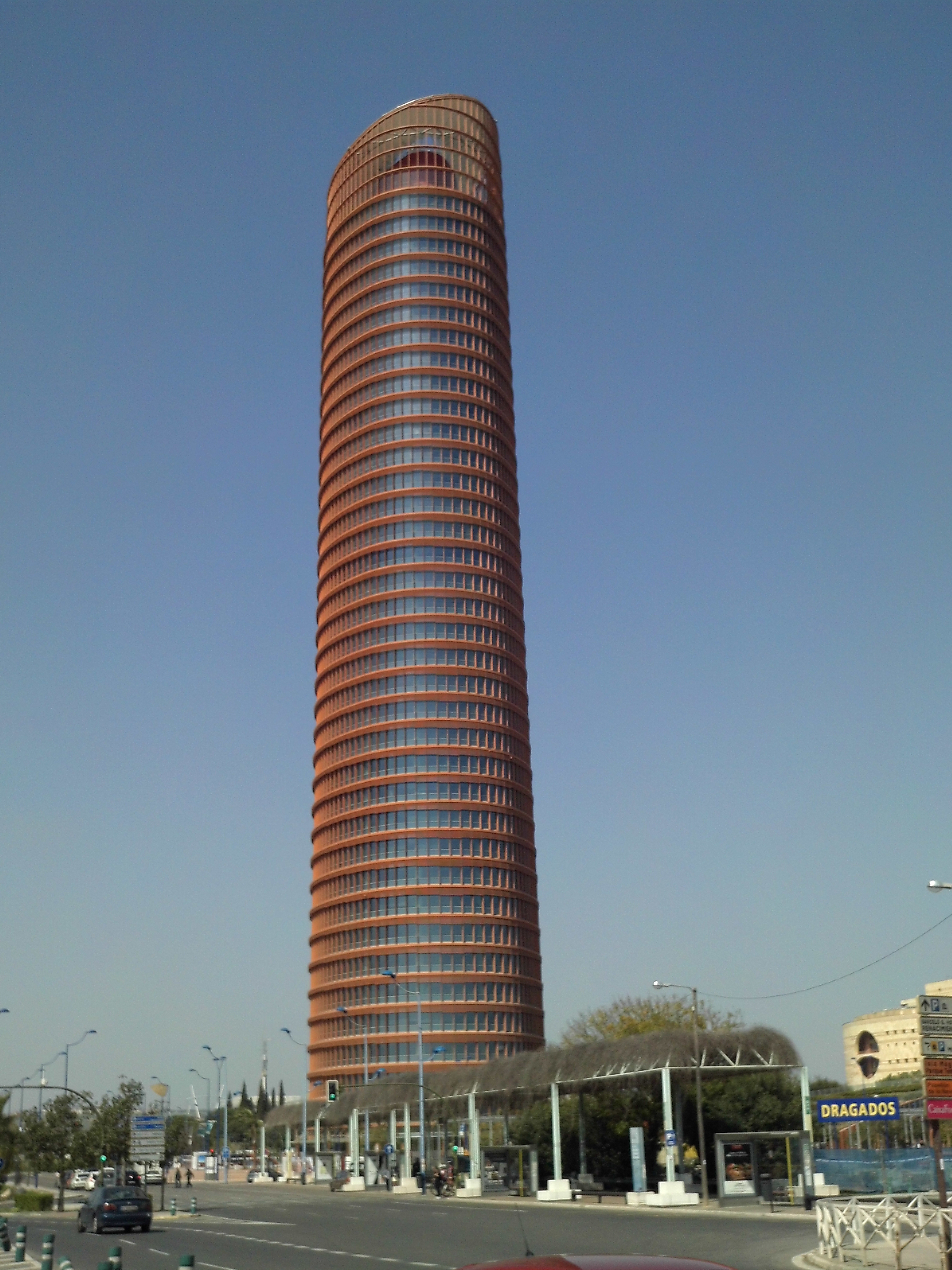
Torre Sevilla, de César Pelli, en la isla de la Cartuja

En 2005 en la provincia de Sevilla el sector de la construcción representaba el 9,20 % del PIB y empleaba a 90 000 personas, siendo casi nulo en él el desempleo (0,88 %). En 2007 se superaron los 102 000 ocupados.
Sin embargo en 2008 empezó a desinflarse la burbuja inmobiliaria española y como consecuencia se redujo el número de ocupados en la construcción a unos 87 000, subiendo el paro al 22 % (datos siempre de la provincia, no de la ciudad de Sevilla).
|                           |                           | 2003      | 2005      | 2008      |
| ------------------------- | ------------------------- | --------- | --------- | --------- |
| Número de licencias       | Número de licencias       | 1451      | 1612      | 1573      |
| Número total de viviendas | Número total de viviendas | 3665      | 5257      | 3143      |
| Nueva planta              | Nueva planta              | 2885      | 3933      | 2750      |
| Superficie (m²)           | Total                     | 1 053 207 | 2 282 138 | 1 850 280 |
| Superficie (m²)           | Residencial               | 401 674   | 540 413   | 345 730   |
| Superficie (m²)           | Comercial                 | 349 865   | 104 724   | 257 531   |
| Superficie (m²)           | Deportivo                 | 6827      | 8044      | 4142      |
| Superficie (m²)           | Industrial                | 170 660   | 526 550   | 314 359   |
| Superficie (m²)           | SIPS                      | 51 261    | 65 565    | 33 379    |
| Superficie (m²)           | Hospedaje                 | 24 114    | 11 472    | 2523      |
| Superficie (m²)           | Oficinas                  | 72 952    | 163 426   | 325 077   |
| Superficie (m²)           | Docentes                  | 20 397    | 30 122    | 75 634    |
| Superficie (m²)           | Garajes                   | 4697      | 8839      | 455 437   |
| Presupuesto (miles de €)  | Presupuesto (miles de €)  | 281 982   | 498 508   | 467 689   |

#### Servicios públicos
En el sector servicios de la ciudad de Sevilla ocupan un lugar destacado el turismo, con una densa red de hoteles y restaurantes; la distribución comercial; el transporte de pasajeros y mercancías y los servicios financieros. Por otra parte la educación y la sanidad emplean a una fracción significativa de la población activa sevillana.
Comercio

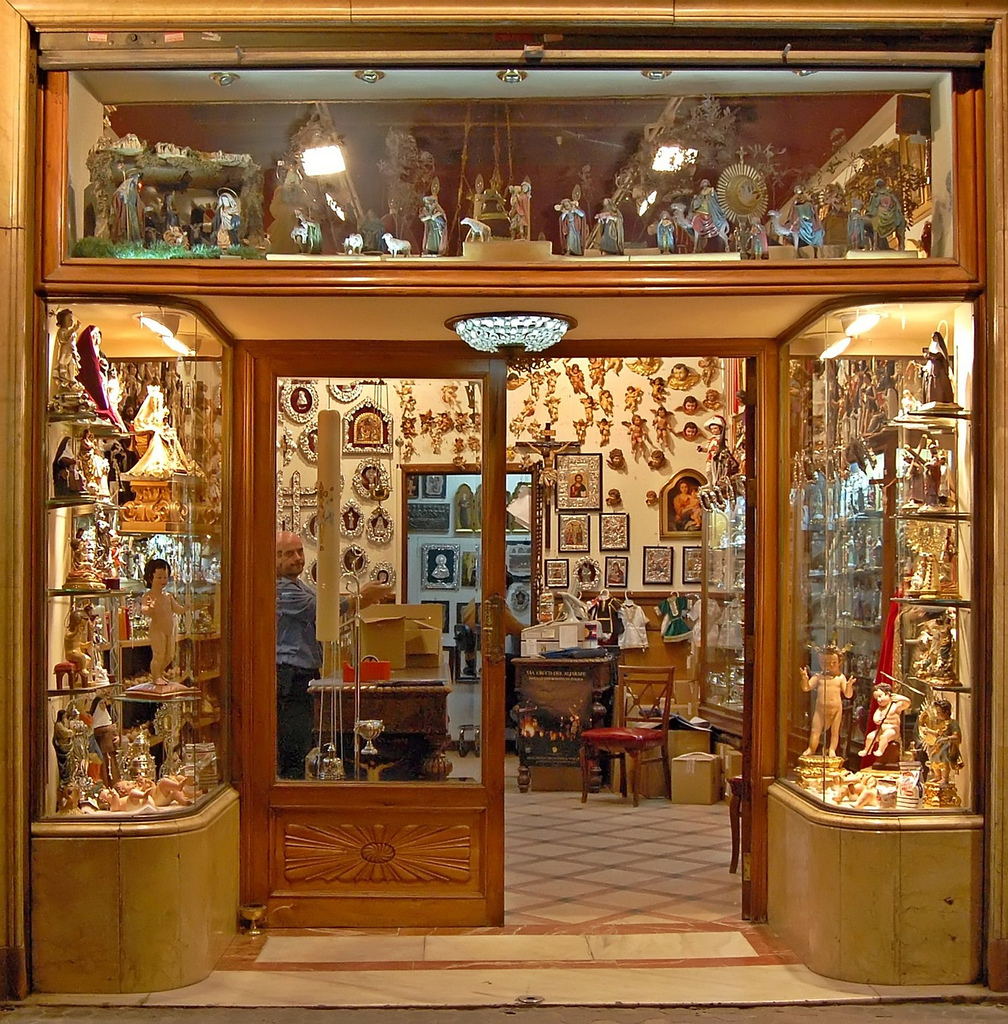
Tienda de artículos religiosos

Sevilla es la cuarta ciudad comercial más importante de España, atendiendo a una población de algo más de dos millones de habitantes que incluye la propia ciudad, la provincia y algunos núcleos de las provincias limítrofes de Huelva, Cádiz y Badajoz. Existen en Sevilla sucursales de casi todas las instituciones bancarias de España y Portugal. También están ubicadas allí las direcciones regionales de muchos bancos y cajas de ahorro con presencia en Andalucía, destacando la de CaixaBank, entidad que en 2012 absorbió la antigua caja de ahorros sevillana Cajasol.
Para la entrada y salida de mercancías, la ciudad cuenta principalmente con una amplia zona logística para camiones y con el puerto de Sevilla, por el que transitan entre 4 y 5 millones de toneladas de carga al año. El transporte de mercancías por ferrocarril tiene relativamente poca importancia en Sevilla (265 000 toneladas en 2004) y el transporte por vía aérea es mínimo (entre 4000 y 6000 toneladas/año). En cuanto al transporte de personas, por el aeropuerto de Sevilla pasaron en 2004 unos 2 678 000 pasajeros mientras que el ferrocarril transportó a 2 536 000 ese mismo año.
En el término municipal existen una serie de polígonos industriales cuyas naves están ocupadas básicamente por almacenes de distribución local o regional. En la ciudad y su área metropolitana hay varios centros comerciales, tales como: El Corte Inglés, Carrefour, Hipercor, Mercadona y Alcampo. En el entramado urbano de sus barrios hay al menos un mercado municipal abastos de productos perecederos, también hay varios supermercados de tipo medio, y en periodo de extinción quedan pequeños comercios, tipo ultramarinos.
Para potenciar y mejorar el comercio en la ciudad, hay dos organizaciones que se ocupan de esa tarea, de una parte la Cámara de Comercio Industria y Navegación de Sevilla, que atiende a todos los empresarios de la ciudad y de la provincia, y de otra la institución conocida como APROCOM, que vela por los empresarios que se dedican en exclusiva al comercio.
Turismo

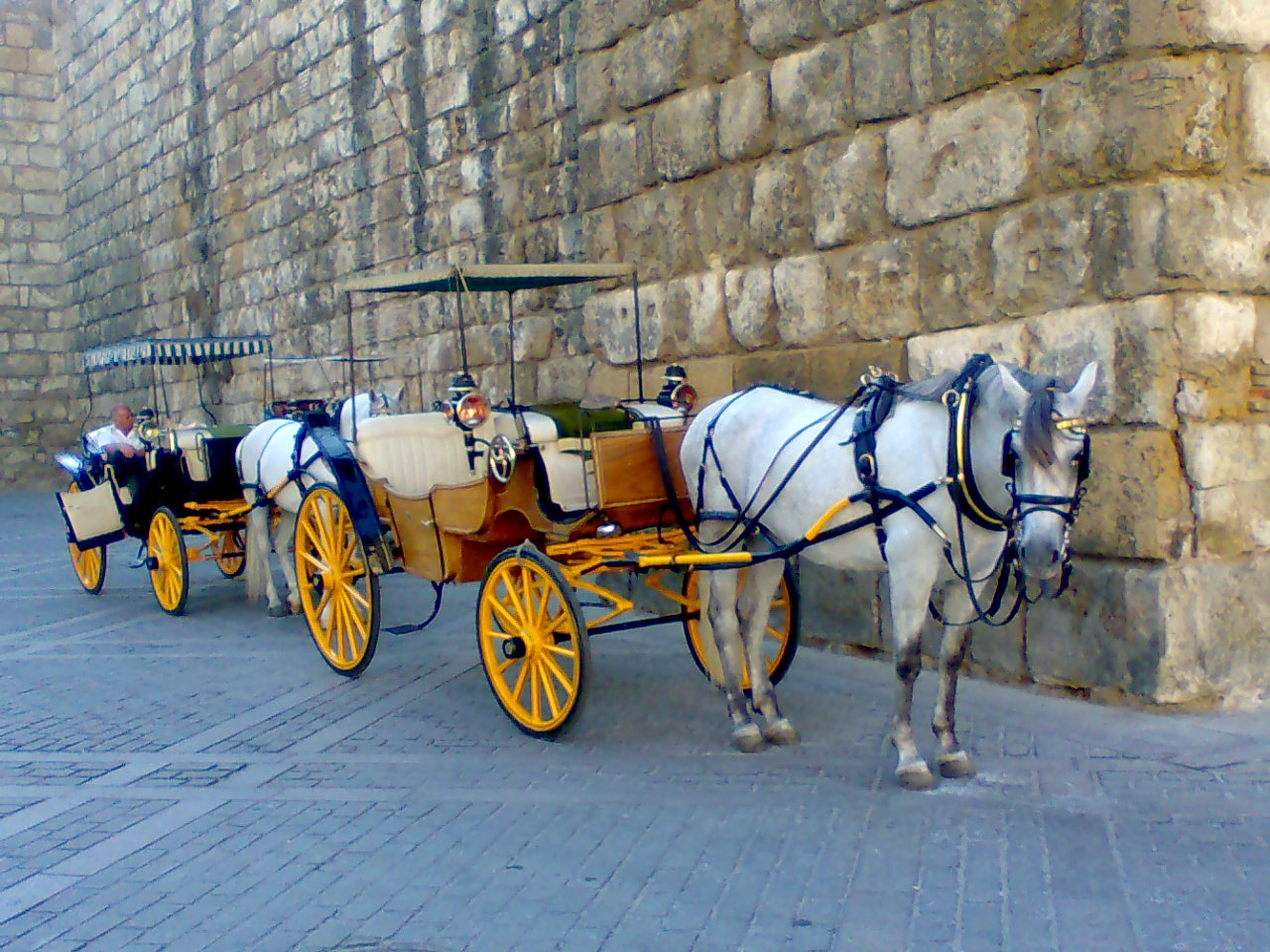
Coches turísticos de caballos

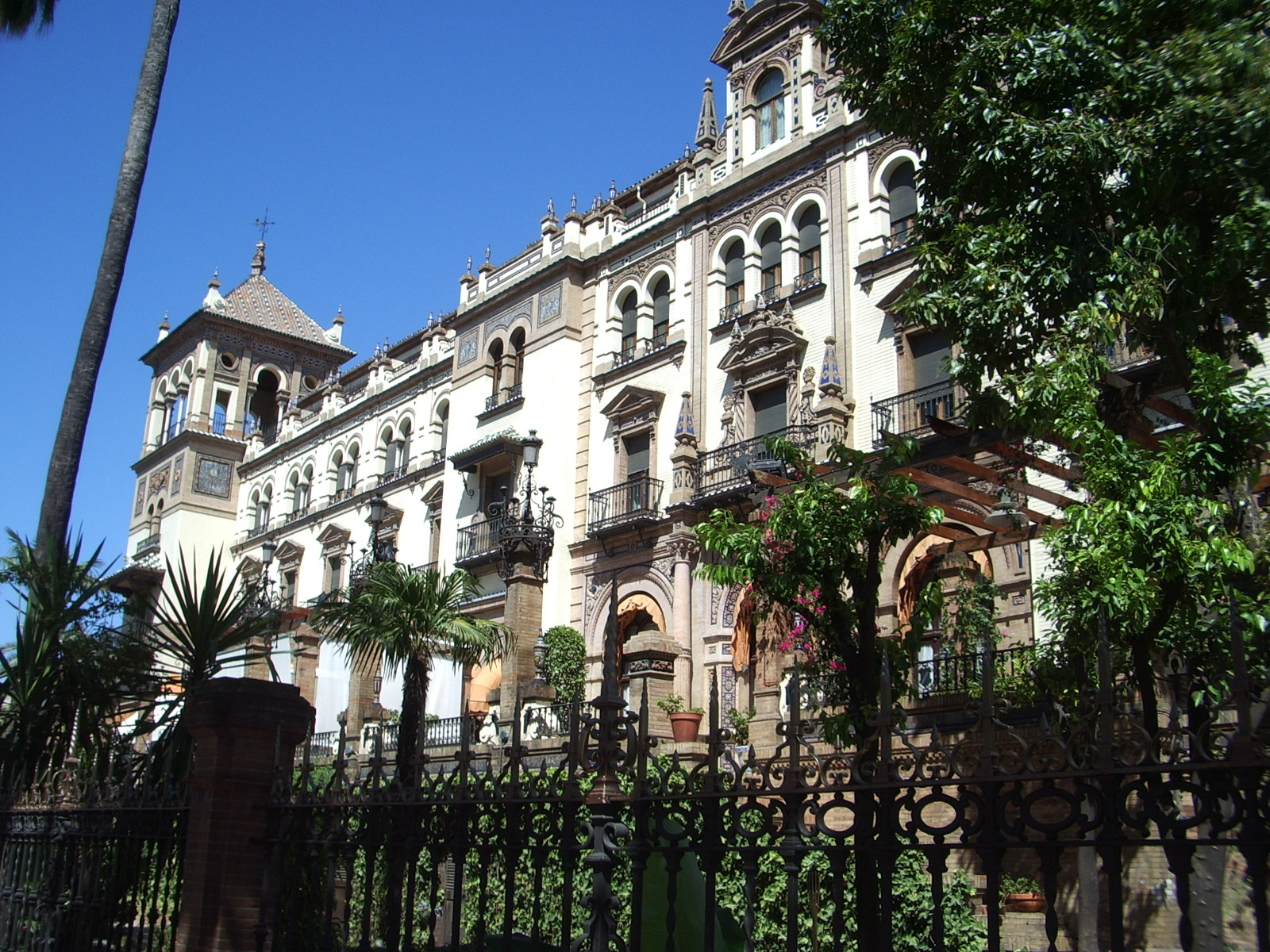
Hotel Alfonso XIII, obra de José Espiau y Muñoz (1929)

Gracias al patrimonio histórico y monumental, sus diversos espacios escénicos, culturales y sus fiestas de primavera (Semana Santa y Feria de Abril), la ciudad es receptora de gran turismo nacional e internacional. Es la cuarta ciudad más visitada de España, por detrás de Barcelona, Madrid y Benidorm. El turismo más característico en Sevilla es el de estancia corta en la ciudad, en torno a los 2,5 días, que generan pernoctaciones en los numerosos hoteles que hay en la ciudad y el área metropolitana. La ciudad también dispone de una red amplia de restaurantes y medios privados para facilitar el conocimiento de la ciudad, tales como coches de caballos, autobuses panorámicos, minicruceros por el río Guadalquivir y ciclos turísticos. En 2012, Turismo de Sevilla estrenó una nueva imagen gráfica y un nuevo lema con el que la marca de la ciudad evoluciona hacia una imagen más simple, distintiva y potente.
En las proximidades de Sevilla se encuentran los siguientes lugares de interés turístico:
- Itálica es una antigua ciudad romana situada en el actual término municipal de Santiponce a 7 km de Sevilla. Cuna de los emperadores Trajano y Adriano, destaca su bien conservado anfiteatro.[125]
- Carmona es una ciudad ubicada a 33 km, de Sevilla que destaca por la cantidad y calidad de su patrimonio histórico y monumental. Es conjunto histórico artístico desde 1963, con 18 monumentos inscritos en el catálogo de Bienes de Interés Cultural; y la necrópolis romana está declarada zona arqueológica.[126]

Palacio de Congresos y Exposiciones de Sevilla

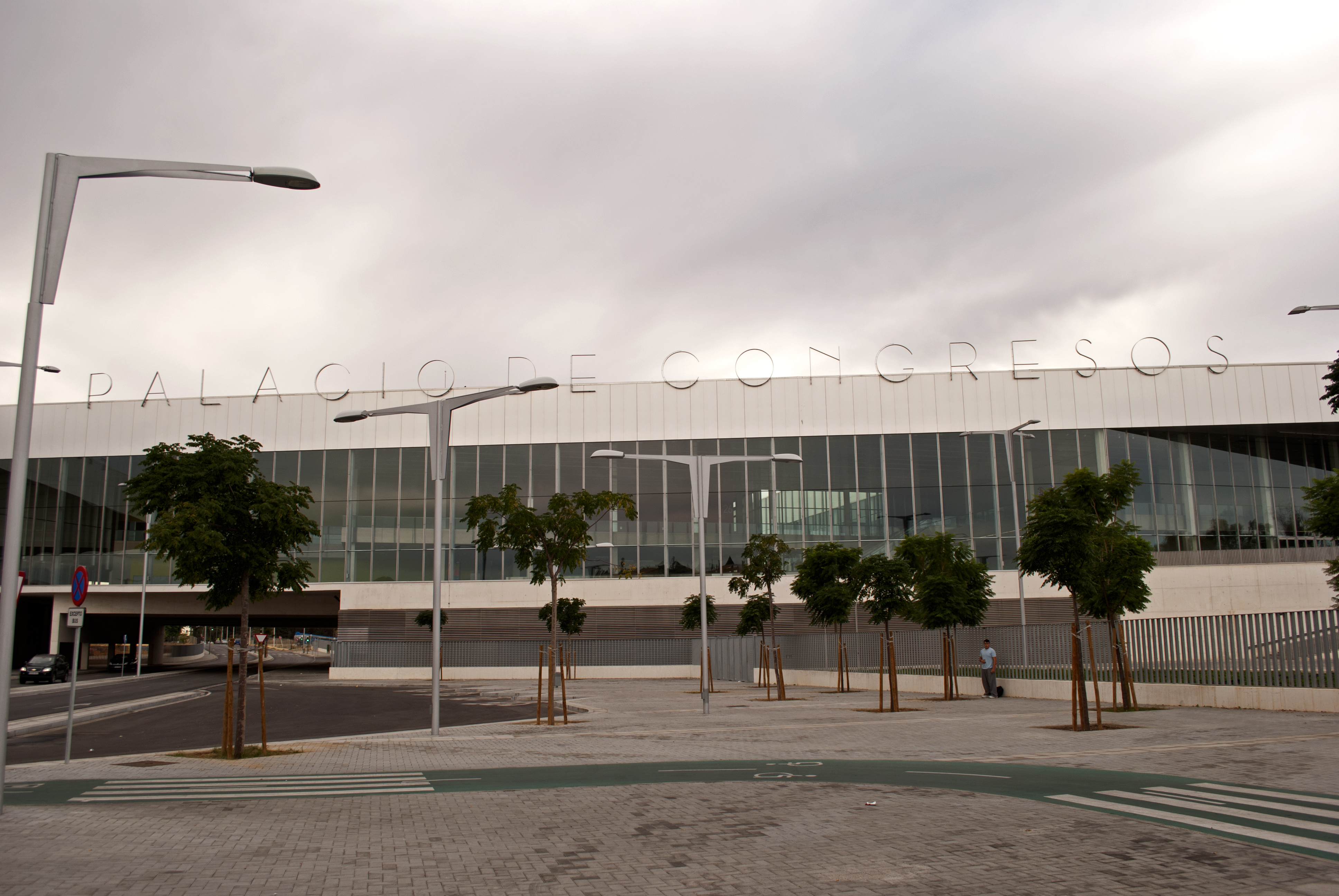
Vista del nuevo edificio del palacio de Congresos y Exposiciones (FIBES), inaugurado en 2012, obra de Guillermo Vázquez Consuegra

Sevilla se encuentra entre los 100 primeros destinos mundiales de congresos, gracias en parte a la moderna y vanguardista ampliación del palacio de Congresos y Exposiciones (FIBES), realizada por el arquitecto sevillano Guillermo Vázquez Consuegra. El palacio de Congresos y Exposiciones de Sevilla también conocido por el acrónimo FIBES, es un espacio arquitectónico dedicado a promover el negocio comercial de la ciudad y su área de influencia, donde se celebran reuniones de profesionales y ferias de diversa índole y contenido. FIBES dispone de un edificio central de arquitectura muy singular, de tres pabellones expositivos totalmente diáfanos con una superficie de 7200 m² cada uno. Hay dos zonas exteriores de 13 000 m², los pabellones se unen al edificio principal a través de una galería. El recinto dispone de dos áreas de aparcamiento con una capacidad para 600 vehículos. A todo esto hay que sumarles, tras la ampliación, un nuevo recinto de más de 45 000 m² en el que se incluye el mayor auditorio de España y un aparcamiento de 900 plazas. El palacio de Congresos se encuentra ubicado en el barrio de Sevilla Este, bien comunicado con el aeropuerto y la estación de ferrocarril. El edificio del palacio de Congresos cuenta con varios auditorios y numerosas salas de reunión de distinta capacidad, tres grandes pabellones de exposiciones así como restaurantes y cafeterías. Cada año se desarrolla un calendario de diversos certámenes feriales algunos de los cuales tienen rango internacional.
La ampliación del Palacio de Congresos, obra del arquitecto Guillermo Vázquez Consuegra, quedó inaugurada en 2012 con la apertura de su auditorium con una capacidad máxima de 5000 personas.

## Símbolos

Bandera de Sevilla

El lema de la ciudad, presente en numerosos edificios, es «NO8DO», donde el «8» presenta forma de madeja de lana. La tradición popular sevillana lo lee como «No madeja-do», que querría decir «No me ha dejado». Esta tradición carece de base documental y tiene su origen en Argote de Molina (1588). El lema se interpreta como una supuesta referencia a la lealtad que mantuvo la ciudad a Alfonso X el Sabio en la guerra contra su hijo Sancho en el siglo XIII. Según otra interpretación propuesta por Emilio Carrillo en 2005, el «8» representaría en realidad un nudo, que se dice «nodo» en latín, para simbolizar la unión en torno al monarca Alfonso X el Sabio.
También son tradicionales de la ciudad los versos inscritos sobre el arco de la puerta de Jerez, que, traducidos, resumen la historia de Sevilla de este modo:

Hércules me edificó,
Julio César me cercó
de muros y torres altas,
el Rey Santo me ganó
con Garci Pérez de Vargas.

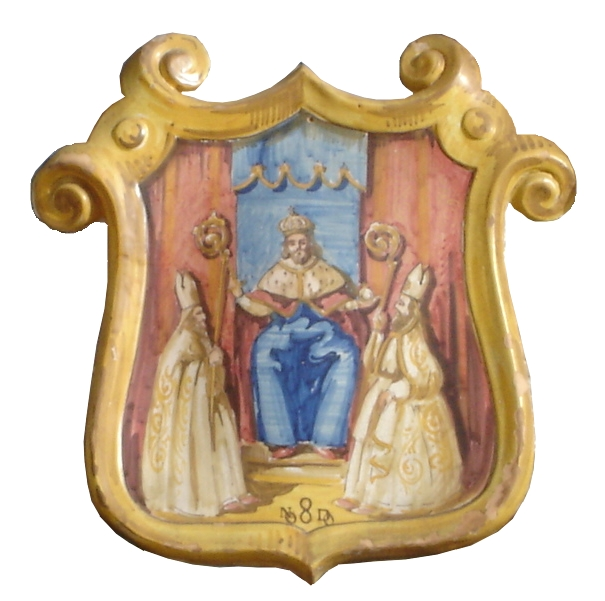
Representación de las armas de Sevilla, en uno de los azulejos que decoran la plaza de España

El escudo de armas de Sevilla, aunque se presenta con algunas variedades de diseños y colores, se ha mantenido a lo largo de la historia con una configuración fundamental en la que se evocan las figuras del rey Fernando III de Castilla, y la de los obispos hispano-visigodos, Isidoro de Sevilla y Leandro de Sevilla. El último cronista de armas oficial de España, Vicente de Cadenas y Vicent, lo describió en el lenguaje heráldico de la siguiente forma:

En campo de plata, sobre estrado de gules, sentado en un trono de oro, y surmontado de un baldaquín de púrpura, un rey vestido de púrpura y manto de armiño, coronado de oro, con una espada en la diestra y un mundo en la siniestra, acompañado de dos obispos vestidos de plata y oro, con mitra y báculo de oro. En punta el monograma "NO8DO" de oro.
Vicente de Cadenas, Heráldica de las Comunidades Autónomas y de las capitales de provincia, pág. 60, Ed. Hidalguía, Madrid, 1985, ISBN 840006047

Ostenta los títulos de «Muy Noble», «Muy Leal» (ambos desde la Edad Media), «Muy Heroica» (otorgado por Fernando VII en 1817), «Invicta» (por Isabel II, 1843) y «Mariana» (por Franco, 1946).

## Administración y política

### Capitalidad

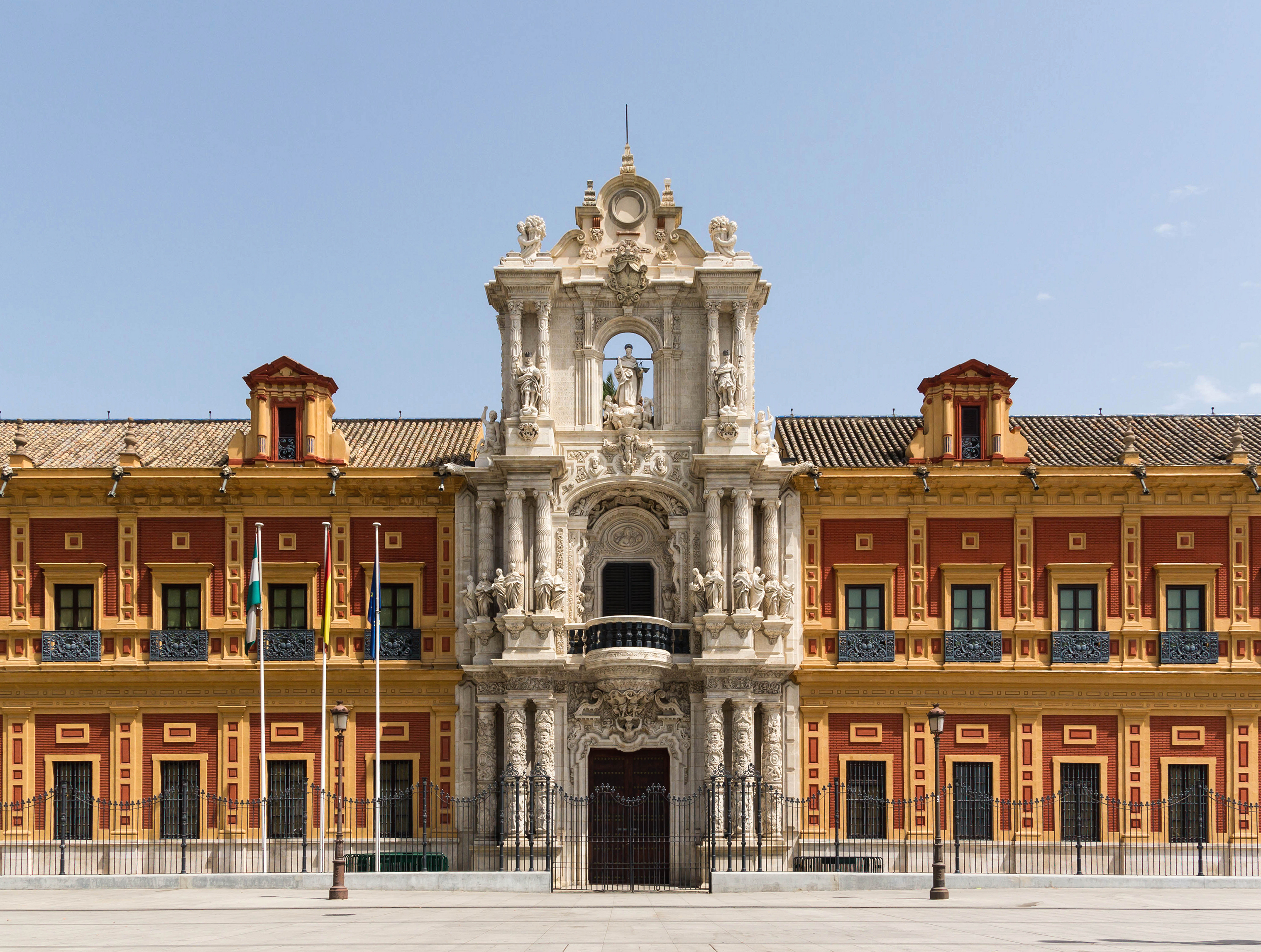
Palacio de San Telmo, sede de la Presidencia de la Junta de Andalucía

Sevilla es la capital de la comunidad autónoma de Andalucía, sede del Parlamento, de la Presidencia de la Junta y del Consejo de Gobierno. También radica en Sevilla la Delegación del Gobierno de la Nación para Andalucía. La capitalidad constituye un elemento diferenciador en relación con el resto de ciudades andaluzas, por una mayor concentración de funcionarios autonómicos y estatales, una mayor población flotante que acude a Sevilla para realizar trámites ante las diferentes Consejerías y Delegaciones regionales de muchas empresas e instituciones y una mayor incidencia de problemas sociales, lo que conlleva un gasto extra en muchas de las prestaciones y servicios del ayuntamiento. Sin embargo, aún está pendiente de promulgarse una ley que desarrolle el artículo 4.1 del Estatuto de Andalucía, referente a la capitalidad de Sevilla y que conllevaría una mayor dotación económica de las transferencias del estado al Ayuntamiento de Sevilla. Sevilla también es la capital de la provincia homónima, lo que implica que se encuentren ubicadas en la ciudad las diferentes delegaciones provinciales de las consejerías de la Junta de Andalucía y del Gobierno de España, así como la sede de la Diputación Provincial.

### Área metropolitana
El área metropolitana de Sevilla, compuesta por 46 municipios y con una población de 1 508 605 habitantes (Padrón Municipal de Habitantes, 2010), ocupa una superficie de 4900 km². El 25 de noviembre de 2008, la Comisión de Redacción del Plan de Ordenación del Territorio de la Aglomeración Urbana de Sevilla (Potaus) ha dado luz verde al nuevo documento que ordenará los 46 municipios que forman la zona, y que incluye 69 áreas de oportunidad, es decir, desarrollos urbanísticos considerados de interés metropolitano. Sobre estos 69 proyectos, los hay desde logísticos hasta empresariales, tecnológicos o residenciales, con una amplia mayoría de vivienda protegida. Después de su paso por la Comisión de Redacción, el Potaus será remitido a la Comisión de Ordenación del Territorio y Urbanismo de Sevilla y, posteriormente, a la de Andalucía (COTUA), antes de su aprobación definitiva por el Consejo de Gobierno de la Junta de Andalucía.
El desarrollo de esta área metropolitana comenzó a mediados de la década de los 70 y principio de los 80, pero el gran auge urbanístico se dio entre la década de 1990 y 2008: el área metropolitana no dejó de crecer, en población y extensión, especialmente en las ciudades de La Rinconada, Pilas, Alcalá de Guadaíra, Mairena del Aljarafe, o el eje Dos Hermanas, Los Palacios y Villafranca y Utrera. Al área metropolitana se han mudado muchos sevillanos emigrados de la capital debido a la escasez y alto precio de las viviendas nuevas, lo que ha provocado grandes desequilibrios en la movilidad de los ciudadanos residentes especialmente en la comarca del Aljarafe, por el cuello de botella que existe para acceder a Sevilla por transporte privado en las horas punta.

Distritos y municipios limítrofes

### Gobierno municipal

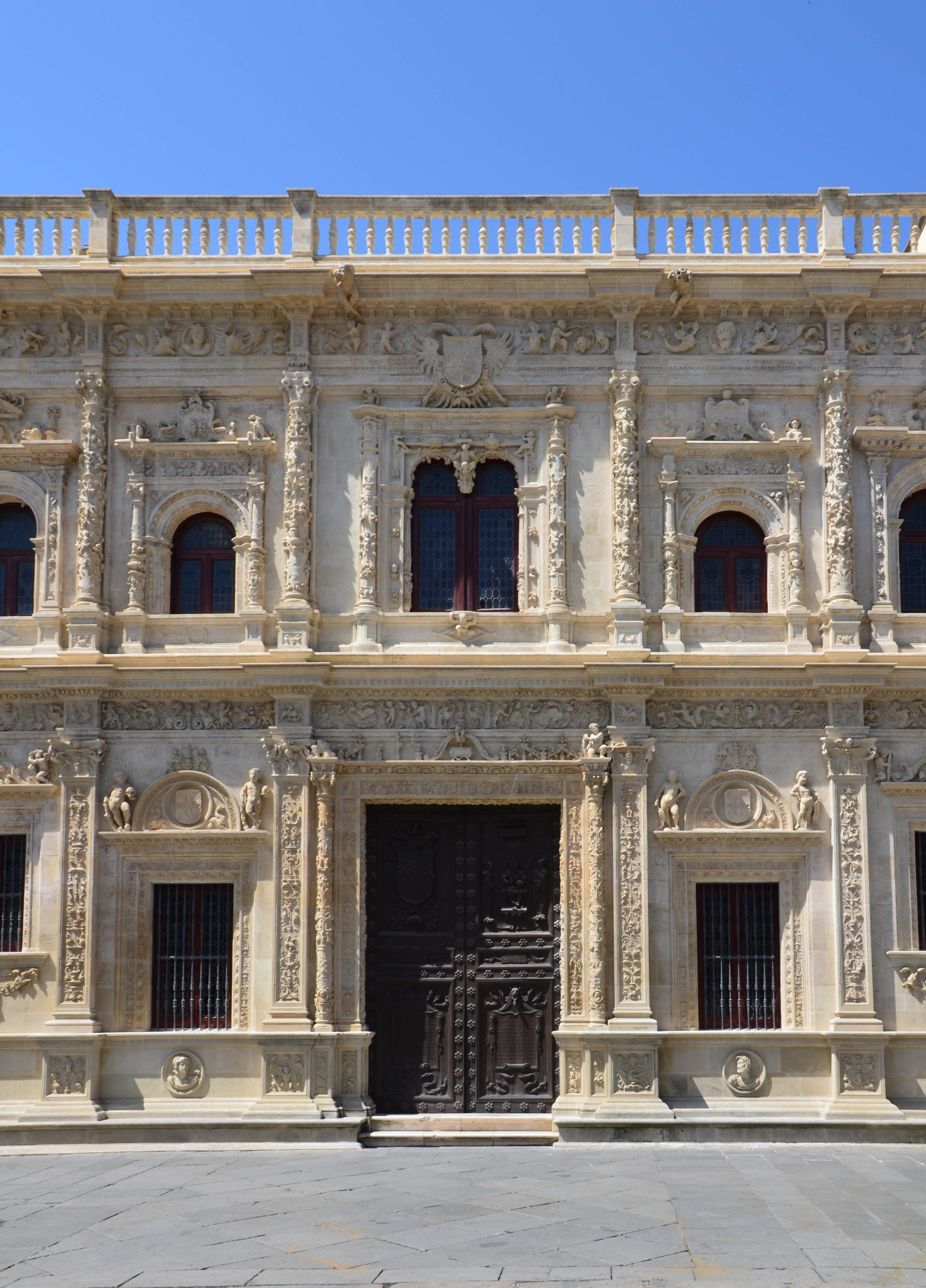
Ayuntamiento de Sevilla. Fachada plateresca, plaza de San Francisco

La administración de la ciudad se realiza a través de un ayuntamiento de gestión democrática cuyos componentes se eligen cada cuatro años por sufragio universal. El censo electoral está compuesto por todos los residentes empadronados en Sevilla mayores de 18 años y nacionales de España y de los otros países miembros de la Unión Europea. Según lo dispuesto en la Ley del Régimen Electoral General, que establece el número de concejales elegibles en función de la población del municipio, la Corporación Municipal de Sevilla está formada por 31 concejales. Tras las elecciones municipales celebradas el 26 de mayo de 2019, la constitución del ayuntamiento fue de 13 concejales pertenecientes al Partido Socialista (PSOE), 8 concejales pertenecientes al Partido Popular (PP), 4 concejales pertenecientes a Adelante Andalucía (AA), 4 concejales pertenecientes a Ciudadanos (Cs) y 2 concejales pertenecientes a Vox. Con estos resultados, el Partido Socialista Obrero Español de Andalucía revalidó con mayoría simple la alcaldía el socialista Juan Espadas.
Desde las primeras elecciones municipales democráticas en 1979, la ciudad de Sevilla ha sido gobernada por diferentes partidos y coaliciones de gobierno (ver tabla). En las elecciones municipales de 2007 dejó de estar representado por primera vez el Partido Andalucista (PA) del ayuntamiento y se acrecentó el bipartidismo PSOE-PP, si bien para gobernar el PSOE tuvo que formar coalición con los tres ediles de Izquierda Unida Los Verdes Convocatoria por Andalucía (IULVCA). En las elecciones municipales de 2011, el PP, con Juan Ignacio Zoido a la cabeza, consigue una amplia mayoría absoluta con 20 concejales. Las últimas elecciones municipales de mayo de 2015 rompieron las tendencias y conformaron un pleno muy plural, con la presencia de doce concejales del Partido Popular (PP), once concejales del Partido Socialista (PSOE), tres concejales de Ciudadanos (CS), tres concejales de Participa Sevilla y dos concejales de Izquierda Unida (IU).
| Periodo   | Nombre                      | Partido | Partido                                                 |
| --------- | --------------------------- | ------- | ------------------------------------------------------- |
| 1979-1983 | Luis Uruñuela Fernández     |         | Partido Andalucista (PA)                                |
| 1983-1991 | Manuel del Valle Arévalo    |         | Partido Socialista Obrero Español de Andalucía (PSOE-A) |
| 1991-1995 | Alejandro Rojas Marcos      |         | Partido Andalucista (PA)                                |
| 1995-1999 | Soledad Becerril Bustamante |         | Partido Popular de Andalucía (PP)                       |
| 1999-2011 | Alfredo Sánchez Monteseirín |         | Partido Socialista Obrero Español de Andalucía (PSOE-A) |
| 2011-2015 | Juan Ignacio Zoido Álvarez  |         | Partido Popular de Andalucía (PP)                       |
| 2015-2021 | Juan Espadas Cejas          |         | Partido Socialista Obrero Español de Andalucía (PSOE-A) |
| 2021-2023 | Antonio Muñoz Martínez      |         | Partido Socialista Obrero Español de Andalucía (PSOE-A) |
| 2023-act. | José Luis Sanz Ruiz         |         | Partido Popular de Andalucía (PP)                       |

| Partido político                                        | 2023  | 2023    | 2023       | 2019  | 2019    | 2019       | 2015  | 2015    | 2015       | 2011  | 2011    | 2011       | 2007  | 2007    | 2007       |
| Partido político                                        | %     | Votos   | Concejales | %     | Votos   | Concejales | %     | Votos   | Concejales | %     | Votos   | Concejales | %     | Votos   | Concejales |
| Partido Popular de Andalucía (PP)                       | 41,17 | 132 745 | 14         | 23,15 | 73 101  | 8          | 33,05 | 106 321 | 12         | 48,39 | 166 040 | 20         | 42,85 | 128 776 | 15         |
| Partido Socialista Obrero Español de Andalucía (PSOE-A) | 34,19 | 110 242 | 12         | 39,24 | 123 933 | 13         | 32,16 | 103 461 | 11         | 28,90 | 99 168  | 11         | 41,44 | 124 534 | 15         |
| Vox                                                     | 8,90  | 28 722  | 3          | 7,95  | 25 122  | 2          | 0,46  | 1495    | 0          | —     | —       | —          | —     | —       | —          |
| Con Andalucía-Izquierda Unida (IU)                      | 7,04  | 22 710  | 2          | 14,10 | 44 546  | 4          | 5,97  | 19 203  | 2          | 7,01  | 24 066  | 2          | 8,58  | 25 772  | 4          |
| Ciudadanos (CS)                                         | 1,56  | 5060    | 0          | 12,45 | 39 331  | 4          | 9,29  | 29 888  | 3          | —     | —       | —          | —     | —       | —          |

### Organización territorial
| Distrito                | Población (2025) |
| ----------------------- | ---------------- |
| Este-Alcosa-Torreblanca | 107 566          |
| Cerro-Amate             | 91 830           |
| Macarena                | 76 683           |
| Norte                   | 70 507           |
| Sur                     | 69 108           |
| San Pablo-Santa Justa   | 58 914           |
| Casco Antiguo           | 56 535           |
| Nervión                 | 51 259           |
| Triana                  | 46 955           |
| Bellavista-La Palmera   | 43 020           |
| Los Remedios            | 25 786           |

Con el objetivo de la desconcentración, de mejorar la calidad de los servicios que el ayuntamiento presta a la ciudad y de facilitar la participación ciudadana, Sevilla se divide en 11 distritos y 113 barrios, según se estableció en el Reglamento Orgánico de las Juntas Municipales de Distritos acordado en el pleno del 14 de julio de 2005. Los distritos difieren tanto en su expansión geográfica como en su población, correspondiendo la mayor población a los distritos periféricos. Todos ellos están organizados mediante una Junta Municipal de Distrito con su correspondiente delegado, oficinas administrativas, y representantes de las asociaciones vecinales de la zona.

### Áreas de servicio municipales
La gestión ejecutiva de los municipios españoles está organizada por áreas de gobierno al frente de las cuales hay un concejal del equipo de gobierno. Cada área de gobierno tiene varias delegaciones en función de las competencias que se le asignan y que son variables de unos gobiernos municipales a otros. En Sevilla el equipo de gobierno actual (2011) está estructurado en las siguientes cuatro áreas de gobierno: Área de Bienestar, Área de Coordinación, Área de Innovación y Área de Socioeconomía.

### Justicia

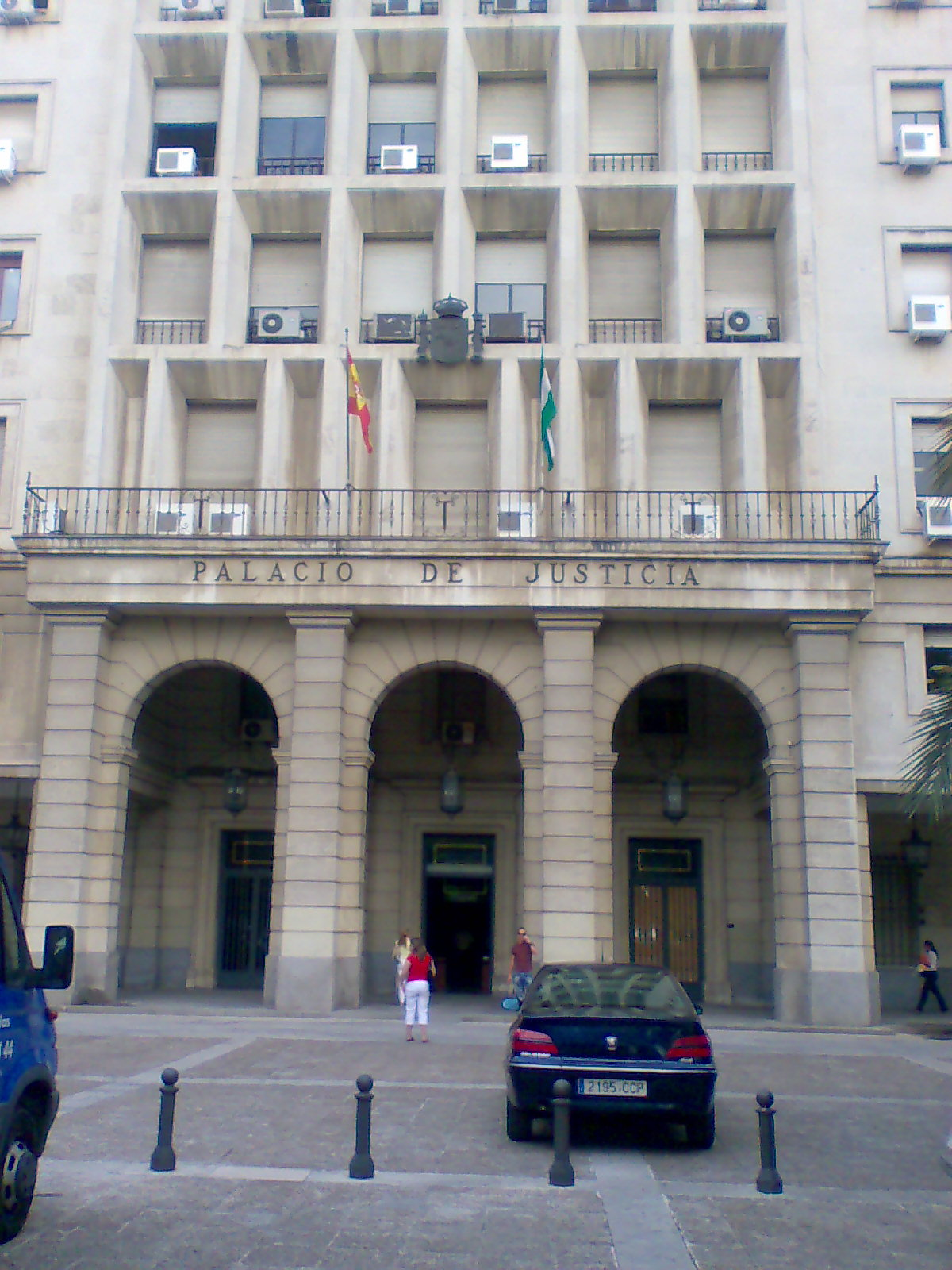
Palacio de Justicia

Sevilla es la sede de la Audiencia Provincial. También es la cabeza del Partido Judicial número 6 de la provincia de Sevilla, cuya demarcación comprende a la ciudad más 22 poblaciones muy pobladas del área metropolitana de las comarcas del Aljarafe y de la Vega Norte atendiendo una población aproximada de 1 300 000 habitantes. También acoge salas de lo Contencioso-Administrativo y Social del Tribunal Superior de Justicia de Andalucía. El conjunto de organismos judiciales es el siguiente:
- Tribunal Superior de Justicia de Andalucía: Sala Contencioso-Administrativo. Sala de lo Social.
- Audiencia Provincial: Presidente; Penal: 4; Civil: 4
- Juzgados:

27 de Primera Instancia, 20 de Instrucción, 11 de lo Social, 14 de lo Contencioso-Administrativo, 2 de lo Mercantil, 4 de Violencia sobre la Mujer, 15 de lo Penal, 2 de Vigilancia Penitenciaria, 3 de Menores.

### Consulados
Sevilla tiene consulados de: Austria, Bélgica, Colombia, Costa de Marfil, Cuba, Dinamarca, Ecuador, El Salvador, Estados Unidos, Estonia, Filipinas, Finlandia, Francia, Irlanda, Islandia, Italia, Japón, Luxemburgo, Malta, Marruecos, México, Noruega, Países Bajos, Panamá, Perú, Portugal, República Dominicana, Rumanía, Rusia, Suecia, Turquía y Uruguay.

## Servicios

### Energía
El suministro energético a la ciudad de Sevilla y su área metropolitana está de acuerdo con los objetivos que establece el Plan Energético de Andalucía, aprobado el año 2003.
Electricidad
La central hidráulica de bombeo de Guillena (210 MW) es la mayor central de producción de electricidad de la provincia de Sevilla. Actualmente (2010) existen también cinco centrales termosolares en la provincia, con una capacidad nominal de 181 MW y una producción anual de unos 395 GWh.
Del transporte de la energía eléctrica por todo el territorio nacional se ocupa en régimen de monopolio la empresa Red Eléctrica de España.
La capital de Sevilla y su área metropolitana se encuentran alimentadas mediante red de transporte con tensiones de 400 y 220 kV. Los nudos eléctricos correspondientes tienen conexiones con las áreas de Extremadura, Campo de Gibraltar y Bahía de Cádiz, así como con las provincias de Huelva y Córdoba. En el periodo 2010-2014 REE prevé completar por el oeste el anillo de 400 kV que rodea el área metropolitana de Sevilla así como construir una nueva interconexión con Portugal que, partiendo de Guillena, discurrirá por la provincia de Huelva.
La distribución de la electricidad en Sevilla la realiza Endesa-Distribución, del grupo Endesa, que absorbió a Sevillana de Electricidad en los años 1990. El consumo total de energía eléctrica en 2006 fue de 3 224 819 kWh, de los que 1 322 673 kWh correspondieron al consumo residencial.
Combustibles derivados del petróleo

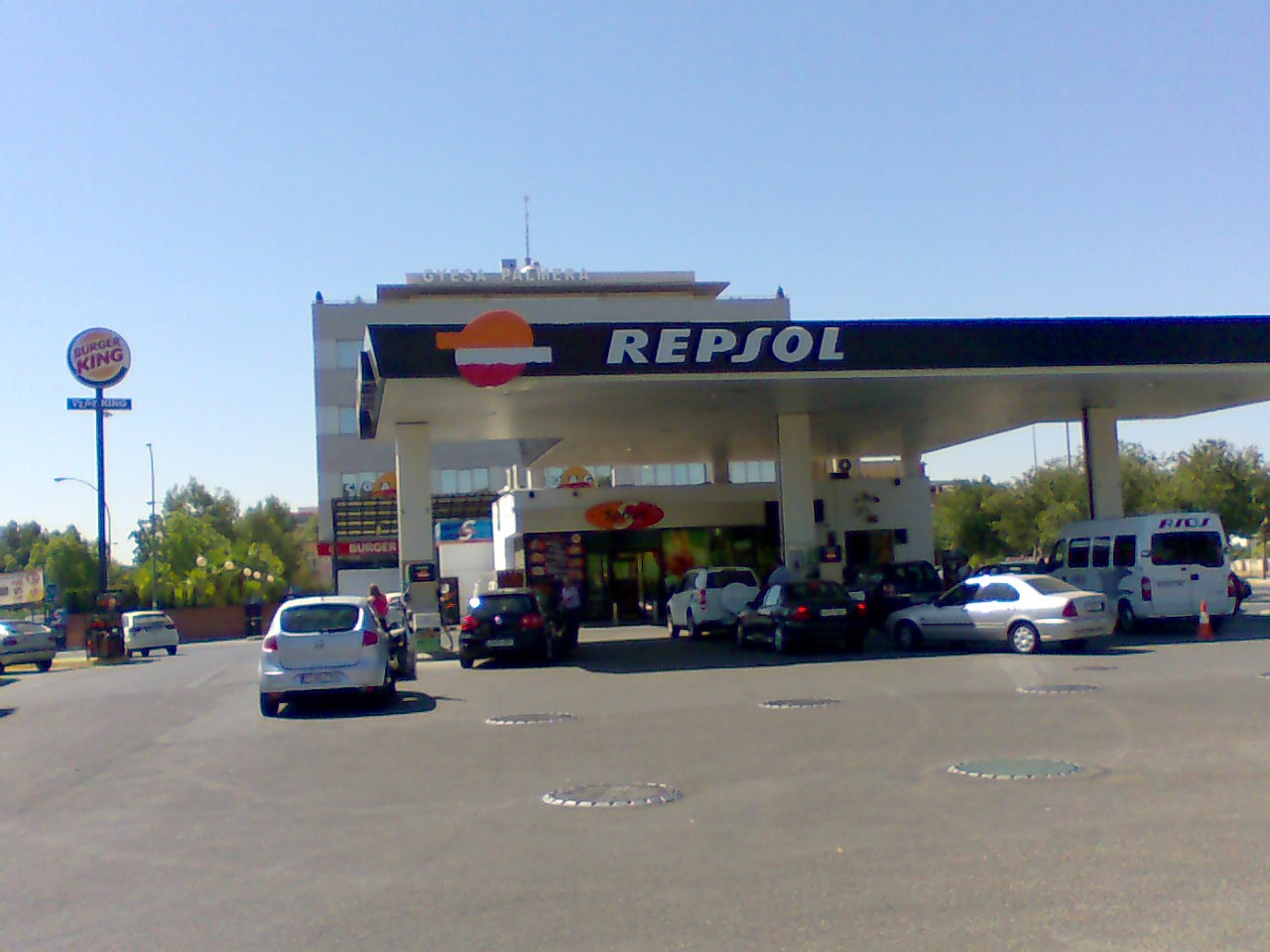
Estación de servicio en Sevilla

Sevilla y su provincia se abastecen de combustibles derivados del petróleo (gasolina y gasóleo) desde las instalaciones de almacenamiento que la Compañía Logística de Hidrocarburos (CLH) posee en Sevilla. En la actualidad (2008), CLH tiene concertados contratos de servicios logísticos para la utilización de sus instalaciones con la mayor parte de los operadores que actúan en España. El combustible que se almacena y distribuye en las instalaciones de Sevilla proviene básicamente de la refinería de petróleo ubicada en el Polo Químico de Huelva, con la cual se conecta a través de un oleoducto.
Gas natural
El gas natural que se consume en Sevilla proviene principalmente de Argelia y en pequeña proporción de los yacimientos de las provincias de Huelva y Sevilla. Es transportado por una red básica en alta presión responsabilidad de Enagás, desde donde se distribuye a viviendas e industrias por las instalaciones de Gas Andalucía. El consumo de gas natural se ha ido incrementando a medida que se van construyendo las redes de distribución a las viviendas. Según Gas Andalucía, en 2007 consumieron gas natural un total de 89 000 viviendas, con un abastecimiento a 350 000 sevillanos aproximadamente. Uno de los objetivos del Plan Energético de Andalucía es impulsar el consumo de gas natural frente a otros productos. En Sevilla hay algunos autobuses urbanos que utilizan gas natural como combustible, por ser menos contaminante.

### Agua potable
El abastecimiento de agua potable a Sevilla lo realiza la Empresa Metropolitana de Abastecimiento y Saneamiento de Aguas de Sevilla (EMASESA), creada como empresa privada municipal por el Ayuntamiento de Sevilla en 1974 y que cambió su denominación a «metropolitana» en 2007. Además de la ciudad de Sevilla, esta empresa también suministra agua potable a la mayoría de poblaciones de su área metropolitana.
El agua que suministra EMASESA está embalsada en varios pantanos situados en las sierras del norte de las provincias de Huelva y Sevilla, correspondientes a la cuenca del río Rivera de Huelva:
- Embalse de Aracena: 128 hm³
- Embalse de Zufre: 168 hm³
- Embalse de la Minilla: 58 hm³
- Embalse de El Gergal: 35 hm³

En el río Viar, cuenta con el embalse de Melonares, de 180,4 hm³, cuyas obras de conexión a la red finalizaron en julio de 2018.
No gestionado por EMASESA, se abastece también si es necesario del embalse de Cala, ubicado en el río Rivera de Cala con una capacidad de 58 hm³. También en caso de necesidad de suministro por sequía, EMASESA tiene un convenio con la Comunidad de Regantes del pantano El Pintado, ubicado en Cazalla de la Sierra, con una capacidad de 213 hm³. En caso de sequía extrema la compañía está autorizada a tomar agua del río Guadalquivir y tratarla adecuadamente para el consumo.
La depuración de aguas residuales se realiza en las estaciones de depuración de aguas residuales (EDAR), donde se elimina la contaminación del agua para su devolución al medio ambiente en condiciones adecuadas. En Sevilla, dada su gran extensión, existen cuatro EDAR: Norte (San Jerónimo), Sur (Copero), Este (Ranilla) y Oeste (Tablada).

### Residuos y limpieza de vías públicas

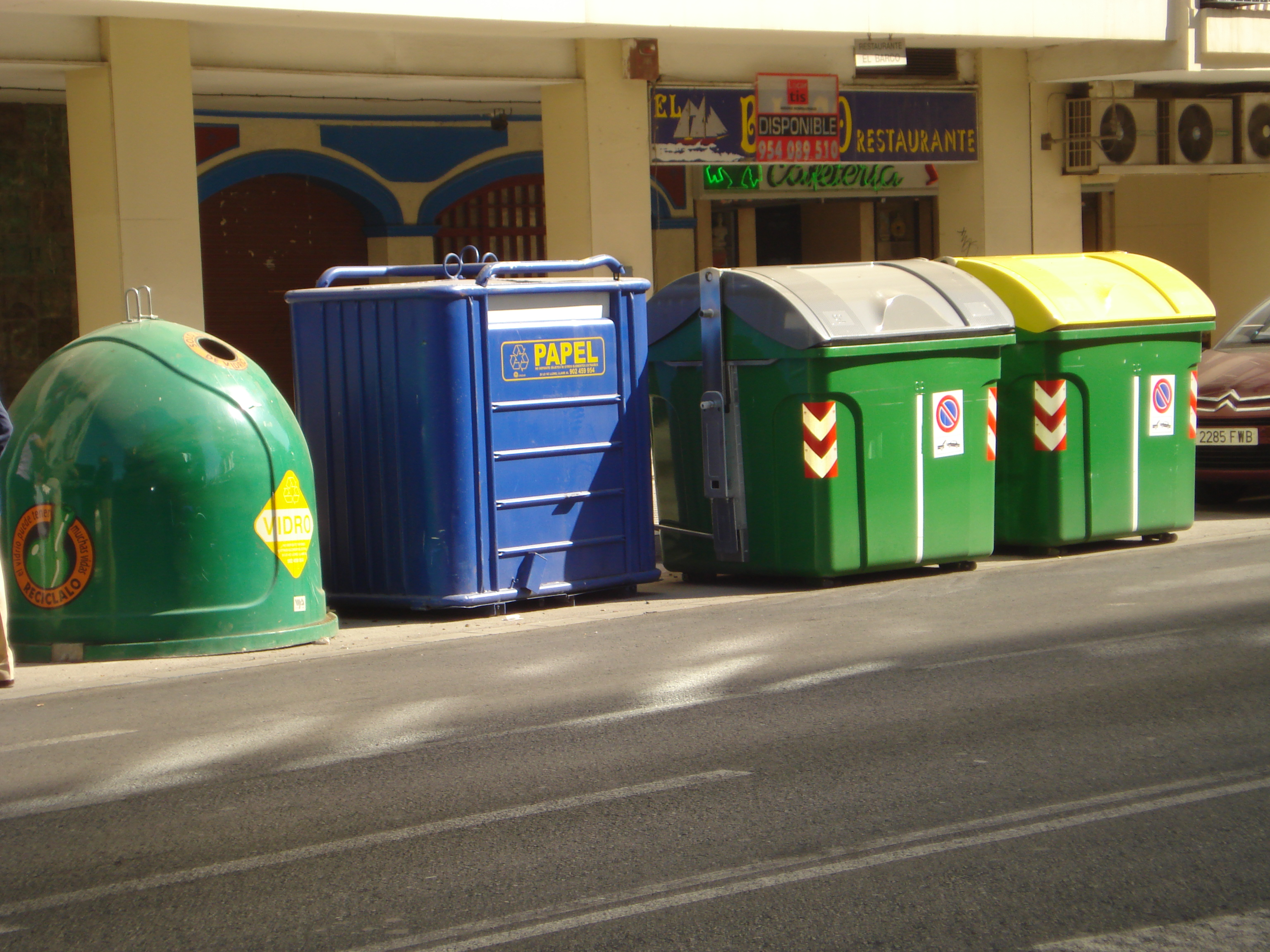
Contenedores selectivos de residuos urbanos

Lipasam es la empresa municipal de limpieza pública del Ayuntamiento de Sevilla. Creada en 1986, es responsable de la gestión de los residuos sólidos urbanos y la limpieza de las vías públicas. Para ello cuenta con 1593 trabajadores, 486 vehículos, un parque central de maquinaria, seis parques auxiliares de limpieza, cuatro puntos limpios, una estación de transferencia, cuatro centrales de recolección neumática de residuos y un centro de tratamiento integral de residuos, además de las oficinas centrales. El presupuesto anual de Lipasam supera los 90 millones de euros.

### Abastecimiento
La empresa municipal Mercados Centrales de Abastecimiento de Sevilla (Mercasevilla) se creó en junio de 1971 en colaboración con el Ayuntamiento de Sevilla para la distribución de productos perecederos en el área metropolitana de Sevilla. Es una de las 23 unidades alimentarias de la empresa nacional Mercasa, que a su vez depende de la Sociedad Estatal de Participaciones Industriales (SEPI) y del Ministerio de Agricultura, Pesca y Alimentación.
En las instalaciones de Mercasevilla, con una superficie de 375 000 m², operan más de 230 empresas, de las cuales 137 son mayoristas y 93 se dedican a actividades de distribución, servicios logísticos o atención a usuarios. Para ello hay mercados mayoristas de frutas, hortalizas y pescados; un matadero de gestión privada; tres empresas de elaboración y distribución de envases y embalajes; además de una zona de actividades complementarias y una zona comercial y de servicios.
En 2008 Mercasevilla afirmó ser «el mayor mercado mayorista del Sur de Europa», cubriendo su zona de influencia Andalucía Occidental, Extremadura y el Algarbe portugués.

### Educación
El censo escolar de enseñanzas no universitarias de la ciudad de Sevilla ha disminuido desde el curso 1989/90 debido al descenso de la natalidad y a la emigración de parejas jóvenes hacia otras poblaciones del área metropolitana de Sevilla por ser más asequibles económicamente las viviendas en la periferia. En el curso 2008/2009 en educación infantil y primaria se matricularon 68 346 alumnos, de los cuales un 52,06 % lo hicieron en centros públicos, un 42,93 % en centros privados concertados y un 5,01 % en centros privados no concertados. En educación secundaria se matricularon 56 630 alumnos distribuidos en educación secundaria obligatoria (29 999 alumnos), bachillerato (12 723) y ciclos formativos de grado medio o superior (13 908); correspondiendo un 58,27 % a centros públicos, un 32,60 % a privados concertados y 9,13 % a privados no concertados.

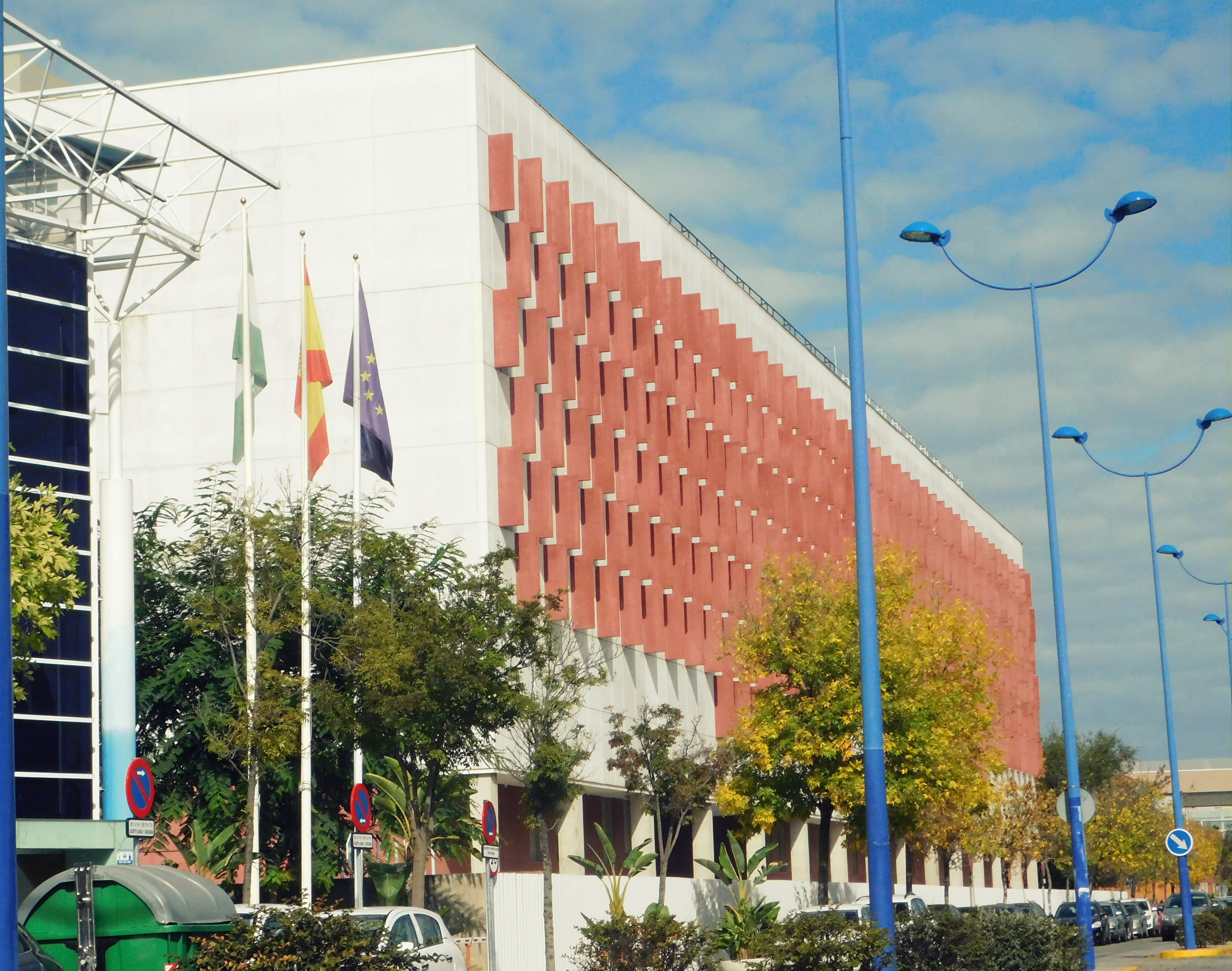
Facultad de Comunicación de la Universidad de Sevilla

Sevilla cuenta con cuatro universidades: las sedes de La Universidad Loyola Andalucía y la Universidad Internacional de Andalucía además de la Universidad de Sevilla, creada en el siglo XVI, y la Universidad Pablo de Olavide, que fue fundada en 1997 y ocupa un campus de 140 ha, comprendida entre los términos municipales de Dos Hermanas (en su mayoría), Sevilla y Alcalá de Guadaíra.
La Universidad de Sevilla, fundada en 1505, tiene más de 65 000 estudiantes. Asimismo, la Universidad Pablo de Olavide cuenta con más de 10 000 estudiantes. Son miles los estudiantes extranjeros que se matriculan en los programas Erasmus y cursos de español en la Universidad de Sevilla, que en 2006 fue una de las diez más visitadas de Europa junto con otras ocho universidades españolas. La Universidad de Sevilla, con 25 centros propios y cinco centros adscritos, imparte más de 100 titulaciones, contando con 122 departamentos universitarios y 5 institutos universitarios. Las titulaciones más demandadas en el curso 2005/2006 fueron las relativas a las ramas de las ciencias sociales, con el 39,17 % de los alumnos, y las enseñanzas técnicas, con el 40,3 %; seguidas de las ciencias de la salud, con el 10,9 % y las humanidades, con el 10,4 %. La rama menos demandada fue la de ciencias experimentales, con un 6,22 % del alumnado. La Universidad Pablo de Olavide impartió 19 titulaciones durante el curso 2005/2006.
En los últimos años ha disminuido el número de alumnos en la educación universitaria en España a causa de la menor natalidad de los años 1980. El número de alumnos de algunas de las universidades más antiguas ha descendido asimismo debido a la creación de nuevas universidades en provincias donde antes no las había. En las universidades de Sevilla, a partir del curso 1998/1999 el número de alumnos matriculados ha descendido con una media anual de un 3 %. En el curso 2009/2010 se matricularon en la Universidad de Sevilla 58 546 alumnos, de los cuales, el 95,4 % pertenecían a centros propios y el resto a centros adscritos. A ellos hay que añadir 14 338 alumnos de doctorado, másteres universitarios, formaciones de posgrado e instituto de idiomas. La mayoría de los alumnos provienen de la provincia de Sevilla y de las provincias andaluzas limítrofes, principalmente Cádiz y Huelva. El principal lugar de origen de los alumnos procedentes del resto de España es Extremadura. Hay un 2,3 % de estudiantes extranjeros, aproximadamente la mitad de los cuales marroquíes. Por su parte la Pablo de Olavide cuenta en la actualidad (curso 2009-2010) con 10 741 estudiantes, de los cuales el 0,6 % extranjeros.

### Sanidad

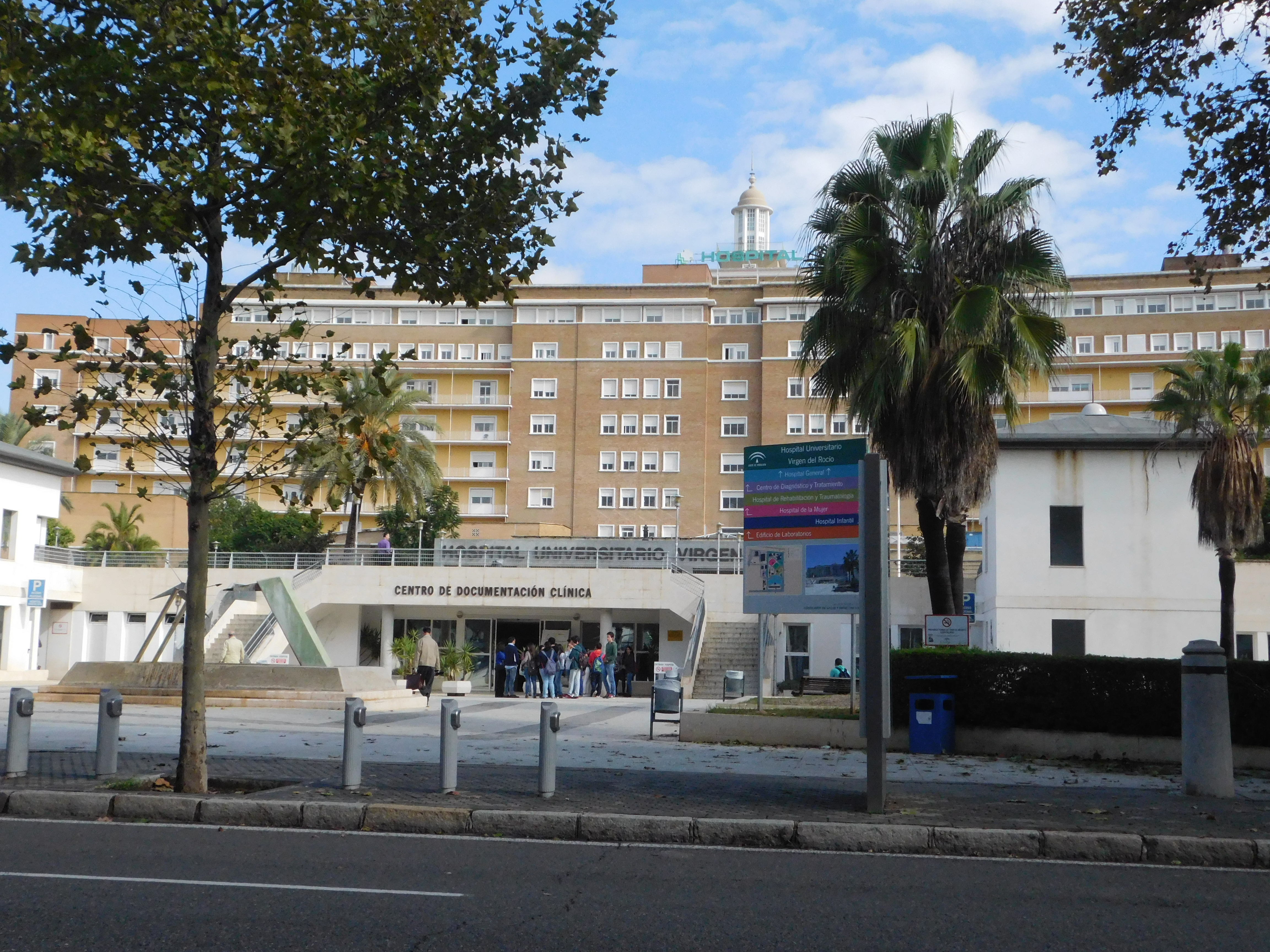
Hospital Virgen del Rocío

El sistema sanitario de Sevilla está dividido entre las prestaciones que hace el sistema público de Salud, gestionado por el Servicio Andaluz de Salud (SAS), y las prestaciones que realiza la medicina privada mediante consultas particulares de los médicos o a través de las prestaciones que realizan las diferentes mutuas privadas como, Sanitas, Asisa o Caser. La Ley 2/1998 de Salud de Andalucía divide la atención sanitaria en dos tipos: primaria y especializada.
La atención primaria en la provincia de Sevilla se divide según el Mapa Sanitario de Andalucía, en cinco distritos, que a su vez se dividen en 38 zonas básicas de salud, correspondiendo a la capital un distrito de atención primaria con única zona básica de salud (ZBS). A su vez, cada ZBS se organiza en distritos sanitarios, estando dividida Sevilla en dos distritos. La capital sevillana dispone para la atención primaria de 32 centros de salud y tres consultorios, uno de ellos auxiliares.
La atención especializada ofrece medios técnicos y humanos de diagnóstico, tratamiento y rehabilitación adecuados que, por su especialización o características, no pueden resolverse en el nivel de atención primaria. Para la atención especializada programada y urgente se dispone de una red hospitalaria y centros de especialidades. Sevilla cuenta con tres hospitales universitarios, que cubren las zonas centro, noroeste y sur:
- Hospital Universitario Virgen del Rocío. Atiende a una población de 677 163 personas en el área centro de la ciudad. En 2005 tenía 1526 camas y en 2007 tenía 1275 camas.
- Hospital Universitario Virgen Macarena. Atiende a una población de 521 026 personas en el área noroeste de la ciudad. En 2005 tenía 1058 camas y en 2007 tenía 985 camas.
- Hospital Universitario Virgen de Valme. Atiende a una población de 331 518 personas en el área sur de la ciudad. En 2005 tenía 600 camas y en 2007 tenía 545 camas.
- Hospital San Juan de Dios. Hospital privado y concertado.

En la sanidad privada hay unos centros con carácter benéfico y otros con carácter no benéfico. Con carácter benéfico hay dos centros, ambos con finalidad general, que aportan 276 camas más. Para la oferta en régimen de internado existe también un centro de prevención y rehabilitación, con 141 camas y dependiente de una Mutua de Accidentes de Trabajo, y un Hospital Psiquiátrico-Penitenciario, con 163 camas y dependiente del Ministerio del Interior. Con carácter no benéfico existen cinco centros, cuatro de ellos con finalidad general y uno con finalidad quirúrgica, con 346 camas en total (todos los datos son de 2005).

### Seguridad ciudadana

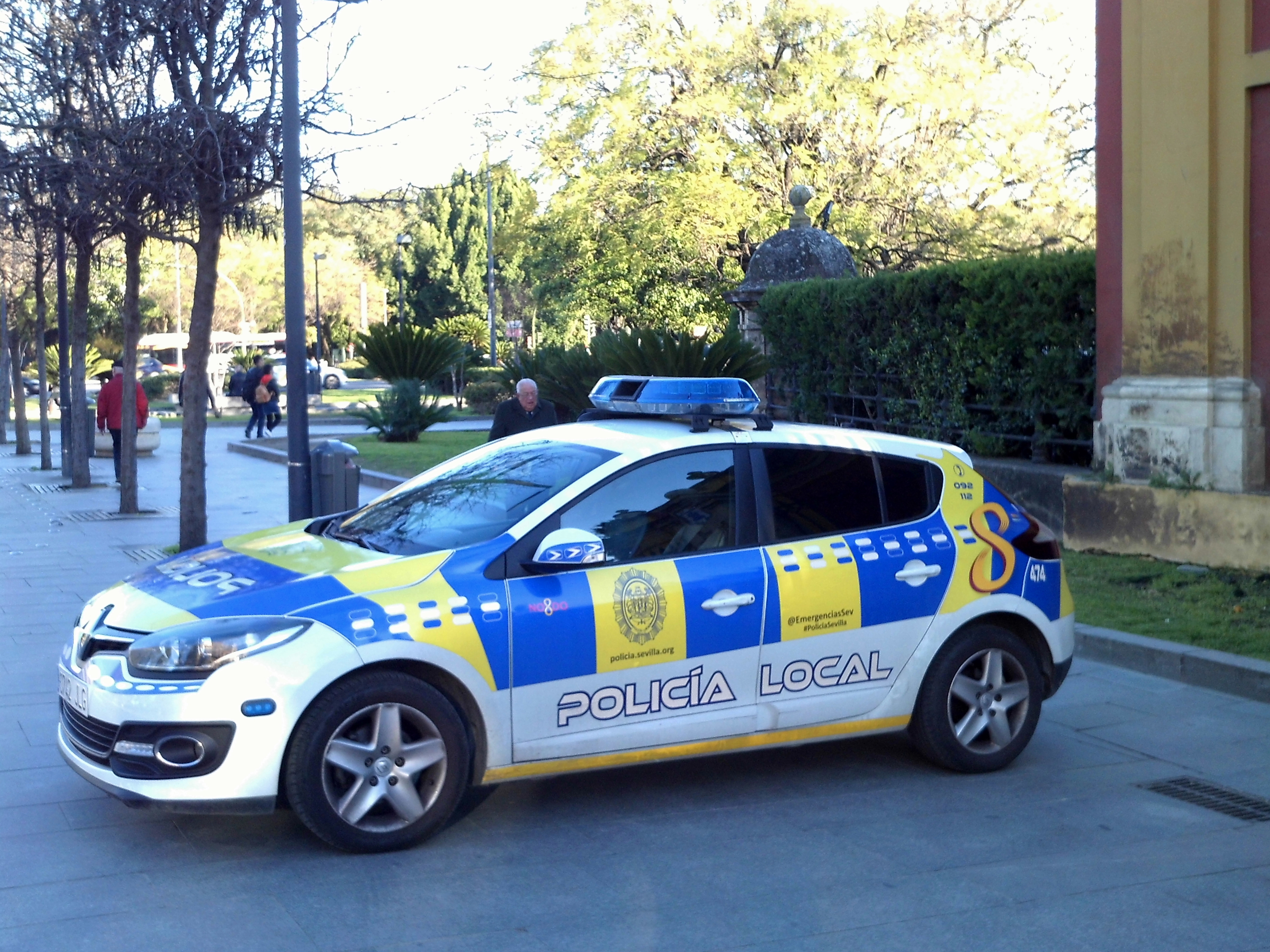
Vehículo de la policía local

En Sevilla está operativo el sistema de Emergencias 112 que, mediante el número de teléfono gratuito 112, atiende cualquier situación de urgencias en materia sanitaria o desastre, extinción de incendios, salvamento, seguridad ciudadana y protección civil. Los teleoperadores de 112 Andalucía atienden las llamadas de urgencia y emergencia en español, inglés, francés o alemán, y han incorporado además el árabe.
La estrategia de seguridad ciudadana que se establece en Sevilla ante grandes acontecimientos de movilización y reunión de personas, tales como las fiestas de primavera de Semana Santa y Feria, o encuentros de fútbol de alto riesgo como los de la máxima rivalidad local, u otros de gran tensión e interés, se planifica por un organismo denominado Centro de Coordinación Operativa del Ayuntamiento de Sevilla (Cecop), cuyo teléfono de contacto es el 112, del cual forman parte las fuerzas de seguridad de la Policía Nacional, Policía Local, Protección Civil y Bomberos. Además de los integrantes del Cecop, colaboran en el mantenimiento de la Seguridad Ciudadana en las competencias y responsabilidades que tienen: la Guardia Civil, la Cruz Roja y el servicio de emergencias sanitarias conocido en España como 061.

### Servicios sociales
Los servicios sociales que se ofrecen en la ciudad de Sevilla incluyen la prestación de los servicios de protección, tutela y promoción social de personas o grupos de población más desfavorecida, tanto desde el ámbito local, de la comunidad autónoma o de entidades privadas benéficas, tales como Cáritas, Cruz Roja u otras ONG. La Junta de Andalucía clasifica los servicios sociales en comunitarios y especializados.
Los Servicios Sociales Comunitarios en la ciudad de Sevilla están gestionados por el Área de Bienestar Social y Solidaridad del ayuntamiento. Los servicios sociales que se realizan tienen cuatro grupos de acción diferenciados: el Servicio de Información, Orientación y Valoración Social (SIVO), el Servicio de Convivencia y Reinserción Social (CORE), el Servicio de Ayuda a Domicilio, el Servicio de Cooperación Social y el Servicio de Atención a la dependencia.
Los Servicios Sociales Especializados atienden las necesidades más concretas, específicas y pormenorizadas y se desarrollan con tres líneas de actuación: personas sin hogar e inmigrantes (COIS), población chabolista y situaciones de urgencia y emergencia. Estos servicios especializados se dividen en la atención a los siguientes colectivos de población: tercera edad, discapacitados, infancia y familia, personas sin hogar, drogodependientes e inmigrantes.

### Comunicaciones
Sevilla ha sido seleccionada por el Ministerio de Industria junto a Madrid y Barcelona para ejecutar el proyecto piloto Movele, con el que el Gobierno pretende analizar la viabilidad del coche eléctrico en los desplazamientos dentro del núcleo urbano.
También cuenta con una tarjeta  del Consorcio de Transporte Metropolitano del Área de Sevilla, de gran utilidad, que puede ser usada con los autobuses metropolitanos, urbanos, cercanías, tranvía y metro.

#### Puerto

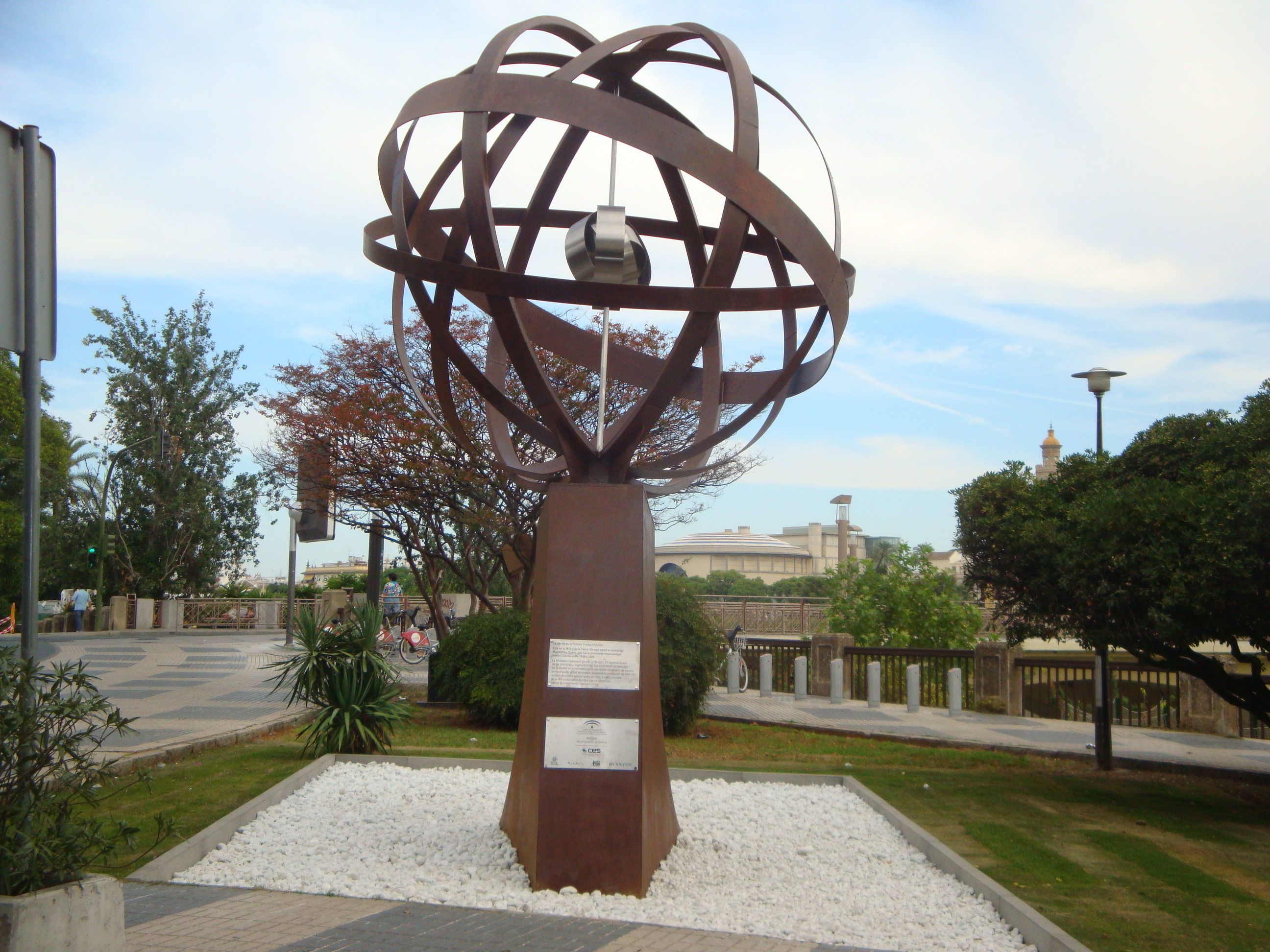
Monumento a la Primera Vuelta al Mundo (2010)

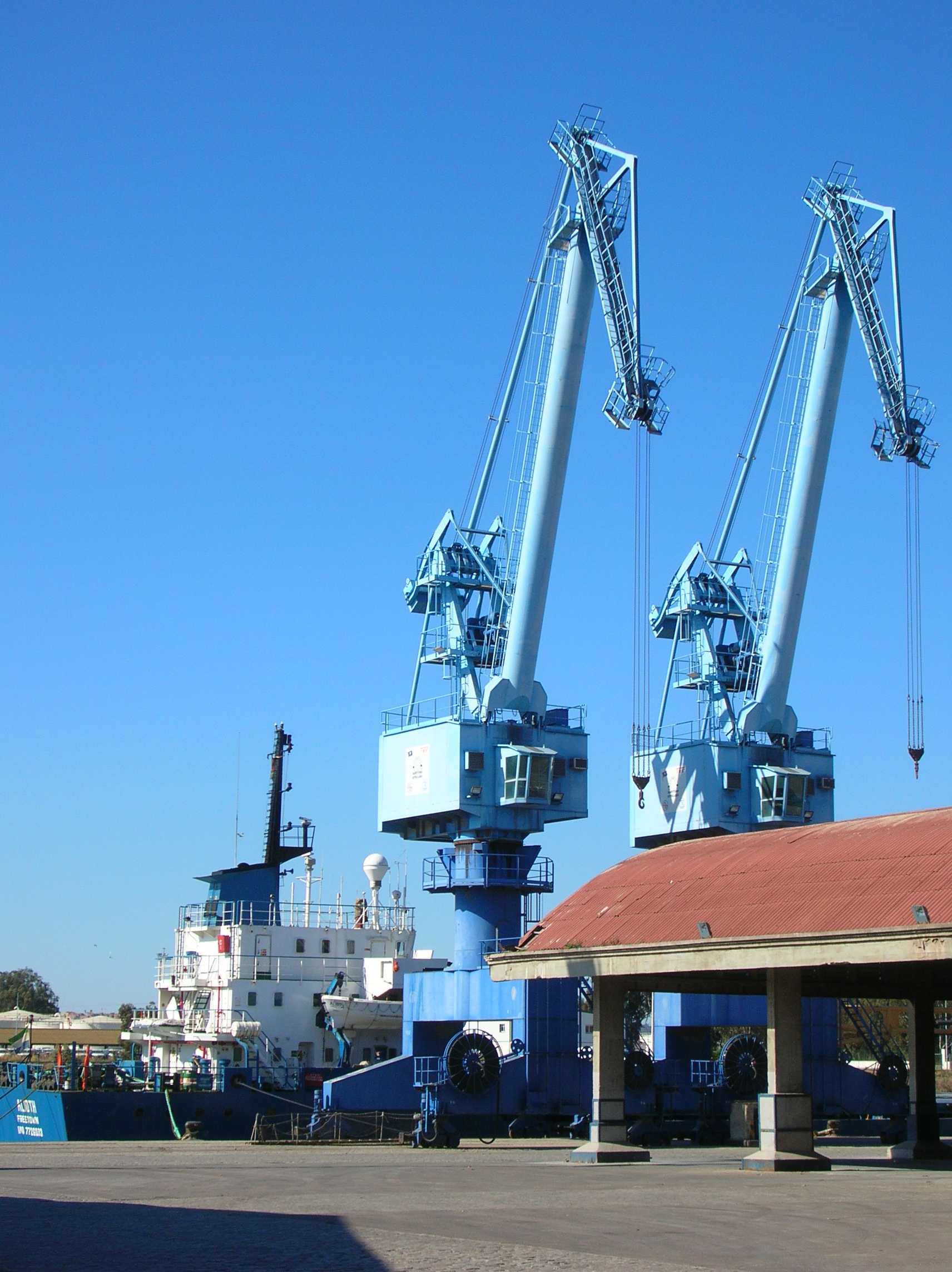
Grúas en el puerto de Sevilla

El puerto de Sevilla está situado a 80 kilómetros de la desembocadura del Guadalquivir y es el único puerto fluvial comercial de España, desde noviembre de 2010 cuenta con una nueva esclusa para la entrada de buques mayores. Su proyección es a la vez mediterránea y atlántica, siendo varios los factores que lo erigen en punto logístico y comercial de primer orden. Centro de gran actividad ya en la Baja Edad Media, el apogeo del puerto tuvo lugar entre 1503, cuando se estableció en Sevilla la Casa de la Contratación para monopolizar todo el comercio con las Indias, y 1717, cuando la Casa de la Contratación fue trasladada a Cádiz. El declive del puerto empezó sin embargo ya en el siglo XVII, debido a que el creciente tonelaje de los galeones hacía muy arriesgada su navegación por el río Guadalquivir y los incitaba a dirigirse de preferencia a la costa gaditana.
El tráfico del Puerto de Sevilla se sitúa actualmente en torno a los cuatro millones de toneladas anuales (dato de 2007). Destaca de forma especial el tráfico relacionado con el sector agrícola (aceites, cereales, abonos, etc.), tanto a granel como líquidos o sólidos y también como en mercancía general. El hinterland del Puerto abarca la zona Occidental de Andalucía, Extremadura y, para algunos productos, el centro de España.

#### Aeropuerto

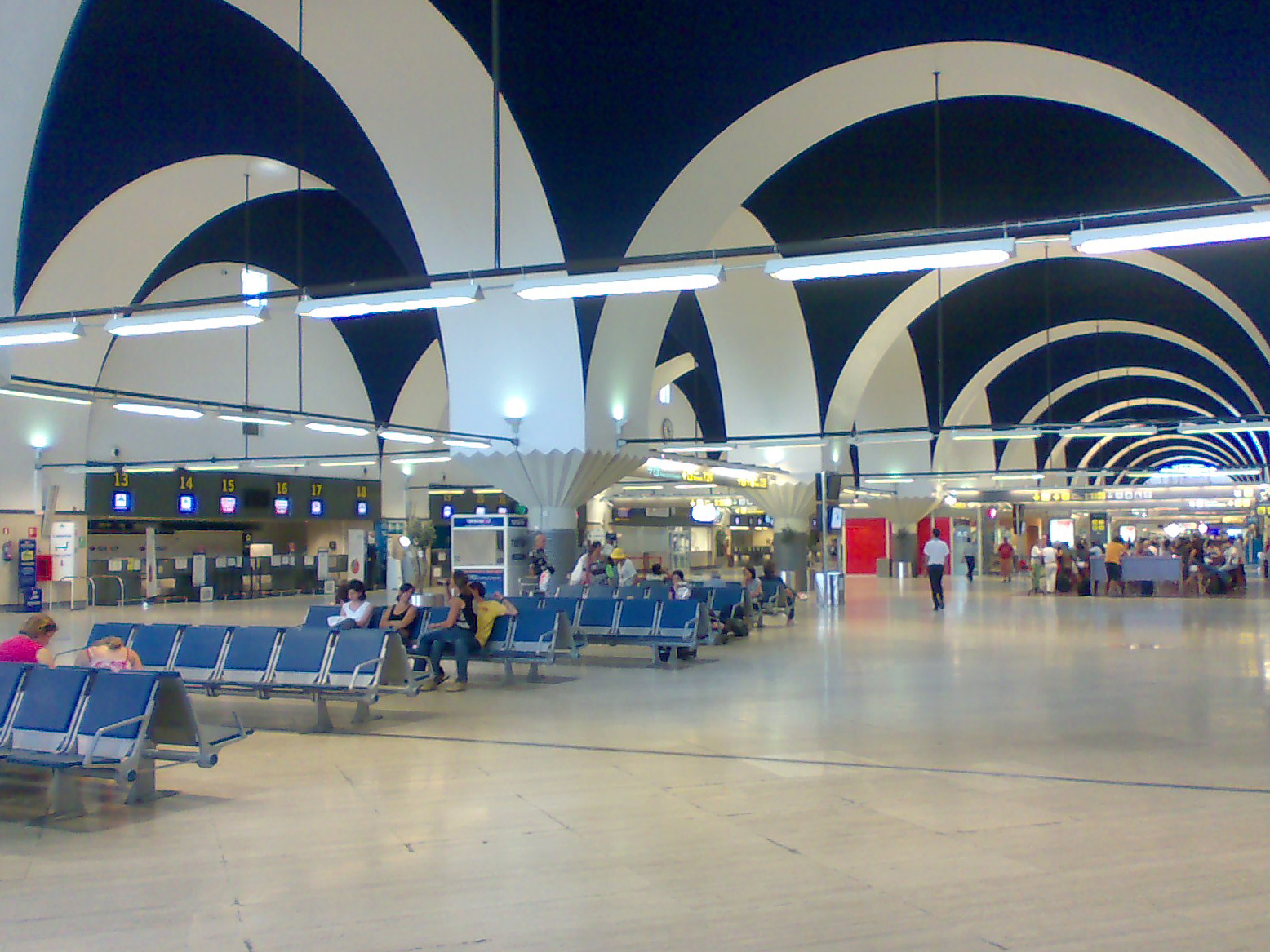
Aeropuerto de Sevilla

El aeropuerto de Sevilla, conocido como aeropuerto de Sevilla-San Pablo, es el único aeropuerto de la ciudad tras el cierre de la base aérea de Tablada. Es gestionado por AENA y está situado a diez kilómetros al noreste de la ciudad. Su última remodelación y ampliación se realizó en 1992 con motivo de la Exposición Universal de Sevilla, con la construcción de un nuevo terminal diseñado por el arquitecto Rafael Moneo, la ampliación de la plataforma de estacionamiento de aeronaves, la ejecución de un nuevo acceso desde la autovía A-4 y la edificación de una nueva torre de control al sur de la pista. El aeropuerto de Sevilla sirve a un tráfico principalmente nacional (79,8 %), así como conexiones internacionales.
Según las estadísticas de Aena, en 2007 el aeropuerto movió 4 507 264 pasajeros, 65 092 operaciones y 7395 toneladas de carga y en 2019, 7 544 473 de pasajeros. Según los índices de tráfico, el aeropuerto de Sevilla-San Pablo puede compararse con varios aeropuertos de ciudades grandes que juegan un papel de secundarios y que son frecuentados en su mayoría por aerolíneas de bajo coste.
Además, cuenta con un helipuerto en la isla de la Cartuja con cuatro puntos de toma, gestionado por las empresas Helisureste y Transportes Aéreos del Sur y propiedad de Agesa, que fue construido con motivo de la Expo 92.

#### Ferrocarril

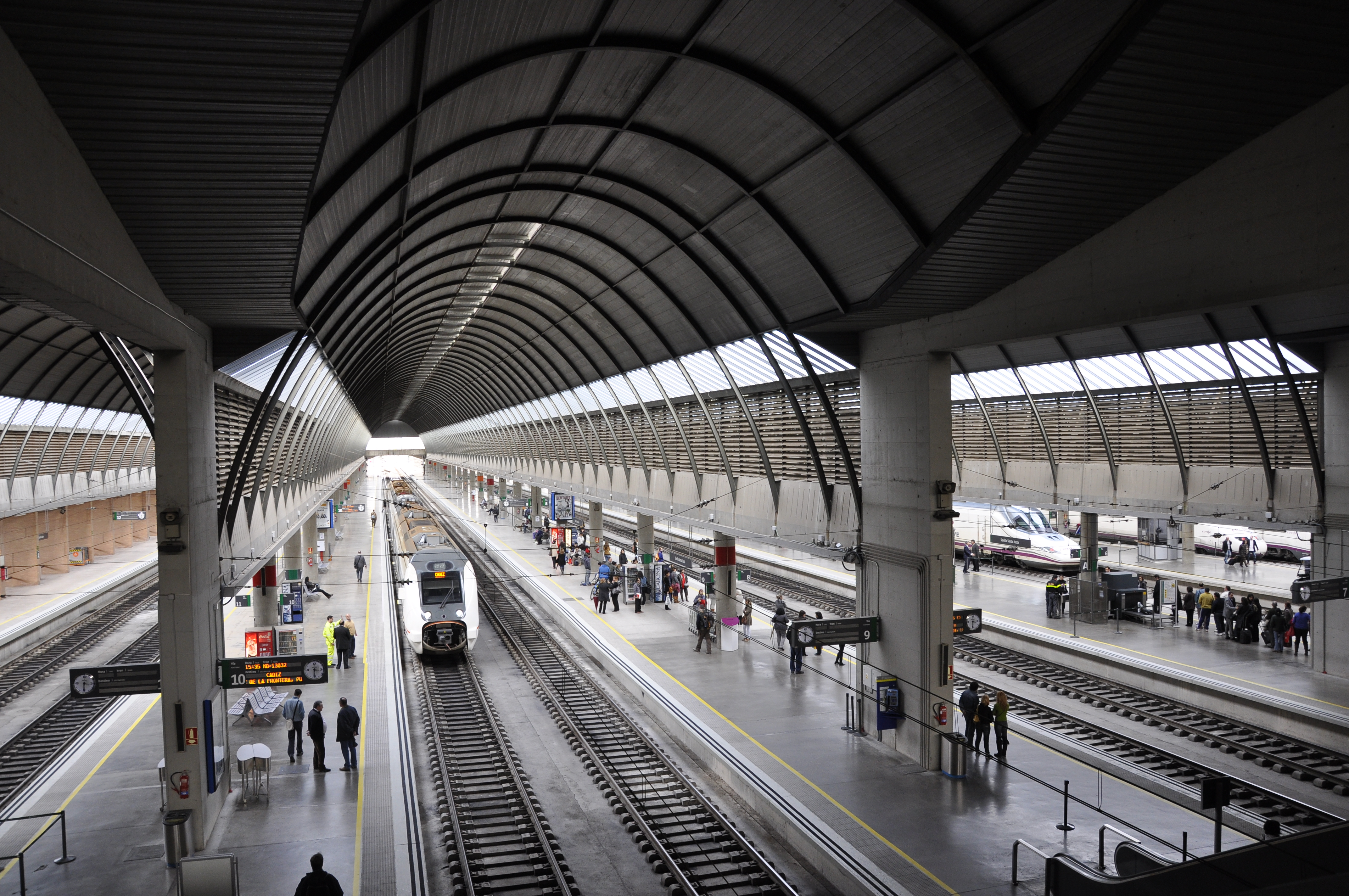
Estación de trenes de Santa Justa

La Estación de trenes de Santa Justa es la estación central de viajeros de ferrocarril de Sevilla. Fue construida entre 1987 y 1991 para ser origen de la primera línea española de trenes de Alta Velocidad Española (AVE), que comunica Sevilla y Madrid desde 1992 y absorber los servicios ferroviarios que anteriormente ofrecían las estaciones de Plaza de Armas y de San Bernardo. Es una de las estaciones más importantes del país y un gran nudo de comunicaciones de Andalucía por su número de viajeros e importancia. En ella converge una red de trenes de cercanías que conectan con múltiples destinos tanto de la capital como de la provincia, así como varias líneas de trenes regionales que comunican con las principales ciudades andaluzas.

#### Carreteras

SE-30 y sus conexiones

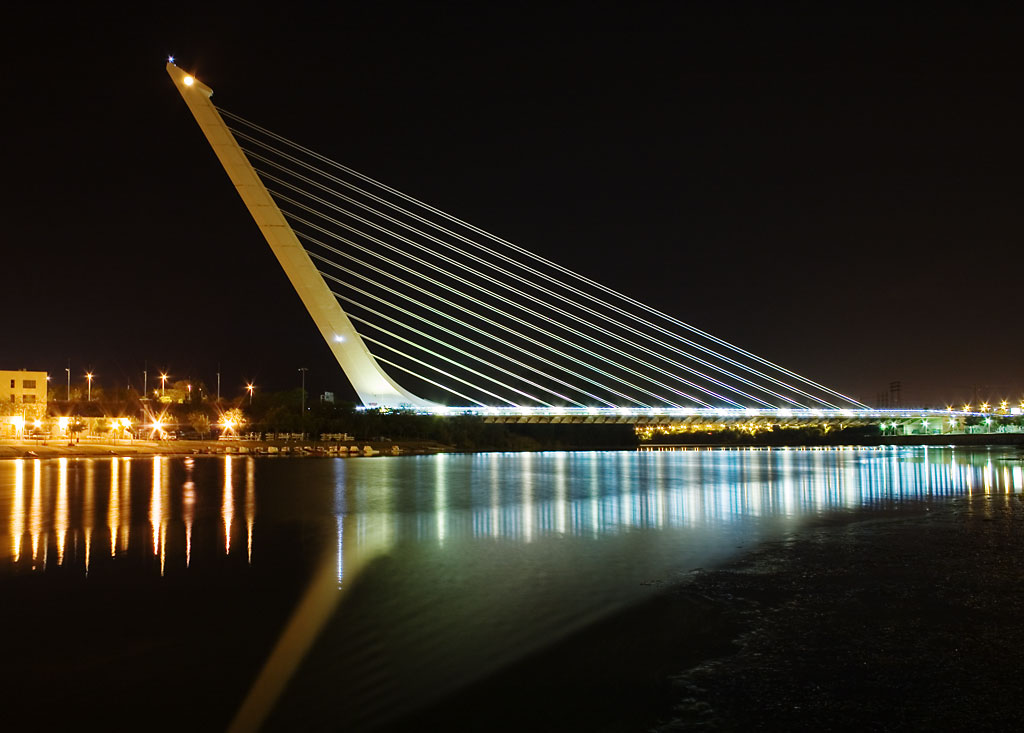
Puente del Alamillo, de Santiago Calatrava, por donde discurre la SE-30 sobre el Guadalquivir

Sevilla goza de una buena conexión con la red de carreteras, autovías y autopistas que la unen con las demás capitales andaluzas y principales ciudades de España y Portugal.
| Identificador | Denominación                           | Itinerario                                                                                                  |
| ------------- | -------------------------------------- | --- |
| E-5 A-4       | Autovía del Sur                        | Madrid - Ocaña - Bailén - Córdoba - Sevilla - Dos Hermanas - Jerez - El Puerto de Santa María - Cádiz       |
| AP-4          | Autopista del Sur                      | Sevilla - Dos Hermanas - Los Palacios y Villafranca - Las Cabezas de San Juan - Jerez - Puerto Real - Cádiz |
| E-803 A-66    | Autovía Ruta de la Plata               | Gijón - Salamanca - Plasencia - Cáceres - Mérida - Sevilla.                                                 |
| E-1 A-49      | Autovía del V Centenario               | Sevilla - Huelva - Ayamonte - frontera portuguesa                                                           |
| A-92          | Autovía Sevilla a Almería por Granada  | Sevilla - Antequera - Granada - Guadix - Almería                                                            |
| N-4           | Carretera nacional N-4                 | Madrid - Ocaña - Bailén - Córdoba - Sevilla - Dos Hermanas - Jerez - El Puerto de Santa María - Cádiz       |
| SE-20         | Ronda Norte de Sevilla                 | SE-30 - A-4                                                                                                 |
| E-803 SE-30   | Autovía de circunvalación SE-30        | |
| SE-31         | Carretera de la Esclusa                | |
| E-5 SE-40     | Autovía de circunvalación SE-40        | |
| A-376         | Autovía Sevilla a Villamartin          | SE-30 (Sevilla) - A-384 (Villamartin)                                                                       |
| A-8009        | Acceso Norte a Sevilla                 | Sevilla - La Rinconada                                                                                      |
| A-8028        | Vía Borde de «El Pino»                 | SE-30 - A-92                                                                                                |
| A-8032        | Carretera de Bellavista a Dos Hermanas | A-4 Bellavista - Dos Hermanas                                                                               |
| A-8058        | Autovía del Aljarafe                   | Sevilla - Coria del Río - La Puebla del Río                                                                 |

Distancias
La siguiente tabla muestra las distancias entre Sevilla a los pueblos más importantes de la provincia y de todas las capitales de provincia de Andalucía.
| Capitales | Distancia (km) | Pueblos              | Distancia (km) | Pueblos            | Distancia (km) | Pueblos            | Distancia (km) |
| --------- | -------------- | -------------------- | -------------- | ------------------ | -------------- | ------------------ | -------------- |
| Huelva    | 91,2           | Osuna                | 92,1           | Utrera             | 31,8           | Aznalcóllar        | 39,3           |
| Cádiz     | 123            | Cazalla de la Sierra | 84,4           | Écija              | 89,6           | Camas              | 5,1            |
| Málaga    | 209            | Sanlúcar la Mayor    | 23,2           | Alcalá de Guadaíra | 18,2           | Pilas              | 32             |
| Córdoba   | 143            | Carmona              | 32             | Dos Hermanas       | 13,9           | Lora del Río       | 60,9           |
| Jaén      | 254            | La Rinconada         | 5,8            | Marchena           | 64             | Villaverde del Río | 30             |
| Granada   | 259            | Morón de la Frontera | 65,8           | Coria del Río      | 14,4           | Gelves             | 6              |
| Almería   | 409            | Lebrija              | 64,2           | Estepa             | 112            | Bormujos           | 9,1            |

#### Autobuses
Cubren una amplia red de municipios de la corona metropolitana y se sirve del Consorcio de Transporte Metropolitano. Las principales estaciones son estación del Prado de San Sebastián y estación de Plaza de Armas.
El Consorcio de Transporte Metropolitano del Área de Sevilla, es una entidad de derecho público de carácter asociativo y dotada de personalidad jurídica. El Consorcio tiene por objeto articular la cooperación económica, técnica y administrativa, a fin de ejercer de forma conjunta y coordinada las competencias que les corresponden en materia de creación y gestión de infraestructuras y servicios de transporte de viajeros, en el ámbito territorial de los municipios consorciados.

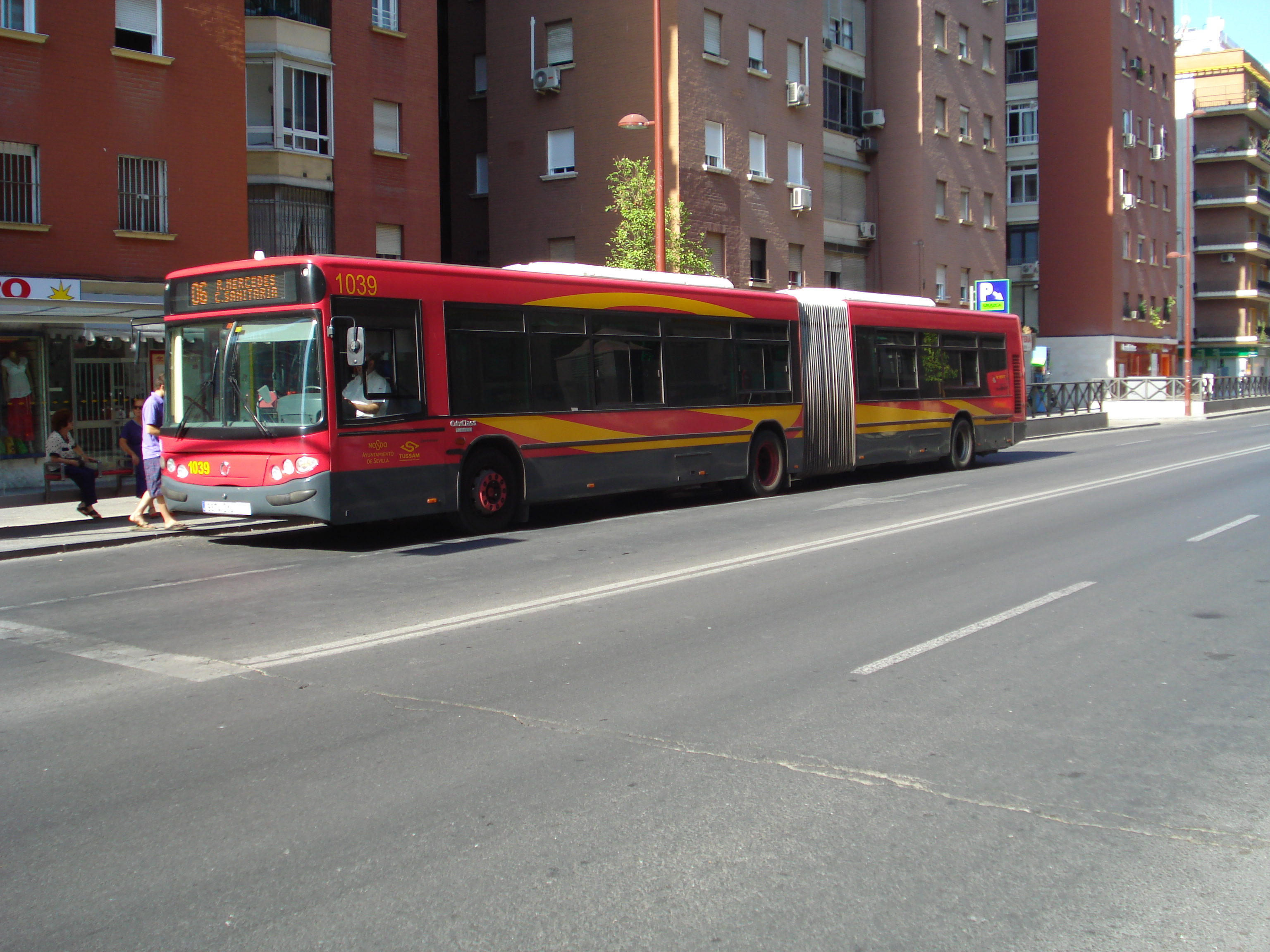
Autobús urbano

La empresa Tussam es una Sociedad Anónima Municipal, creada el 10 de noviembre de 1975, que gestiona el servicio de transporte urbano colectivo en la ciudad de Sevilla y cuenta con unas instalaciones de reciente construcción sobre una superficie de 110 000 m², dotadas con 7250 m² de oficinas, 9000 m² de naves de talleres y 70 000 m² de aparcamiento de flota. Tussam posee el certificado en control de calidad bajo la norma ISO 9001: 2000.
Tussam presta servicio, mediante una red de 38 líneas explotadas directamente y cuatro más en régimen de concesión. Transporta anualmente 83 902 242 viajeros y realiza diariamente 8000 viajes, recorriendo anualmente 14 957 077 km, pudiéndose usar la tarjeta del consorcio metropolitano.
La plantilla de la empresa en 2006 está compuesta por 1448 personas. La flota consta de 400 vehículos, de los cuales 87 son articulados de 18 m. Además 86 autobuses están propulsados a gas natural, 60 funcionan con biodiésel y dos microbuses son microbuses eléctricos.

#### Tranvía

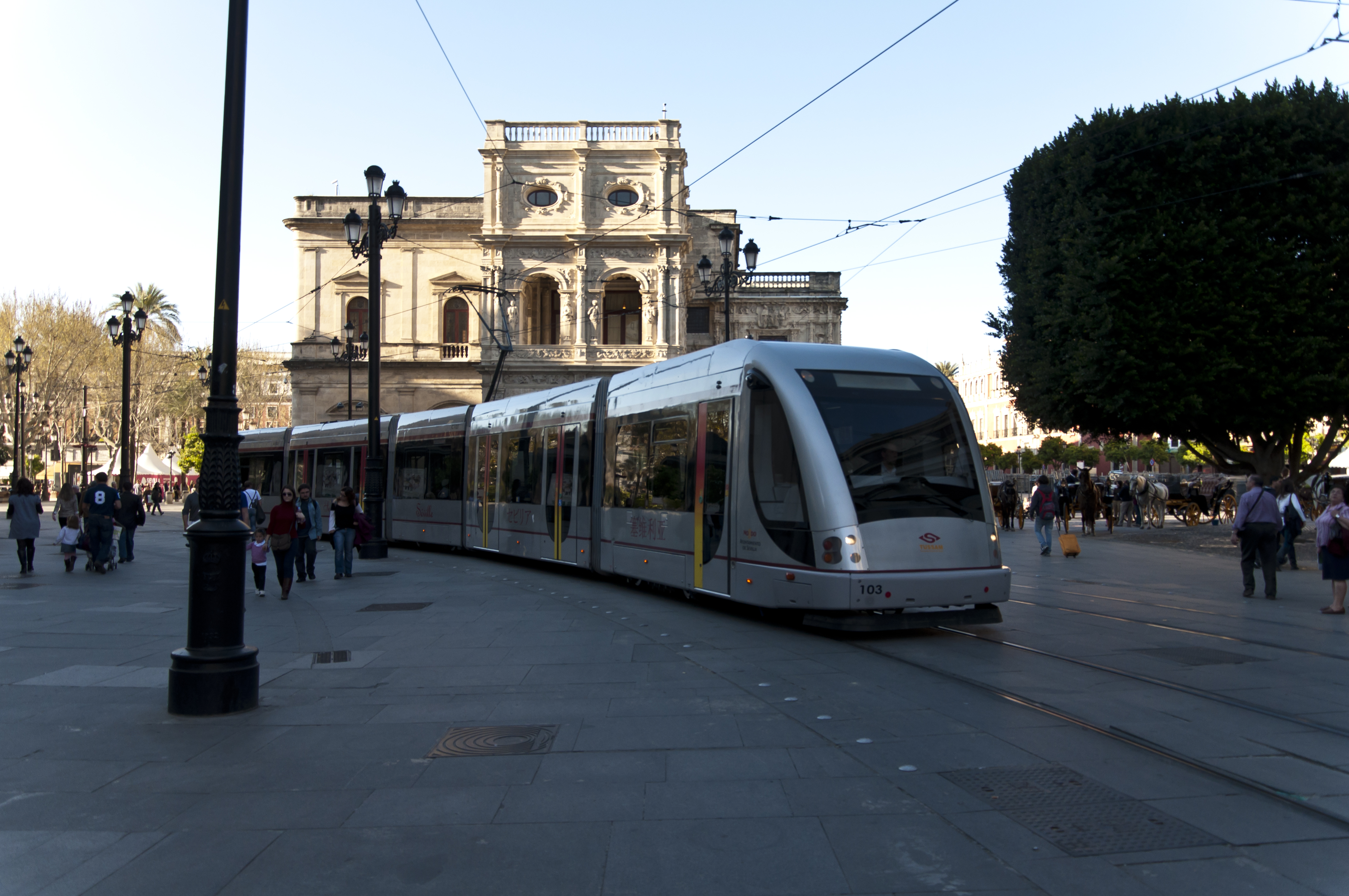
Tranvía en la av. de la Constitución

El 28 de octubre de 2007 se inauguró en Sevilla la primera línea de tranvía, que es explotada por la empresa de transportes urbanos TUSSAM bajo el nombre de Metrocentro. Actualmente el tranvía recorre la distancia entre la estación de San Bernardo y la plaza Nueva, pasando por la calle Enramadilla, la avenida de Carlos V, San Fernando, y la avenida de la Constitución, un itinerario de 2,2 km enlazando con las estaciones de metro de San Bernardo y Puerta Jerez, y en la cual también se puede usar la tarjeta de transporte del consorcio metropolitano, como en el resto de medios de transportes de Sevilla y su corona.

#### Metro

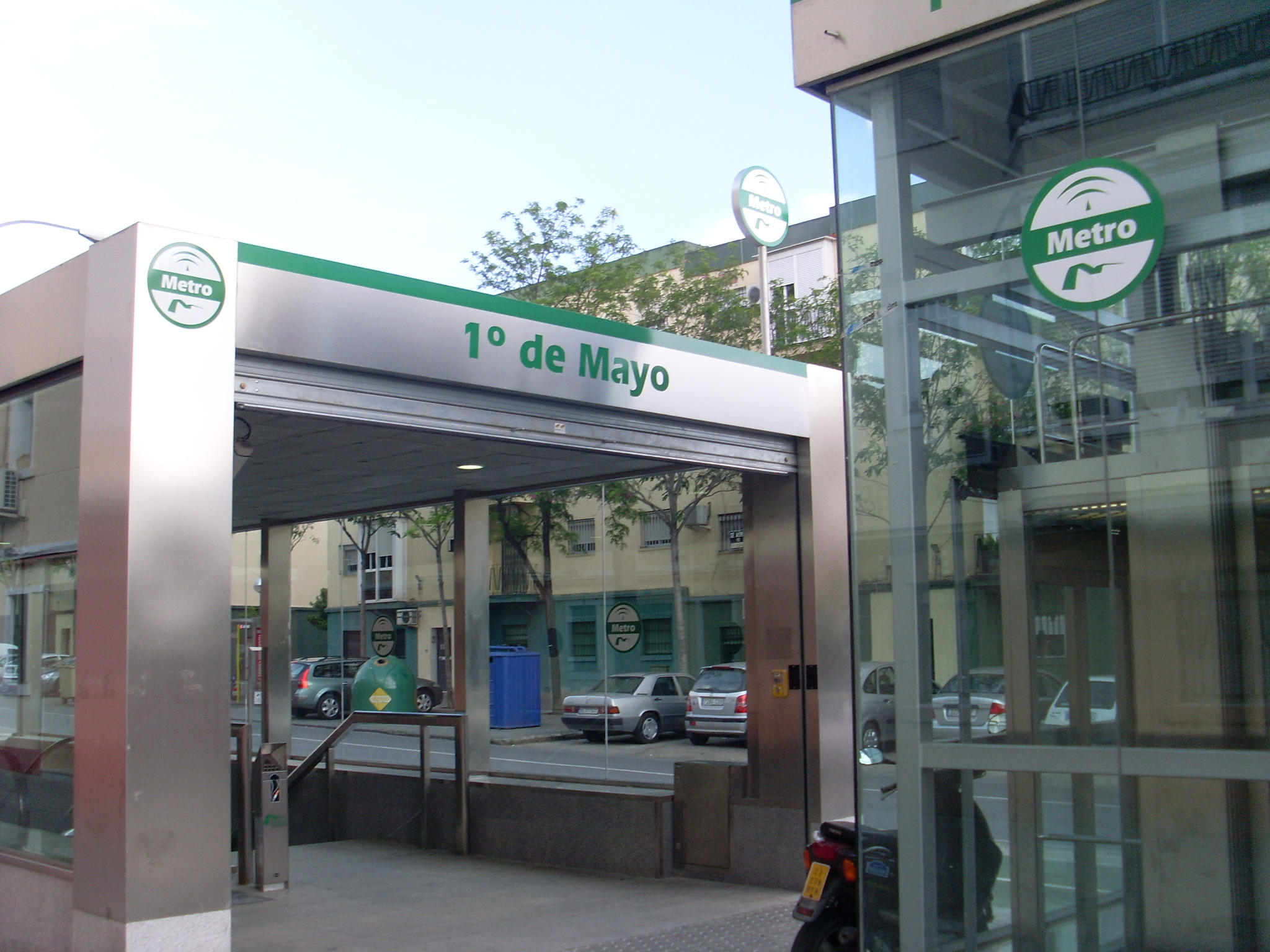
Boca de la estación 1.º de Mayo de Metro de Sevilla

La primera línea del Metro de Sevilla fue inaugurada el 2 de abril de 2009, con casi tres años de retraso sobre la fecha inicialmente prevista. Cuenta con 22 estaciones repartidas por cuatro términos municipales del área metropolitana, desde Mairena del Aljarafe a Montequinto. Para acceder a sus servicios se puede hacer uso de la tarjeta de transportes del consorcio metropolitano. La tipología de esta primera línea es subterránea por los núcleos urbanos por los que transcurre, y en viaducto o en superficie con plataforma 100឴឴ % segregada en las zonas no urbanizadas del exterior de los municipios. El proyecto básico se compone de 4 líneas que discurrirán por el casco urbano de Sevilla y se extenderán hacia el área metropolitana.

| Metro de Sevilla                     | Metro de Sevilla              | Metro de Sevilla | Metro de Sevilla | Metro de Sevilla | Metro de Sevilla              |
| Línea                                | Cabeceras                     | Longitud         | Estaciones       | Andenes          | Inauguración                  |
| ------------------------------------ | ----------------------------- | ---------------- | ---------------- | ---------------- | ----------------------------- |
|                                      | Ciudad Expo Olivar de Quintos | 18 km            | 22               | 65 m             | 02.04.2009                    |
| Redactando el proyecto constructivo: |                               |                  |                  |                  |                               |
|                                      | Torreblanca Puerta Triana     | 13,4 km          | 19               | -                | En proyecto                   |
|                                      | Pino Montano Bermejales       | 11,5 km          | 17               | -                | En construcción (Tramo Norte) |
|                                      | Línea circular                | 17,7 km          | 23               | -                | En proyecto                   |

#### Bicicleta
Sevilla cuenta, en 2014, con más de 170 km de carriles bici segregados. La red alcanza toda la ciudad y crece hacia el entorno metropolitano. La ciudad cuenta también con un servicio de alquiler de bicicletas públicas, SEVICI, que cuenta con una red de más de 260 estaciones y casi 3000 bicicletas que son usadas por uno de cada cuatro ciclistas de la ciudad.
Este medio de transporte supone el 8,9 % de los desplazamientos mecanizados en la ciudad. La cifra de desplazamientos ronda los 70 000 en un día laborable, de ellos más de 20 000 en SEVICI. Mientras que en 2006 Sevilla contaba con apenas 20 km de carriles bici mal conectados y 6000 usuarios al día, la implantación del Plan Director de la Bicicleta y la construcción de la red de carriles bici, aparcabicis y sistema de bici pública llevaron a multiplicar por 11 el número de usuarios de la bicicleta. Para la construcción de los carriles bici se eliminaron más de 6000 plazas de aparcamiento pero a la vez se redujo el uso de vehículos en unos 20 000 al día porque el 31 % de los nuevos usuarios de la bicicleta antes se desplazaban en coche o moto.
Numerosas empresas locales, como Airbus o Abengoa, fomentan el uso de la bicicleta entre sus trabajadores así como la Universidad de Sevilla que cuenta con un sistema de préstamo de bicicletas, aparcabicis videovigilados y con tarjeta de acceso, que forman parte de un Sistema Integral de la Bicicleta.

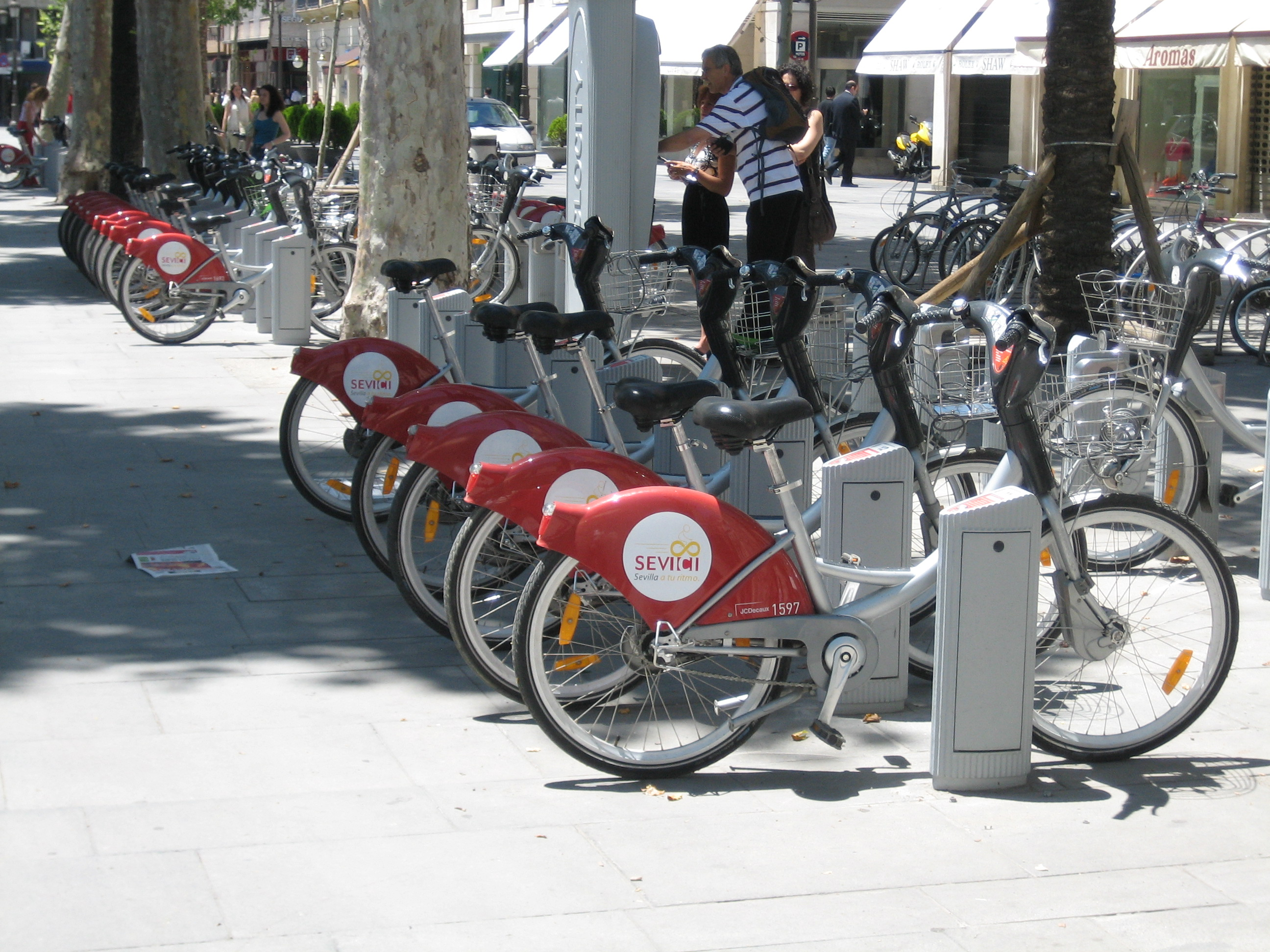
Aparcamiento de bicicletas de servicio público SEVICI

La ciudad ha recibido numerosos reconocimientos internacionales por su apuesta por la bicicleta. La ONU le otorgó en 2010 a la red de carriles bici la distinción Best de buenas prácticas. La consultora Copenhaguenize la reconoció en 2013 como la cuarta mejor ciudad del mundo para el uso de la bicicleta, tras Ámsterdam, Copenhague y Utrecht. Además la Organización de Consumidores y Usuarios(OCU) ha concluido que la ciudad dispone de la red de carriles bici más segura y con mejor diseño de toda España. Los usuarios de los carriles bici de Sevilla son también los que mejor valoran esta infraestructura de toda España.
En 2014 la Consejería de Fomento y Vivienda de la Junta de Andalucía trabaja en la implantación del Plan Andaluz de la Bicicleta, que planea añadir 30 nuevos kilómetros de carril bici en la zona urbana y la conexión con el área metropolitana, intercambiadores de transporte, intermodalidad (metro, tren, bus...) y planes sectoriales para desplazamientos escolares y laborales. Se prevé crear una red regional de vías ciclistas que a su vez se conectará con la red europea EuroVelo de vías ciclistas mediante dos rutas que atraviesan la región: la Ruta Atlántica y la Ruta Mediterránea.

#### Infraestructura de transporte

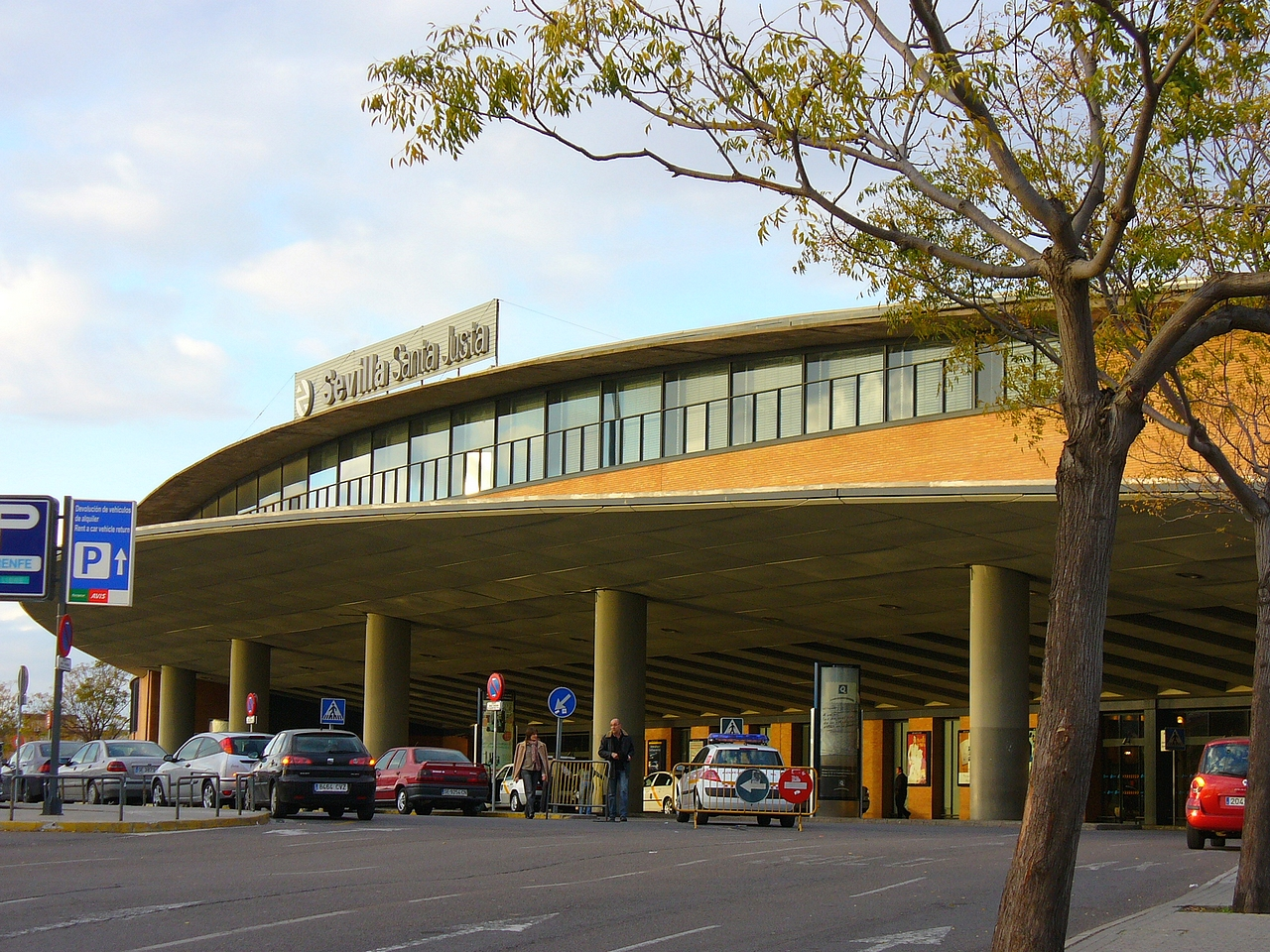
Estación de Santa Justa

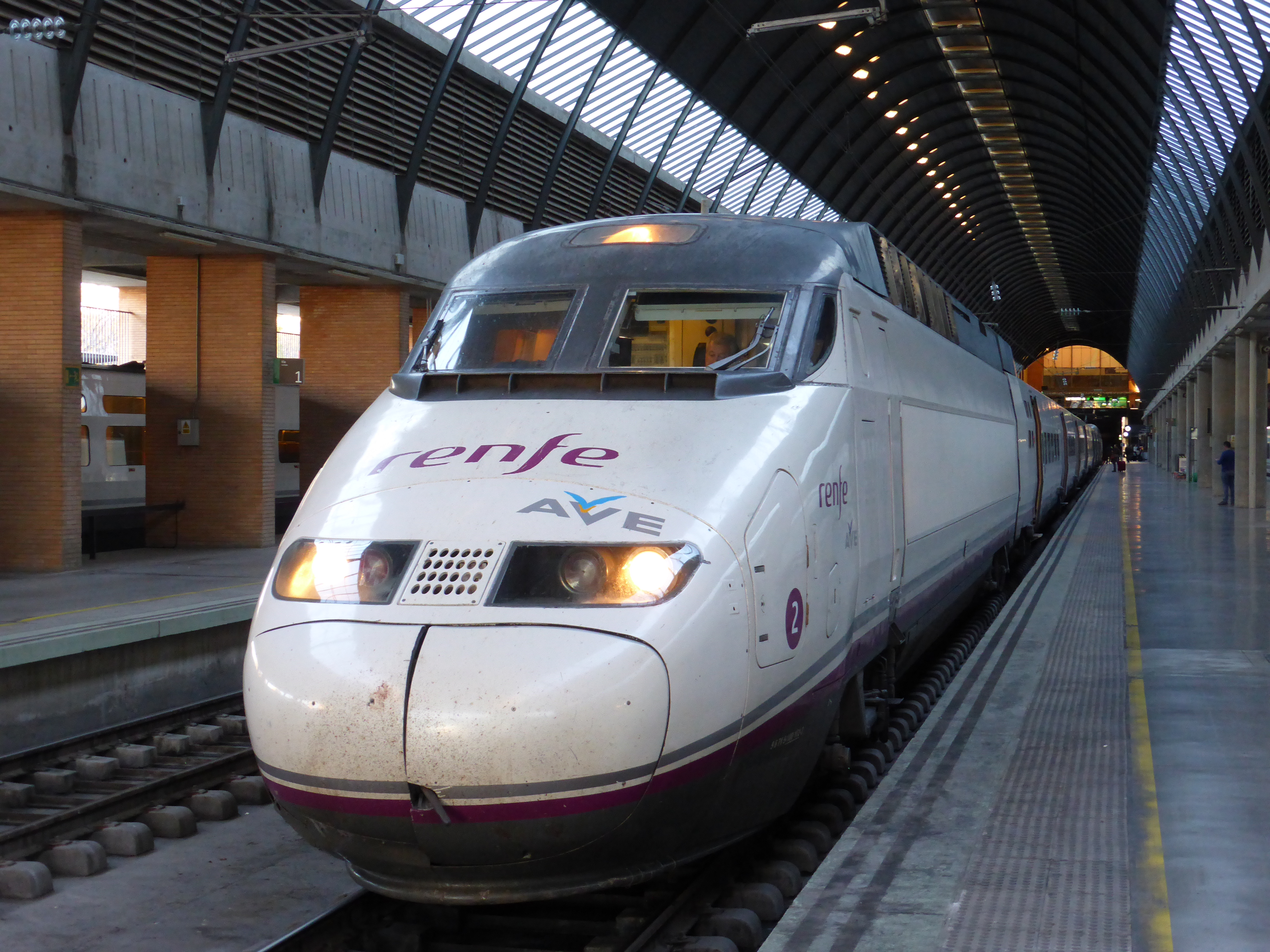
Interior de la estación de Santa Justa con tren AVE Serie 100 de Renfe con destino Madrid

A raíz de la celebración de la Exposición Universal de 1992 se acometieron en la ciudad obras de ingeniería civil muy significativas que han facilitado enormemente la movilidad de los ciudadanos de Sevilla y su área metropolitana. De esas construcciones destacan las siguientes:
- Estación de Santa Justa, proyectada en 1988 por los arquitectos Antonio Cruz Villaón y Antonio Ortiz García, su construcción fue dirigida por el ingeniero José Antonio Reim Duffau y entró en servicio en 1991. En 1993 se concedió el Premio Nacional de Arquitectura de España a los arquitectos que la diseñaron.
- Trazado y puesta en funcionamiento de la Línea de alta velocidad, que permitió la circulación de trenes (AVE) que comunicaba Madrid con Sevilla, posteriormente se han ampliado los trazados de vías de Alta Velocidad y ya existen conexiones con otras muchas ciudades entre las que destacan Málaga y Barcelona.
- En 1989, con vistas a la Exposición Universal de 1992, se encargó al arquitecto Rafael Moneo, una reforma y ampliación del aeropuerto que consistió en ampliar la plataforma, construir nuevos accesos desde la autovía A-4, así como un nuevo edificio terminal y una nueva torre de control al sur de la pista, aumentando considerablemente su capacidad de transporte de viajeros y mercancías.[210]
- Se construye una red de autovías que une a Sevilla con todas la capitales de provincia andaluzas y con Lisboa, Madrid, Extremadura, Levante y Norte de la península, siendo la Autovía Ruta de la Plata la última vía rápida puesta en funcionamiento.
- Vía rápida de circunvalación urbana conocida como SE-30, que ha conllevado a la construcción de varios puentes sobre el Guadalquivir, algunos de gran envergadura y diseño como el Alamillo del ingeniero y arquitecto Santiago Calatrava y el conocido como el V Centenario de los ingenieros y arquitectos José Antonio Fernández Ordóñez y Julio Martínez Calzón.

Actualmente (2022) se realizan obras de infraestructura de transporte en los siguientes proyectos:
- Construcción de ramales para trenes de alta velocidad con las ciudades de Málaga (Queda pendiente el baipás de Almodóvar, para evitar el paso por Córdoba), Cádiz (Línea adaptada a 200 km/h) y Huelva.
- Construcción de una nueva ronda de circunvalación denominada SE-40.
- Nueva esclusa en el Puerto para permitir el acceso de barcos más grandes a Sevilla.
- Línea 3 de la Red de Metro de Sevilla, cuya primera línea funciona desde el 2 de abril de 2009.
- Ampliación del recorrido del tranvía urbano que ya funciona, para llevarlo a la Estación de Santa Justa.

#### Estadísticas de transporte público
El promedio de tiempo que las personas pasan en transporte público en Sevilla, por ejemplo desde y hacia el trabajo, en un día de la semana es de 34 min, mientras que el 7 % de las personas pasan más de 2 horas todos los días. El promedio de tiempo que las personas esperan en una parada o estación es de 8 min, mientras que el 15 % de las personas esperan más de 20 minutos cada día. La distancia promedio que la gente suele recorrer en un solo viaje es de 5,6 km, mientras que el 7 % viaja por más de 12 km en una sola dirección.

## Patrimonio
En la arquitectura de Sevilla han dejado constancia las civilizaciones que han habitado la ciudad, con una riqueza monumental muy importante, tanto en edificios religiosos como civiles, con influencias de romanos, visigodos, árabes, movimientos europeos, racionalismo, modernismo y regionalismo historicista andaluz. En el patrimonio histórico-artístico de la ciudad pueden observarse varios estilos como gótico, mudéjar, renacentista, barroco, neoclasicismo, romanticismo, etc.

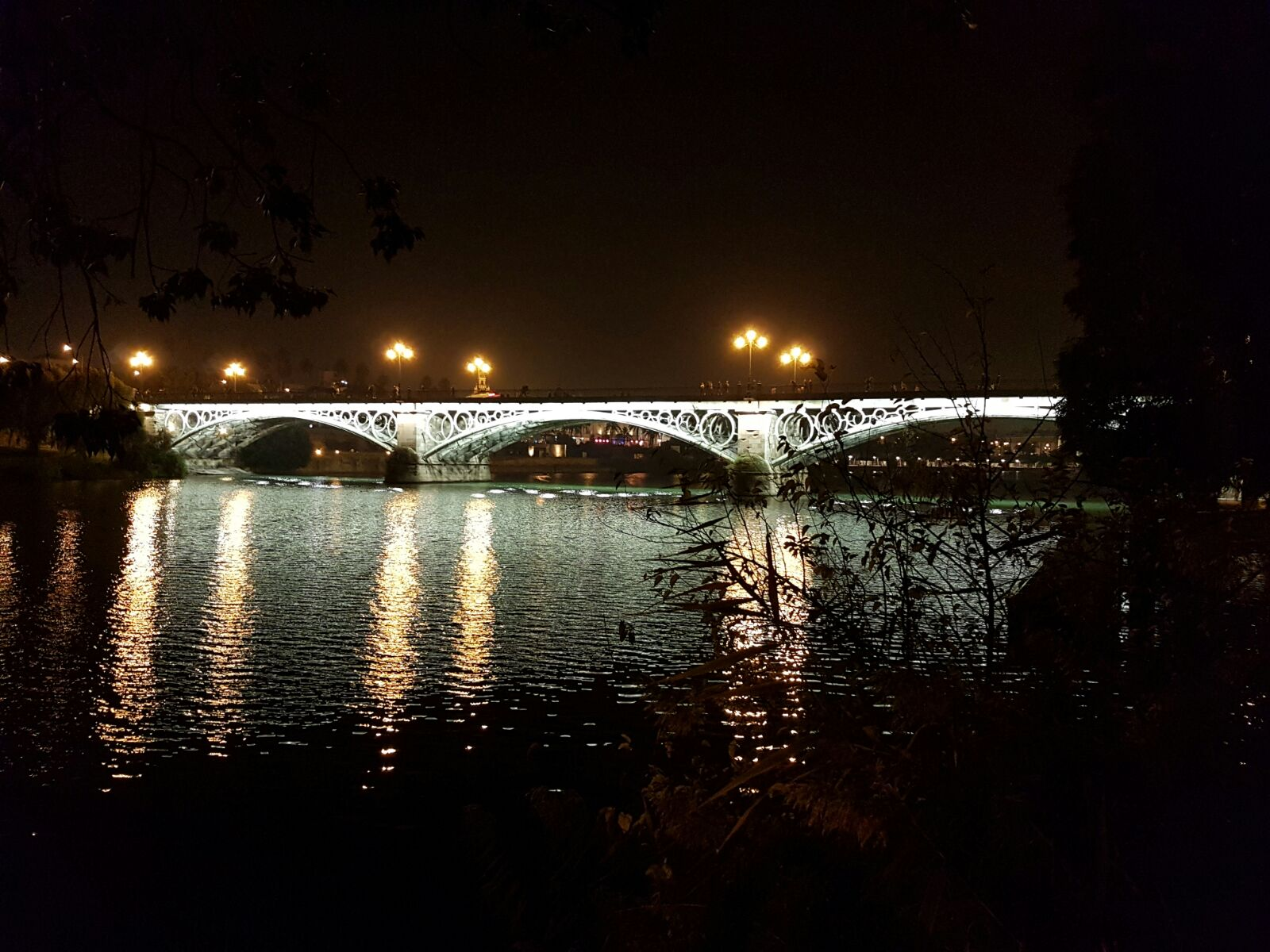
Puente de Triana sobre el río Guadalquivir

Sevilla es una de las ciudades con más monumentos catalogados en Europa, lo que la hace destacar de una forma notable en este aspecto. Entre sus monumentos destacan la «Catedral, la Giralda, el Alcázar y el Archivo de Indias», que fueron declarados Patrimonio de la Humanidad por la Unesco en 1987, así como la «Torre del Oro o la Plaza de España», que son candidatas a obtener dicho reconocimiento desde finales del año 2013. Posee uno de los centros históricos más extensos de España, con unas 335 hectáreas. Igualmente destacable es su casco antiguo, el más extenso de España y uno de los tres más grandes de toda Europa junto a los de Venecia y Génova, con 3,94 km².

### Catedral

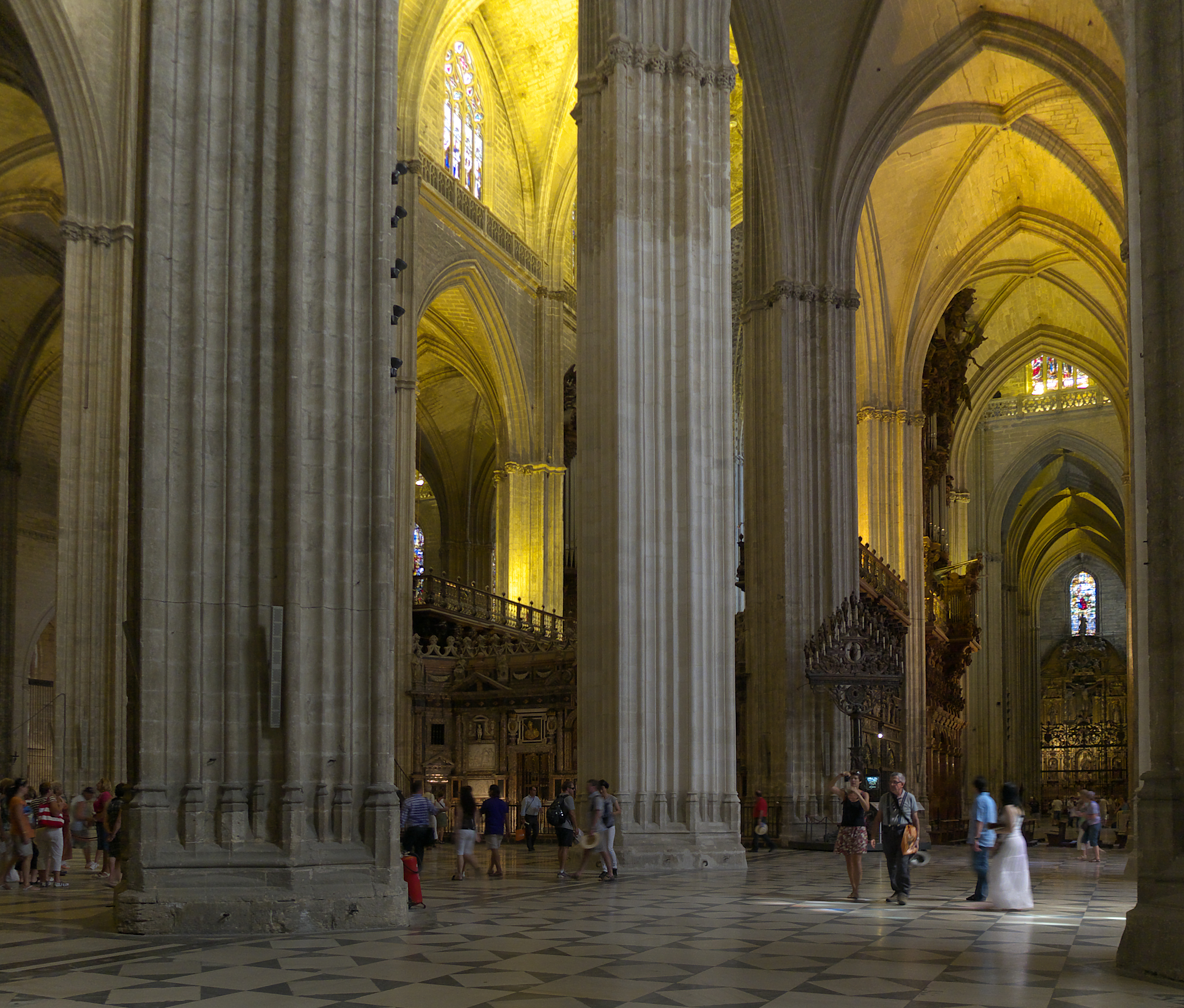
Interior de la catedral

La catedral de Sevilla es la catedral gótica más extensa del mundo y la tercera más grande de los centros religiosos mundialmente hablando. Fue declarada por la Unesco Patrimonio de la Humanidad en 1987.
Su construcción se inició en 1433, sobre el solar que quedó tras la demolición de la antigua Mezquita Aljama de Sevilla. La construcción fundamentalmente de estilo gótico tardío se hizo en relativo poco tiempo, aunque las adiciones y decoraciones se fueron realizando a lo largo de varios siglos, por lo que tiene varios tipos de arquitectura: gótica (1433-1528), renacentista (1528-1593), barroca (1618-1758), académica (1758-1823) y neogótica (1825-1928).
El conjunto monumental de la catedral lo complementan la Giralda, el patio de los Naranjos y la capilla Real. El patio de los Naranjos, uno de los anexos más visitados, es un espacio rectangular, a modo de patio interior, que actúa como claustro de la catedral.
La capilla Real de la Catedral de Sevilla hace las funciones de cabecera de la catedral. En dicha capilla están sepultados el rey Fernando III (llamado el Santo), Alfonso X (el Sabio) y Pedro I (el Cruel), entre otros miembros de la realeza castellano-leonesa. En la capilla Real se encuentra la imagen gótica de la Virgen de los Reyes, Patrona de Sevilla. Cabe destacar también los tesoros del templo y una gran cantidad de pinturas de Murillo, como los retratos de Isidoro de Sevilla o Leandro de Sevilla; cuadros como Santa Teresa de Zurbarán; o la cabeza esculpida de Juan el Bautista. La tumba de Cristóbal Colón, mausoleo obra de Arturo Mélida, se encuentra en el brazo derecho del crucero de la catedral. En 2006, un equipo de investigación del Laboratorio de Identificación Genética de la Universidad de Granada confirmó que los restos de Cristóbal Colón se hallan en la catedral de Sevilla.
El cabildo metropolitano es el custodio de la catedral, permitiendo la visita a los turistas y manteniendo la liturgia diaria y la celebración de las grandes festividades del Corpus Christi y de la Inmaculada Concepción. Además, atiende permanentemente la devoción a la Virgen de los Reyes, patrona de Sevilla y de la archidiócesis de Sevilla.

### Giralda

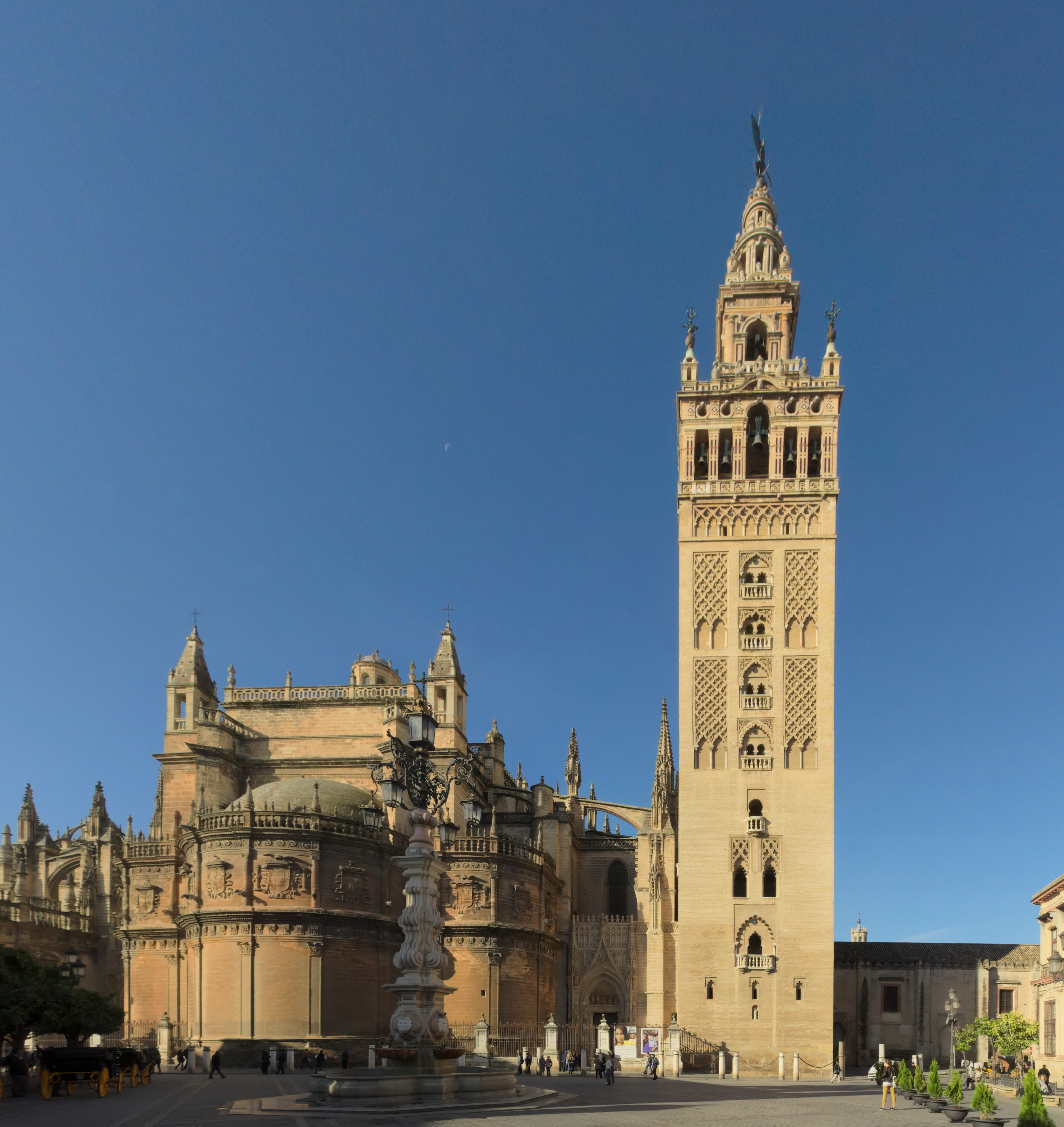
La catedral y la Giralda

La Giralda es el campanario de la catedral de Sevilla y la torre más representativa de la ciudad. Mide 94,69 m de alturay fue iniciada en el siglo XII como alminar almohade de la mezquita mayor, hoy desaparecida, a imagen y semejanza del alminar de la mezquita Kutubia de Marrakech (Marruecos). Su coronación renacentista y campanario, obra de Hernán Ruiz, fue construida entre 1558 y 1568 por encargo del cabildo catedralicio. Consta de tres cuerpos escalonados y 25 campanas, cada una de ellas bautizadas con un nombre.

Los dos tercios inferiores de la torre corresponden al alminar de la antigua mezquita de la ciudad, de finales del siglo XII, en la época almohade, mientras que el tercio superior es un remate construido en época cristiana para albergar las campanas. En su cúspide se halla una bola llamada tinaja sobre la cual se alza el Giraldillo, estatua de bronce que hace las funciones de veleta y que es la escultura en bronce más grande del Renacimiento europeo. En 1928 la catedral, incluida la Giralda, fue declarada Monumento Nacional y en 1987, junto con el Alcázar y el Archivo de Indias, fue considerada Patrimonio de la Humanidad.

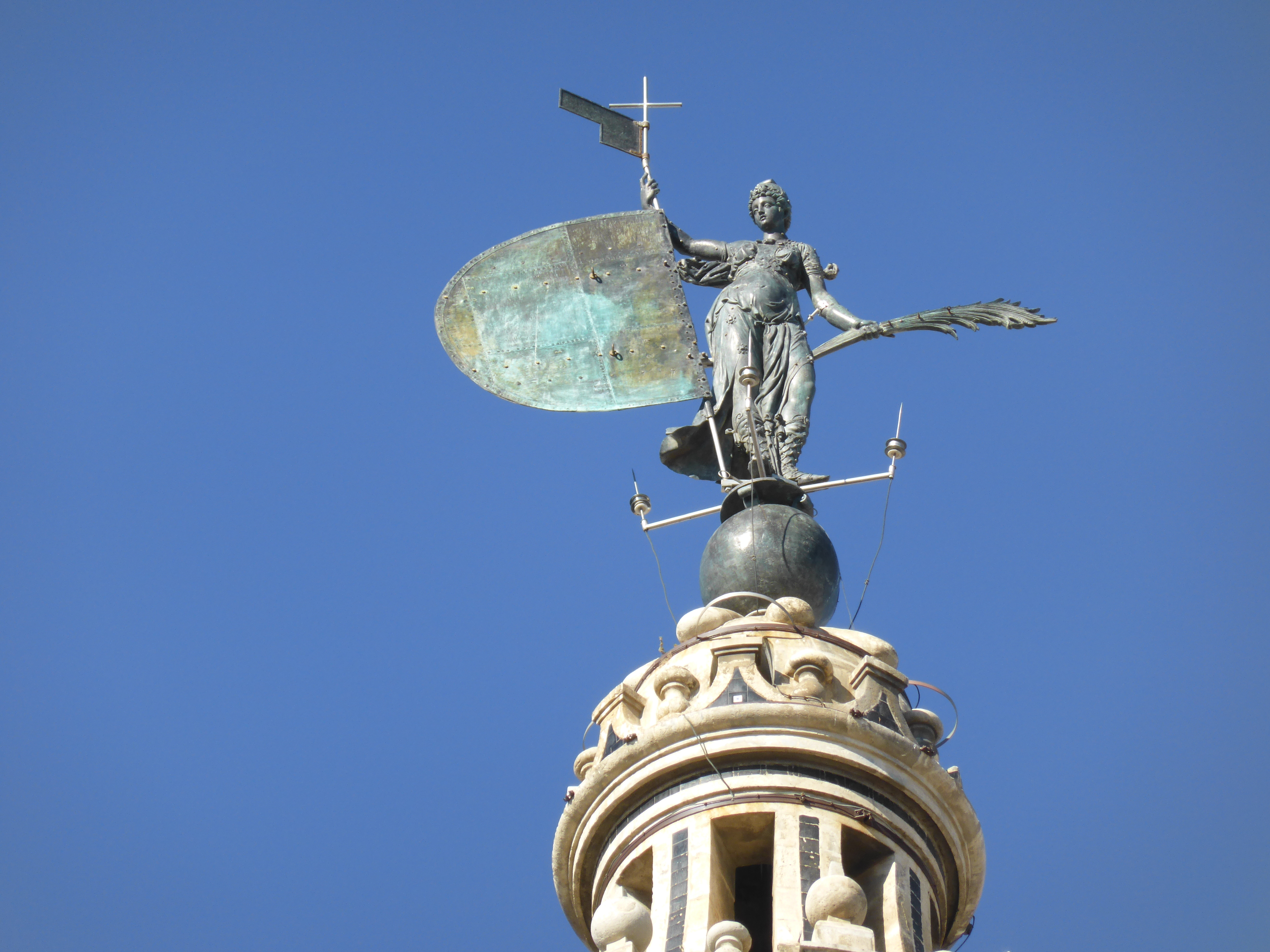
Escultura en bronce conocida popularmente como el Giraldillo

La historia de la construcción de la Giralda se inicia con el cuerpo musulmán. Fue construido en 1184 por orden del califa Abu Yaqub Yusuf. Se basó en el alminar de la mezquita Kutubia de Marrakech (Marruecos). A raíz de un terremoto ocurrido en 1365, se perdió la antigua esfera original de cobre que coronaba la torre, que fue sustituida por una sencilla estructura. Posteriormente, en el siglo XVI, con las obras de la catedral cristiana, se añadió el esbelto cuerpo de campanas renacentista y además se construyó un remate en forma de estatua que representa la Fe. La escultura fue instalada en 1568.
La palabra giralda proviene de girar y hace referencia a la veleta de torre. Con el paso del tiempo, ese nombre pasó a denominar a la torre en su conjunto, comenzándose a conocer a la figura que la corona como el Giraldillo. Al campanario mirador de la Giralda se sube por unas rampas diseñadas para subir a caballo. Una vez arriba se puede contemplar una panorámica general de toda la ciudad.
Desde el mirador del cuerpo de campanas, en su lado Este, se divisa el palacio arzobispal, con su portada barroca. Y el barrio de Santa Cruz. Desde el lado Sur la vista es espléndida, con parte de la catedral, el Real Alcázar, con sus murallas, palacios y jardines, así como otros inmuebles monumentales como el Archivo General de Indias, la antigua Real Fábrica de Tabacos de Sevilla, o el palacio de San Telmo. A lo lejos se distingue el puerto de Sevilla y el puente del V Centenario. Desde el lado Oeste destacan el crucero de la catedral y el patio de los Naranjos. Y desde la cara Norte se distingue el ayuntamiento. Por otra parte, cada quince minutos, suena una de las 24 campanas del mirador, sorprendiendo con su sonido a los visitantes.

### Real Alcázar

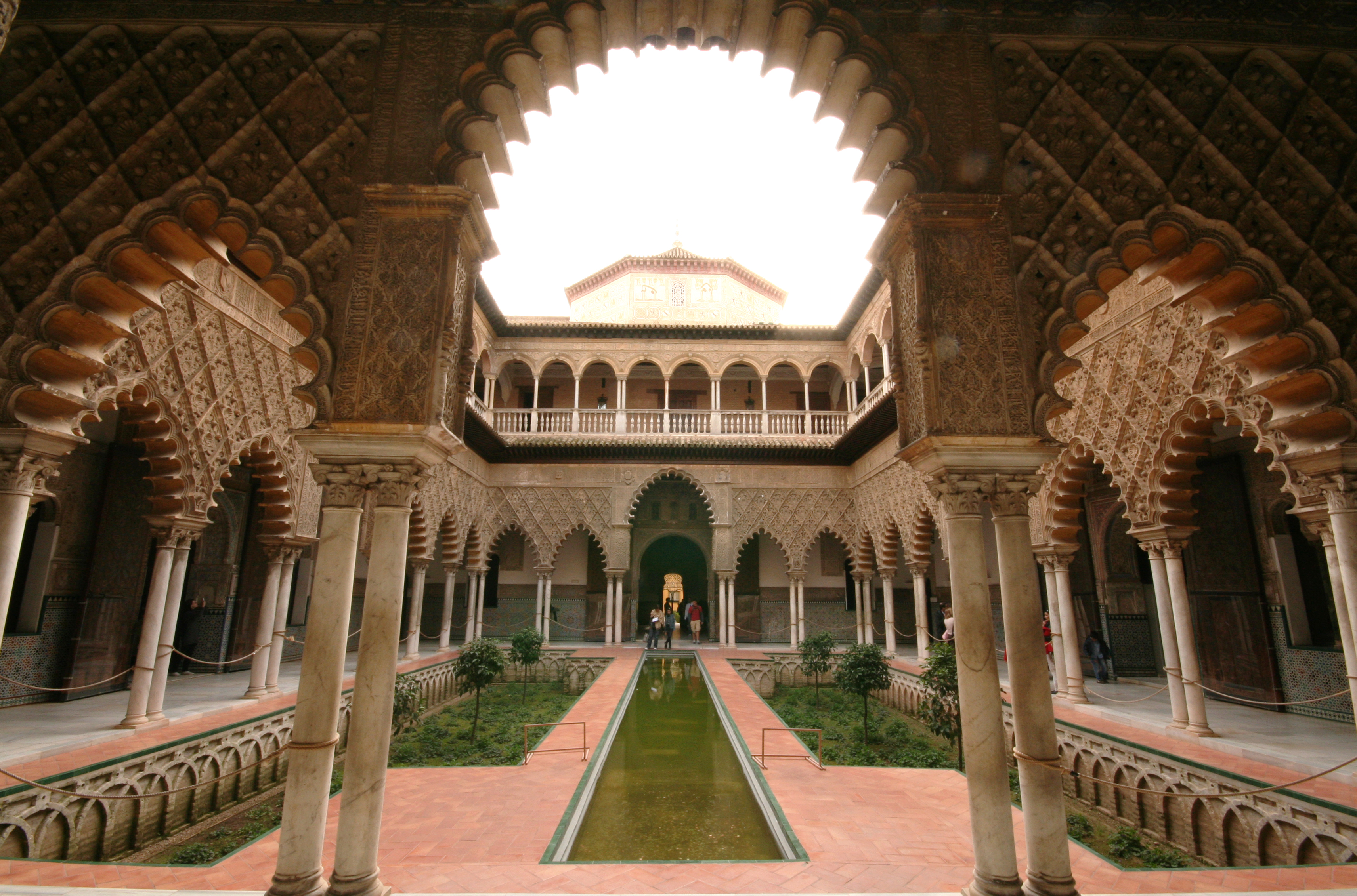
Patio de las Doncellas

El Alcázar de Sevilla es el palacio real en activo más antiguo de Europa. Empezó a tomar su aspecto actual tras la conquista en 713 de Sevilla por los árabes, quienes utilizaron los alcázares como residencia de sus líderes desde el año 720. Tras la Reconquista en 1248, fue alojamiento del rey Fernando III de Castilla, tomándose por costumbre ser hospedaje de los sucesivos monarcas.
Una zona reservada se utiliza como lugar de alojamiento de los Reyes de España y demás miembros de la Casa Real cuando visitan la ciudad y pernoctan en la misma. Muchos actos institucionales y exposiciones importantes que se celebran en la ciudad eligen el Alcázar como lugar de la celebración. El conjunto monumental y los jardines son visitables y constituyen uno de los principales atractivos monumentales de la ciudad, ya que fueron declarados Patrimonio de la Humanidad por la Unesco en 1987. La entrada al recinto para los ciudadanos sevillanos es gratuita durante todo el año.

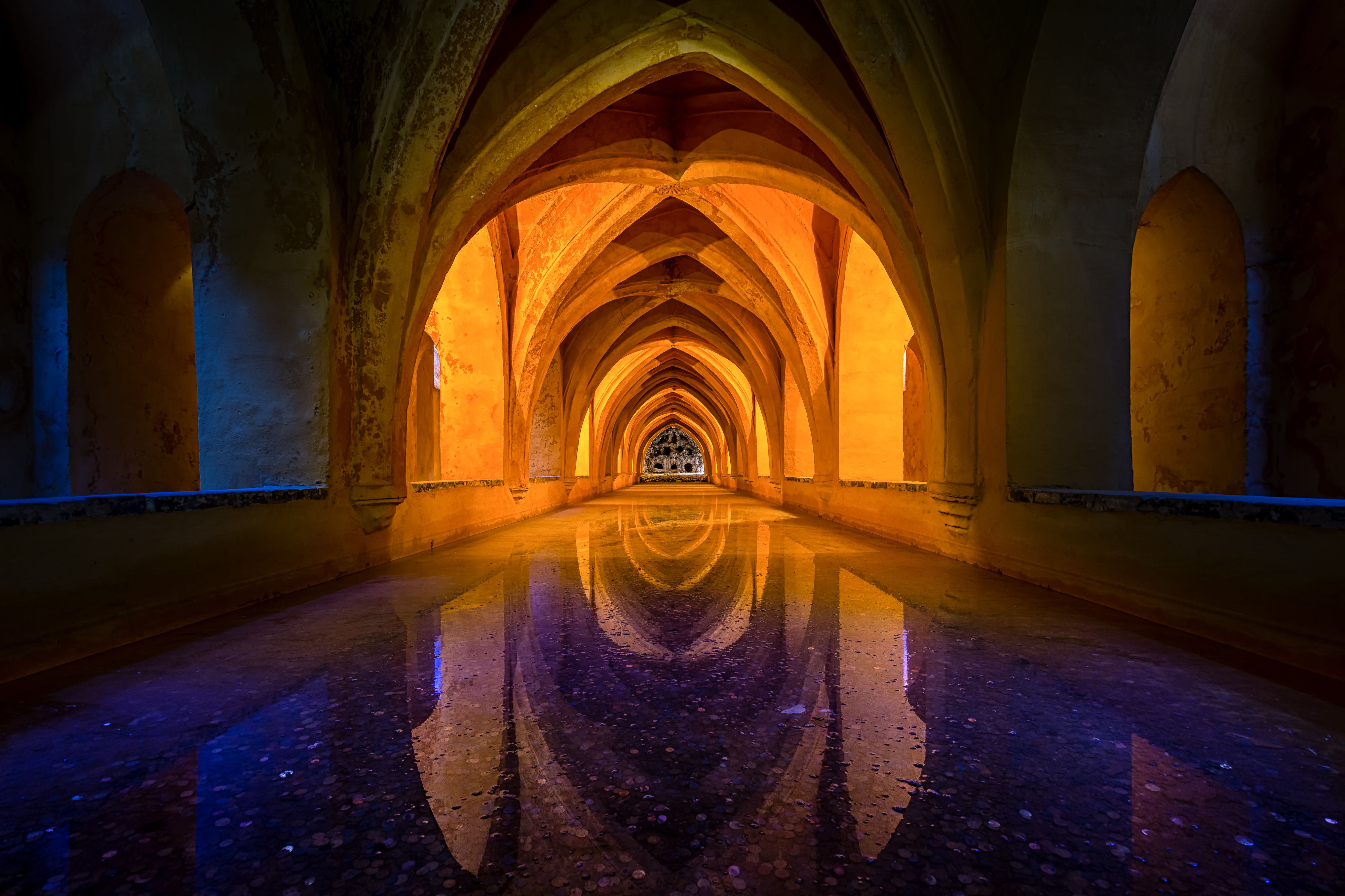
Baños de María Padilla, en el Real Alcázar

Las estancias más destacadas del recinto son el patio de las Doncellas, patio principal de arte mudéjar andaluz; la sala de los Reyes; la sala de Carlos V, con grandes tapices, salón del Emperador, con azulejos del siglo XV y tapices flamencos; el salón de Embajadores, una sala cubierta por una cúpula semiesférica adornada de complicados arabescos dorados que constituye la habitación más importante del Alcázar; y los jardines del Alcázar, que aúnan caracteres árabes, renacentistas y modernos y que disponen de varias terrazas de vegetación frondosa, con fuentes, pabellones y multitud de naranjos y palmeras.
El Terremoto de Lisboa de 1755 afectó al conjunto arquitectónico, especialmente al palacio Gótico, en el que tuvieron que hacerse profundas reformas barrocas, especialmente visibles en el patio del Crucero.

### Archivo de Indias

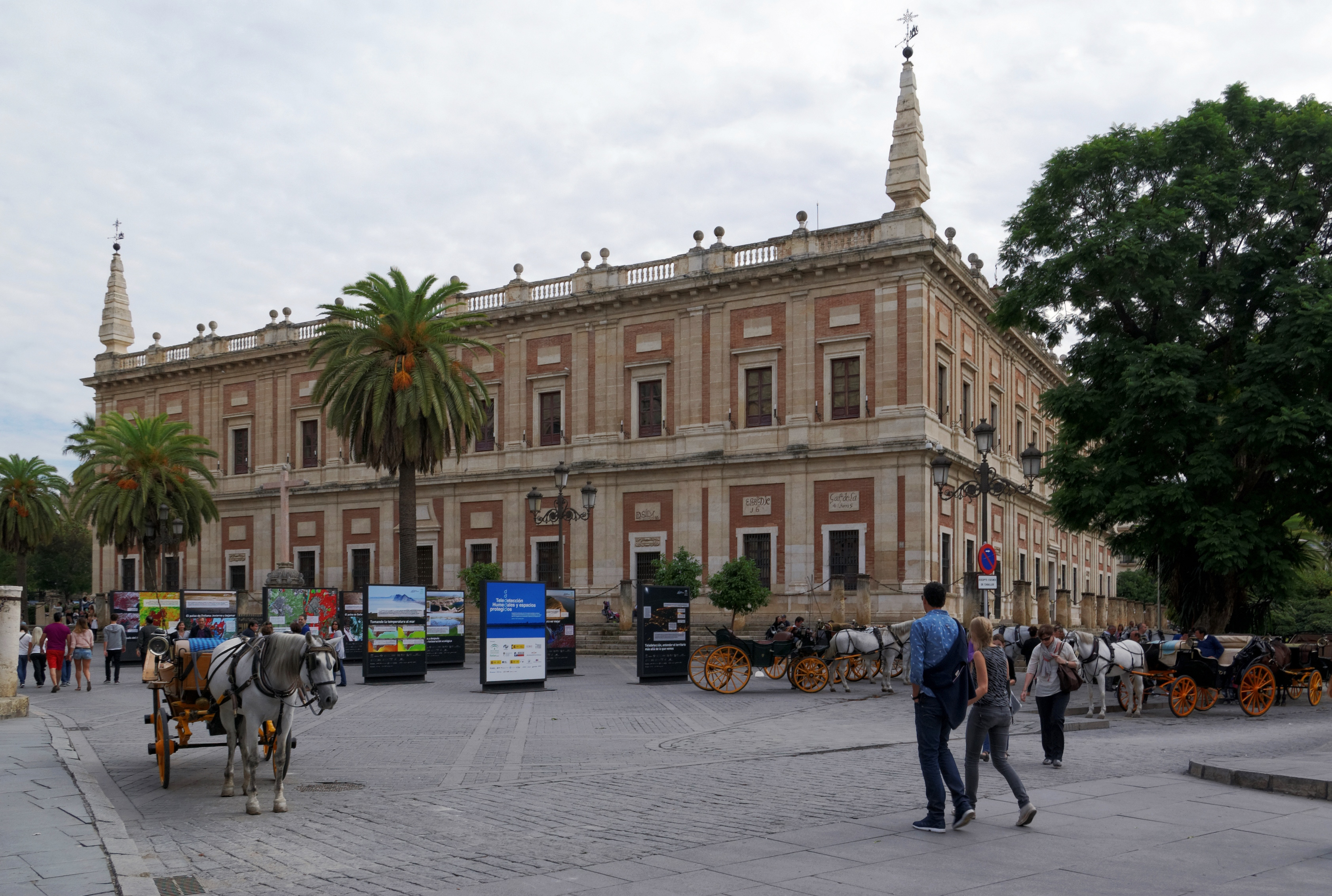
Archivo de Indias

El Archivo General de Indias se creó en 1785 bajo el reinado de Carlos III con el objetivo de centralizar en un único lugar la documentación referente a las colonias españolas, hasta entonces dispersa en diversos archivos: Simancas, Cádiz y Sevilla. La Casa Lonja de Mercaderes de, construida en época de Felipe II entre 1584 y 1598 por Juan de Mijares sobre planos de Juan de Herrera, es la sede del archivo.
Los documentos que conserva el archivo ocupan más de nueve kilómetros lineales de estantería. Se trata de 43 175 legajos, unos 89 millones de páginas y 8000 mapas y dibujos que proceden fundamentalmente de los organismos metropolitanos encargados de la administración de las colonias. Es el mayor archivo existente sobre la actividad de España en América y Filipinas, conteniendo información sobre la historia política y la historia social, la historia económica y la de las mentalidades, la historia de la Iglesia y la historia del arte o la geografía de aquellos territorios. Guarda una gran cantidad de piezas de gran valor histórico: textos autógrafos de Cristóbal Colón, Fernando de Magallanes, Vasco Núñez de Balboa, Hernán Cortés y Francisco Pizarro. Toda esta documentación se encuentra al servicio de los investigadores que cada año pasan por el archivo.
El Archivo es uno de los archivos generales (junto con el Archivo General de la Corona de Aragón y el Archivo General de Simancas) pertenecientes al Estado español. En 1987 fue declarado Patrimonio de la Humanidad por la Unesco.
El Archivo está regido por el Patronato del Archivo General de Indias, creado por Real Decreto 760/2005, en el que participan el Ministerio de Cultura, la Junta de Andalucía, el Ayuntamiento de Sevilla, el Consejo Superior de Investigaciones Científicas, las universidades de Sevilla, siendo además vocales natos diferentes personalidades del mundo de la cultura.

### Plaza de España

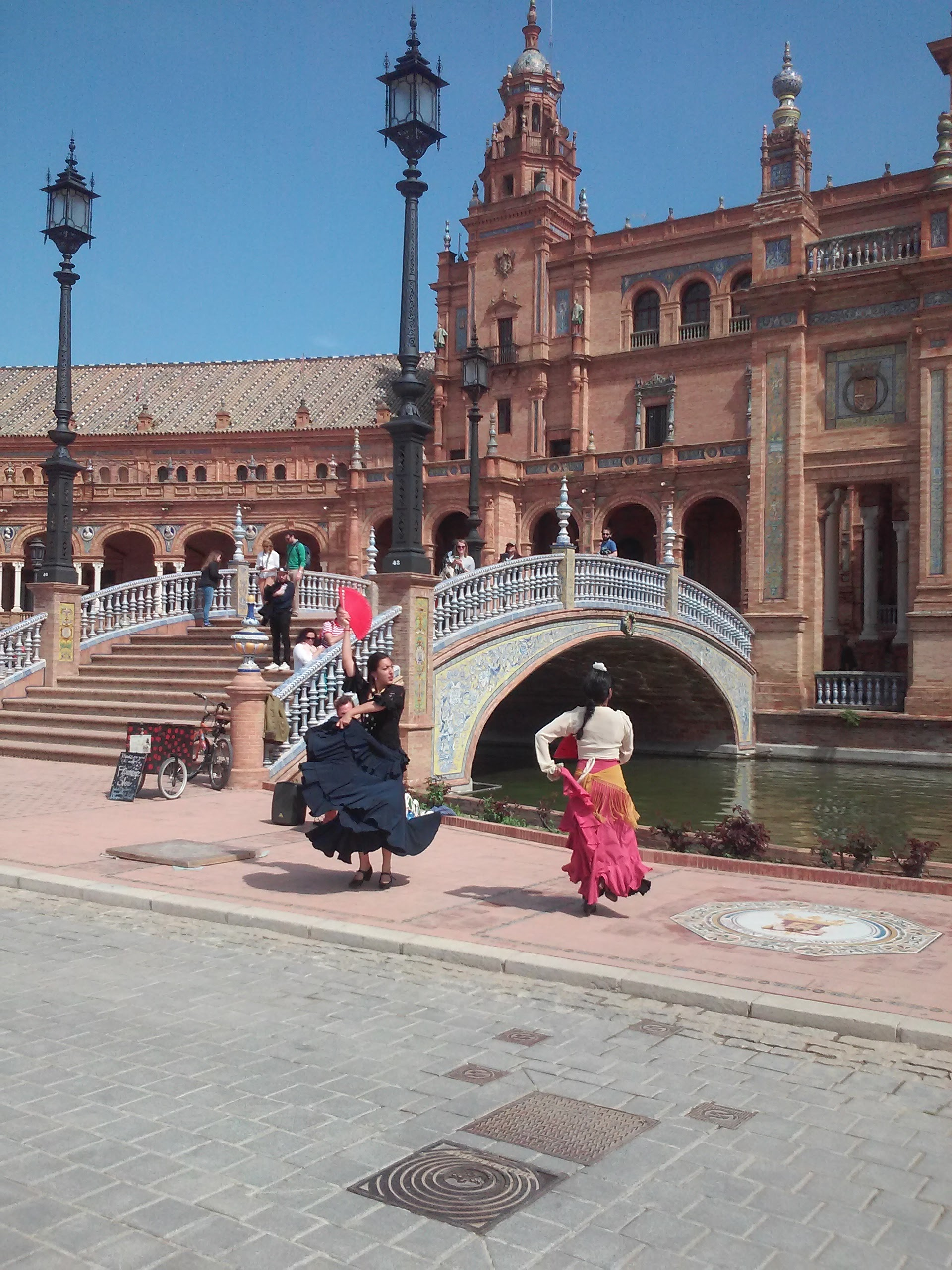
Plaza de España

La plaza de España de Sevilla es un gran espacio abierto monumental rodeado por un edificio semicircular de estilo regionalista. Fue encargada su construcción al arquitecto Aníbal González para la Exposición Iberoamericana del año 1929. Aquí tuvo lugar la ceremonia de inauguración de la Exposición con la presencia del rey Alfonso XIII.
Ocupa una superficie de 50 000 m², de los cuales 19 000 están edificados y los 31 000 restantes son espacio libre. Tiene también un canal que ocupa 515 m de longitud con 200 m de diámetro y un área de 14 000 m², que la convierten en una de las obras más espectaculares del panorama español, con mezcla de estilos mudéjar, gótico y renacentista. La obra comenzó en 1914, terminándola en 1928 el arquitecto Vicente Traver tras la dimisión de Aníbal González como arquitecto director en 1926. Está situada dentro del parque de María Luisa. La entrada es libre y se cierra su acceso a partir de las diez de la noche.

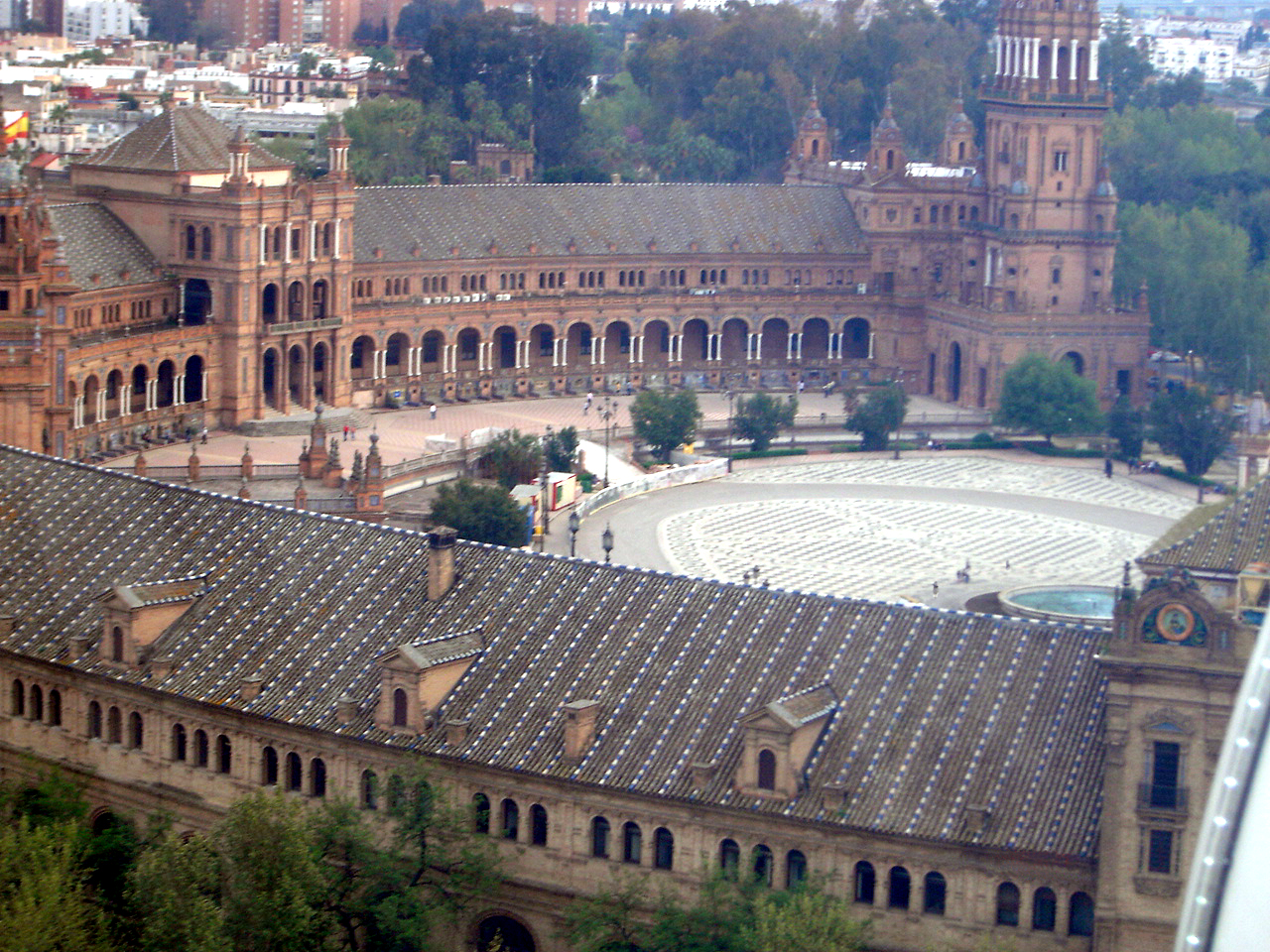
Vista aérea de la plaza de España

Tiene forma semicircular que simboliza el abrazo de España a sus antiguas colonias y mira hacia el río, mostrando el camino a seguir hacia América. Está decorada con ladrillo visto, mármol y cerámica, dándole un toque renacentista y barroco en sus torres.
Fue la obra más costosa de la exposición y el único elemento posterior a ella es la fuente central, obra también de Vicente Traver. El canal que contiene es cruzado por 4 puentes que representan las cuatro antiguas coronas de España (Castilla, León, Aragón y Navarra). En las paredes se encuentran una serie de bancos y ornamentos de azulejos que forman espacios alusivos a las 48 provincias españolas; en ellos se representan mapas de las provincias, mosaicos sobre hechos históricos y escudos de cada capital de provincia.
En un principio, tras finalizar la exposición, su destino era formar parte de la Universidad de Sevilla, esa es la razón de las hornacinas existentes en cada una de las provincias. Sin embargo, pasó a ser parte del gobierno militar, sirviendo sus estancias como ubicación de la Capitanía General. Uno de sus edificios alberga también la Delegación del Gobierno en Andalucía y también el Museo Histórico Militar de Sevilla.
La plaza ha sido también escenario de películas famosas como Lawrence de Arabia, Star Wars Episodio II: El Ataque de los Clones y El dictador.

### Torre del Oro

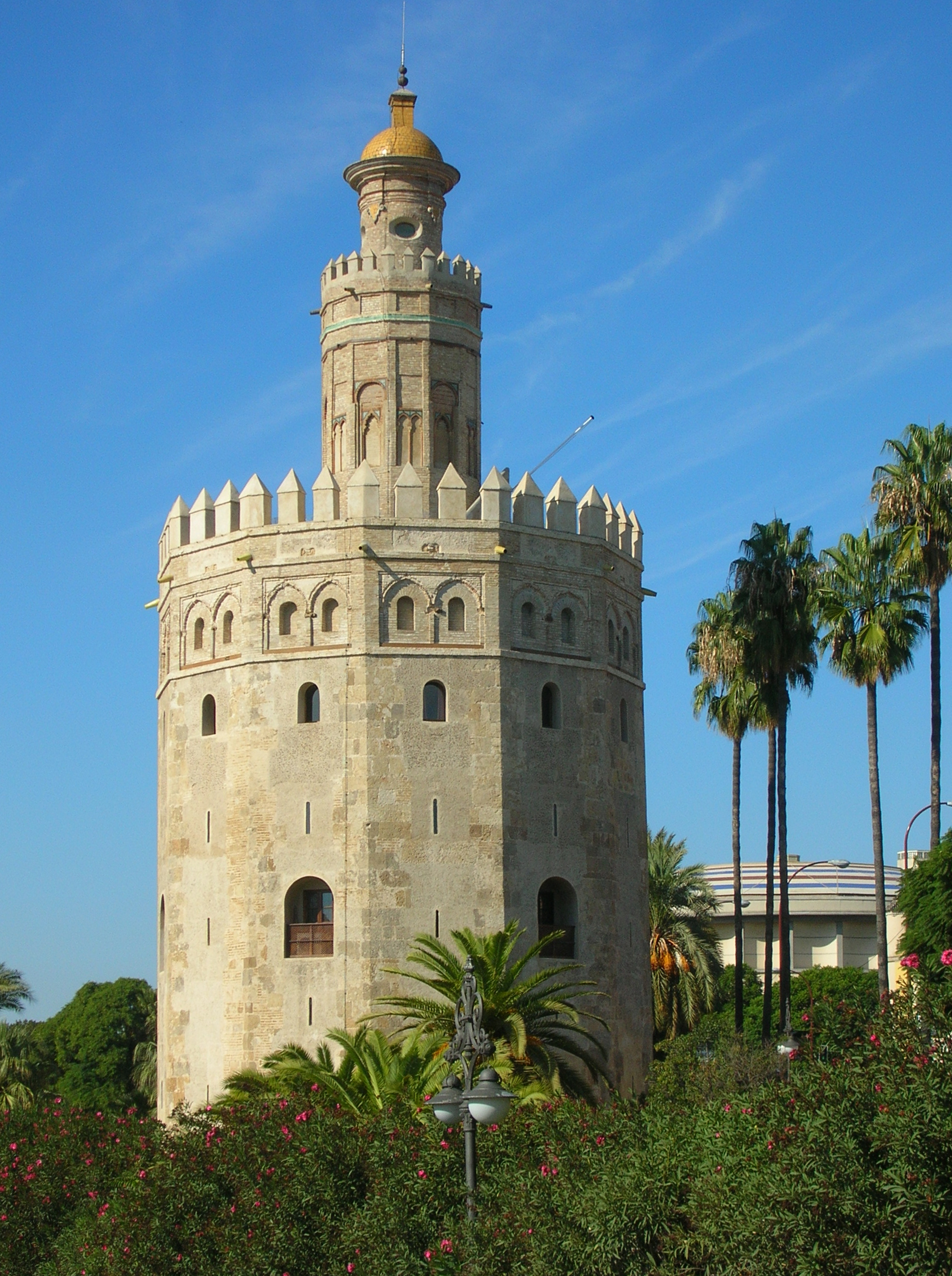
Torre del Oro

La Torre del Oro de Sevilla es una torre albarrana situada en el margen izquierdo del río Guadalquivir, junto a la plaza de toros de la Real Maestranza. Posiblemente su nombre en árabe era Bury al-dahab, en referencia a su brillo dorado que se reflejaba sobre el río. Durante las obras de restauración de 2005, se demostró que este brillo, que hasta entonces se atribuía a un revestimiento de azulejos, era debido a una mezcla de mortero de cal y paja prensada.
Es una torre formada por tres cuerpos. El primer cuerpo, dodecagonal, fue construido entre 1220 y 1221 por orden del gobernador almohade de Sevilla, Abù l-Ulà. El segundo cuerpo, también dodecagonal, fue mandado construir por Pedro I el Cruel en el siglo XIV. El cuerpo superior, cilíndrico y rematado en cúpula, fue construido por el ingeniero militar Sebastián Van der Borcht en 1760, año en el que también se macizó la primera planta de la torre con escombros y mortero para reparar los daños sufridos tras el terremoto de Lisboa de 1755, dejando la puerta del paso de ronda de la muralla como puerta de acceso principal.
Fue declarada monumento histórico-artístico en 1931 y ha sido restaurada varias veces. En la Edad Contemporánea fue restaurada en 1900, entre 1991 y 1992, en 1995 y en 2005. Alberga el Museo Naval de Sevilla.

### Metropol Parasol
Las Setas de Sevilla, también conocidas como Metropol Parasol o Setas de la Encarnación, son unas estructuras de madera con dos columnas de hormigón que albergan los ascensores de acceso al mirador y que está ubicada en la céntrica plaza de la Encarnación. Tiene unas dimensiones de 150 x 70 m y una altura aproximada de 26 m, y fue el proyecto ganador del concurso abierto por el Ayuntamiento de Sevilla para llevar a cabo la rehabilitación de la plaza en la que se ubica; su diseñador fue el arquitecto natural de Stuttgart, Jürgen Mayer.

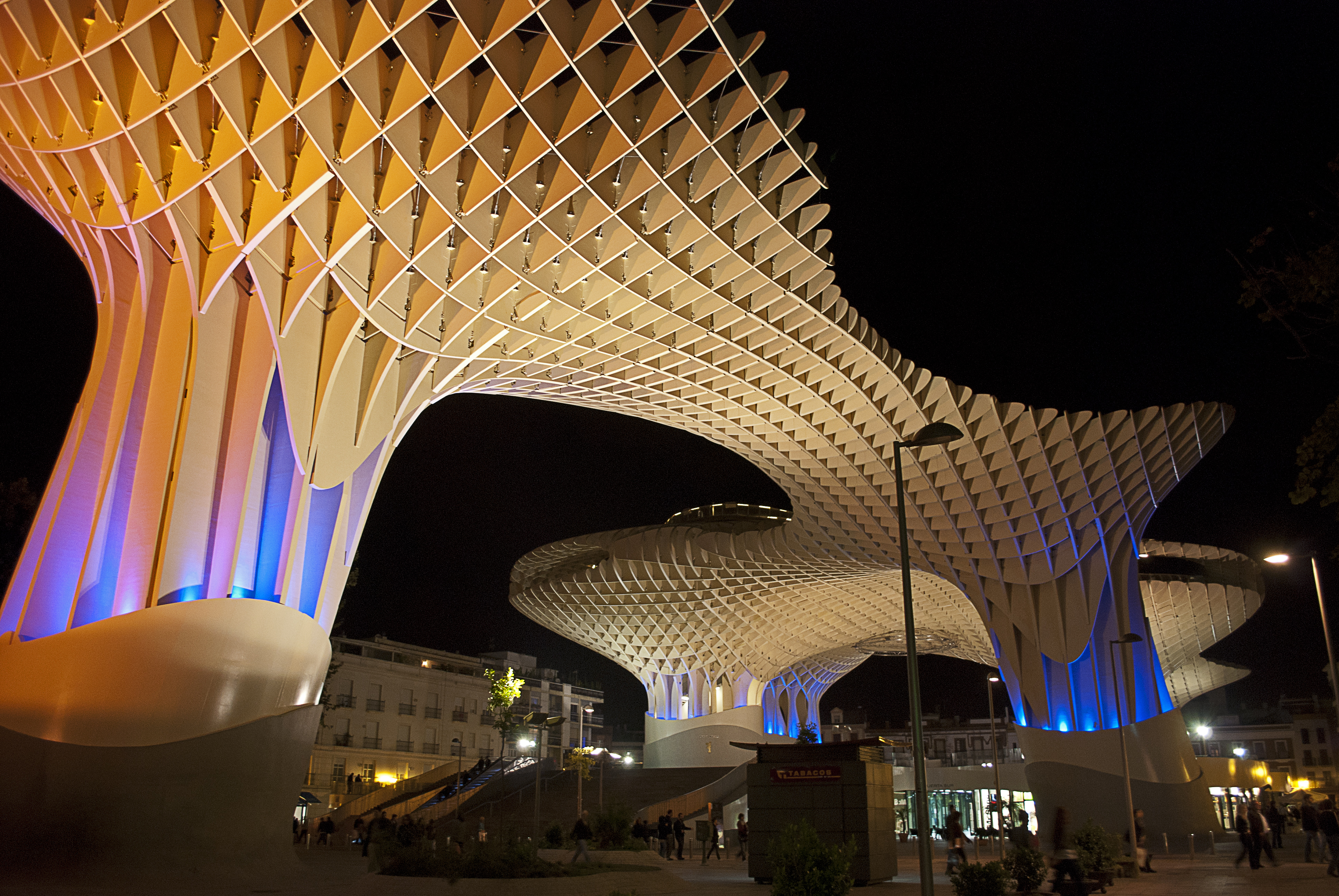
Setas de Sevilla

Las obras comenzaron el 26 de junio de 2005, con un coste estimado de 50 millones de euros, y atravesaron serias dificultades hasta 2010. Una vez solventadas y tras haber elevado el coste del proyecto hasta los 86 millones de euros, fue inaugurado el 27 de marzo de 2011, después de que su incremento económico, su aspecto y su ubicación hubiesen provocado una fuerte polémica durante su construcción.
Debido a su estructura, que tiene forma de hongos, es conocido popularmente como las Setas de la Encarnación. Sus instalaciones albergan un mercado con locales comerciales y de restauración, una plaza de espectáculos, un mirador y el museo Antiquarium.
En enero de 2013, el espacio Metropol Parasol fue elegido, entre los 335 proyectos candidatos, como uno de cinco proyectos finalistas del Premio de Arquitectura Contemporánea Mies van der Rohe que conceden bianualmente la Unión Europea y la fundación Fundación Mies van der Rohe y ha protagonizado reportajes de periódicos internacionales tales como el New York Times o el Washington Post.
El Tribunal Supremo ha confirmado la ilegalidad de varios artículos del Plan General de Ordenación Urbana (PGOU) de Sevilla, entre ellos el que permitió construir las Setas de la plaza de la Encarnación. Movimientos sociales para la protección del patrimonio histórico solicitan su demolición sobre la base de la legalidad vigente.

### Otros monumentos
Otros edificios históricos destacados de la arquitectura de Sevilla son los siguientes:

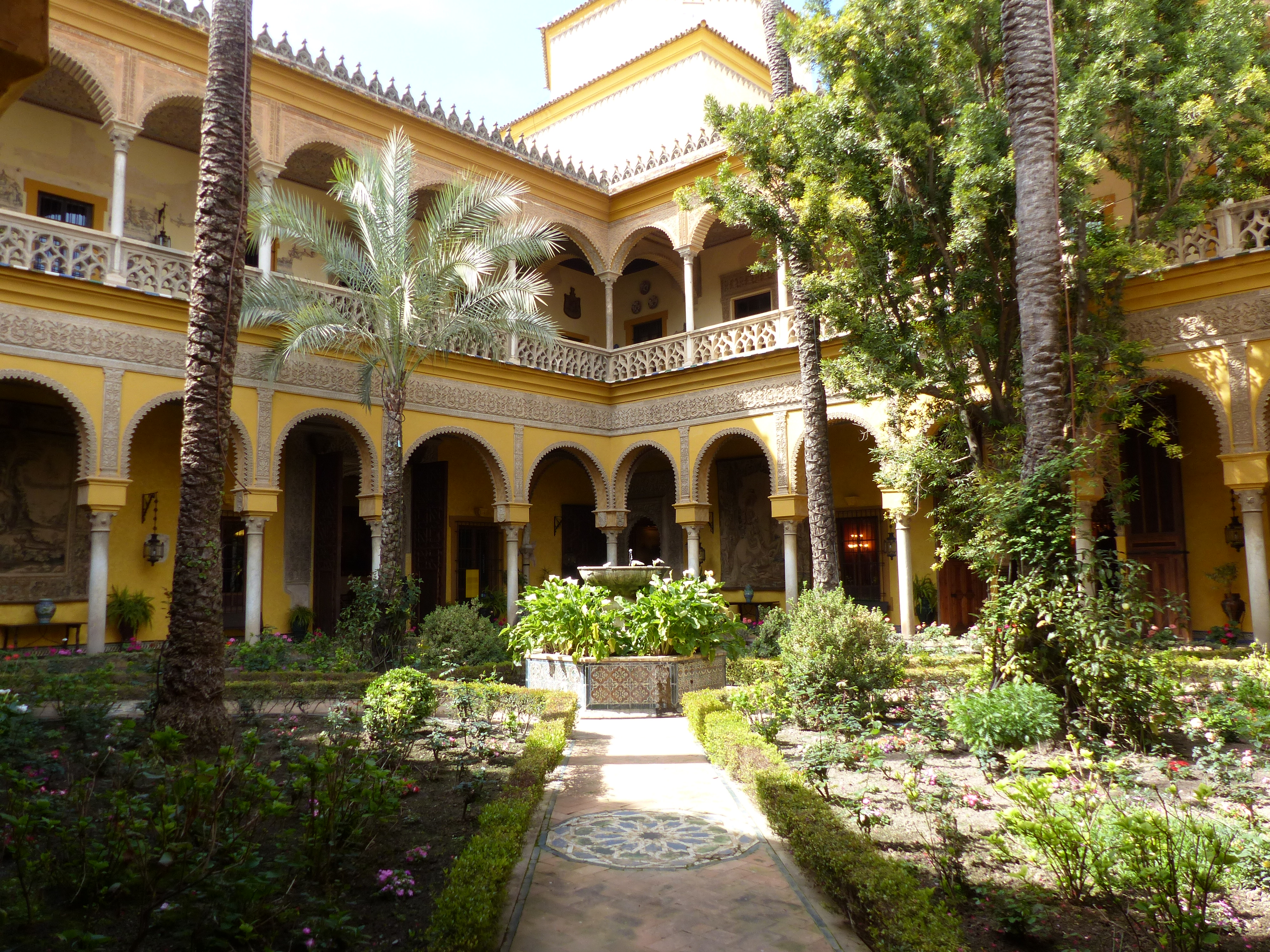
Claustro del palacio de Dueñas

El palacio de las Dueñas pertenece en propiedad a la casa de Alba desde 1612. Fue levantado entre los siglos XV y XVI, de estilos gótico-mudéjar al renacentista y es uno de los principales inmuebles de la ciudad, por su valor histórico, arquitectónico, artístico y por la importancia de sus bienes muebles. 
Fue fundado por la familia Pineda, quienes lo tuvieron que vender en el año 1484 a Catalina de Ribera por necesidades acuciantes de dinero: debían pagar un rescate por don Juan de Pineda, hecho prisionero por los moros.
En él nació el poeta Antonio Machado, en 1875. Ha sido lugar de encuentro de miembros de dinastías europeas y personalidades diversas del mundo de la cultura, la política y el arte internacional. Desde 2016, está abierto a las visitas turísticas.

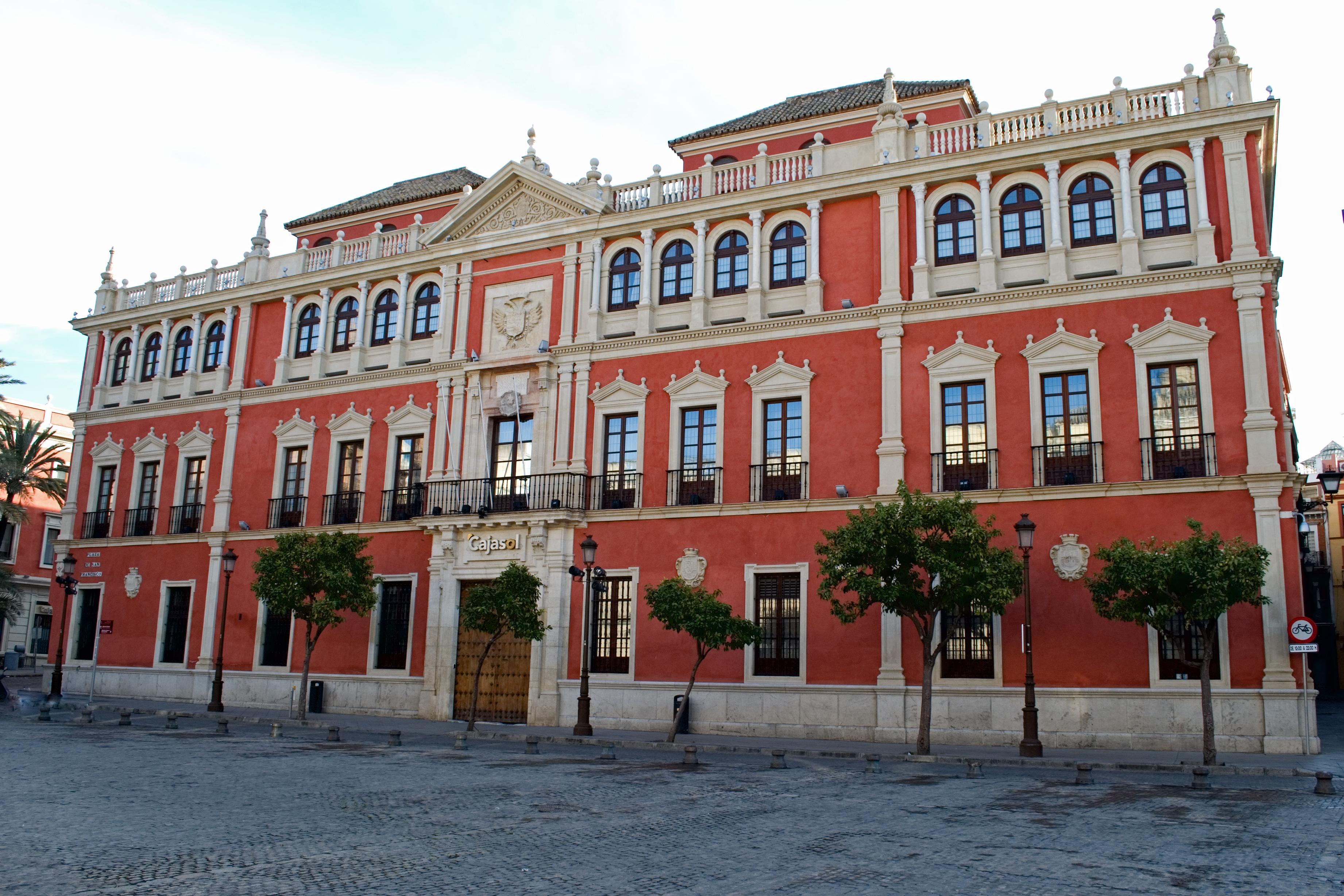
Antigua Real Audiencia de los Grados de Sevilla

La Antigua Audiencia, construida entre 1595 y 1597, y situada en la plaza de San Francisco. A lo largo de su historia, este edificio ha sufrido numerosas reformas, destacando las llevadas a cabo durante los siglos XVI y XIX, así como los trabajos realizados en 1924 por el arquitecto Aníbal González, quien recompuso la fachada y el interior.
El Museo de Bellas Artes de Sevilla, edificio que fue construido en 1662 e instituido en septiembre del año 1835. Fue inaugurado oficialmente en 1841, y se encuentra situado en la plaza del museo. Destaca por su colección de pintura española y sevillana del siglo XVII.
La Hemeroteca Municipal y Archivo Histórico Provincial de Sevilla, construida entre 1893 y 1913, ocupa el edificio que en principio hacía funciones del Palacio de Justicia. Después de su restauración, su fachada muestra un pórtico de estilo neoclásico, su interior contiene dos patios con galerías y una escalera de mármol. Posee una superficie total de 4238 m².

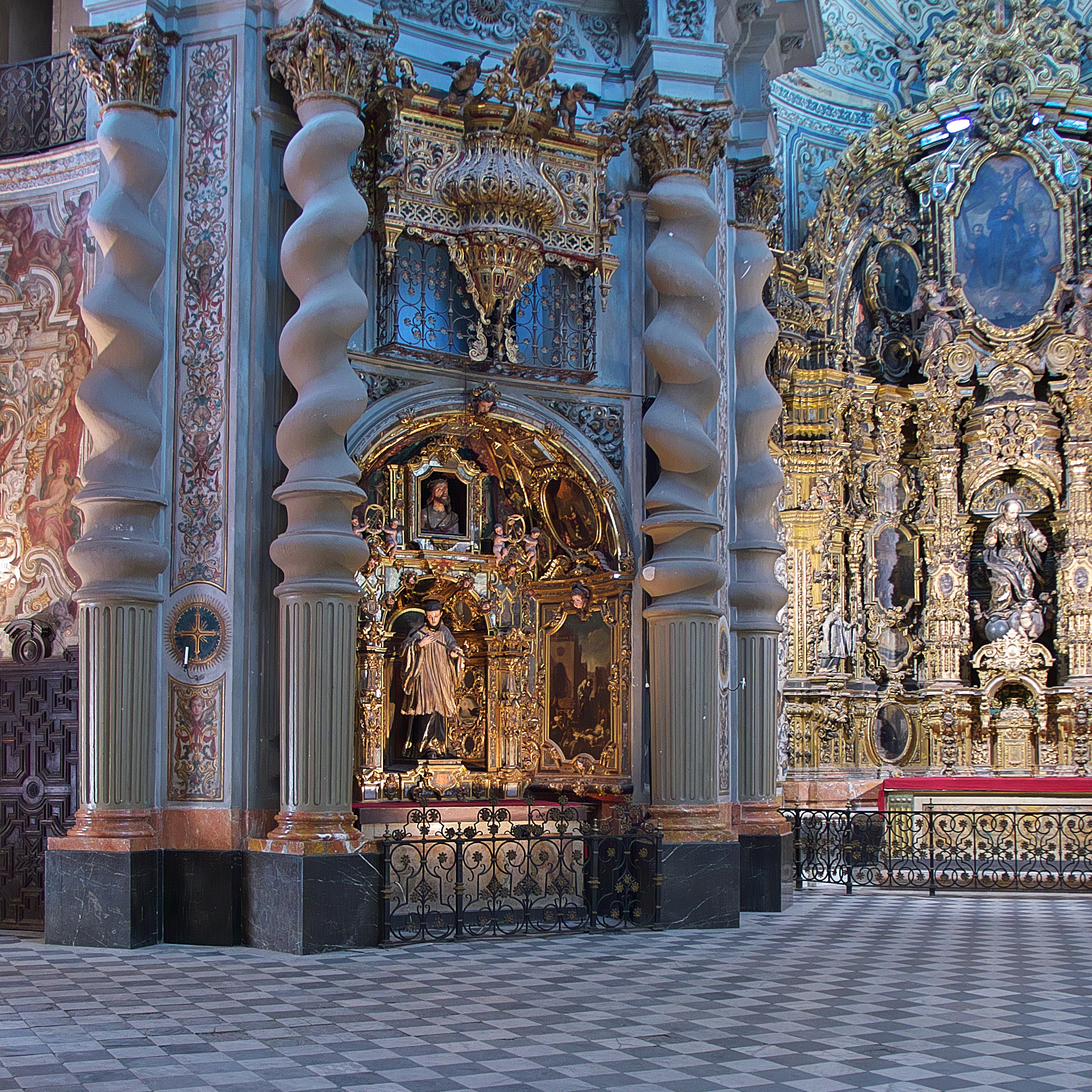
Iglesia de San Luis de los Franceses, una de las obras cumbre de la arquitectura barroca en España

El Ayuntamiento de Sevilla constituye una de las muestras más notables de la arquitectura plateresca. Se comenzó a edificar en el siglo XV por Diego de Riaño, el maestro ejecutó el sector meridional del ayuntamiento, el arquillo de comunicación con el monasterio franciscano y dos plantas recubiertas de relieves platerescos con representaciones de personajes históricos y míticos, heráldicas y emblemas alusivos a los fundadores de la ciudad, como Hércules y Julio César. Esta sede fue reformada en el siglo XIX por Demetrio de los Ríos y Balbino Marrón, quienes trazaron una nueva fachada principal, orientada a la plaza Nueva, de corte neoclásico. A su vez, reorganizaron el interior alrededor de dos patios y una gran escalera.
El Hotel Alfonso XIII es un edificio histórico situado entre la Puerta de Jerez, el palacio de San Telmo y la Fábrica de Tabacos. Obra del arquitecto José Espiau y Muñoz; fue construido entre 1916 y 1928, e inaugurado oficialmente el 28 de abril de 1929, con la celebración de un banquete presidido por el Rey Alfonso XIII y la Reina Victoria Eugenia. Arquitectónicamente es de estilo neomudéjar, versión historicista regional de la arquitectura árabe, y presenta una rica ornamentación.

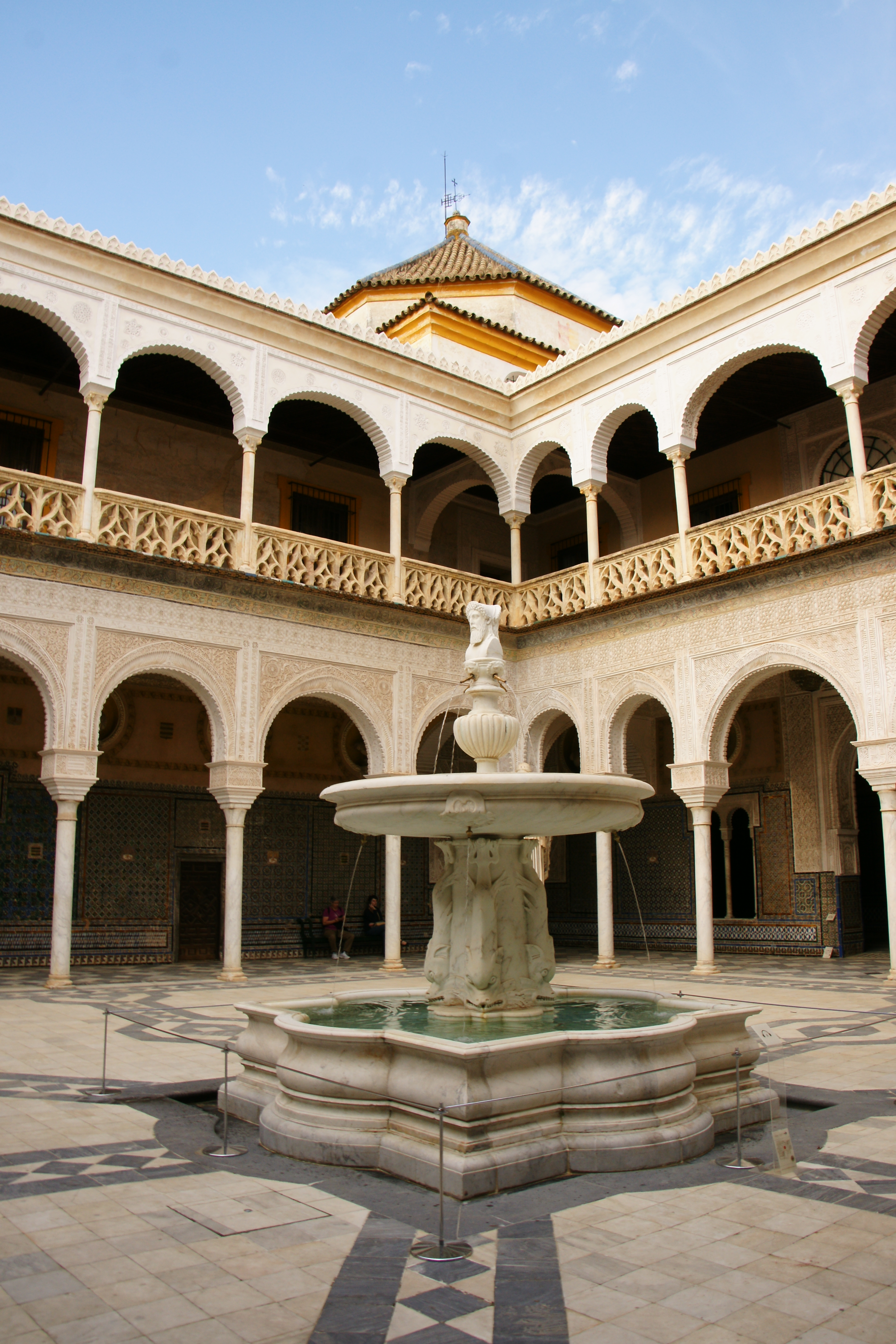
Casa de Pilatos

La Casa de Pilatos es un palacio que combina los estilos renacentista italiano y el mudéjar español. La construcción del palacio se inició en 1483, por iniciativa y deseo de Pedro Enríquez de Quiñones (IV Adelantado Mayor de Andalucía) y su segunda esposa Catalina de Ribera, fundadores de la Casa de Alcalá. Es considerada prototipo de palacio andaluz y en ella se han rodado varias películas, entre las que destacan cuatro superproducciones de Hollywood: Lawrence de Arabia; 1492: la conquista del paraíso y El reino de los cielos, ambas de Ridley Scott y Knight and Day con Cameron Diaz y Tom Cruise.
El Hospital de las Cinco Llagas alberga en la actualidad (2008) la sede del Parlamento de Andalucía. Lo fundó Catalina de Ribera y su construcción se inició en 1546 por orden de Fadrique Enríquez de Ribera, I marqués de Tarifa. Fue diseñado por Martín de Gainza, quien dirigió las obras hasta su muerte, en 1556. El elemento más característico del edificio es su iglesia. En su interior es donde se celebran actualmente los plenos. El edificio funcionó como hospital hasta el año 1972. En 1986 se redactan los proyectos para su conversión en la sede del Parlamento de Andalucía, inaugurándose el 28 de febrero (día de Andalucía) de 1992.

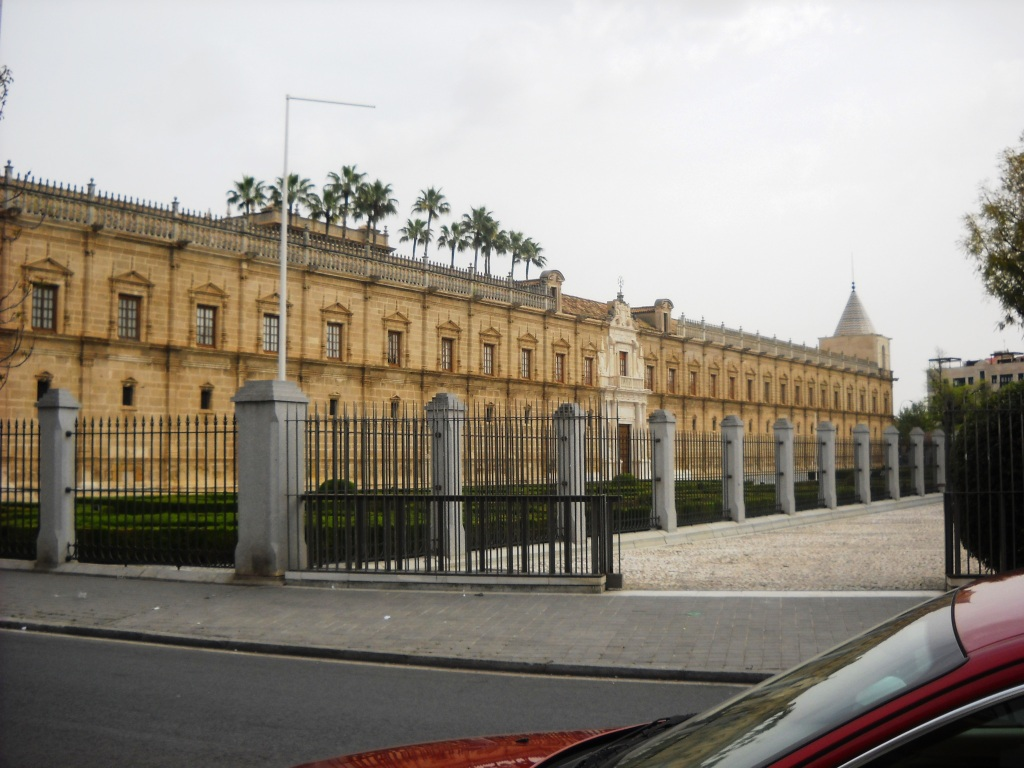
Fachada renacentista del Parlamento de Andalucía,

El edificio de la antigua Real Fábrica de Tabacos es un edificio procedente de la arquitectura industrial del siglo XVIII y actualmente es la sede del Rectorado de la Universidad de Sevilla y de algunas de sus facultades. Fue el edificio industrial del siglo XVIII de mayores dimensiones y mejor arquitectura de su género en España. Se ubicó extramuros, junto a la Puerta de Jerez. Se inició su construcción el año 1728. Arquitectónicamente destaca su esquema general de referencias renacentistas, con aires herrerianos en su planta, patios y detalles de remate de las fachadas En su fachada principal se aprecia ya la influencia del estilo barroco. El edificio está rodeado por un foso.
El palacio de San Telmo es la sede actual (2008) de la presidencia de la Junta de Andalucía, comenzó a construirse en el año 1682, en terrenos extramuros propiedad del Tribunal de la Inquisición para sede del colegio seminario de la Universidad de Mareantes. Es uno de los edificios emblemáticos de la arquitectura barroca sevillana, dispone de planta rectangular con varios patios interiores, uno de ellos central, torres en las cuatro esquinas, capilla y jardines. En su fachada principal destaca la portada de estilo churrigueresco.
También es de destacar la gran plaza que es la Alameda de Hércules, con columnas-estatuas notables de Hércules y Julio César.

### Barrio de Santa Cruz

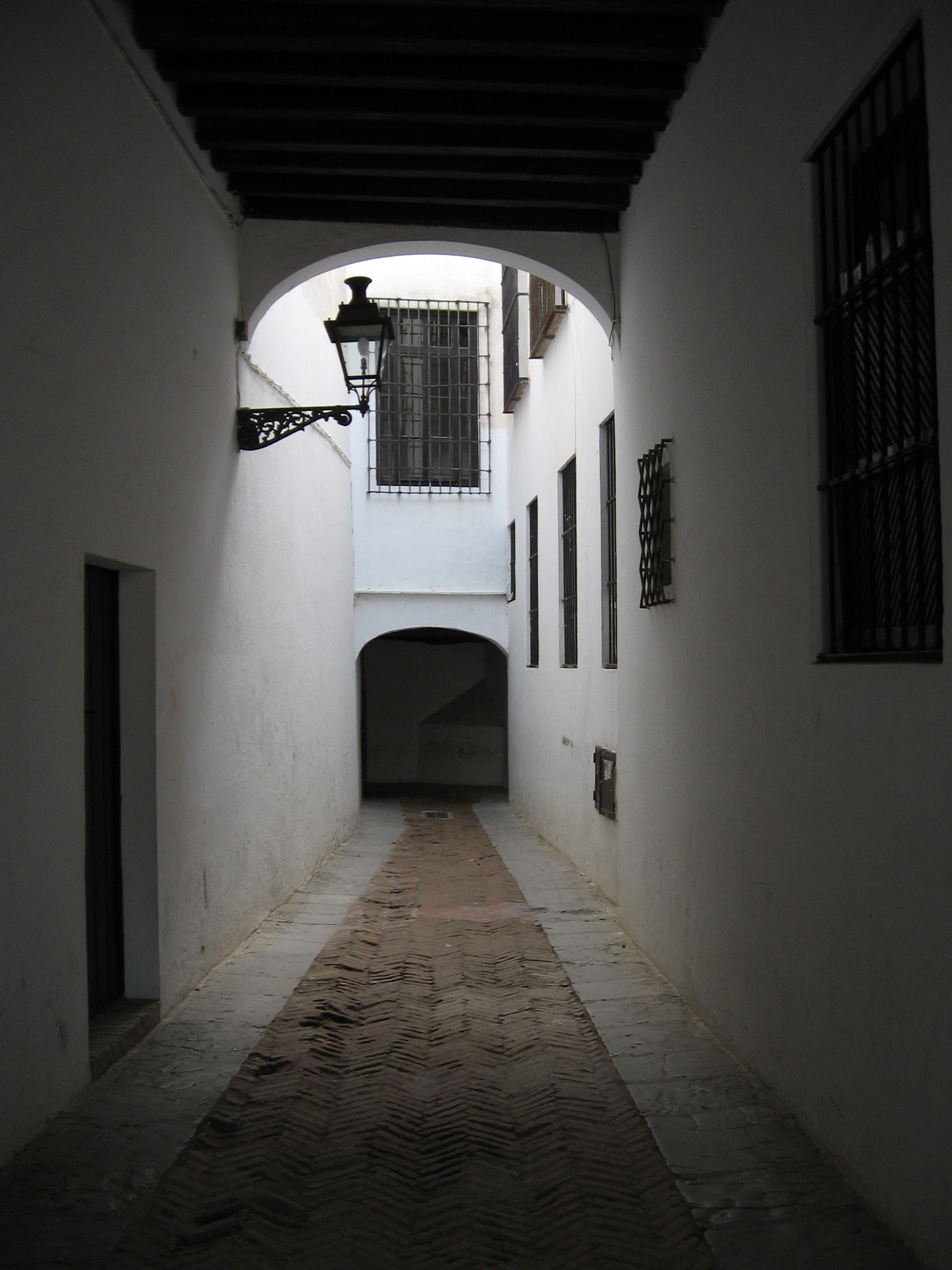
Calle Judería, barrio de Santa Cruz, antigua judería de Sevilla

El barrio de Santa Cruz, antiguo barrio de la judería medieval ubicado en el casco histórico de Sevilla, es uno de los más emblemáticos y pintorescos de la ciudad. Con calles estrechas y sinuosas, sus casas de estilo sevillano tienen patios señoriales y balcones con barandillas de hierro forjado adornados con flores.
El barrio se fundó cuando el rey Fernando III de Castilla conquistó la ciudad y se concentró en Sevilla la segunda comunidad judía más importante de España, tras la de Toledo. Tras la expulsión de los judíos en 1483, el barrio fue abandonado y entró en decadencia, hasta que a principios del siglo XX se procedió a su remodelación, dirigida por el arquitecto municipal Juan Talavera y Heredia.
En el barrio se encuentra el convento de las Teresas, fundado por santa Teresa de Jesús en 1575. En la parte alta del barrio se encuentra el Hospicio de Venerables Sacerdotes, que fue construido para servir de asilo de los sacerdotes jubilados y contiene una gran cantidad de obras de arte.

### Parques y jardines

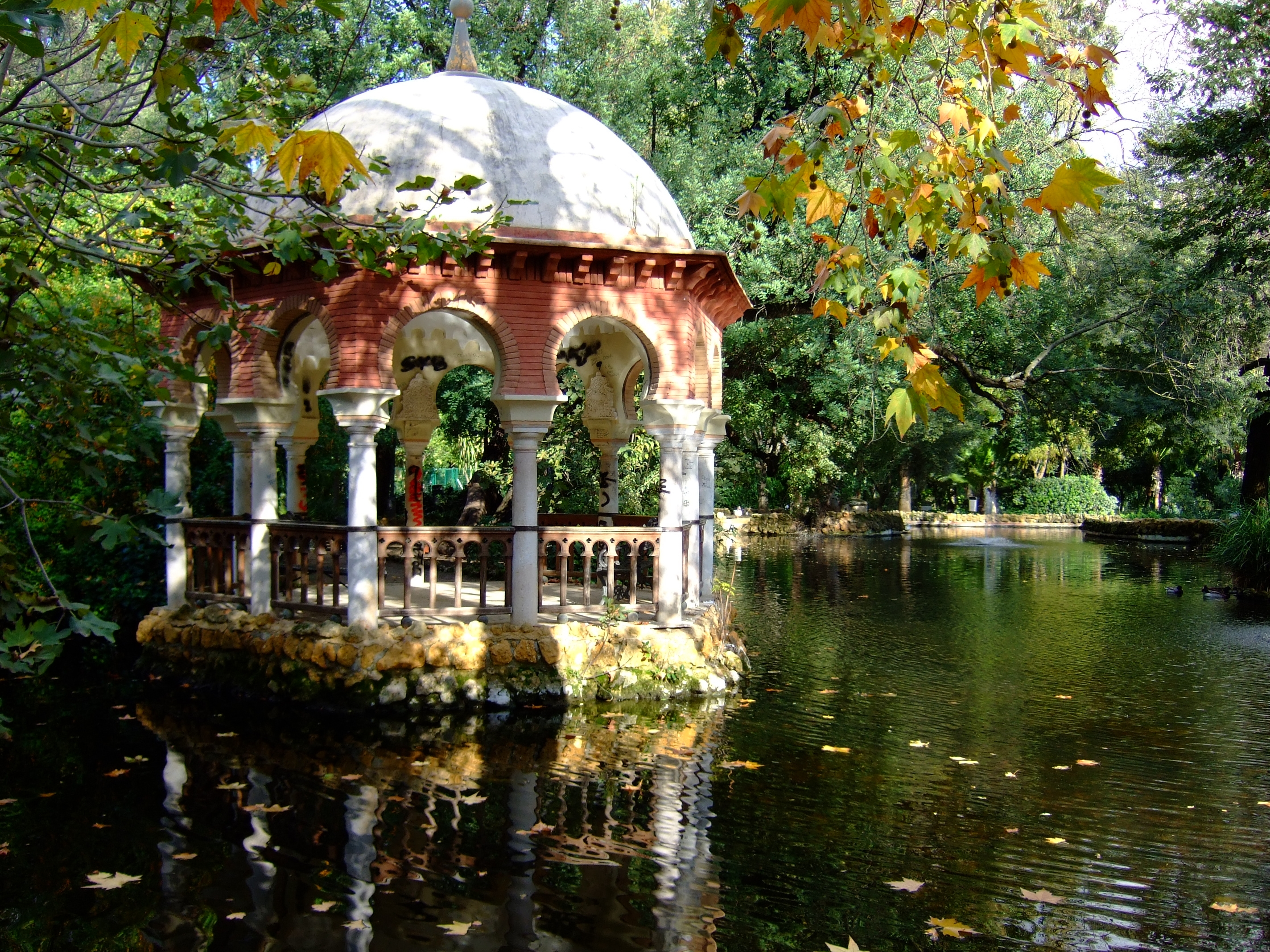
Pabellón de Alfonso XII, del, heredado de los antiguos jardines del palacio de San Telmo

Entre los parques y jardines de Sevilla destaca por su antigüedad la alameda de Hércules, que es el más antiguo jardín público conservado en Europa (1574). Otros jardines históricos son el jardín privado del Alcázar, el parque de María Luisa (proyectado por Lecolant en 1860 como jardín privado, donado a la ciudad por la infanta María Luisa de Borbón en 1893 y reformado por J. C. N. Forestier en 1914), los jardines de las Delicias de Arjona (1826-29, jardín público desde su inicio), los jardines de Cristina (1830), los jardines de Murillo (1915) y el paseo de Catalina de Ribera (1920), ambos proyectados por Juan Talavera.

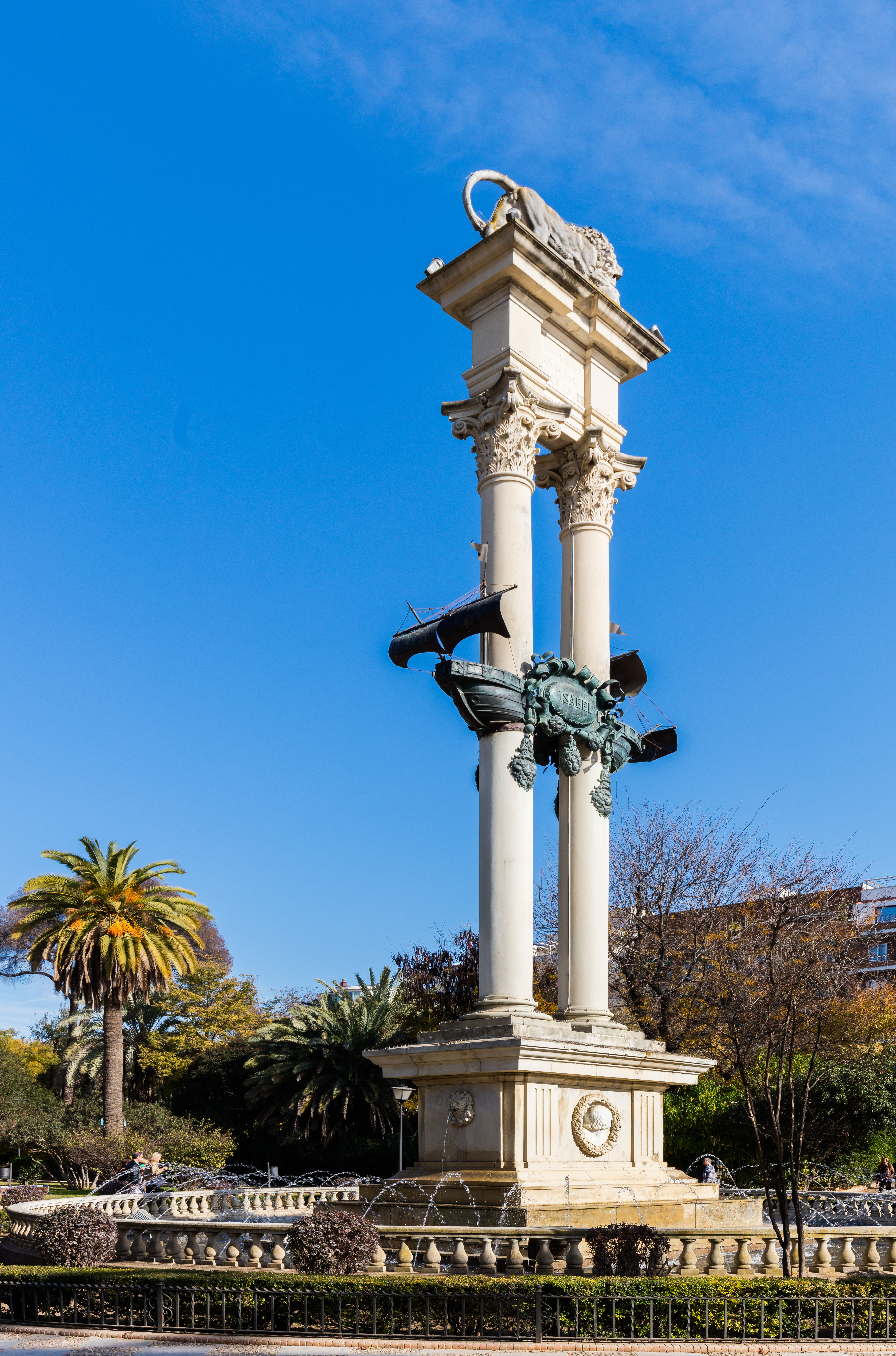
Monumento a Cristóbal Colón en los jardines de Murillo

Entre los parques recientes destacan el parque del Alamillo y el parque de los Príncipes. Otros parques importantes en Sevilla son el parque de Miraflores, el parque Amate, los jardines de la Buhaira, los jardines de las Delicias, los jardines de Murillo, los jardines de San Diego, los jardines Prado de San Sebastián, el parque de San Jerónimo, el parque Infanta Elena y el parque José Celestino Mutis, entre otros.
Parque de María Luisa

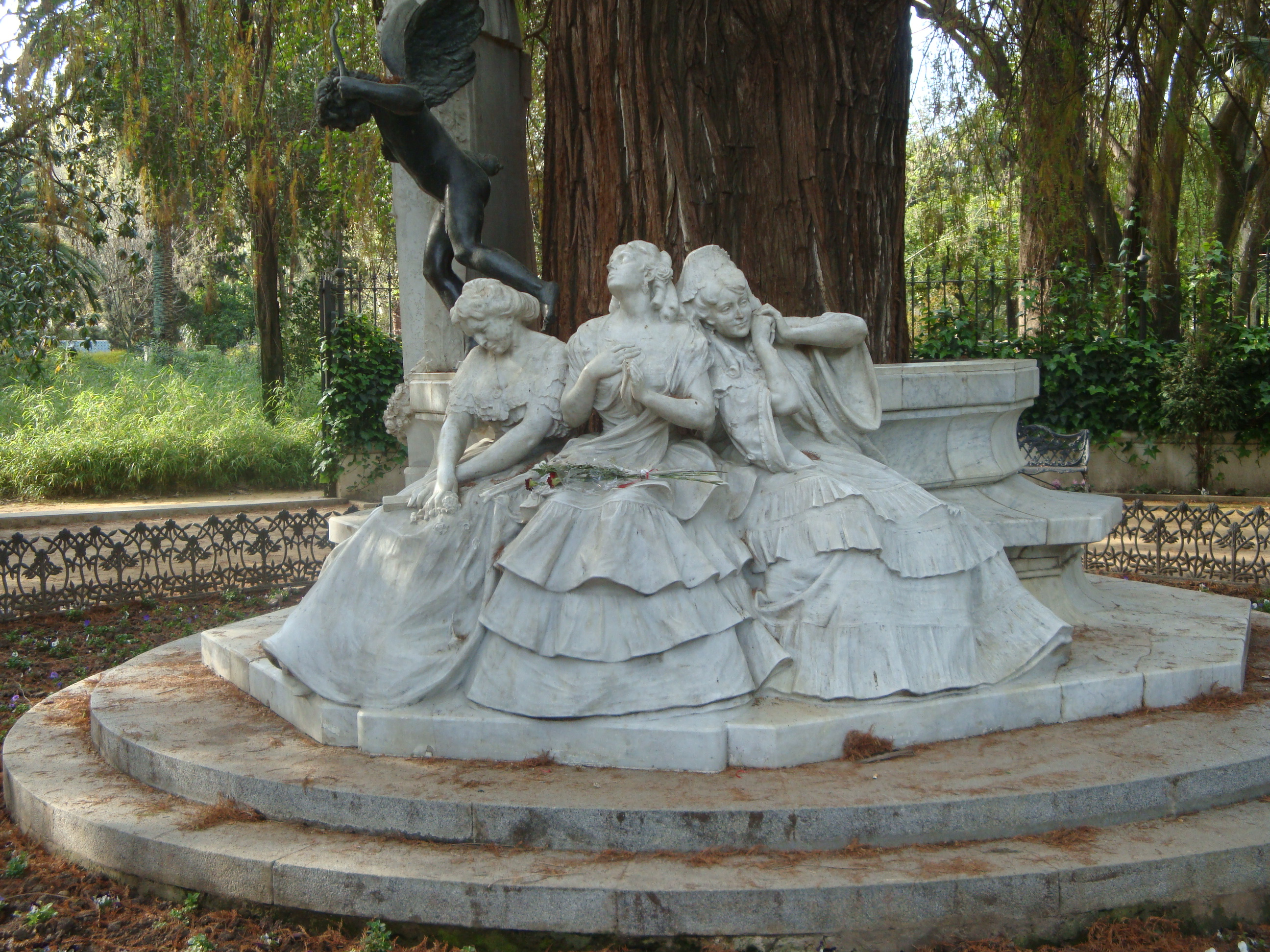
Glorieta de Gustavo Adolfo Bécquer en el parque de María Luisa

El parque de María Luisa es el más famoso de Sevilla, y entre 1914 y 1973 fue el parque por antonomasia de la ciudad.
Este parque en principio formaba parte de los jardines del palacio de San Telmo, de los duques de Montpensier, y fue donado a la ciudad en 1893 por la duquesa María Luisa Fernanda de Orleans. Fue reformado por el ingeniero francés Jean-Claude Nicolas Forestier y por el arquitecto Aníbal González, abriéndose al público el 18 de abril de 1914. Posteriormente en el parque se abrieron las plazas de España y de América, que constituyen unos de sus principales atractivos.
El parque presenta una variada arboleda de acacias, olmos y miles de setos; arrayanes, adelfas, laureles, rosaledas y flores. Todo ello unido a los lagos artificiales, fuentes y glorietas, con decoración de azulejos sevillanos.
En un extremo del parque se construyó la plaza de América, que fue uno de los espacios más relevantes que tuvo la Exposición Iberoamericana de 1929. En dicha plaza se encuentran los edificios que albergan dos de los museos más importantes de la ciudad, el de Artes y Costumbres Populares y el Arqueológico. Destaca de esta plaza la ordenación de sus jardines, en los que se alzan 16 estatuas de Victorias, columnas, escalinatas, entre otras.

## Cultura

### Vida cultural
Ateneo de Sevilla

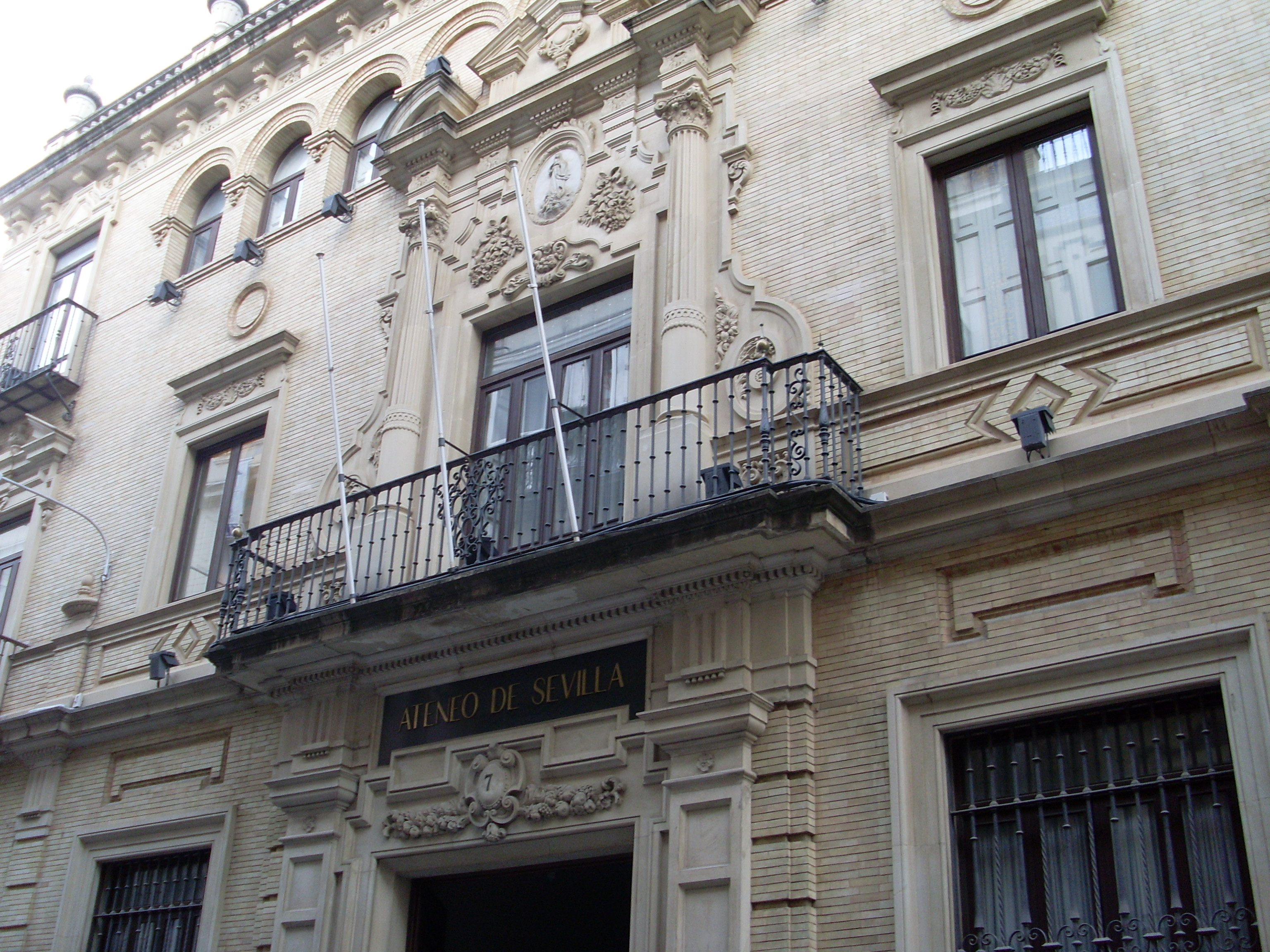
Fachada del Ateneo de Sevilla

Llamado originalmente Ateneo y Sociedad de Excursiones, fue fundado en 1887. En el siglo XIX y bien entrado el siglo XX era el máximo exponente cultural de la ciudad, sirviendo incluso de modelo para la creación de otros ateneos como el de isla Cristina de 1926. Entre los hechos más destacados de la actividad del Ateneo de Sevilla está la convocatoria de poetas con motivo del tricentenario de la muerte de Góngora en 1927, dicha convocatoria tuvo como consecuencia el origen de la generación del 27.

### Espacios escénicos culturales
Teatro de la Maestranza

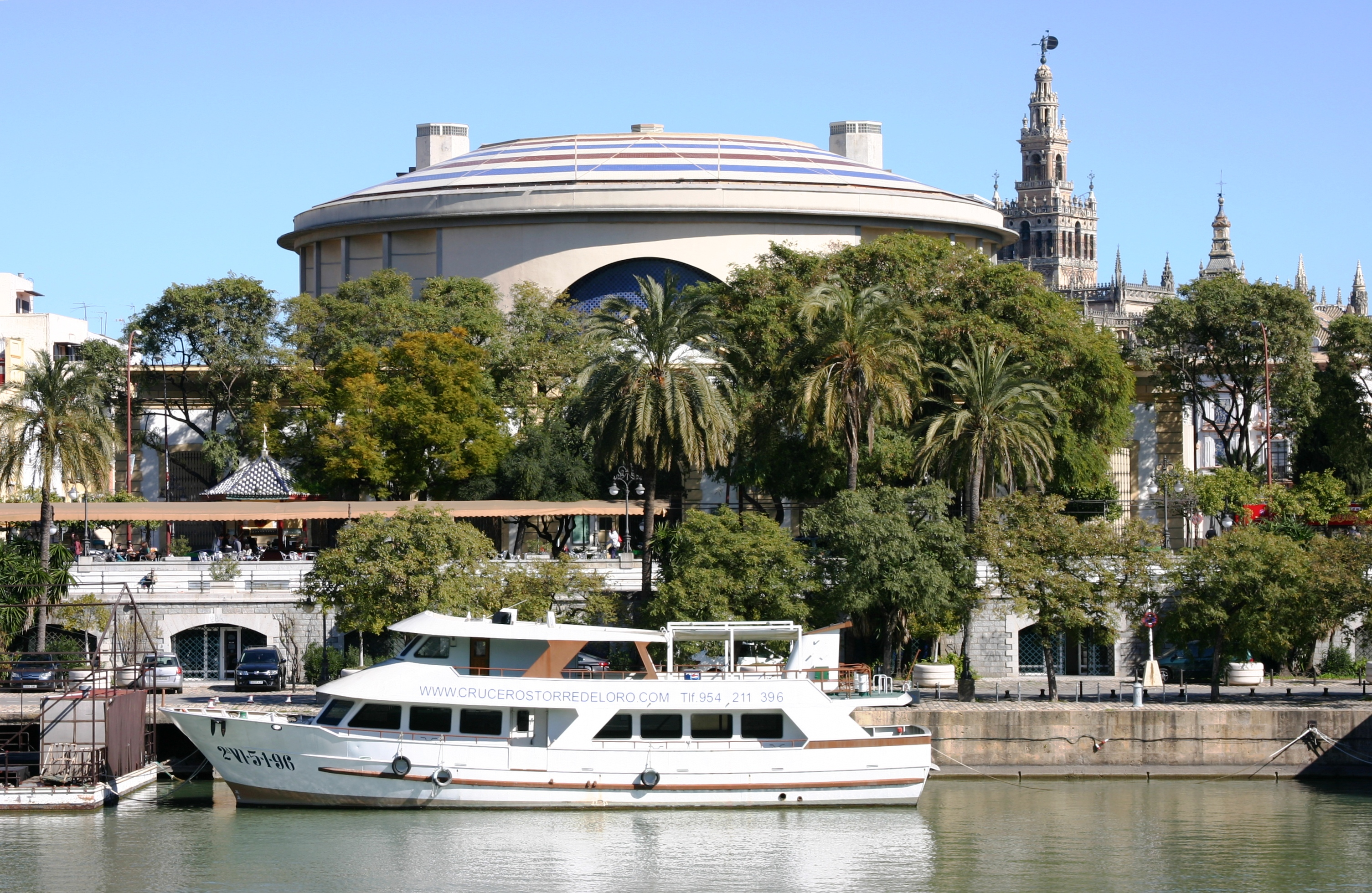
Vista de la cúpula del teatro de la Maestranza desde el río Guadalquivir

El teatro de la Maestranza está ubicado en el entorno de la zona monumental de la ciudad, próximo a la Casa de la Moneda y no muy lejos de la antigua Fábrica de Tabacos y de la plaza de toros, frente a la Torre del Oro y el río Guadalquivir. Ocupa los terrenos donde antes estaba el cuartel de la Real Maestranza de Artillería, del que se ha conservado solamente la fachada.
Su construcción se realizó con motivo de la Exposición Universal de 1992 para dotar a la ciudad un gran espacio escénico. Fue inaugurado por la reina Sofía el 2 de mayo de 1991. Está realizado de forma cilíndrica con una capacidad para 1800 espectadores (1794, más 6 localidades para personas discapacitadas que utilicen silla de ruedas). Posee una cúpula de 47,20 m y un escenario cuya superficie fue aumentada en 2007 hasta 1900 m cuadrados.
Está diseñado para poder representar distintos espectáculos gracias a su acústica, desde óperas hasta conciertos de música clásica y de cantantes, pasando por flamenco y rock. El teatro está gestionado por un consorcio integrado por la Junta de Andalucía, la Diputación Provincial de Sevilla, el Ayuntamiento de Sevilla, y el Ministerio de Cultura. El teatro cuenta con la ayuda de importantes patrocinadores públicos y privados, siendo Cajasol la entidad que más dinero aporta actualmente (2009) como patrocinador.
Auditorio Municipal Rocío Jurado

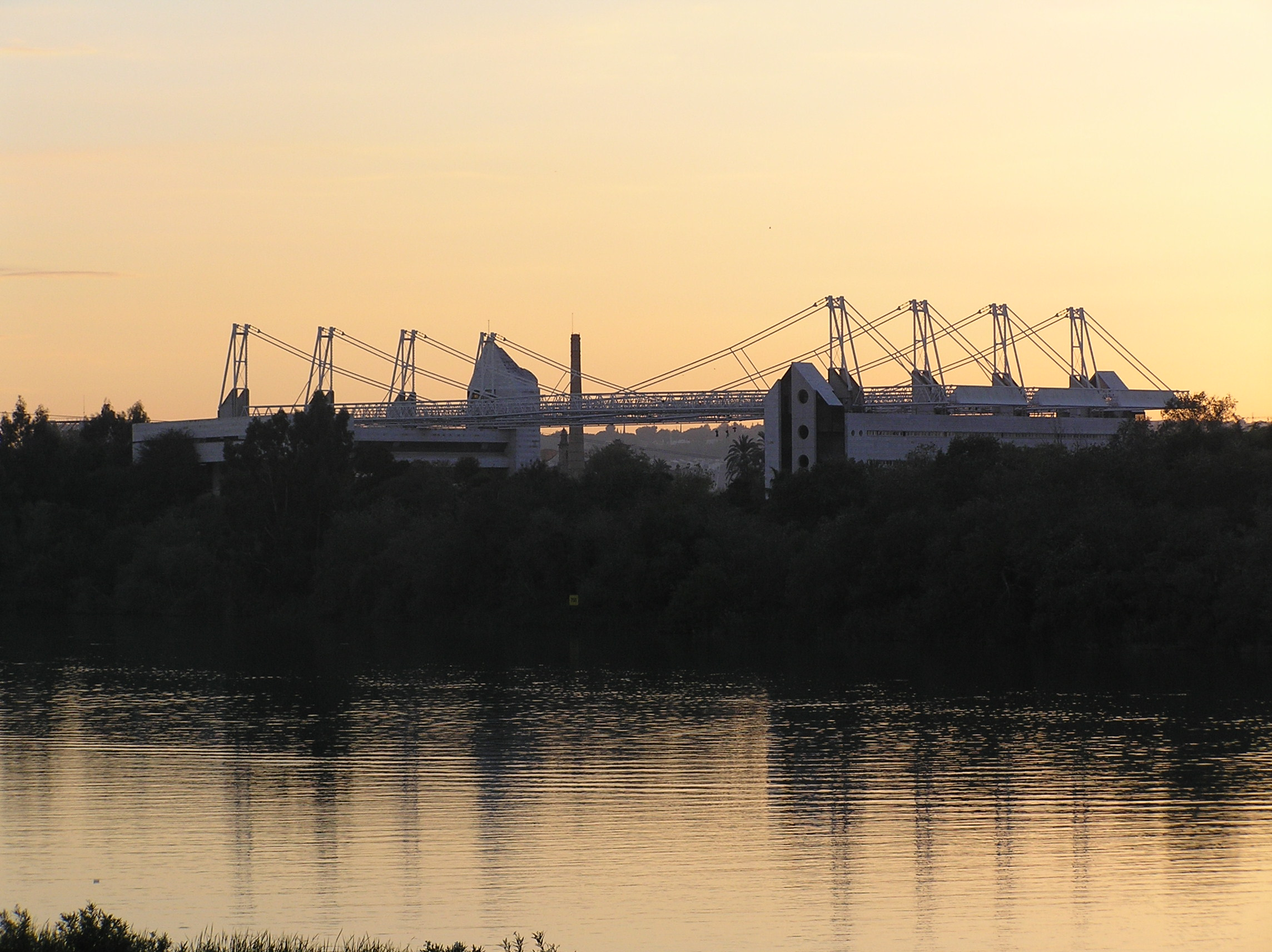
Vista del Auditorio Rocío Jurado desde la otra orilla del río

El Auditorio Municipal Rocío Jurado fue construido con motivo de la Exposición Universal de Sevilla de 1992 en la isla de la Cartuja. El diseño del mismo correspondió al arquitecto Eleuterio Población Knappe. La superficie que ocupa su escenario, de 3000 m cuadrados, es de las más grandes del mundo de entre todos los auditorios al aire libre. Cuenta además con un foso orquestal para 120 músicos. La colina natural existente en este mismo lugar se convierte en un graderío informal, en el que se superponen los 4000 asientos de diversos colores y la visión lateral desde el césped de la ladera. Su fachada está revestida con mármol de Macael (Almería). En el año 2006 pasó a ser propiedad del ayuntamiento, que lo bautizó con el nombre de la popular cantante Rocío Jurado. La programación actual que ofrece el Auditorio consta de un gran número de conciertos de grandes y populares artistas y grupos musicales, principalmente en verano.

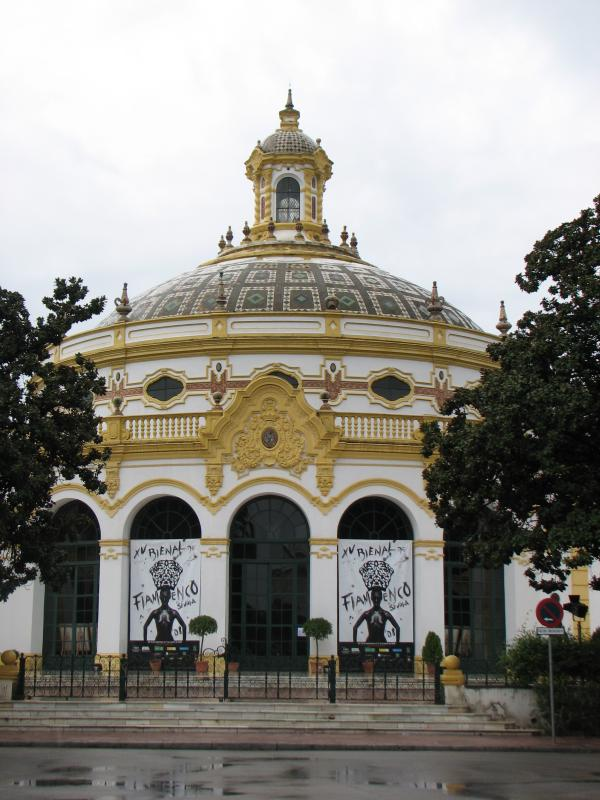
Teatro Lope de Vega
El teatro Lope de Vega se encuentra situado en la avenida de María Luisa (junto al parque de María Luisa). Fue construido en 1929, siendo su arquitecto Vicente Traver y Tomás. Era el auditorio del pabellón de la ciudad en la Exposición Iberoamericana. Dicho pabellón contaba con un gran salón que pasó a ser el Casino de la Exposición. El teatro ocupaba una superficie de 4600 m² y podía acoger a 1100 espectadores. Su arquitectura es barroca, siendo el edificio fiel a dicho estilo tanto en el conjunto como en su ornamentación. Caja escénica, butacas, platea, palcos, anfiteatro y paraíso, dan una espectacular belleza al teatro.
Ha servido como lugar de representación de todo tipo de espectáculos (teatro, danza, ópera, jazz, flamenco) y hoy día por su programación pasa lo más destacado del panorama nacional e internacional, constituyéndose en uno de los teatros más importantes de España.
Teatro Central
El teatro Central se inauguró en 1992 en los terrenos de lo que fue recinto de la Exposición Universal. El volumen del teatro es una caja dentro de otra caja. Una de las salas se denomina la de los milagros y consiste en una caja negra, de 20,50 m de altura, girada e inscrita dentro de otra. Un volumen limpio, chapado en piedra natural, desnudo, sin ornamentación, destaca entre la vegetación del borde del agua del río Guadalquivir.
El escenario es circular y móvil, lo que permite acercar al público a la representación. Esta versatilidad se complementa con la de su aforo, variable entre los 700 y los 1300 espectadores, dependiendo de las características del propio montaje, con lo que permite distintas representaciones, bien sean a la italiana, isabelina, arena o conciertos.
El teatro es propiedad de la Junta de Andalucía y lo explota la Empresa Pública de Gestión de Programas Culturales, dependiente de la Consejería de Cultura.

### Museos

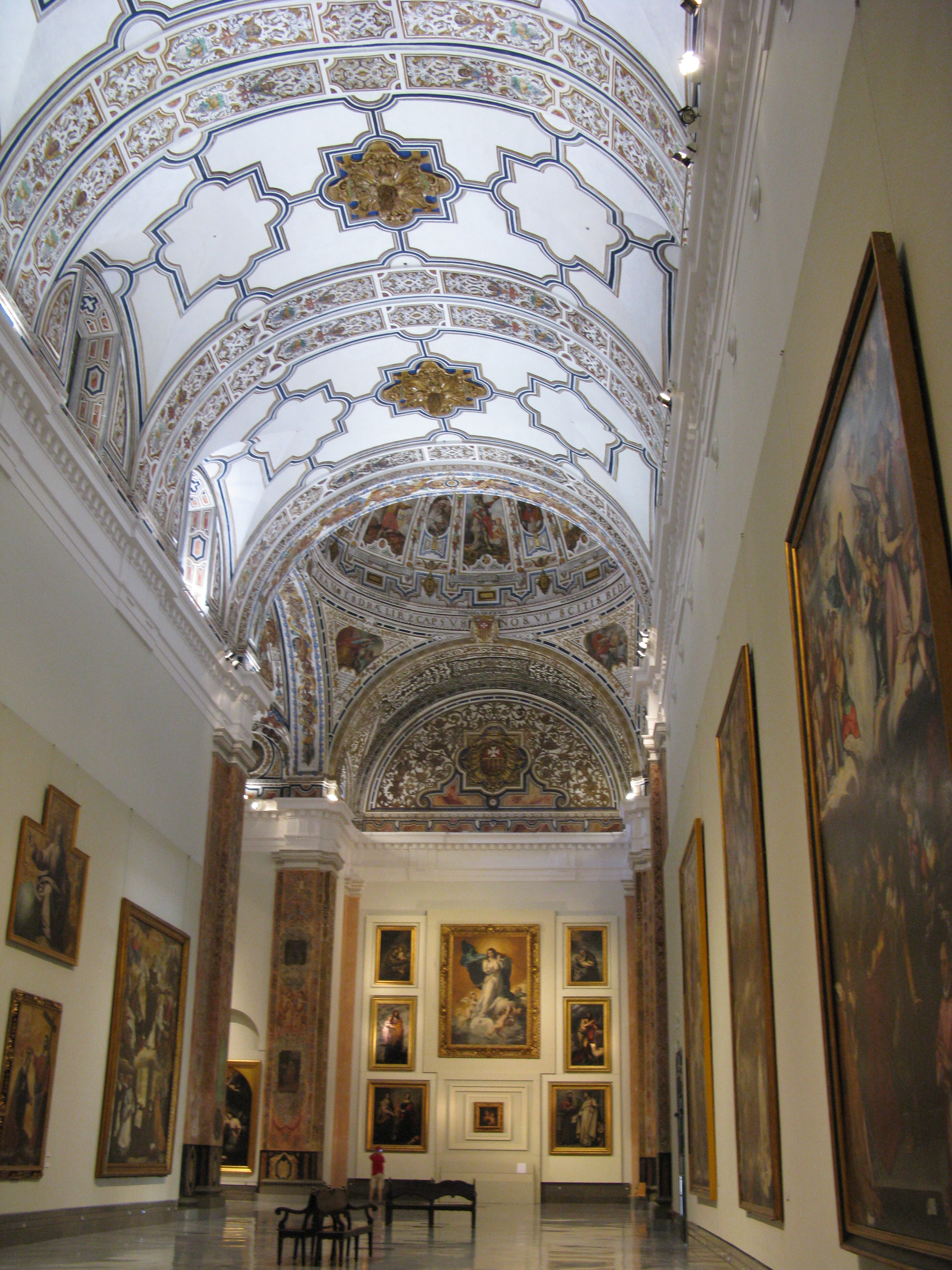
Interior del Museo de Bellas Artes

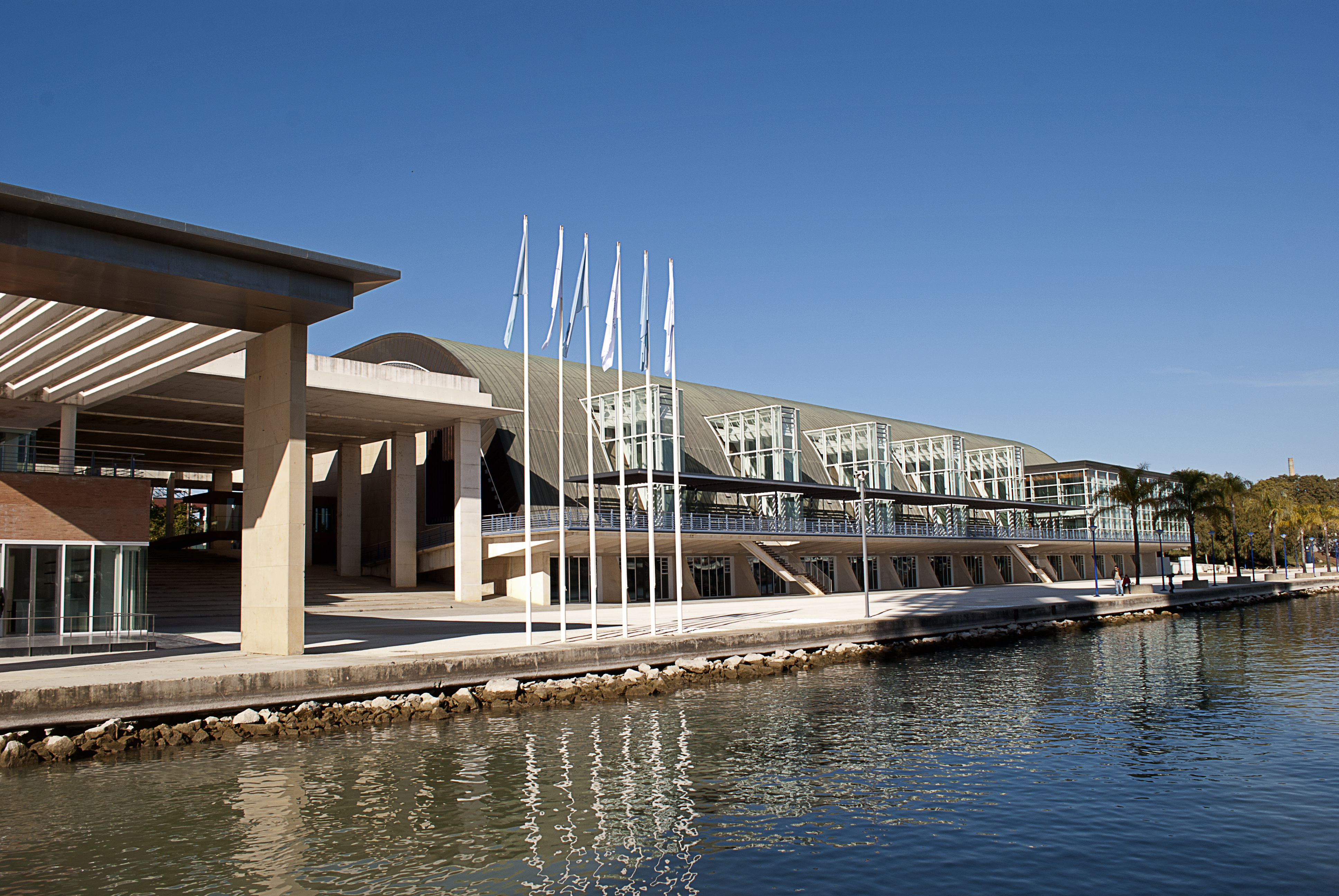
Pabellón de la navegación, utilizado por el Museo de la Navegación y para celebraciones de exposiciones, congresos y convenciones

Hay numerosos museos en Sevilla y cada uno de ellos está especializado en un tema concreto. Entre los museos operativos y visitables de la ciudad destacan los siguientes: Museo de Bellas Artes, Museo Arqueológico, Museo de Artes y Costumbres Populares, Centro Andaluz de Arte Contemporáneo, Archivo General de Indias, Casa de Pilatos, palacio de los marqueses de la Algaba, palacio de la condesa de Lebrija, Museo Catedralicio, Museo Naval, Museo Histórico Militar de Sevilla, Museo del Baile Flamenco, Museo Taurino y plaza de toros de la Real Maestranza de Caballería, Museo de Carruajes, Museo Basílica de la Macarena, Museo Casa de Murillo, Museo de Geología.

### Acontecimientos culturales
Bienal de flamenco
El flamenco fue nombrado por la Unesco Patrimonio Cultural Inmaterial de la Humanidad en 2010.
La Bienal de flamenco es un festival que se celebra en Sevilla cada dos años y tiene como escenario los diversos teatros existentes en la ciudad. En el festival participan los artistas más representativos del cante jondo y se da la oportunidad a las nuevas promesas del género que se van incorporando al panorama musical. La primera Bienal se celebró en 1980, y en el mes de septiembre de 2008 se ha celebrado la XV Bienal. La Bienal, consta una serie de espectáculos que pretendían desde el primer instante vincular a la Bienal con el mundo de las Bellas Artes plásticas, del teatro, del cine, de la música, de la poesía. En las primeras ediciones se daba un trofeo que se llamaba Giraldillo que luego ha sido suprimido.
SICAB, Salón Internacional del Caballo
SICAB es una feria dedicada exclusivamente al caballo de Pura Raza Española. Es la máxima expresión de las ferias monográficas en todo el mundo. No existe otra feria dedicada a una sola raza que convoque a un mayor número de ejemplares.
Se celebra cada año alrededor del tercer fin de semana de noviembre en FIBES. Pero dentro de este paquete conjunto se engloban una serie de actividades complementarias que ofrecen una muestra representativa de las características por las que nuestro caballo ha sido admirado a lo largo de la Historia. Estas actividades son el Campeonato de España morfológico, la Copa ANCCE de Doma Clásica, la Copa ANCCE de Doma Vaquera y el espectáculo nocturno.
Festival de Cine Europeo de Sevilla
El Festival de Cine Europeo de Sevilla nació inicialmente en 2001 como Festival de Cine y Deportes de Sevilla y es organizado actualmente (2008) por el ayuntamiento de esta ciudad andaluza. Se plantea como objetivo básico la difusión de la cultura cinematográfica europea, con especial atención a las realizaciones emergentes, dando entrada a la incorporación de los nuevos soportes de expresión cinematográficos. Al mismo tiempo, se propicia el encuentro de las obras de nuevos creadores y de figuras consagradas que permitan mostrar una perspectiva amplia de las más recientes y significativas producciones a nivel internacional. El Festival, asimismo, ofrece un lugar de encuentro anual para la industria del cine europeo. Además de las dos secciones competitivas, una de largometrajes y otra de documentales, se programan ciclos específicos de autores determinados, de cine publicitario, seminarios, conciertos y otras actividades culturales. Los Jurados de las secciones competitivas están integrados por personalidades de especial relevancia en el mundo cinematográfico y de la cultura. Las decisiones de los jurados de las secciones competitivas son inapelables.
Festival de Videojuegos y Cultura Asiática de Sevilla
El Festival de Videojuegos y Cultura Asiática de Sevilla, también conocido como Mangafest, es un festival dedicado al mundo del manga, del anime y a la cultura japonesa y asiática en general. Se celebra anualmente, el primer fin de semana de diciembre, en el palacio de Congresos y Exposiciones de Sevilla.
Feria del Libro
La Feria del Libro que se celebra en la ciudad durante los meses de primavera constituye uno de los acontecimientos culturales más significativos de los que se realizan en la ciudad. Desde el año 2002 se encarga de la organización de la Feria, la Asociación Feria del Libro de Sevilla (AFLS).
Actualmente (2008) conforman la Asociación Feria del Libro un total de 22 instituciones públicas y privadas, entre las que destacan la Asociación Gremio de Librerías de Sevilla, la Asociación Colegial de Escritores, la Fundación Centro de Estudios Andaluces y la Fundación José Manuel Lara. Cada certamen que se celebra cuenta con la presencia de escritores destacados que presentan en la Feria sus últimos libros.
Los principales patrocinadores de la Feria del Libro son el Ayuntamiento de Sevilla y la Junta de Andalucía a través de las Consejerías de Cultura y de Educación aparte de otro número importante de instituciones públicas y privadas como Cajasol, Canal Sur Radio, Diputación Provincial de Sevilla, etc.

### Fiestas populares
Existen dos fiestas emblemáticas en Sevilla de prestigio internacional que se celebran durante la primavera que son la Semana Santa y la Feria de Abril. También son populares entre la ciudadanía sevillana la romería del Rocío, el día del Corpus Christi y la velá de Santa Ana en Triana.
Semana Santa

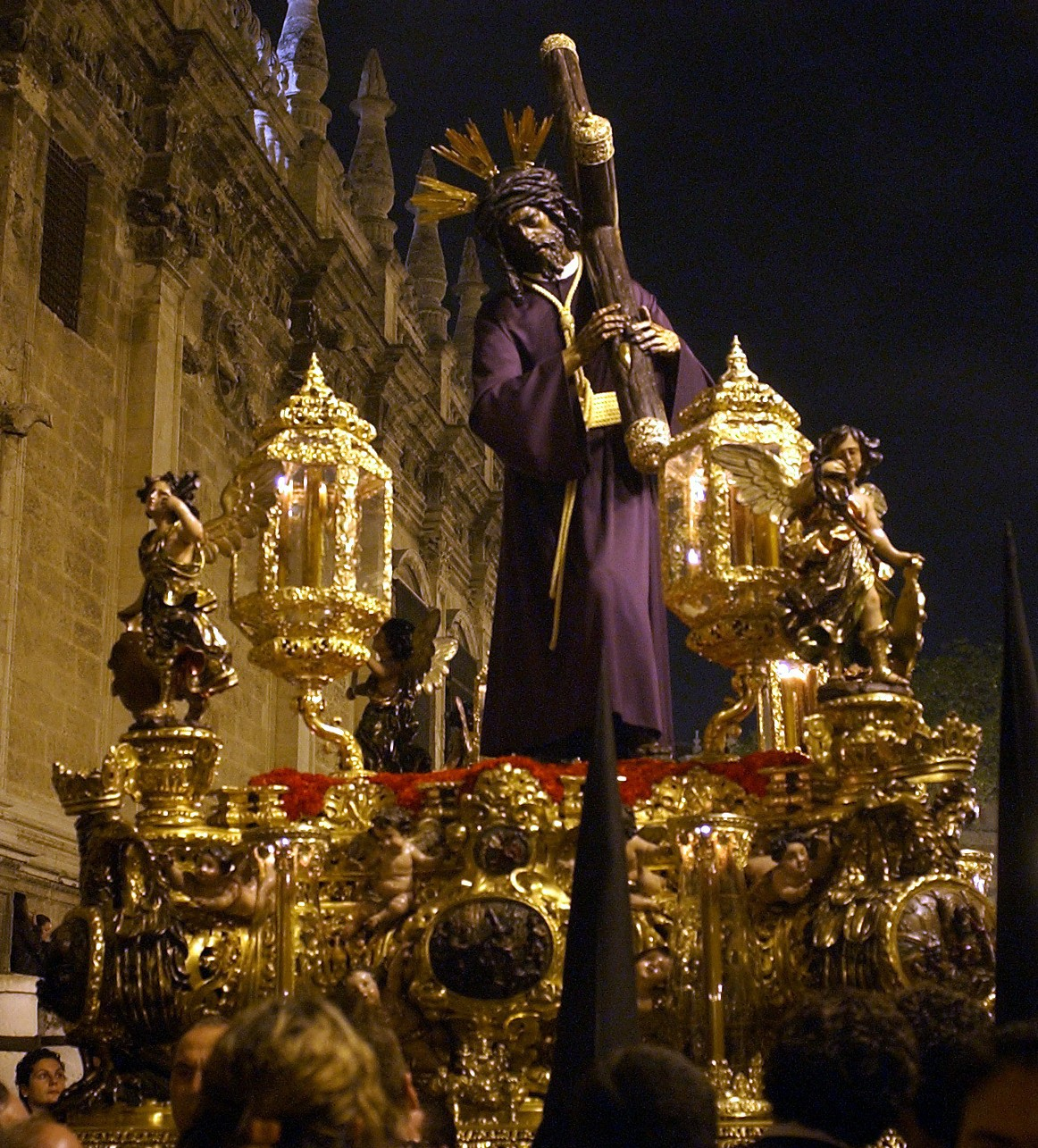
El Gran Poder de Sevilla, una de las imágenes más conocidas de la Semana Santa de Sevilla

La celebración de los distintos actos que tienen lugar durante la Semana Santa se convierten en uno de los acontecimientos culturales, religiosos y artísticos más importantes que se producen en la ciudad. Las celebraciones de la Semana Santa de esta ciudad son de las más famosas de España y tienen una resonancia internacional en el mundo católico, por lo cual son un importante foco de atracción turística. La Semana Santa está considerada como Fiesta de Interés Turístico de ámbito Nacional e Internacional.
Los desfiles procesionales de la Semana Santa son organizados por cofradías y hermandades, cada una de las cuales se distingue por una serie de factores religiosos, artísticos, sociales e históricos. La Estación de penitencia o salida procesional es el principal culto externo que realizan las hermandades. La semana abarca desde el Domingo de Ramos hasta el Domingo de Resurrección, procesionando cada día pasos con imágenes que representan la Pasión de Cristo. Los pasos son acarreados por costaleros, dirigidos por un capataz, y acompañados por un cortejo de nazarenos. Es típico de la Semana Santa sevillana el canto de saetas a los pasos desde ventanas y balcones. En la actualidad (2014) procesionan 60 hermandades, entre las que destacan por su popularidad las del Gran Poder, Esperanza Macarena, Esperanza de Triana y Los Gitanos.
Existe un Consejo General de Hermandades y Cofradías, cuyos miembros son elegidos cada cuatro años por los Hermanos Mayores de las distintas Hermandades, que se encarga de la organización de la Semana Santa y de agilizar trámites y acuerdos con las instituciones oficiales y de todo lo relativo a la Carrera Oficial.
Feria de abril

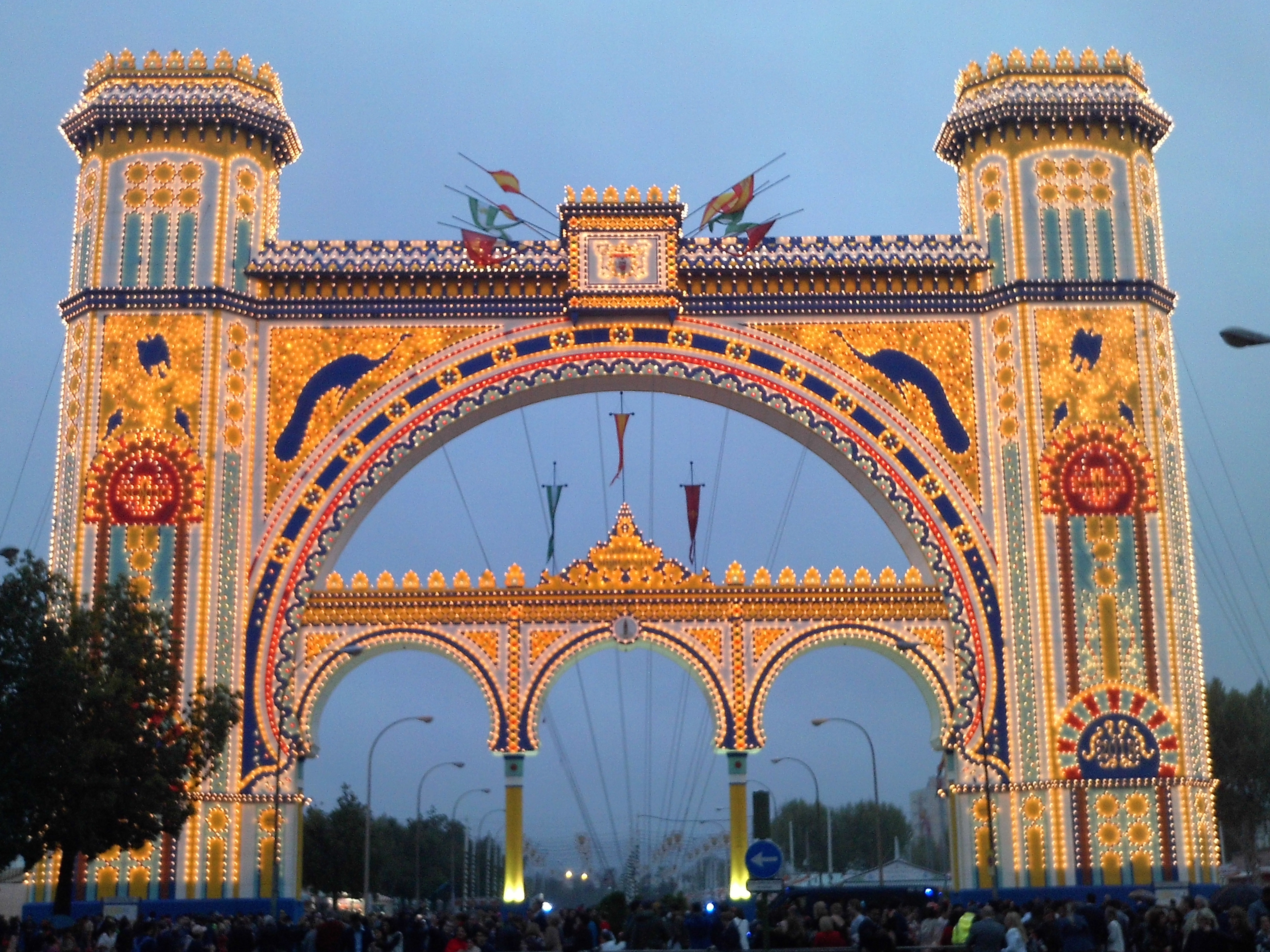
Portada de la Feria (2018)

La Feria de Abril es una fiesta popular que tiene lugar en Sevilla en primavera, casi siempre en el mes de abril. La Feria se desarrolla en el barrio de Los Remedios y está considerada como Fiesta de Interés Turístico de ámbito Nacional, y desde 1965, como Internacional.
El Real de la Feria, formado por 24 manzanas, tiene una superficie de unos 450 000 m², en los que se asientan 1047 casetas, con dimensiones variadas. La trama viaria del Real está compuesta por quince calles con nombres de toreros relacionados con Sevilla. Esta parte del recinto se encuentra dotada de infraestructura que suministra agua, alcantarillado y electricidad a cada una de las casetas implantadas.
Unido al Real de la Feria, se encuentran las instalaciones de un parque de atracciones efímero, con unas 400 atracciones diferentes, conocido como «Calle del Infierno».
En la Caseta Municipal es donde se realizan las actividades de protocolo del ayuntamiento y cada uno de los distritos dispone de una caseta de uso público. El acceso a la mayoría de las otras casetas está limitado a los socios de las mismas y sus invitados.
Los orígenes de la Feria de Abril se remontan a 1846 cuando Narciso Bonaplata, de origen catalán, y José María de Ybarra, de origen vasco, redactaron una propuesta que llevaron al Cabildo Municipal de Sevilla. En marzo de 1847, la reina Isabel II concedió a Sevilla el privilegio de feria. Algunos elementos característicos de la Feria de Abril son los siguientes: portada, alumbrado, caseta, trajes de corto, trajes de flamenca, sevillanas, caballos y carruajes, bebidas (como el típico vino fino, la manzanilla y el moderno rebujito), gastronomía (muy típico el jamón serrano, y más recientemente el pescado frito, especialmente en la noche del «alumbrao»), calle del infierno, corridas de toros, fuegos artificiales.
Romería del Rocío

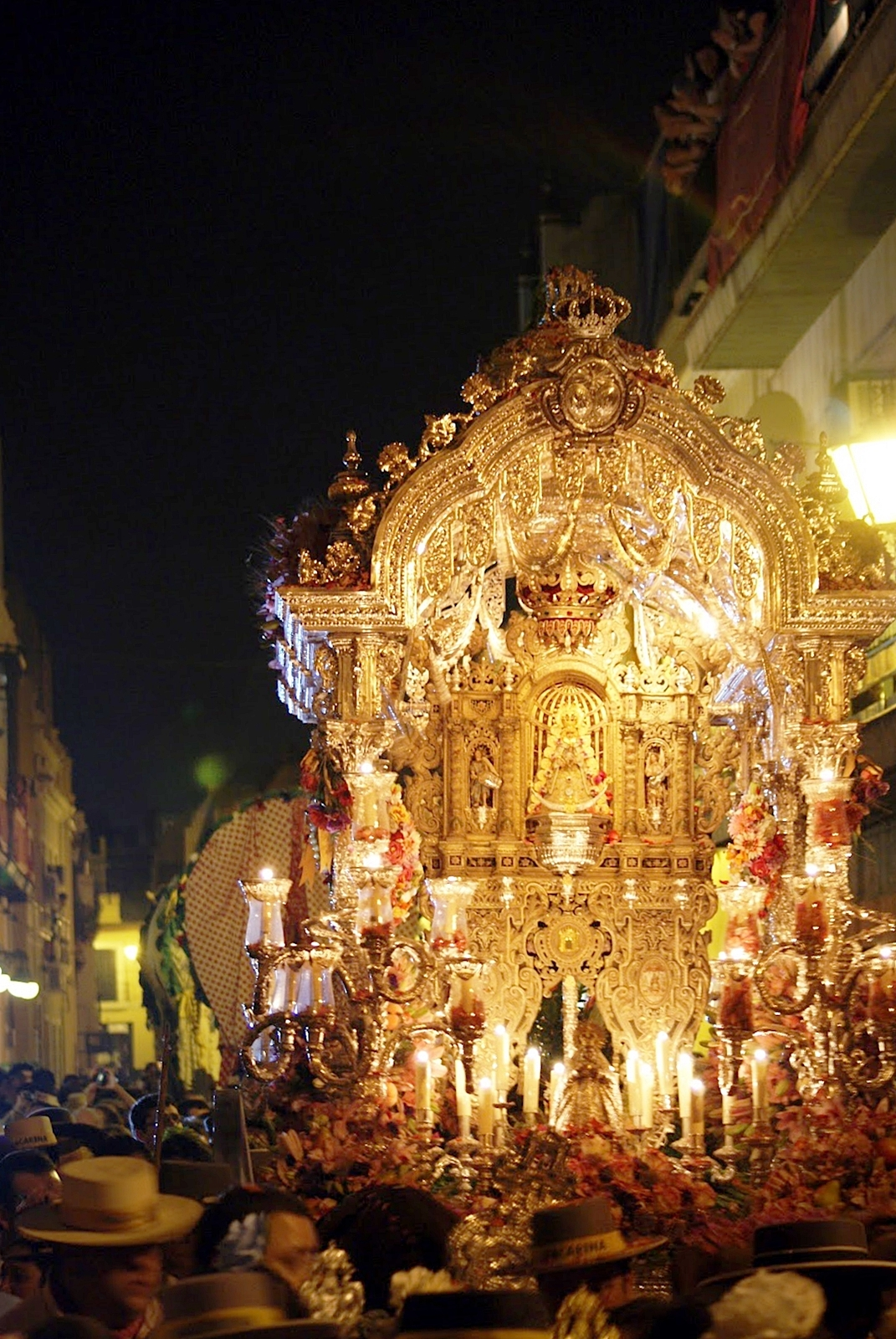
Hermandad del Rocío Macarena

La Romería del Rocío es una peregrinación festiva a la ermita de la Virgen del Rocío en la aldea del mismo nombre (término municipal de Almonte, Huelva) que se celebra el fin de semana de Pentecostés. En Sevilla existen seis hermandades rocieras, de las cuales la más antigua es la de Triana y no por ello menos importante le siguen Sevilla-Salvador, Cerro del Águila, Sevilla Sur, Macarena (primera en salir hacia la aldea) y Castrense. El camino de Sevilla es el más conocido de todos los que conducen a la Aldea del Rocío.
Corpus Christi
El Corpus Christi de Sevilla es una fiesta católica que ocurre el siguiente jueves al octavo domingo después del Domingo de Resurrección. Ese día todas las hermandades religiosas sevillanas (de gloria, penitenciales o sacramentales) se unen en una misma procesión que consta de nueve pasos, entre los que se encuentran santos sevillanos, patrones de la ciudad, la Santa Espina y la custodia con El Cuerpo de Cristo. Acompañan el cortejo varias representaciones sociales, eclesiásticas, militares y cívicas. Es una fiesta considerada de interés nacional.
Velá de Santa Ana

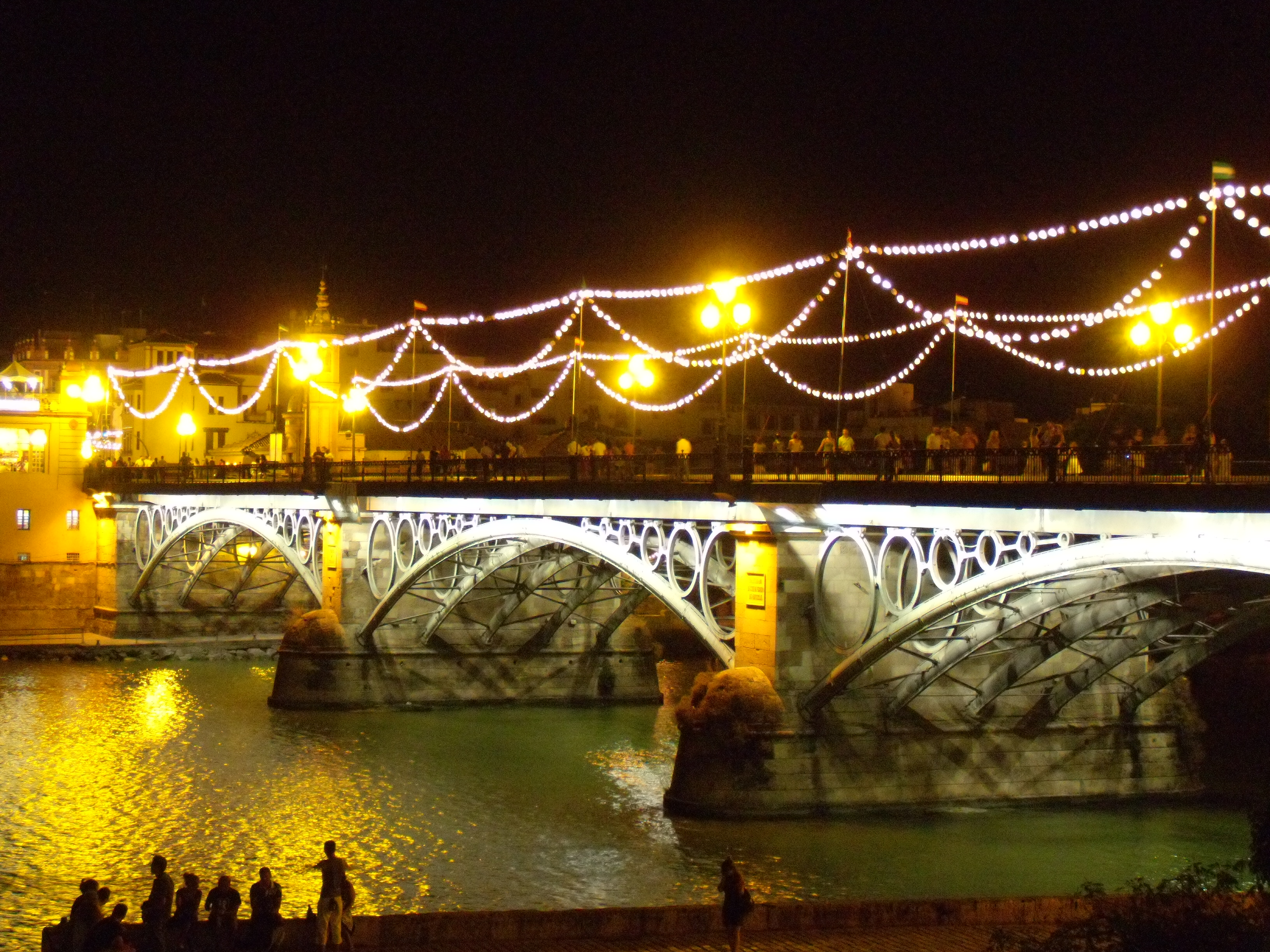
Puente de Triana iluminado durante la Velá de Santa Ana.

Fiesta de verano que se celebra en el distrito de Triana del 21 al 26 de julio. Tiene su origen a finales del siglo XIII, por motivo de la celebración de la festividad de Santiago y Santa Ana. La Velá de Santa Ana procede de una antigua romería que tenía lugar en la Parroquia de Santa Ana. Durante la semana que dura, se adornan las calles con farolillos, se instalan casetas y un mercado de alfareros. Se celebran actuaciones en directo, trofeos y eventos deportivos varios así como el famoso juego de la cucaña, en el que los jóvenes tratan de coger una bandera en el extremo de un palo embadurnado de grasa situado horizontalmente sobre el río.

### Tauromaquia
La plaza de toros de la Real Maestranza de Caballería de Sevilla es uno de los cosos taurinos más antiguos de España. Es la sede de las corridas de toros que se realizan en la ciudad, teniendo especial relevancia para los aficionados las que se celebran durante la Feria de Abril. Es considerada uno de los centros de atracción turística más populares de la ciudad y está entre los monumentos más visitados de la misma. La plaza de toros, con capacidad para 12 500 localidades, es propiedad de la corporación nobiliaria con sede en Sevilla de la que recibe el nombre.
La plaza de toros se empezó a construir en 1749 en sustitución de la plaza de toros rectangular ubicada en el lugar y su construcción tomó muchos años, ya que se fue haciendo por fases. En 1765 se construyó la fachada interior de la plaza llamada Palco del Príncipe, que consta de dos cuerpos: la puerta de acceso a la plaza, por la que salen los toreros triunfadores, y el palco propiamente dicho, de uso exclusivo de la Familia Real. Se finalizó su construcción en 1881.
Entre los años 1914 y 1915, bajo la dirección del arquitecto sevillano Aníbal González, se reformó el tendido en piedra sustituyéndolo por otro en ladrillo con una pendiente más suave.

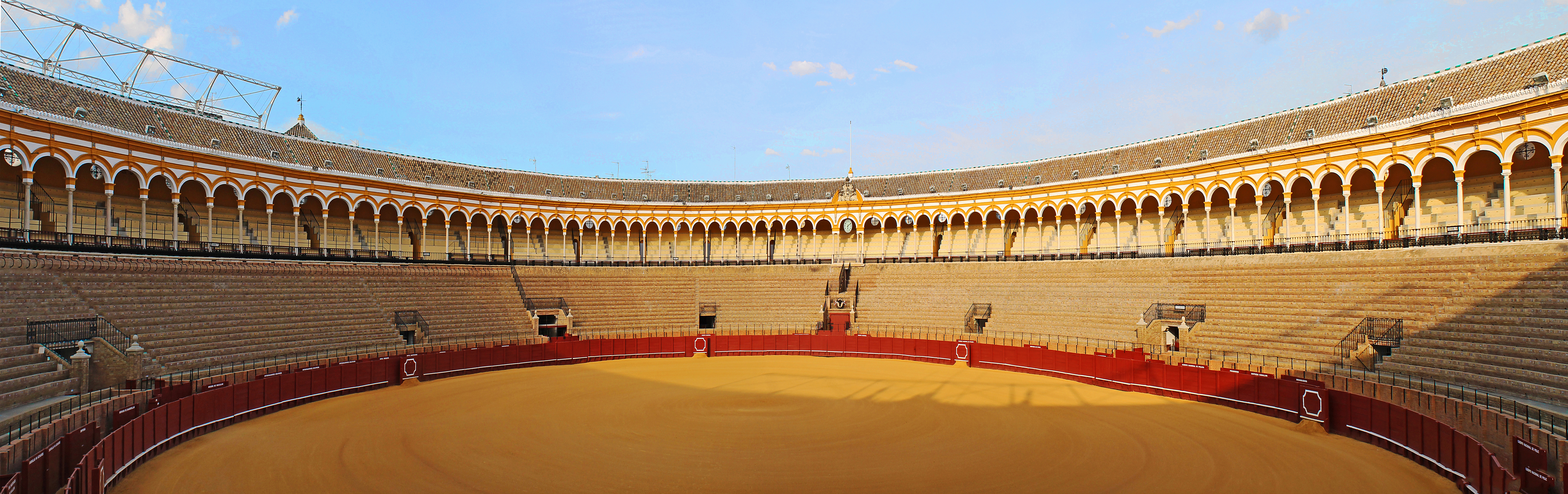
Plaza de toros de la Real Maestranza de Caballería de Sevilla

En los aledaños de la plaza se encuentran estatuas dedicadas a toreros sevillanos que han triunfado en la misma, destacando entre ellas la dedicada al diestro Curro Romero. El Museo Taurino de la Real Maestranza de Caballería, inaugurado en 1989, está alojado bajo los graderíos de la plaza de toros, donde hay una colección pictórica, carteles taurinos, fotos, trajes de luces, bronces, azulejos y esculturas. Entre estas últimas destacan las obras de Mariano Benlliure y bustos de toreros legendarios como Curro Cúchares, Pepe-Hillo o El Espartero.
En relación con los espectáculos taurinos cabe destacar la reciente aparición de movimientos cívicos antitaurinos de importancia significativa en la ciudad, que, como en otras ciudades andaluzas, organizan manifestaciones periódicas en contra de este espectáculo coincidiendo con la celebración de corridas.

### Recreo y esparcimiento
Gracias a la climatología de la ciudad, las actividades relacionadas con la recreación y el ocio tienen lugar en espacios abiertos. Entre estas manifestaciones destacan la Feria de Abril y la Semana Santa. También se realizan en espacios abiertos los encuentros de fútbol que los equipos Sevilla y Betis juegan en sus estadios, así como las actividades de los parques temáticos Isla Mágica y el parque acuático, Aquópolis.
En el teatro de la Maestranza, en el Auditorio Rocío Jurado y en el Estadio Olímpico se realizan diversos conciertos musicales y en la plaza de toros hay espectáculos taurinos muy significativos, especialmente las corridas de toros de la Feria de Abril. La ciudad cuenta además con numerosos teatros y salas de cine.
La práctica de deportes, especialmente los paseos en bicicleta o el remo en el río Guadalquivir, y los paseos por los parques de la ciudad, es otra opción de distracción elegida por muchos sevillanos, así como el tapeo con la familia y amigos.
Las zonas más concurridas de la noche sevillana son: Centro; Alameda de Hércules; zona Viapol, de discotecas muy concurridas por los más jóvenes; Triana y calle Betis. Más lejos del centro histórico, zonas como la avenida de la Raza (puerto), la isla de la Cartuja (zona Isla Mágica) o Sevilla Este (cercanías del palacio de Congresos), ofrecen numerosos pubs y discotecas.
En verano cierra parte de las discotecas y se abren terrazas cercanas al río en zonas como Triana, plaza de Armas, Zona Puerto, plaza de España y avenida de la Palmera, entre otras. En esta época muchos sevillanos se desplazan a las localidades costeras cercanas de las provincias de Huelva y Cádiz.

### Gastronomía

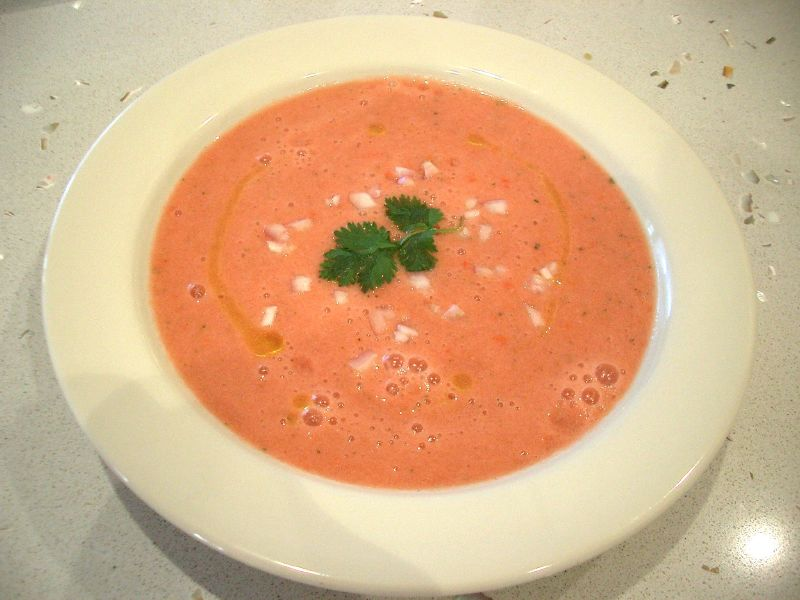
Plato con gazpacho servido generalmente frío

La gastronomía sevillana está muy condicionada por el clima imperante en la ciudad, de tal modo que existe una gastronomía típica del invierno y otra muy diferenciada adaptada a los calores y altas temperaturas del verano. La gastronomía sevillana se caracteriza por su sencillez y frugalidad, no está basada en una complicada elaboración sino en el sabio aderezo de productos de la dieta mediterránea.
Para sofocar las altas temperaturas veraniegas destacan principalmente el gazpacho andaluz, la ensaladilla rusa, diversos tipos de platos fríos denominados salpicón y ensaladas variadas. El pescao frito es un plato que consiste en freír un variado de pescado enharinado en abundante aceite de oliva que se consume durante todo el año. Asimismo, es muy común degustar una amplia gama de chacina, principalmente, jamón serrano, así como distintos tipos de queso; aunque no menos común es degustar el ya tradicional serranito, un bocadillo andaluz con orígenes sevillanos.
En los meses invernales es típico de la gastronomía autóctona el cocido andaluz compuesto por garbanzos y pringá (distintos embutidos, carne y tocino), las espinacas con garbanzos, la cola de toro, característica en la época de corridas de toros, el menudo o callos, los huevos a la flamenca, las papas aliñás (patatas cocidas aliñadas con distintos condimentos) y la sopa de picadillo.
Entre las bebidas más típicas destaca el tinto de verano (vino tinto con gaseosa), la cerveza y en la feria, el vino fino de jerez y la manzanilla de Sanlúcar.
Al igual que en toda Andalucía, destacan las tapas. La lista de tapas es muy extensa, ya que en su elaboración intervienen la imaginación y creatividad de cada profesional de la hostelería sevillana. La cultura del tapeo va desde la muestra de guisos y platos calientes pasando por fritos, arroces y guisos, hasta la más ligera de las tapas frías, aliños y chacinas, así como las aceitunas sevillanas en sus variedades encurtidas o aliñadas: gordales, manzanillas, machacadas, entre otras.
Entre los dulces típicos tradicionales sevillanos que forman parte de la repostería andaluza, destacan la torta de aceite, las tortas de polvorón, los pestiños, el alfajor, las yemas de San Leandro y el tocino de cielo. Durante la Cuaresma y Semana Santa son muy comunes las torrijas, dulces elaborados tanto de manera casera como en repostería, bares y restaurantes.

### Habla sevillana
En Sevilla se habla una variante del dialecto andaluz cuyas características principales son el seseo, en un territorio donde predomina el ceceo.
En su morfología se produce un empleo muy frecuente, a veces excesivo o redundante, de los pronombres personales en función del sujeto, como «yo» y «tú» debido a la pérdida de la «s» final en las conjugaciones de los verbos, para que el oyente perciba claramente que se hace referencia a la primera o bien a la segunda persona: lo que tú digas. Por otra parte, tampoco se suele hacer uso del pronombre vosotros que se sustituye por ustedes, tanto en la segunda como en la tercera persona verbal del plural y así se dice: ustedes jugáis, ustedes juegan. Se produce de igual manera cuando se tutea o cuando se habla en registro de cortesía, lo cual está aceptado en todas las capas sociales. Sin embargo, se considera de rango más coloquial, e incluso vulgar, la sustitución del pronombre objeto «os» por «se»: ustedes se vais, ustedes se creéis que yo me chupo el dedo.
Entre las características más sobresalientes de su fonética, además del seseo, se presenta el yeísmo (no se hace distinción entre /j/ y /ʎ/). [n] en grupos consonánticos se pierde ante /h/: naranja - /na'ra.ha/, berenjena - /be.re'he.na/ y también se pierde en agrupaciones como instituto - /is.ti'tu.to/, construir /coh.tru'ir/. En general, hay una escasa tensión articulatoria, lo que propicia relajación y aspiración de algunos fonemas o su pérdida. La [s] se aspira /h/ en posición final de sílaba o incluso se pierde al final de palabras: casco /'kah.ko/, después /deh'pwe/. También se pierden [d] y [r] finales: maldad /mar'da/, caminar /ka.mi'na/ y [d], por ejemplo en terminaciones ado, a: pescado /peh'ka.o/. [j] se realiza como una aspiración suave /h/, no /x/ como en la mayor parte de España. Se tiende a sustituir [l] por [r] cuando esta se encuentra a final de sílaba: soldado /sor'da.o/, colgado /cor'ga.o/, celta /cer'ta/, el coche /er'ko.ʃe/ (pero el árbol /e'lar.bo/, porque la [l] aquí pasa a ser principio de la sílaba siguiente). [ch] no se realiza /tʃ/ sino /ʃ/: coche /'ko.ʃe/, como en países latinoamericanos como República Dominicana, Cuba o Puerto Rico.[cita requerida]
También hay un uso relativamente frecuente de la palabra «miarma» que quiere decir «mi alma», que se usa para referirse cariñosamente a alguien, o en ocasiones, irónicamente. Existe un rico léxico compuesto, entre otras, por palabras de origen árabe y arcaísmos del castellano.[cita requerida]

### Música

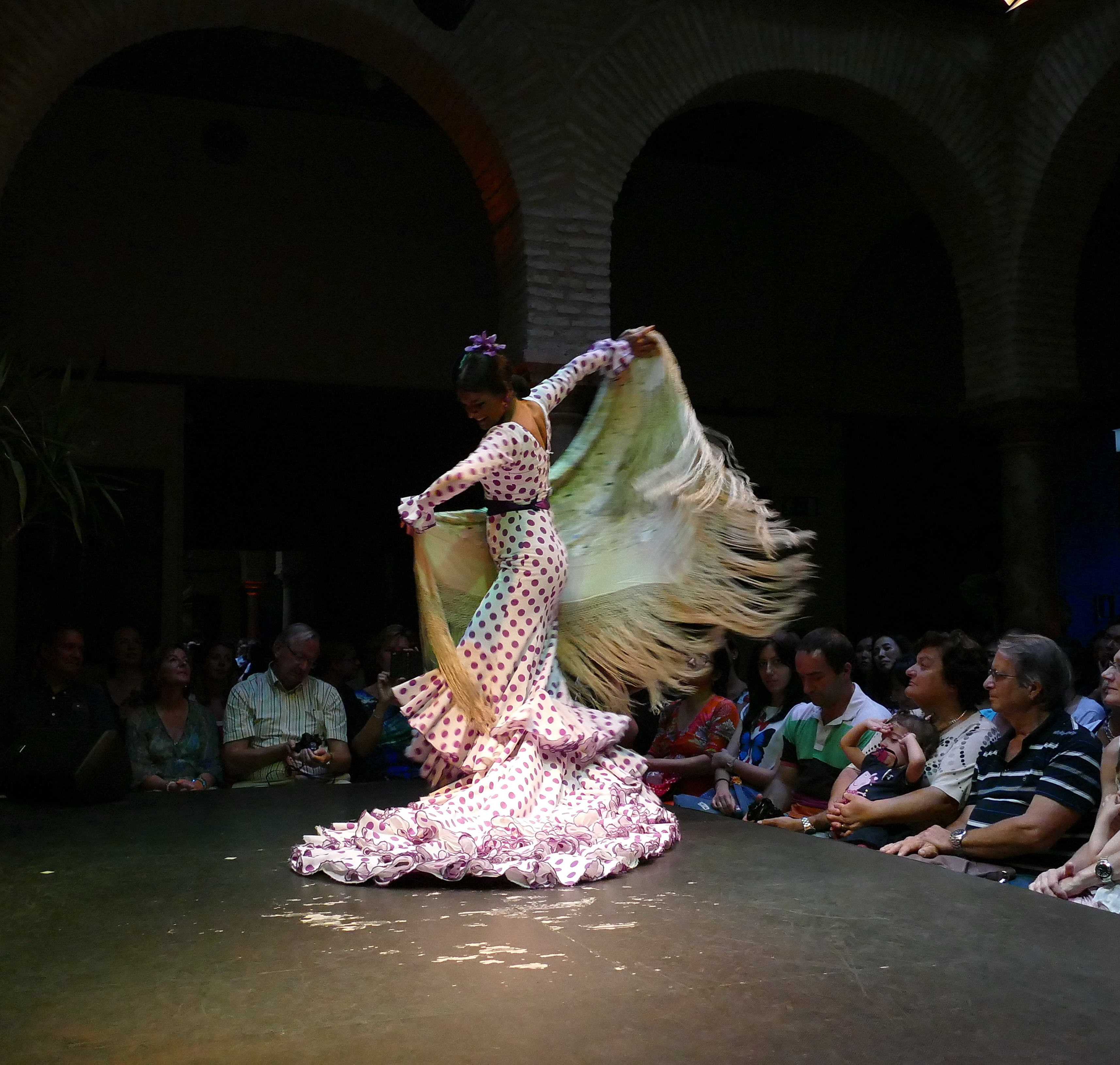
Espectáculo flamenco en el museo del baile flamenco de Sevilla

La escena musical en Sevilla es una de las más características de España. En los años 1970, surgió un nuevo movimiento musical en la ciudad, el rock andaluz, que fusionaba el rock progresivo con el flamenco tradicional, influido por grupos como Pink Floyd, King Crimson, The Doors, Jethro Tull, entre otros. De este movimiento, contamos con bandas como Triana, Alameda, Gong, Smash, Guadalquivir, Goma, Storm, Tabaca, Nuevos Tiempos, Green Piano... Posteriormente, también experimentaron con el rock nuevas bandas y cantantes como Silvio Fernández, Kiko Veneno, Raimundo Amador (de la banda Pata Negra), Mártires del Compás, Zagúan, Sr. Chinarro... Otro tipo de rock más duro y urbano lo encontramos en las bandas Reincidentes, Narco o Subliminal Chaos, también surgen bandas que fusionan rock y funk como O'funk'illo, Las Niñas o Entódao.
Además de rock, esta ciudad también presenta desde finales de los 90 una fuerte escena de música rap, de la que destacan grupos como SFDK, La Alta Escuela, Tote King, La Mala Rodríguez, Dogma Crew...
Música tradicional
La sevillana es el aire musical y el baile típico de la ciudad, ampliamente difundido en ferias y celebraciones en toda Andalucía. Son seguidillas que se han transformado aunque conservan su interpretación en cuatro coplas casi exclusivamente para baile. Durante la Semana Santa son frecuentes las marchas procesionales.

### Medios de comunicación
Prensa impresa

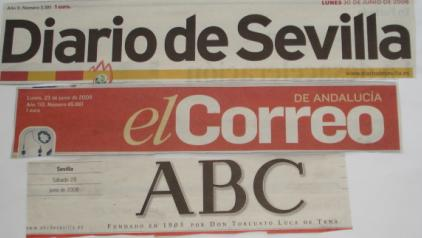
Periódicos de información general editados en Sevilla

En la ciudad pueden adquirirse los periódicos nacionales, regionales e internacionales de mayor difusión, algunos de los cuales incorporan una sección de información local o regional. Pero se venden principalmente los tres periódicos de información general que se editan en Sevilla, siendo la edición sevillana del ABC el de mayor tirada. Este periódico pertenece al grupo Vocento y cuenta con redacción propia y autonomía respecto al ABC de Madrid, aunque comparten muchos contenidos. La difusión media en el mes de noviembre de 2007 fue de 47 744 ejemplares. El siguiente periódico de información general de mayor difusión que se edita en Sevilla (15 534 ejemplares en 2014) es el Diario de Sevilla, perteneciente al Grupo Joly, que también edita periódicos en otras capitales andaluzas con los cuales comparte contenidos. El periódico decano de la prensa sevillana es El Correo de Andalucía, que en 2014 tuvo una difusión media de 4690 ejemplares según la OJD. De forma gratuita se reparten cada mañana en los lugares más concurridos de la ciudad los diarios gratuitos 20 Minutos, Que y ADN.
Emisoras de radio

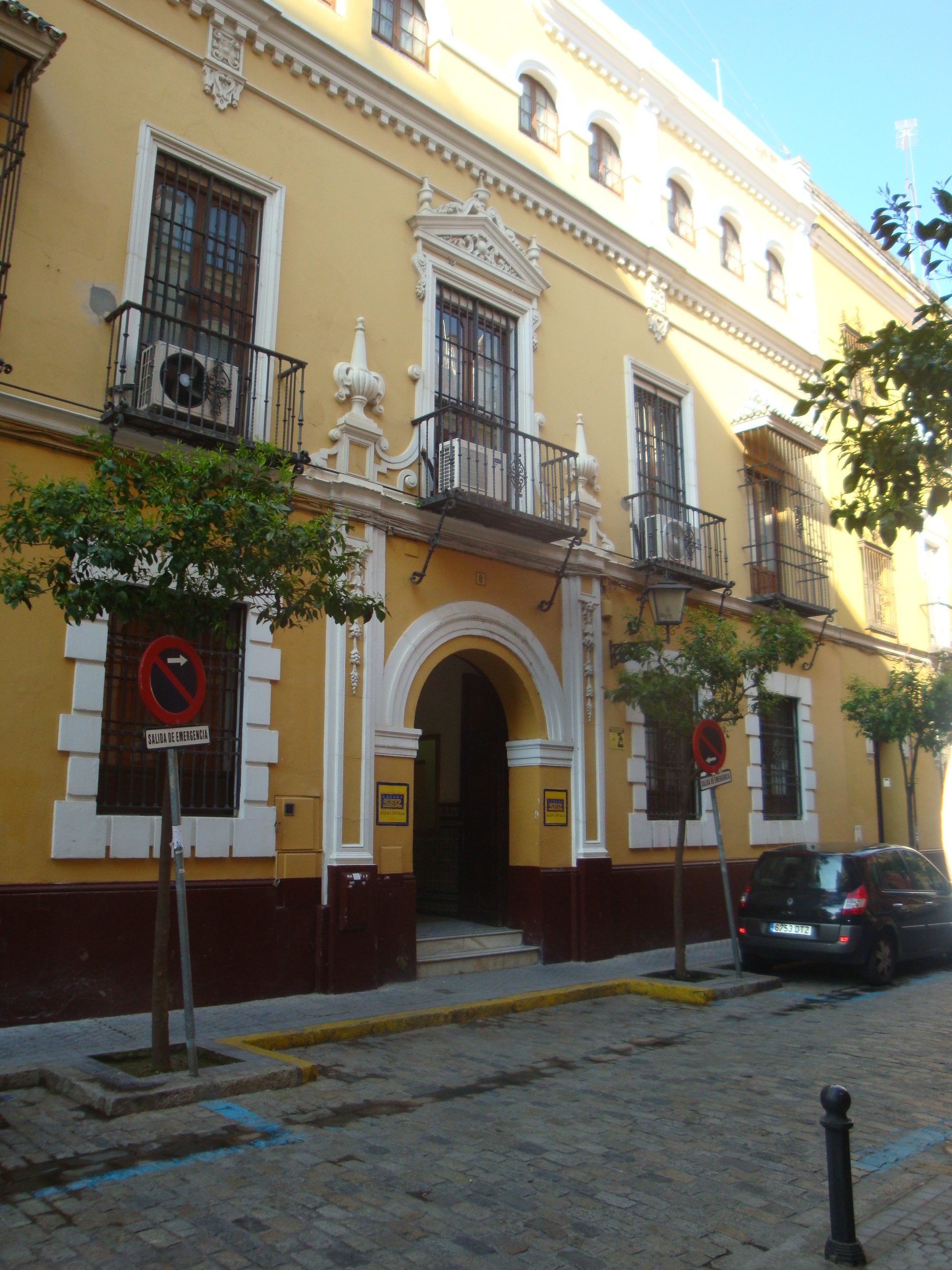
Sede de Radio Sevilla Cadena Ser

En la ciudad se pueden sintonizar todas las cadenas principales de radio que operan a nivel estatal y regional y en la ciudad disponen de emisoras locales que emiten espacios dedicados a la actualidad local en sus desconexiones en diferentes tramos horarios: Radio Nacional de España, La Fresca FM, Radio Sevilla Cadena Ser, Onda Cero, COPE, Punto Radio y Canal Sur Radio, Los40. En FM se pueden sintonizar las emisoras eminentemente musicales y otras específicas dedicadas a la información deportiva o económica.
Televisión
Con la entrada en funcionamiento de la Televisión Digital Terrestre (TDT) se ha multiplicado el número de canales de televisión, tanto generalistas como temáticos y tanto gratis como plataformas de pago a los que pueden acceder los sevillanos. A nivel local, la emisora municipal Giralda TV emitió hasta 2013. Hasta 2018 estuvo emitiendo El Correo TV, de El Correo de Andalucía. En la actualidad, emite a nivel local 7 TV.
Internet
El uso creciente de dispositivos tecnológicos, desde los cuales se puede acceder a Internet, las zonas wifi libre que se van creando en la ciudad y la posibilidad que ofrece Internet de acceder a todo tipo de medios tanto prensa, radio y televisión han revolucionado el modo que tienen hoy día las personas de acceder a la información general y especializada. A nivel local cabe señalar la página web del ayuntamiento donde se ofrece a los ciudadanos la información institucional más significativa que afecta a los sevillanos, así como las versiones digitales de los periódicos locales.

### En las artes y la cultura popular

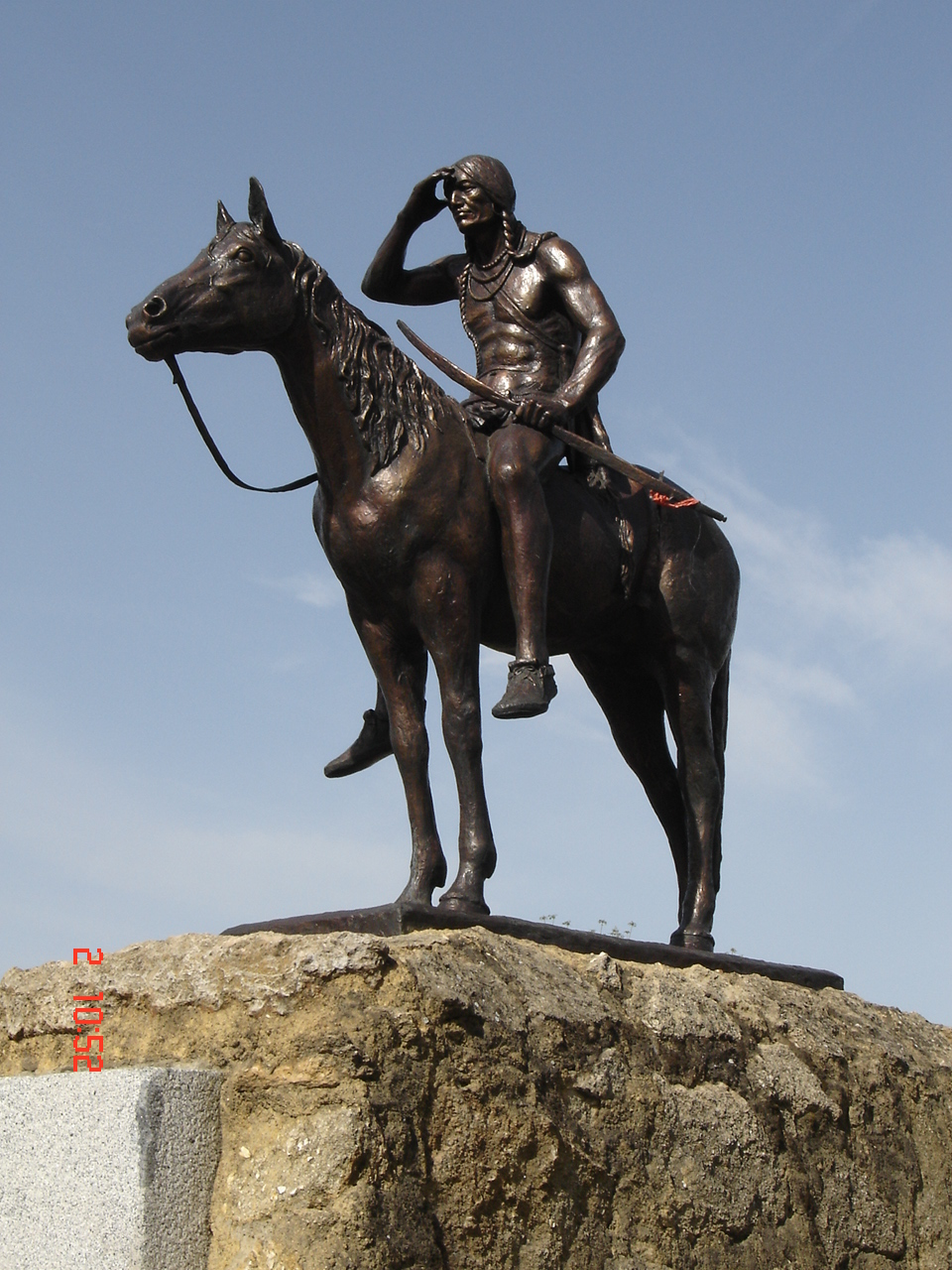
Estatua de homenaje, ubicada en la avenida Kansas City de Sevilla, como recuerdo del hermanamiento de ambas ciudades en 1969

#### Ópera
Sevilla ha despertado desde antiguo, y especialmente durante la época del Romanticismo, la inspiración de los artistas europeos, que ven en ella un lugar pintoresco y maravilloso. Tras los últimos estudios, se ha llegado a contar un total de 153 óperas ambientadas en esta ciudad, como Las bodas de Fígaro, Don Giovanni, El barbero de Sevilla, La fuerza del destino o Carmen.
Existen en la ficción operística personajes sevillanos que han llegado a alcanzar popularidad mundial, tanta, que en ocasiones incluso han sido mitificados y confundidos entre realidad y ficción. Algunos de ellos son: Fígaro, protagonista de la ópera bufa titulada El barbero de Sevilla de Gioachino Rossini estrenada en 1816; Carmen, gitana empleada en la Fábrica de Tabacos de Sevilla, protagonista de la afamada opéra-comique con su mismo nombre, obra de Georges Bizet; y Fidelio o Leonora, protagonista de la única ópera compuesta por Ludwig van Beethoven.

#### Literatura
Luis Vélez de Guevara, en Más pesa el rey que la sangre, dice de la ciudad: «Este Cairo español, esta Babilonia castellana, este ejército de almenas, este escándalo de casas...». El mismo autor, en su célebre El diablo cojuelo (1641), dice por boca de Don Cleofás: «dicen que es Sevilla lugar tan confuso, que no nos hallarán, si queremos, todos cuantos hurones tienen Lucifer y Bercebú».
Don Juan Tenorio, galán protagonista de la obra con el mismo nombre escrita por José Zorrilla e inspirada por la obra previa de Tirso de Molina El burlador de Sevilla y convidado de piedra, se ha convertido en el prototipo de hombre vividor y sin escrúpulos dentro de la cultura occidental.
La leyenda Maese Pérez, el organista, obra de Gustavo Adolfo Bécquer de 1866, está también ambientada en Sevilla.
La riqueza vegetal de Sevilla es retratada en la novela La tesis de Nancy, ambientada en la ciudad y escrita por Ramón J. Sender, donde la protagonista Nancy dice a su prima Betsy:

Yo me pregunto una vez más, Betsy: ¿cuál será la flor de Curro? ¡Hay tantas en Sevilla! Esta ciudad es un verdadero vergel y sería difícil elegir entre las que tienen Soleá y Juanito en su huerta: tulipanes, claveles, rosas, magnolias, rododendros, gladiolos, lirios, violetas, alelíes, azucenas, nardos, jacintos, asfodelos, jazmines, narcisos, clavelinas, orquídeas, dondiegos, peonías, anémonas, amapolas, camelias, margaritas, nenúfares, pimpinelas, miosotis, azahares, mimosas, siemprevivas, madreselvas, pasionarias y otras muchas todavía. ¿Cuál de ellas será la que prefiere Curro?

#### Cine
- Las primeras imágenes que se filmaron en Sevilla datan de 1898, cuando un equipo de los hermanos Lumière realizó un cortometraje donde se muestran una procesión de Semana Santa y una corrida de toros.
- Muchas escenas de Lawrence de Arabia, sobre todo de interiores, están rodadas en la plaza de España, el hotel Alfonso XIII, el Casino de la Exposición, el Museo Arqueológico (plaza de América) y la Casa de Pilatos.[326]
- La batalla de Inglaterra fue rodada en parte en los terrenos del aeródromo militar de Tablada.[327]
- Para la película El viento y el león (1975), con Sean Connery y Candice Bergen, además de algunas de las localizaciones anteriores también se utilizó el parque de María Luisa.
- En 1492: La conquista del paraíso (1992), de Ridley Scott, aparecen escenas rodadas en el Real Alcázar.
- Para dar vida al planeta Naboo, en Star Wars: episodio II - El ataque de los clones (2002), George Lucas rodó en la plaza de España, la cual se modificó digitalmente.
- En noviembre de 2009 se rodó en las calles del centro de Sevilla Knight and day, protagonizada por Tom Cruise y Cameron Díaz.[328] y en el que paradójicamente situaban los encierros de San Fermín por las calles de la capital hispalense.
- La película El reino de los cielos, de Ridley Scott, se rodó en parte en la Casa de Pilatos y el Real Alcázar.
- La plaza de España figuró el palacio presidencial de la película El dictador (2011), de Sacha Baron Cohen.
- El Real Alcázar y las Reales Atarazanas de Sevilla se usaron durante varias temporadas para rodar escenas de la serie de HBO Juego de tronos (2014).[329]
- Entre mayo y junio de 2017 se grabaron en varios enclaves de la ciudad y la provincia buena parte del total de escenas de la serie española La peste, del director de cine sevillano Alberto Rodríguez.

## Deporte

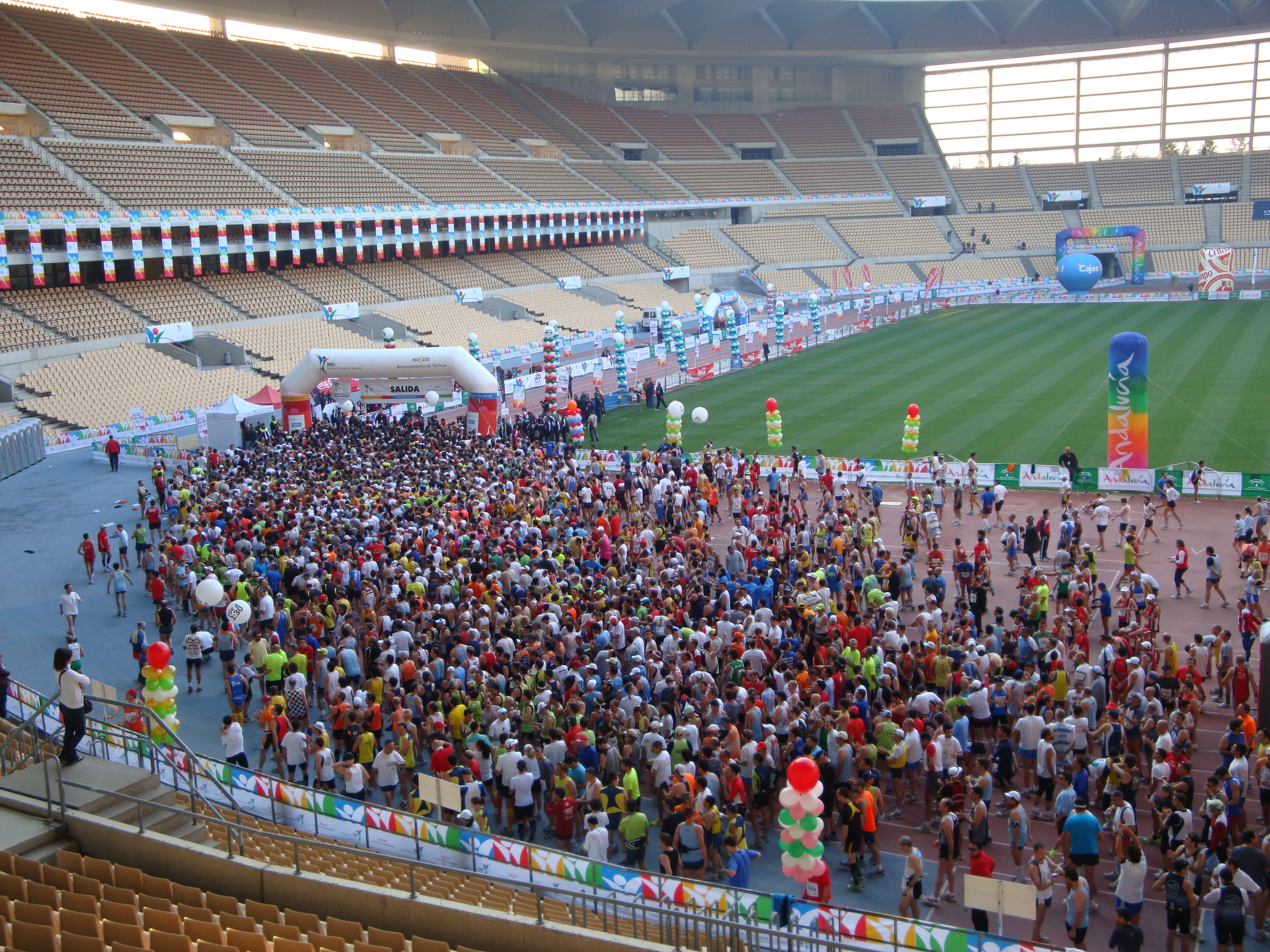
Salida del Estadio Olímpico en el Maratón Ciudad de Sevilla 2009

La actividad deportiva en Sevilla es regulada por el Instituto Municipal de Deportes (IMD), el cual ofrece una amplia gama de actividades físicas en los diversos centros deportivos de la ciudad, como gimnasia, aeróbicos, musculación, artes marciales, tenis, entre otras.

### Entidades deportivas
Al margen de los deportes que se practican en las instalaciones municipales, la ciudad cuenta, entre otras, con las siguientes entidades deportivas:
| - Club Natación Sevilla - Círculo Mercantil e Industrial - Centro Deportivo Charco de la Pava - Club Náutico Sevilla - Club de Remo Guadalquivir - Club Real Betis Energía Plus de baloncesto - Real Club Pineda de Sevilla - Sevilla Fútbol Club S.A.D. | - Real Club de Tenis Betis - Club de paracaidismo deportivo de Sevilla - Real Betis Balompié S.A.D. - Asociación Club de Campo de Sevilla - Rugby Sevilla (Cajasol Rugby Ciencias) - Club Atletismo de Sevilla (Sevilla Abierta) - Sevilla Linces - Club Deportivo Baloncesto Sevilla San Pablo - Escuela de Surf Legend's - Club Waterpolo Sevilla |

### Escenarios deportivos
La ciudad cuenta con una extensa red de centros deportivos dependientes del Instituto Municipal de Deportes (IMD), explotados muchos de ellos por empresas privadas en régimen de concesión administrativa. En muchos de estos centros se pueden practicar diferentes actividades deportivas como natación y acceder al alquiler de pabellones cubiertos, pistas polideportivas, campos, salas de musculación, campus deportivos.
Estadio de La Cartuja

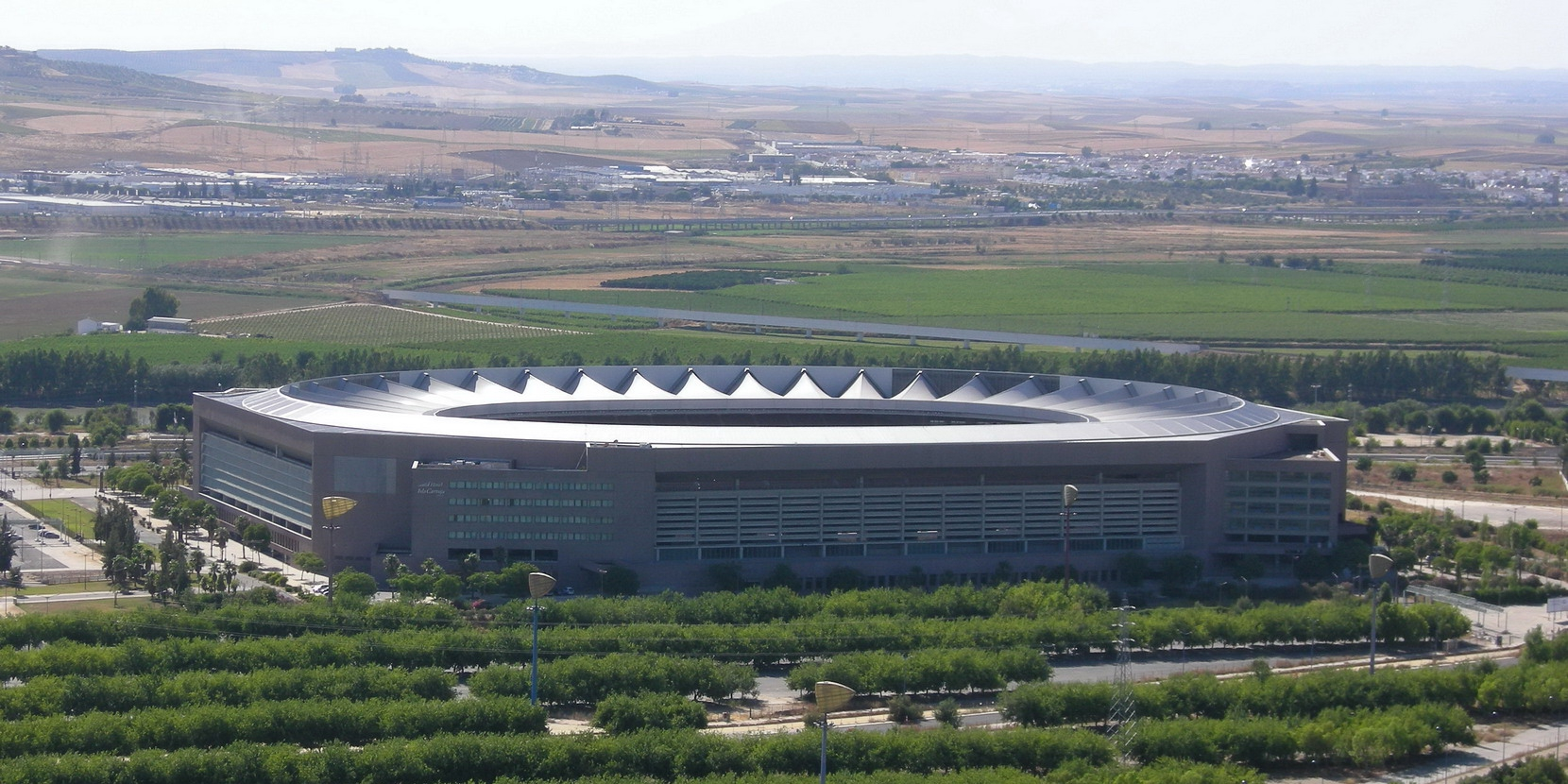
Estadio de la Cartuja

El Estadio de la Cartuja es un estadio multiusos que se construyó con la esperanza de poder celebrar unos Juegos Olímpicos en la ciudad de Sevilla, financiado por la Junta de Andalucía. Un 57 % del terreno que ocupa está ubicado en el colindante término municipal de Santiponce. Tiene un aforo de 57 631 localidades. El estadio fue inaugurado el 5 de mayo de 1999. y acogió el Campeonato Mundial de Atletismo de 1999. En 2008, no fue posible llegar a un acuerdo para que sea utilizado por los clubes Real Betis Balompié y Sevilla FC. Se realizan en el mismo algunos eventos tanto deportivos como musicales como la final de la UEFA del año 2003, las finales de copa del Rey de 1999 y 2001 o dos finales de Copa Davis (2004 y 2011).
También ha acogido eventos musicales, como los conciertos de ACDC de 2010 y 2016, Madonna en 2008, Bruce Springsteen en 2009 y 2012, U2 en 2010 o Iron Maiden en 2016, entre muchos otros.
Palacio de Deportes San Pablo

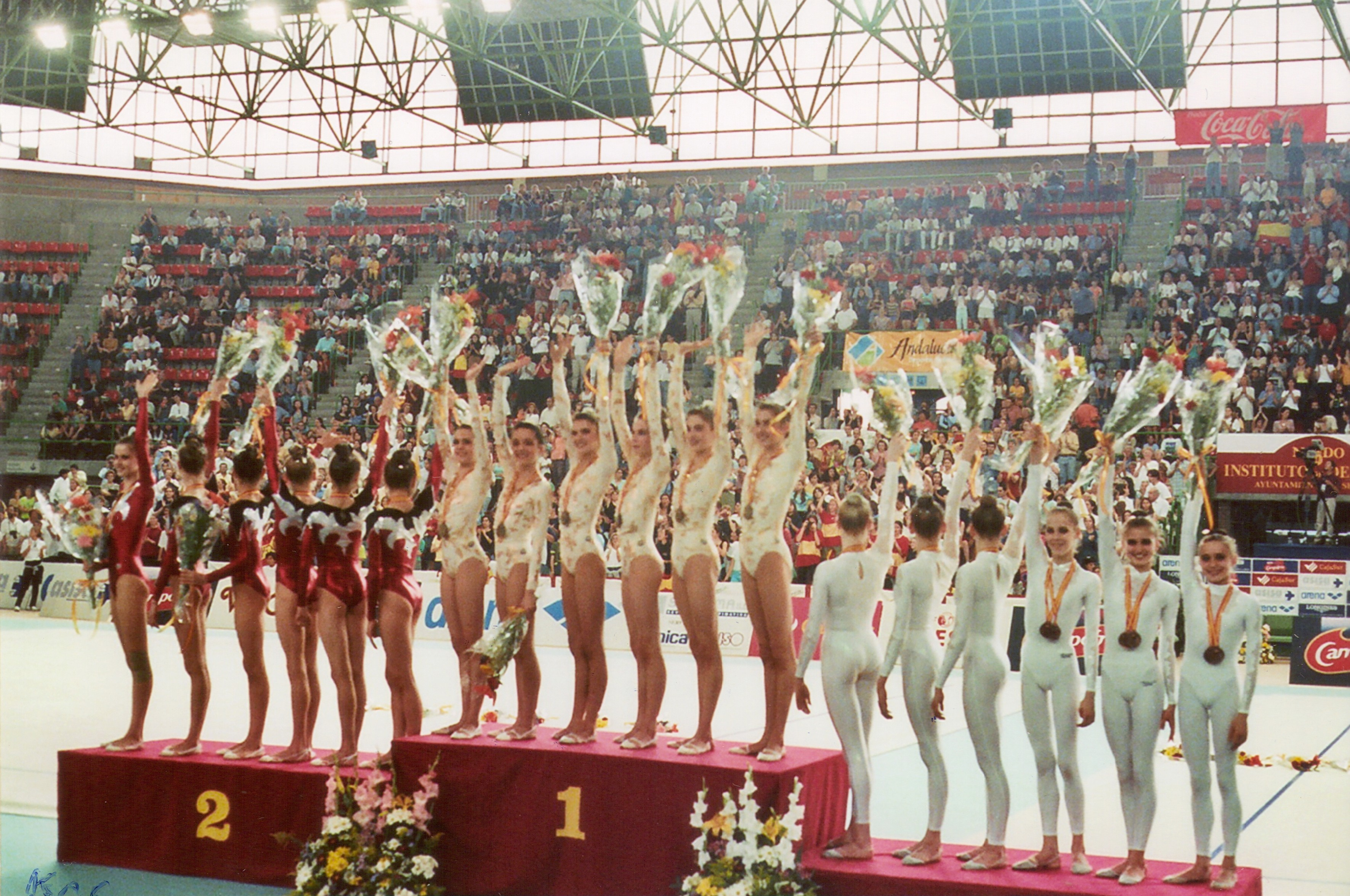
El conjunto español se proclama campeón del mundo en el Mundial de Gimnasia Rítmica, celebrado en el palacio de Deportes San Pablo (1998)

El palacio de Deportes San Pablo es un complejo de propiedad municipal ubicado en el barrio del Polígono de San Pablo, gestionado por el Instituto Municipal de Deportes (IMD) del ayuntamiento, donde pueden celebrarse distintos eventos deportivos, aunque es la sede principal del equipo de Baloncesto local que participa en la Liga ACB, denominado Cajasol Sevilla o Club Baloncesto Sevilla. Entre los eventos internacionales que ha albergado está el Campeonato Mundial de Atletismo en Pista Cubierta de 1991 o el Campeonato Mundial de Gimnasia Rítmica de 1998.
El complejo fue inaugurado en 1988, el pabellón principal tiene unos 82 000 m² y una capacidad para 7626 espectadores, aunque se le puede poner una grada supletoria para completar el aforo hasta los 10 000 espectadores. Pueden celebrarse hasta dieciséis disciplinas deportivas. La dedicación principal del pabellón es la celebración de los partidos oficiales del equipo de Baloncesto Cajasol Sevilla en todas las competiciones que participa. También destaca la gran utilización que tienen las instalaciones acuáticas del complejo utilizadas en su mayoría para fines terapéuticos. Además de las competiciones deportivas se celebran actos electorales por parte de los partidos políticos y otros actos culturales o musicales.
Estadio Ramón Sánchez Pizjuán

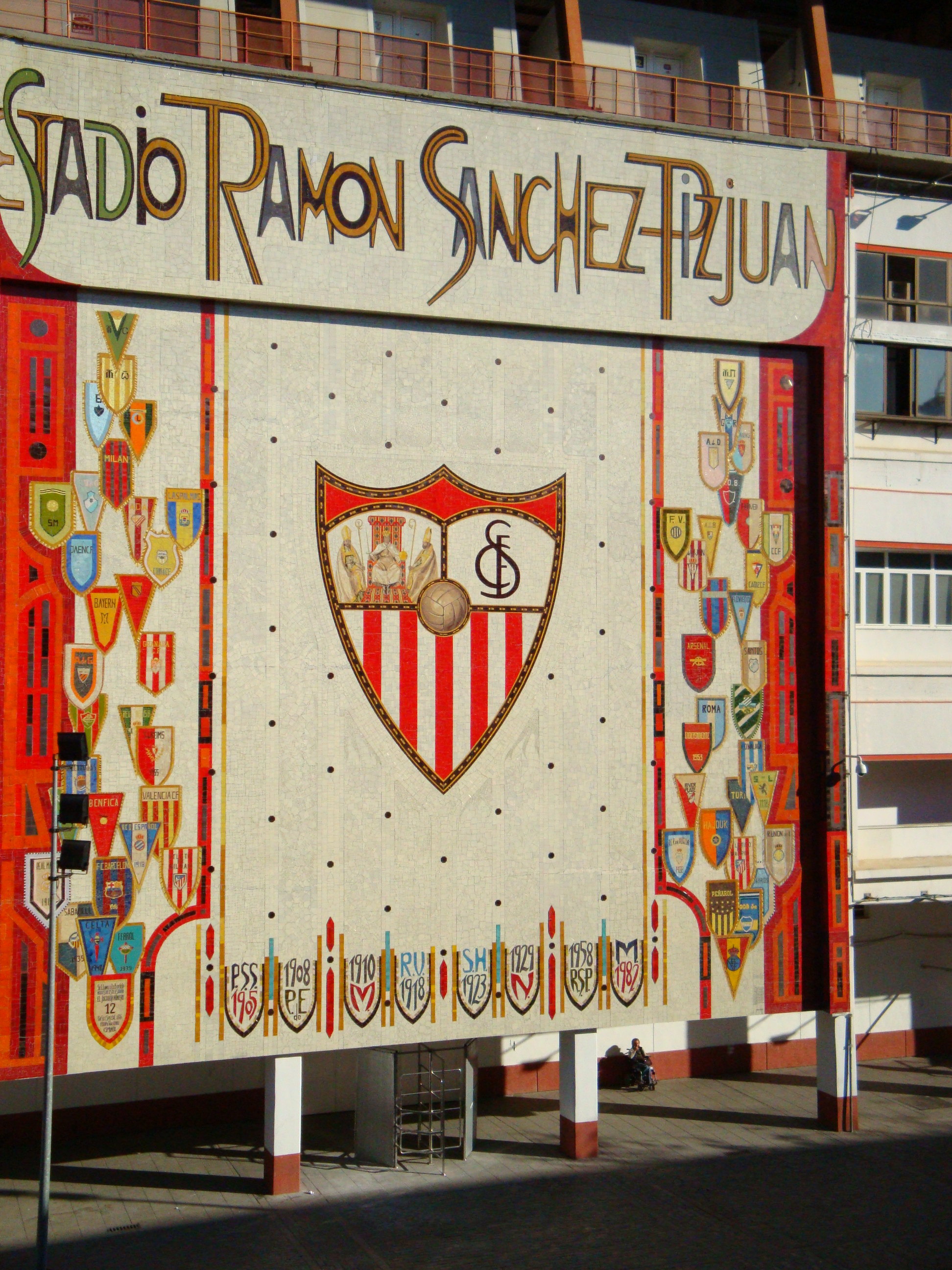
Mosaico conmemorativo del Mundial de Fútbol de 1982 situado en la fachada principal del Estadio Ramón Sánchez Pizjuán

El estadio de fútbol Ramón Sánchez Pizjuán es el escenario que utiliza el equipo Sevilla Fútbol Club para jugar sus partidos oficiales. Está ubicado en el barrio de Nervión. El estadio es propiedad del Sevilla F. C. y debe su nombre a un hombre que fue presidente del club durante muchos años e inició los procesos de su construcción en 1938 con la compra de los terrenos que ya utilizaba el club en alquiler.
Fue diseñado por el arquitecto Manuel Sánchez Monasterio. La inauguración oficial tuvo lugar el 7 de septiembre de 1958. Tuvo una gran remodelación con motivo del campeonato mundial de fútbol que se celebró en España en 1982. La última remodelación fue a finales de los años noventa cuando, cumpliendo con la nueva normativa FIFA, hubo que eliminar todas las zonas donde se podía ver el fútbol de pie, reduciendo su capacidad de 70 500 espectadores a 45 500. Tiene césped natural y unas dimensiones del campo de juego de 105x70 m.
Las conmemoraciones más significativas que se han realizado en el estadio han sido con motivo de la consecución de dos Copas de la UEFA consecutivas por parte del Club en las temporadas 2005/06 y 2006/07, de la tercera, lograda en 2014, y los actos de celebración del centenario del club realizados durante la temporada 2005/2006
Estadio Benito Villamarín

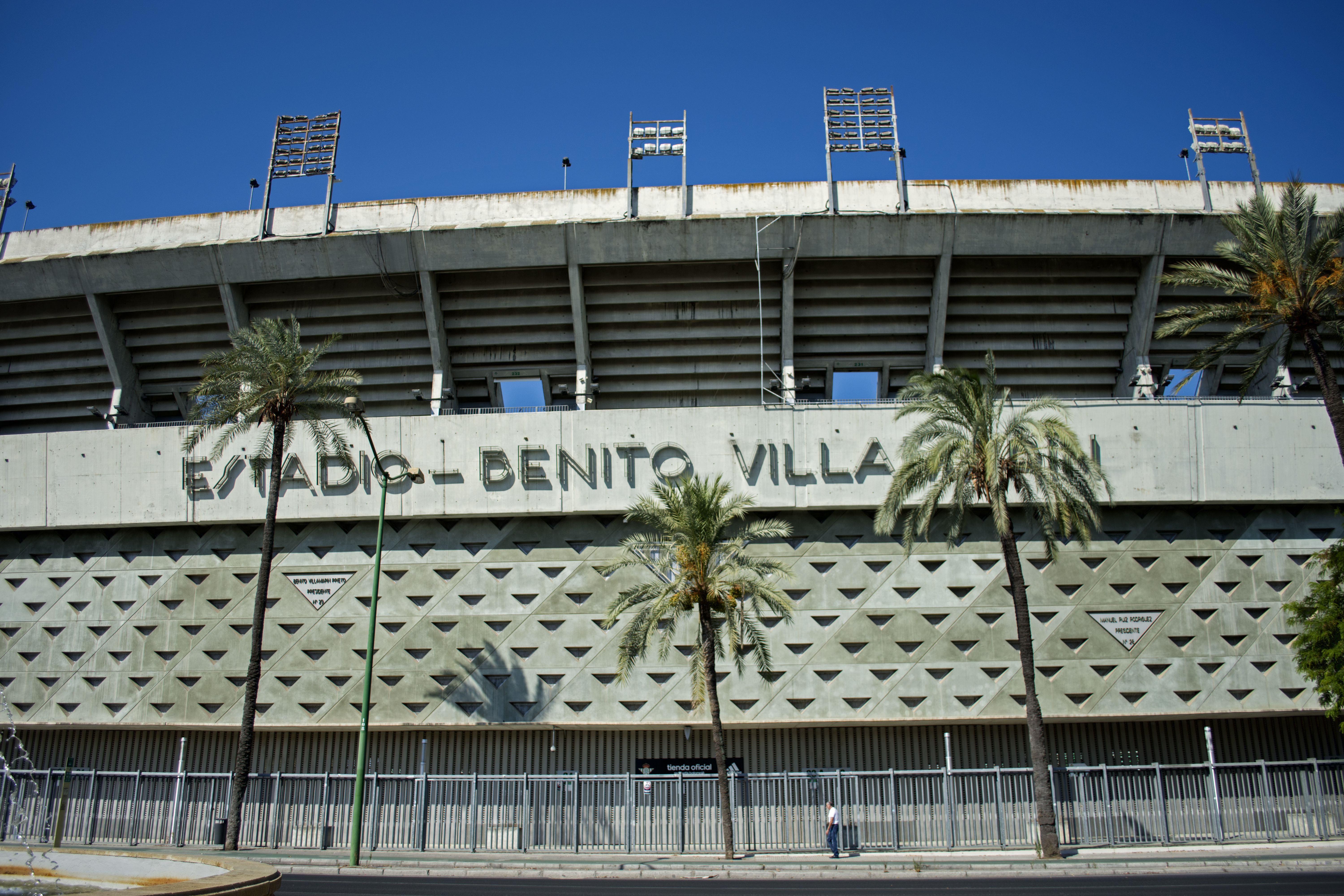
Exterior del estadio del Real Betis

El estadio de fútbol Benito Villamarín es el estadio que utiliza el club Real Betis Balompié para jugar en él sus partidos oficiales. Está ubicado al final de la avenida de La Palmera, correspondiendo al barrio de Heliópolis. El estadio es propiedad del Real Betis Balompié.
Fue inaugurado en 1929, sufrió una remodelación para la celebración del Mundial de Fútbol de 1982, y fue reinaugurado parcialmente el 1 de enero del 2000. El estadio se encuentra actualmente (2010) en fase de remodelación y ampliación. Actualmente cuenta con una capacidad de 60 721 espectadores, que una vez que se concluyan las obras que se están desarrollando aumentará hasta la cifra de 66 000 espectadores. Tiene césped natural y unas dimensiones del campo de juego de 105x65 m. Las conmemoraciones más significativas que se han realizado en el estadio han sido con motivo de la consecución de la Copa del Rey ganada en la temporada 2004/2005 y los actos de celebración del centenario del club realizados durante la temporada 2007/2008. En la última jornada de la temporada 2008/2009, tras ocho años consecutivos en Primera División, el Real Betis Balompié descendió a Segunda División. Tras ello, en la temporada 2011-2012 volvió a la Primera División, retornando nuevamente a Segunda al final de la 2013-2014.
En él, se disputó el partido de fútbol celebrado el 21 de diciembre de 1983 entre las selecciones de España y Malta, que concluyó con un resultado de 12-1 a favor de los locales, supuso la clasificación de España para la Eurocopa de 1984 y está considerado como uno de los encuentros más importantes en la historia del fútbol español.
Río Guadalquivir

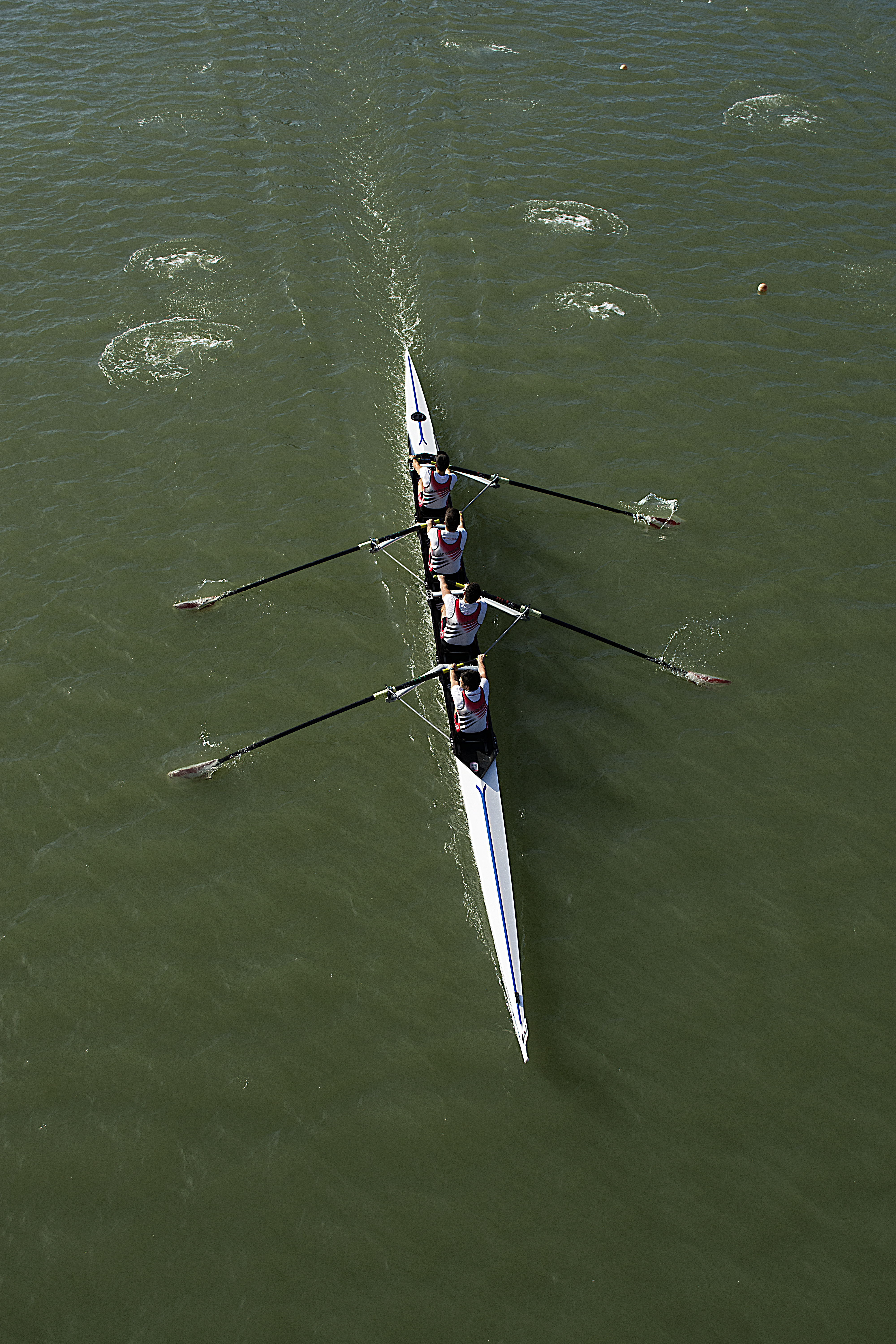
Entrenamiento de remo (2017) en el río Guadalquivir

El río Guadalquivir es el elemento topográfico que más ha influido sobre la ciudad, no solo por las múltiples actividades turísticas e industriales que se desarrollan en él, sino por las deportivas. Es posible realizar la mayoría de deportes acuáticos, especialmente el remo y el piragüismo. En estos deportes han sobresalido varios deportistas sevillanos que compiten en los campeonatos del mundo y en los Juegos Olímpicos.
Para su práctica existen varios clubes deportivos como: Real Círculo de Labradores, Círculo Mercantil, Club Náutico Sevilla, Club de Remo Ciudad de Sevilla y el Guadalquivir 86 entre otros. Además, en el ámbito del remo y el piragüismo destaca el centro especializado de alto rendimiento de remo y piragüismo de La Cartuja, que alberga instalaciones modernas para la preparación de deportistas de élite y recibe equipos nacionales de varios países a prepararse.
Entre las competiciones que se celebran en el río destaca la Regata Sevilla-Betis que se celebra cada año y los campeonatos autonómicos y nacionales de cada deporte. A nivel internacional se han celebrado en el río los siguientes eventos:
- Copa del Mundo de Remo y Piragüismo de 2001.
- Campeonatos del Mundo de Remo y de Piragüismo de 2002.
- En 2013 se celebró el Europeo de Remo.

## Ciudades hermanadas
La lista de ciudades (incluidos los hermanamientos de barrios o de calles) hermanadas con Sevilla son:
- Antigua Guatemala
- Marrakech[362]
- Laredo
- Sevilla la Nueva[363]
- San Salvador[364]
- Kansas City[365]
- Columbus[366]
- Cartagena
- Cracovia

### Convenios
- Poza Rica (2019)[367][368]
- Veracruz (2019)[368]
- Puebla (2019)[368]
- Guachochi (2019)[368]
- Orizaba (2019)[368]